# 軍服 (アメリカ合衆国)

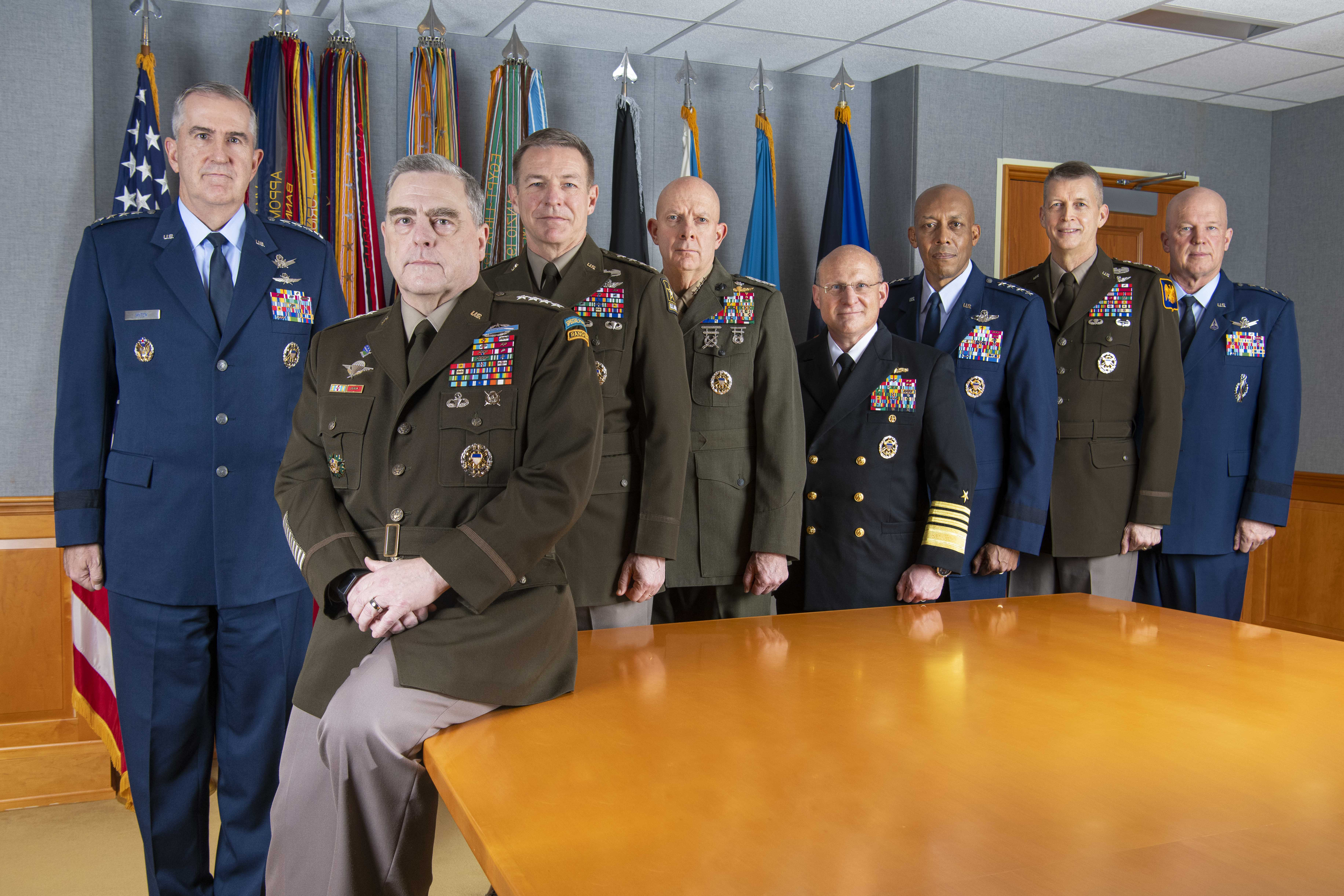
統合参謀本部本部員の面々、2020年。左端から順に副議長ジョン・E・ハイテン空軍大将、議長マーク・A・ミリー陸軍大将、ジェイムス・C・マコンビル陸軍大将（陸軍参謀総長）、デイビッド・H・バーガー海兵隊大将（海兵隊総司令官）、マイケル・M・ギルデイ海軍大将（海軍作戦部長）、チャールズ・Q・ブラウン・ジュニア空軍大将（空軍参謀総長）、ダニエル・R・ホカンソン陸軍大将（国防総省州兵総局長）、ジョン・W・レイモンド宇宙軍大将（宇宙軍作戦部長）

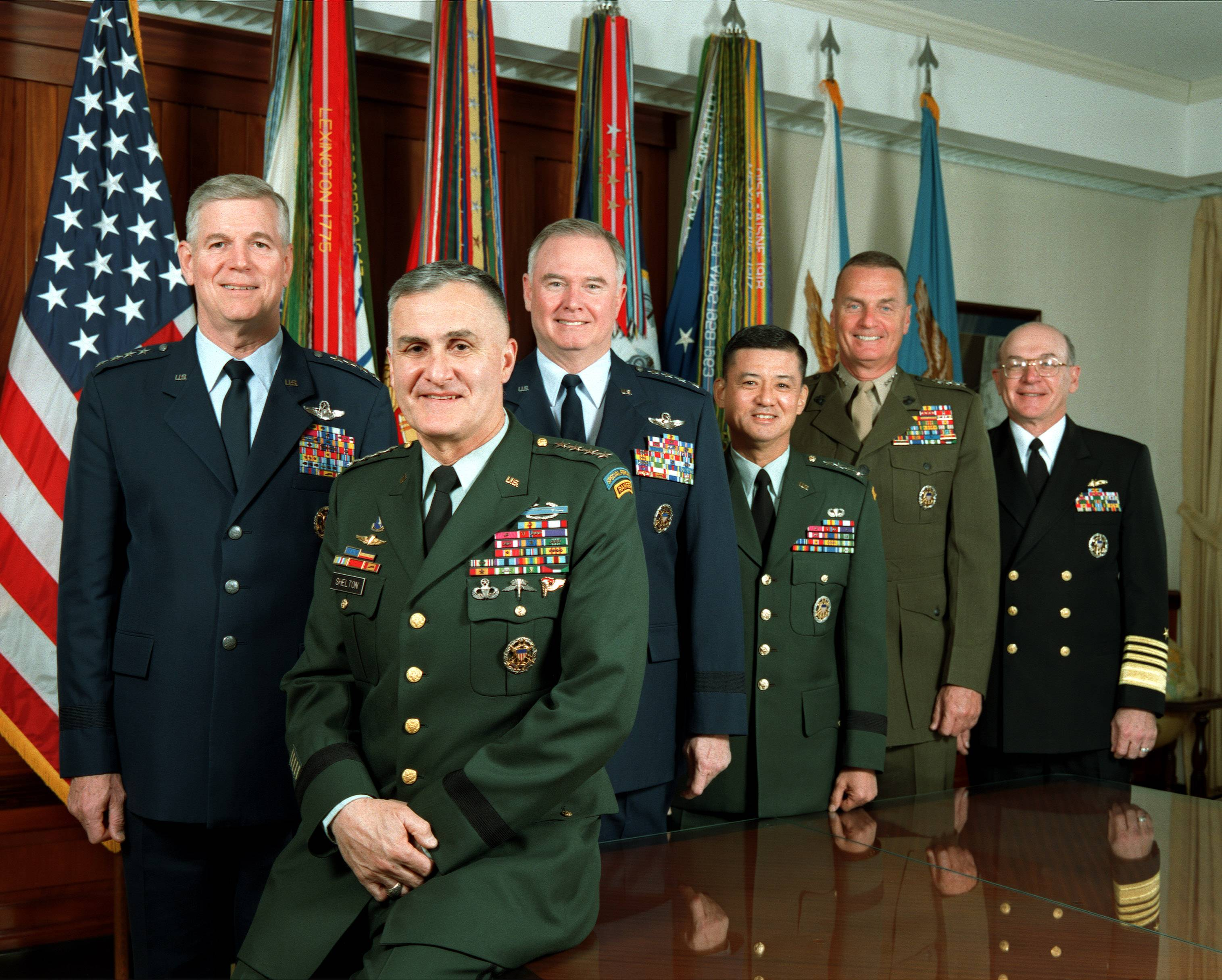
統合参謀本部本部員の面々、2001年。左端から順に副議長リチャード・マイヤーズ空軍大将、議長ヒュー・シェルトン陸軍大将、マイケル・E・ライアン空軍大将（空軍参謀総長）、エリック・シンセキ陸軍大将（陸軍参謀総長）、ジェームズ・L・ジョーンズ海兵隊大将（海兵隊総司令官）、ヴァーン・クラーク海軍大将（海軍作戦部長）。州兵総局は2012年に本部入り、また宇宙軍は2019年に新設されたのでこの当時はいない

アメリカ合衆国の軍服（アメリカがっしゅうこくのぐんぷく）は、アメリカ合衆国の軍人により着用される衣類であり、主に陸、海、空軍及び海兵隊の制服を指す。この項では建国から現在までのアメリカ合衆国における軍服の特徴と変遷について述べる。

## 概観
18世紀後半にイギリスから独立したアメリカ合衆国の軍服は、旧宗主国のイギリスと独立以来民主主義の手本としていたフランスのデザインに影響が見られるが、早い時期から独自の進歩が見られた。アメリカにはヨーロッパ諸国のような王侯貴族が存在しないため士官の制服にも貴族的な装飾が必要とされず、全体に実用性が重視された。この事は20世紀の軍服に求められるコンセプトに通ずるものであった。また、19世紀初頭には世界に先駆けて既製服産業がアメリカで興り、1850年代にはミシンによる大量生産が行なわれた。このようにして、19世紀中にはアメリカが軍服に関して世界を主導する下地が出来上がっていたのである。そして、第一次世界大戦が国家の総力を挙げた近代戦となり、終戦によりヨーロッパの君主制が衰退したため、軍服に関してもアメリカの地位は確固たるものになった。
第二次世界大戦後はアメリカ合衆国が東西冷戦における西側陣営の盟主となり、東側陣営の盟主たるソ連軍とならんで、世界各国の軍服に最も大きな影響を与える存在となった。東側陣営が解体した1990年代以降は、この傾向がさらに強まって現在に至っている。
軍服以外の衣服やファッションに取り入れられた要素・与えた影響も大きなものがある。同様に日常の衣服に取り入れられたイギリス軍のトレンチコートなどと比べるとよりカジュアルな形で若年層に受け入れられている。

## 陸軍の軍服

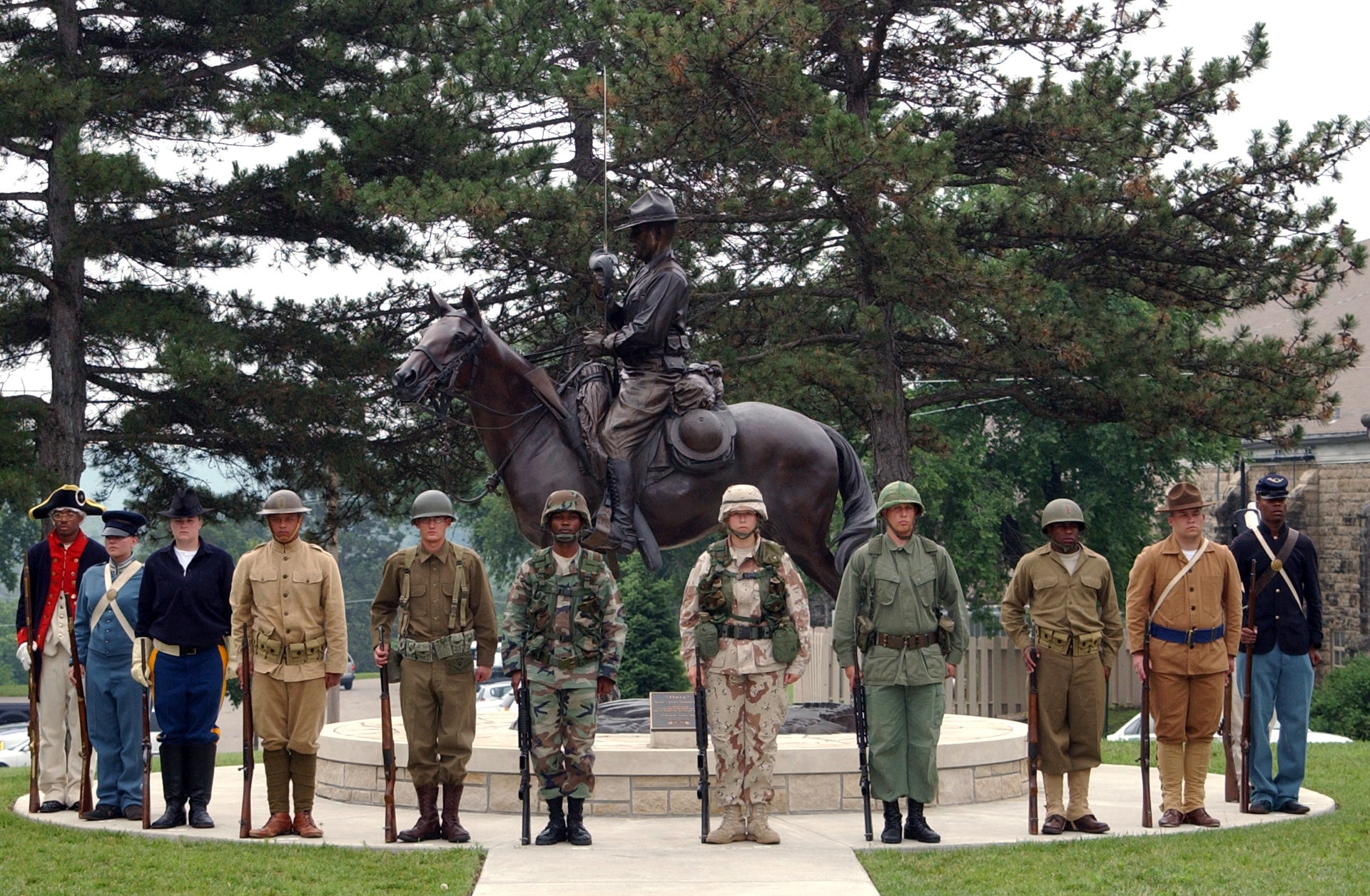
陸軍軍服の変遷

### 独立戦争
独立戦争は正規軍のイギリス軍に対して農民ら民兵ゲリラが戦った戦争であるため、アメリカ側の軍服はまちまちである。ただジョージ・ワシントンの親衛隊はワシントン自身になぞらえてブルーの服を着ていた。

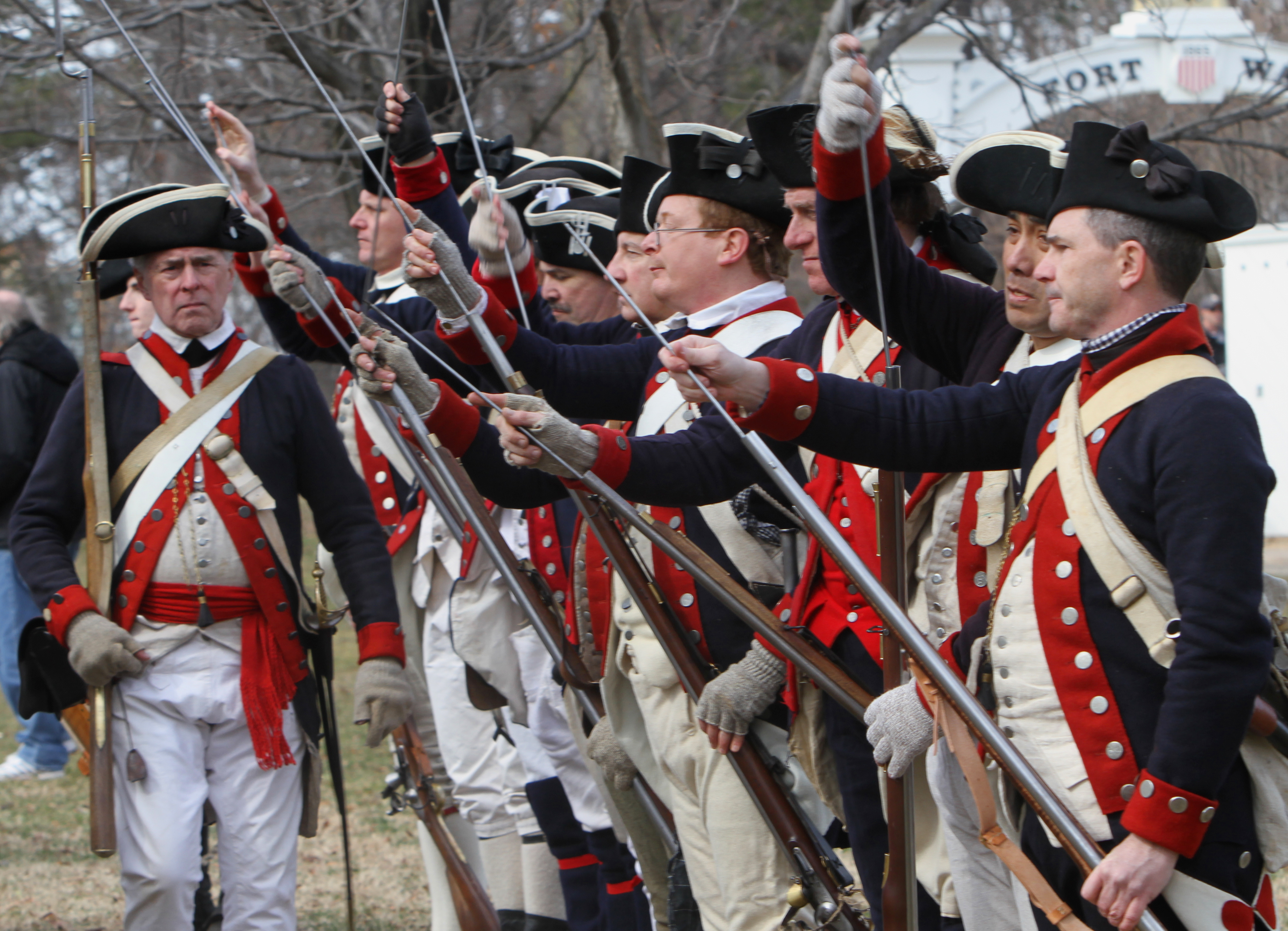
独立戦争の大陸軍のヴァージニア連隊の軍服。歴史再現イベント
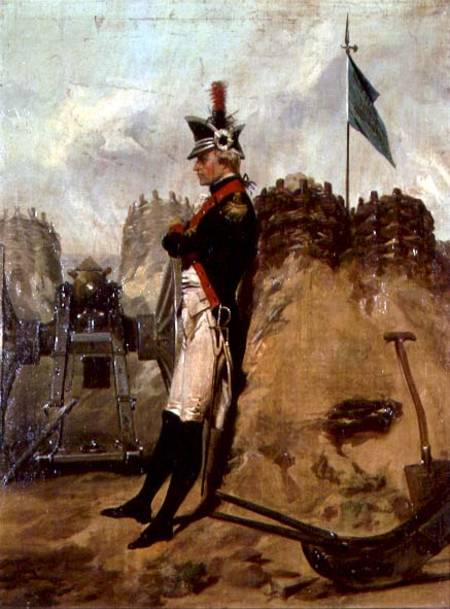
ニューヨーク砲兵の軍服を着たアレクサンダー・ハミルトン
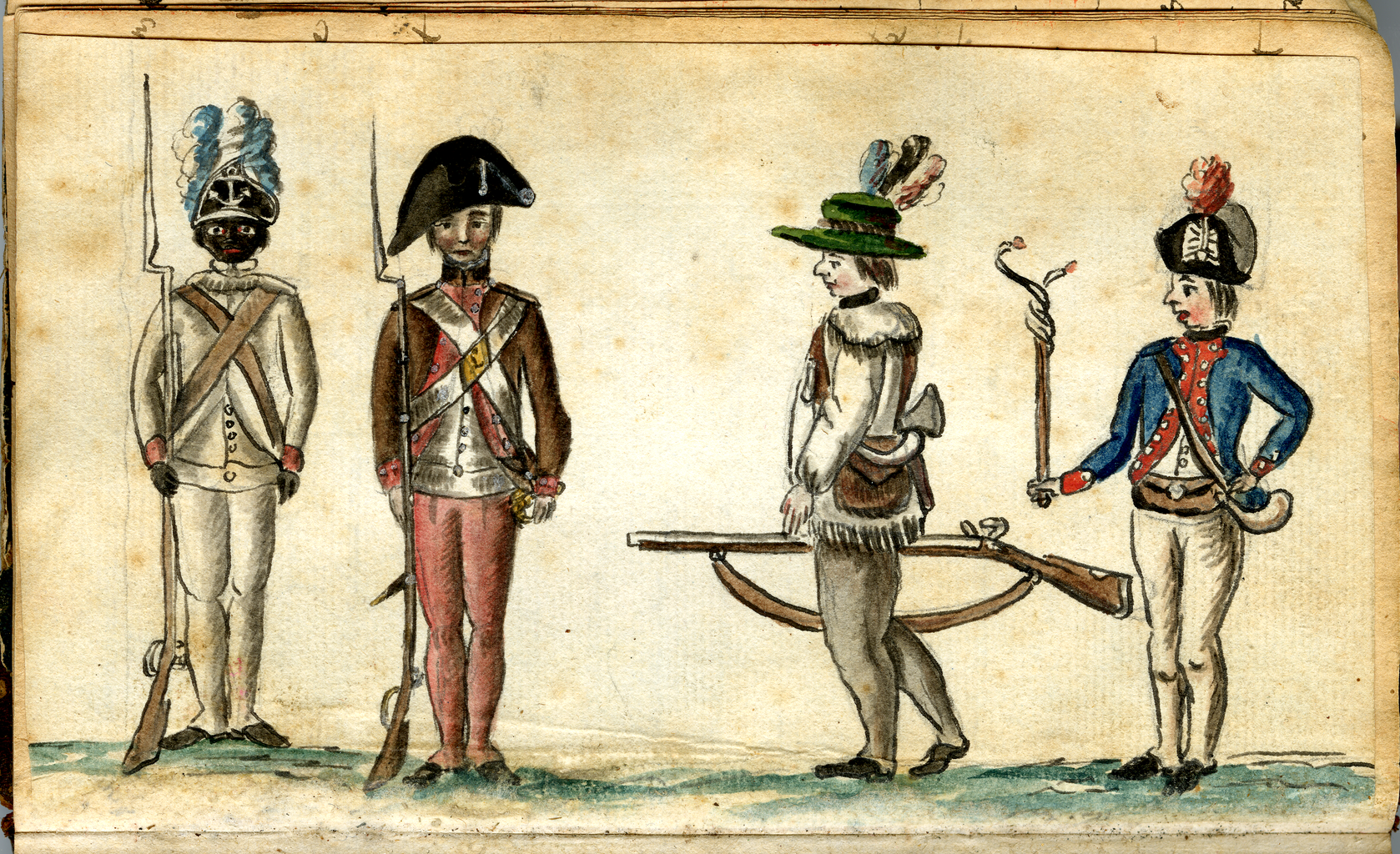
左から第1ロードアイランド連隊（英語版）の黒人兵、ニューイングランド民兵、フロンティアライフルマン、フランス軍将校の絵。
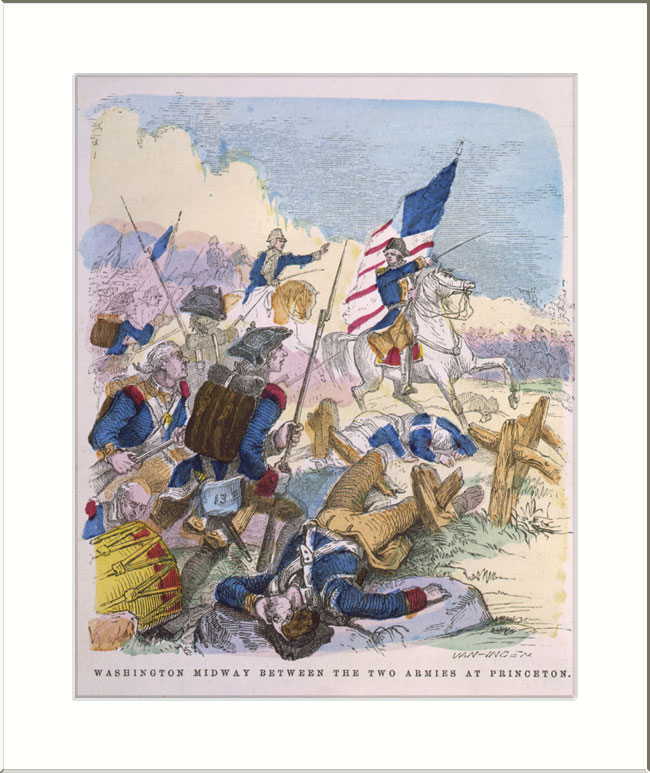
独立戦争で指揮を執るジョージ・ワシントンを描いた絵画
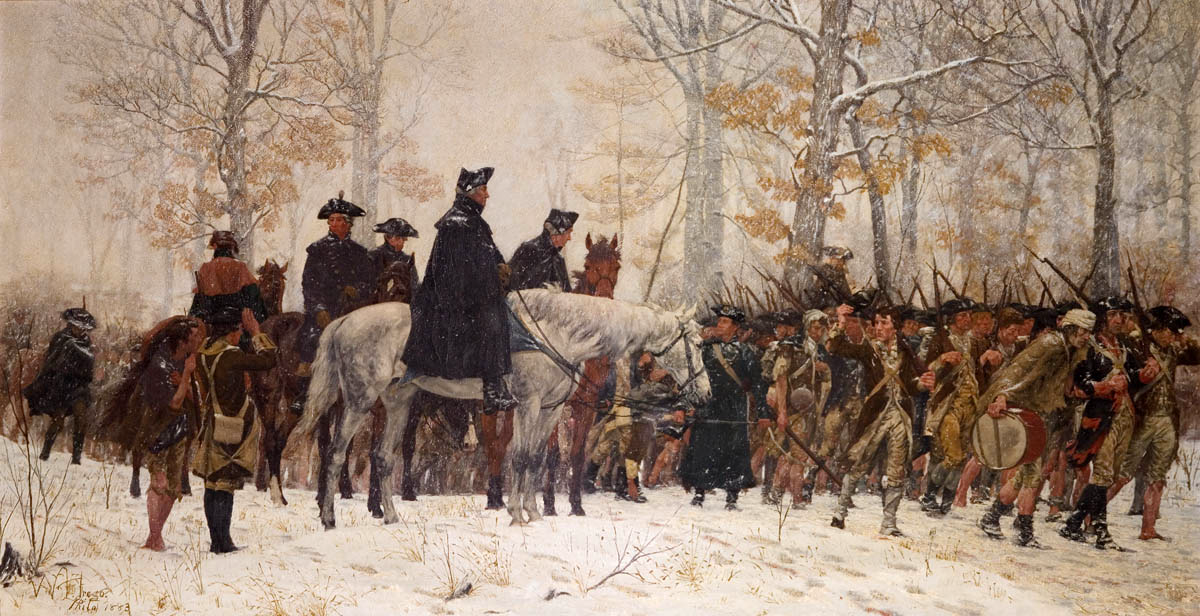
大陸軍を指揮するジョージ・ワシントン
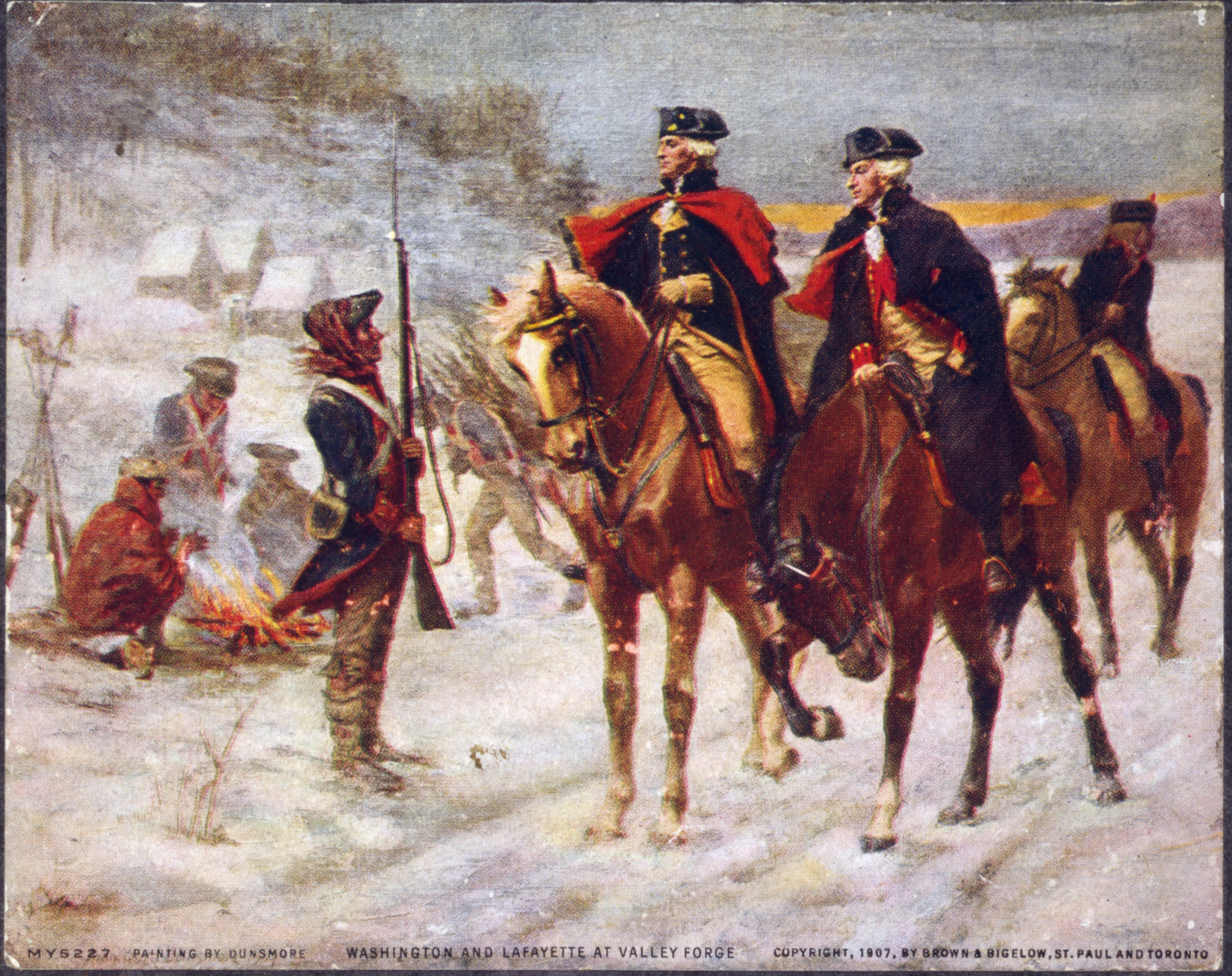
バレーフォージの兵士とジョージ・ワシントンとラファイエット侯爵
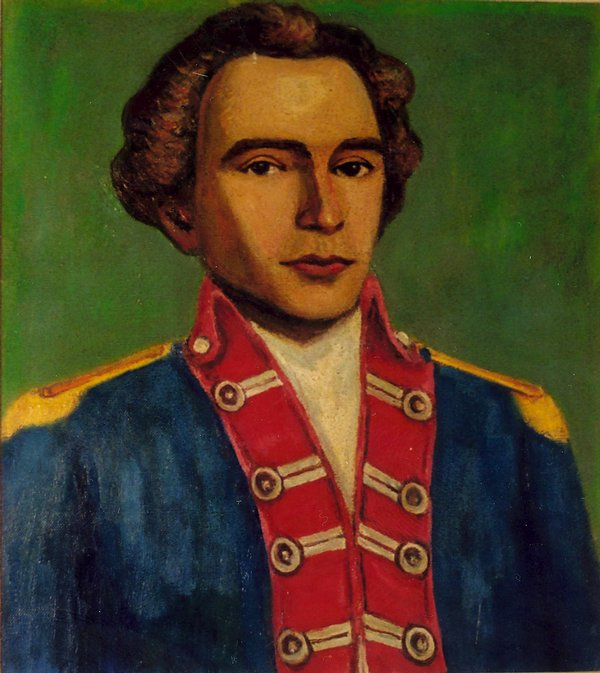
ウィリアム・クロウフォード

### 米英戦争

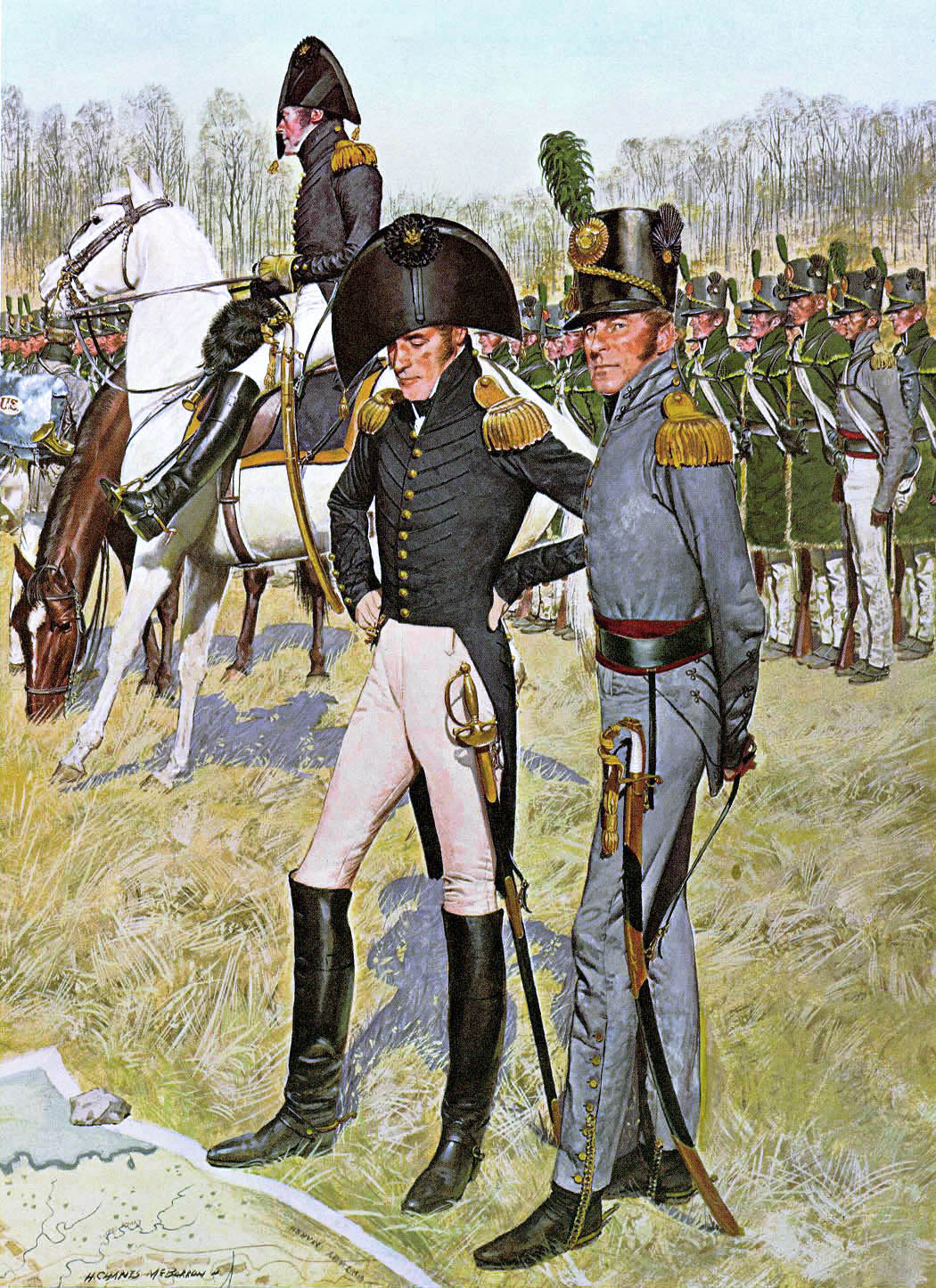
参謀将校と佐官
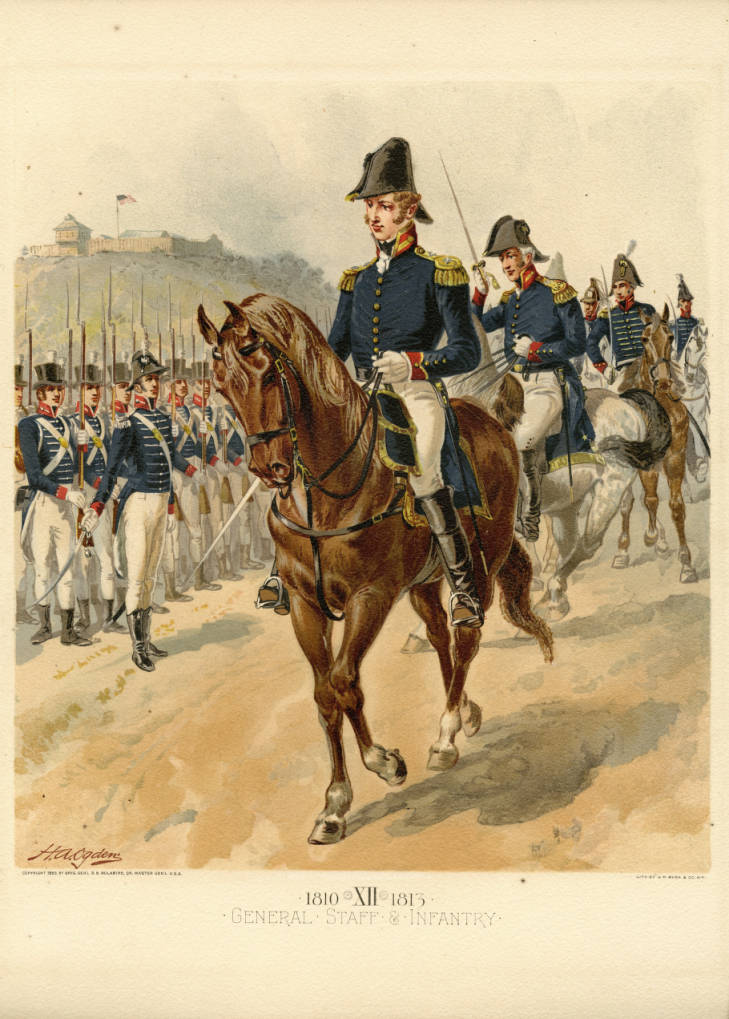
将軍、参謀将校、歩兵
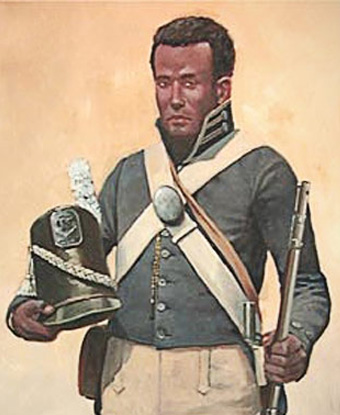
黒人兵
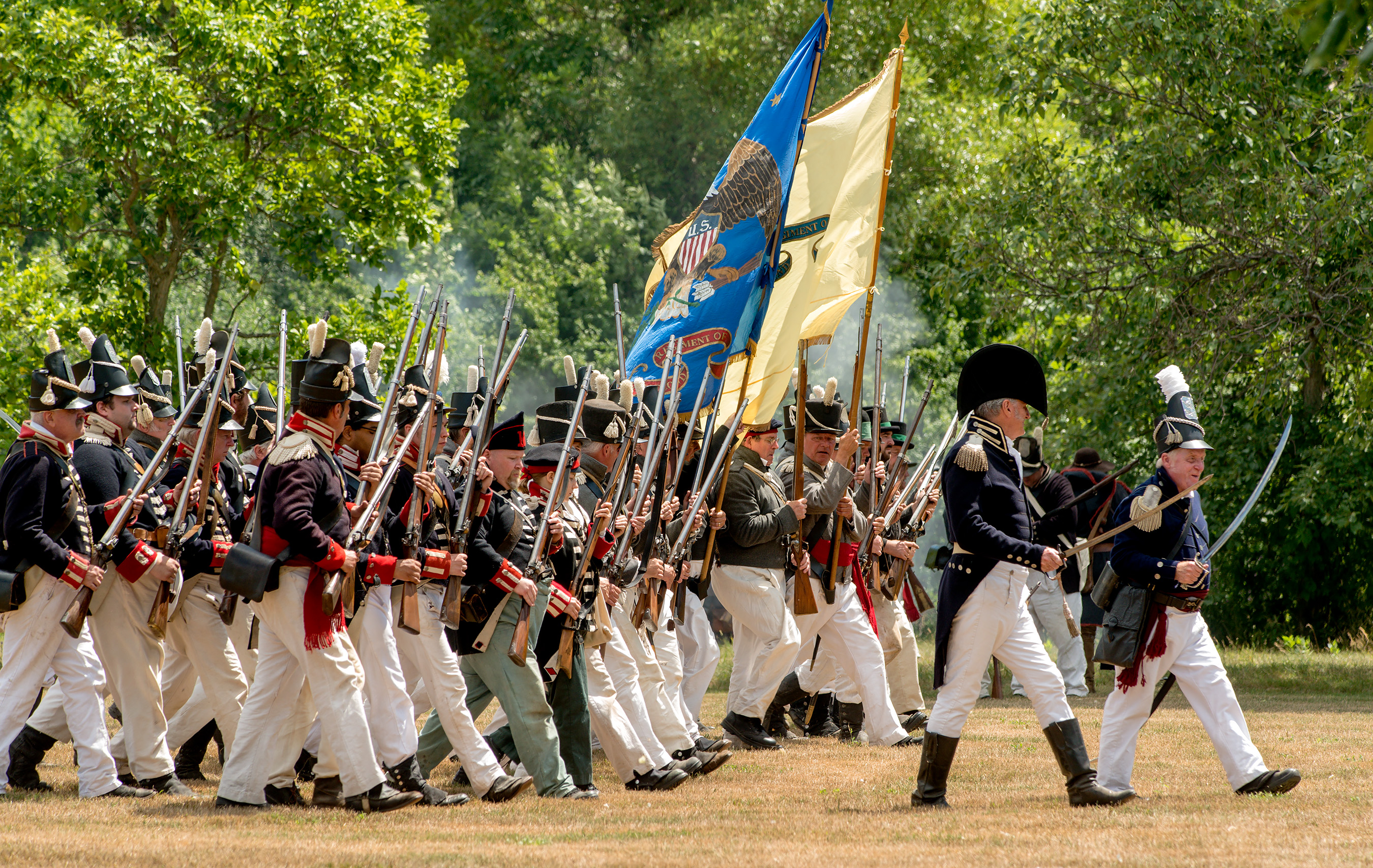
米英戦争中のアメリカ陸軍の歴史再現イベント（2016年）

### セミノール戦争

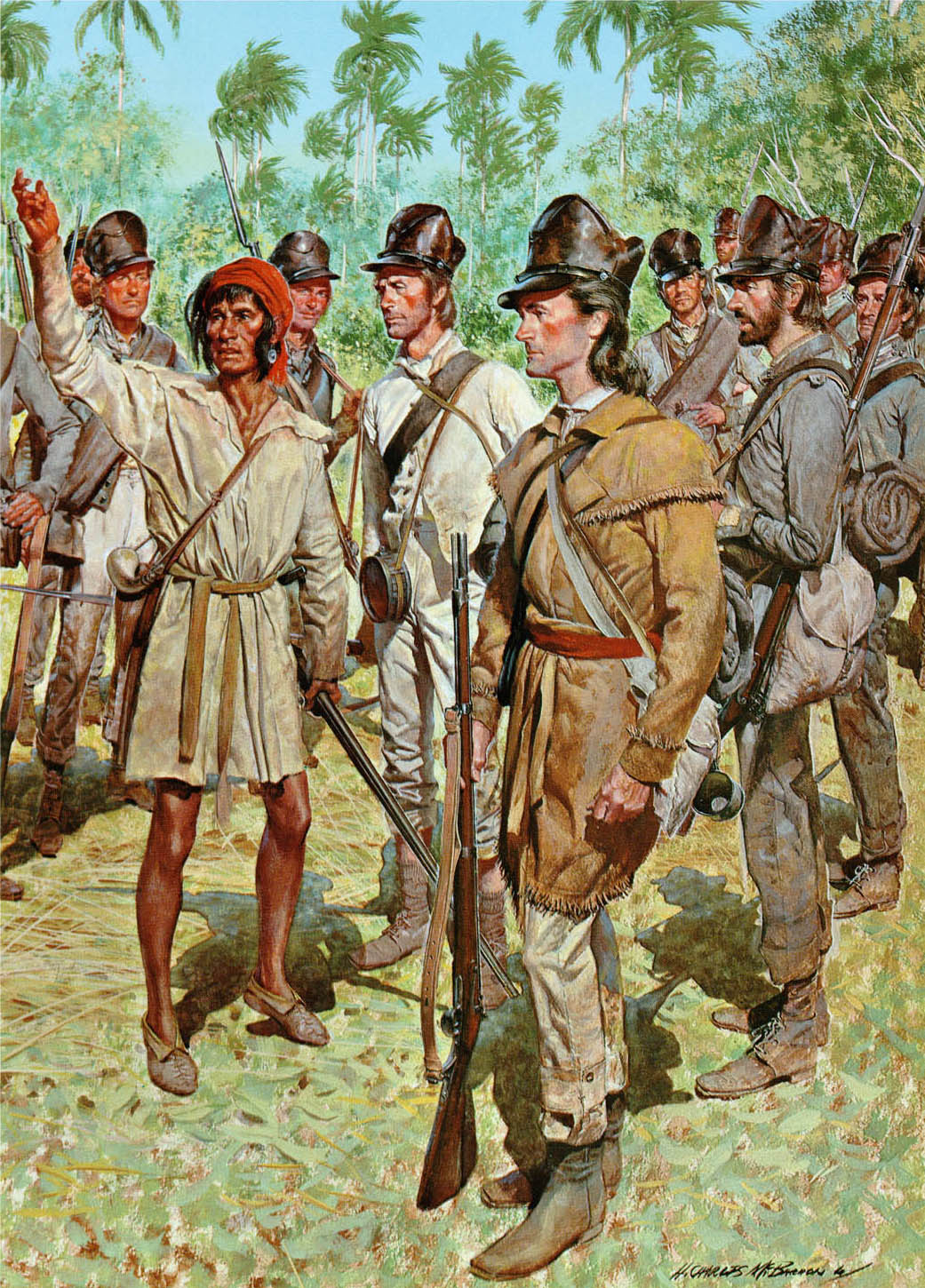
1839年第2次セミノール戦争中の米陸軍。インディアン斥候の報告を受けている人物は腰に赤い帯を付けており、将校であることを示す。
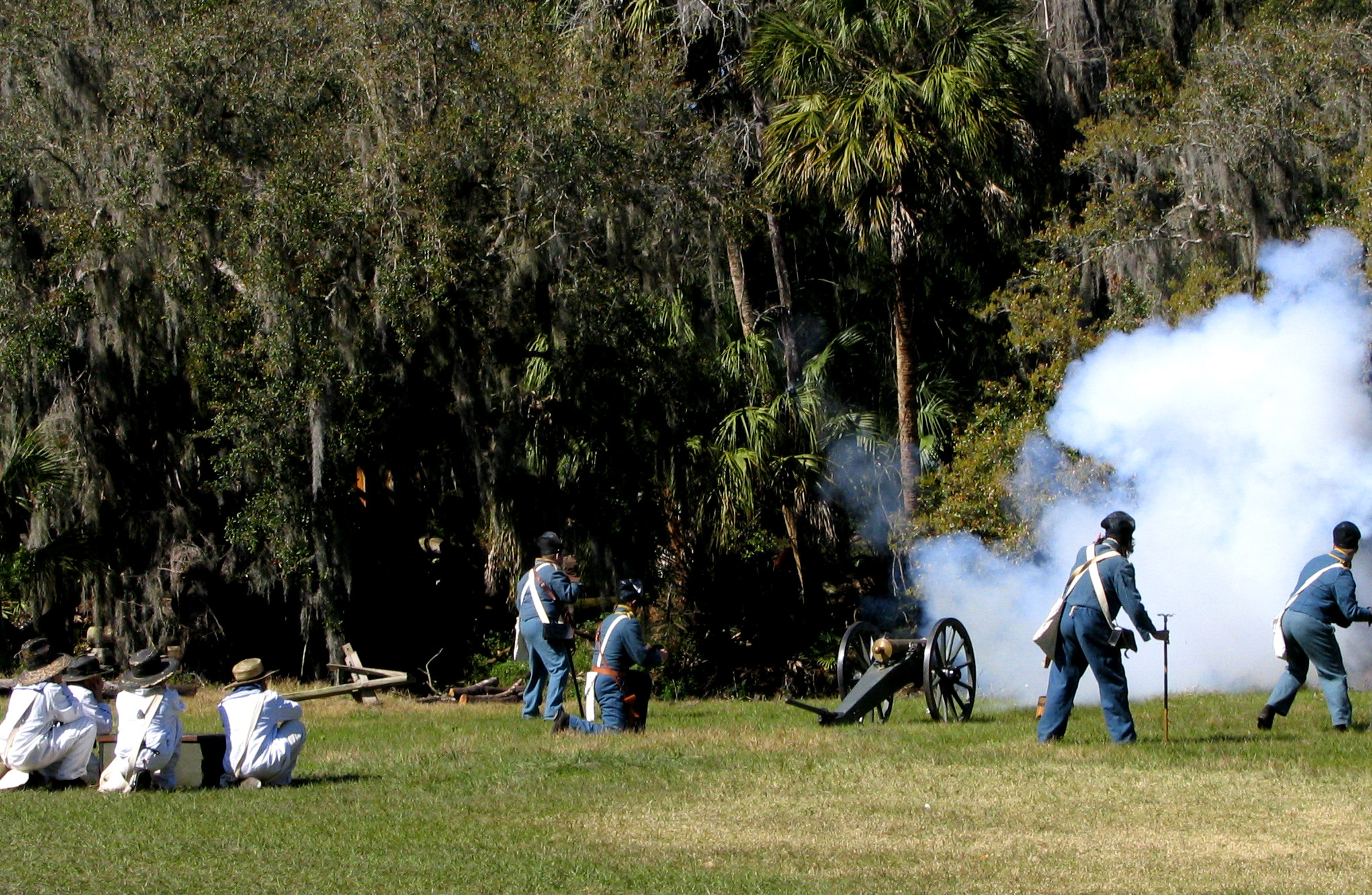
セミノール戦争の歴史再現イベント

### 米墨戦争

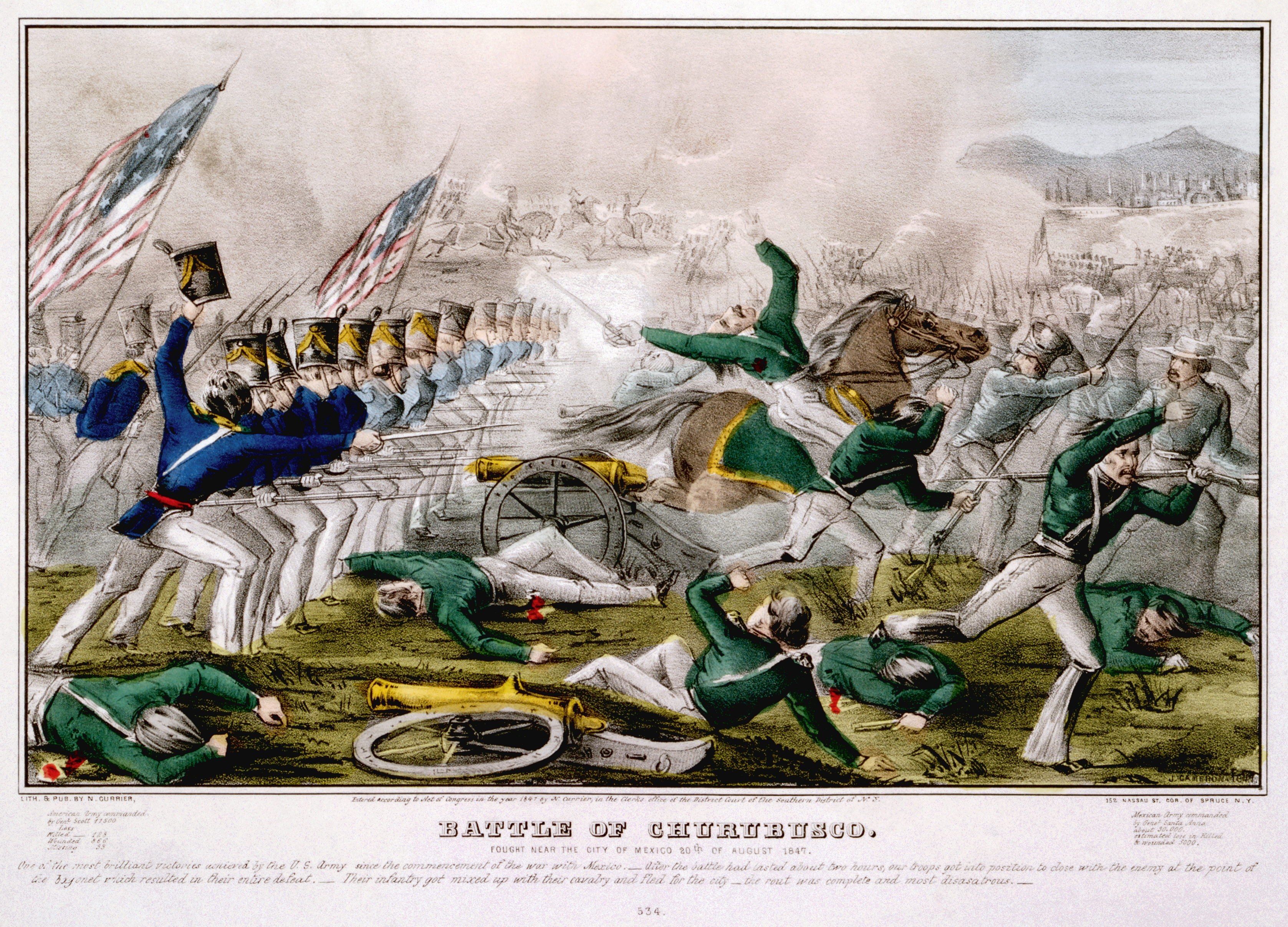
チュルブスコの戦いを描いた絵画。左がアメリカ陸軍、右がメキシコ軍
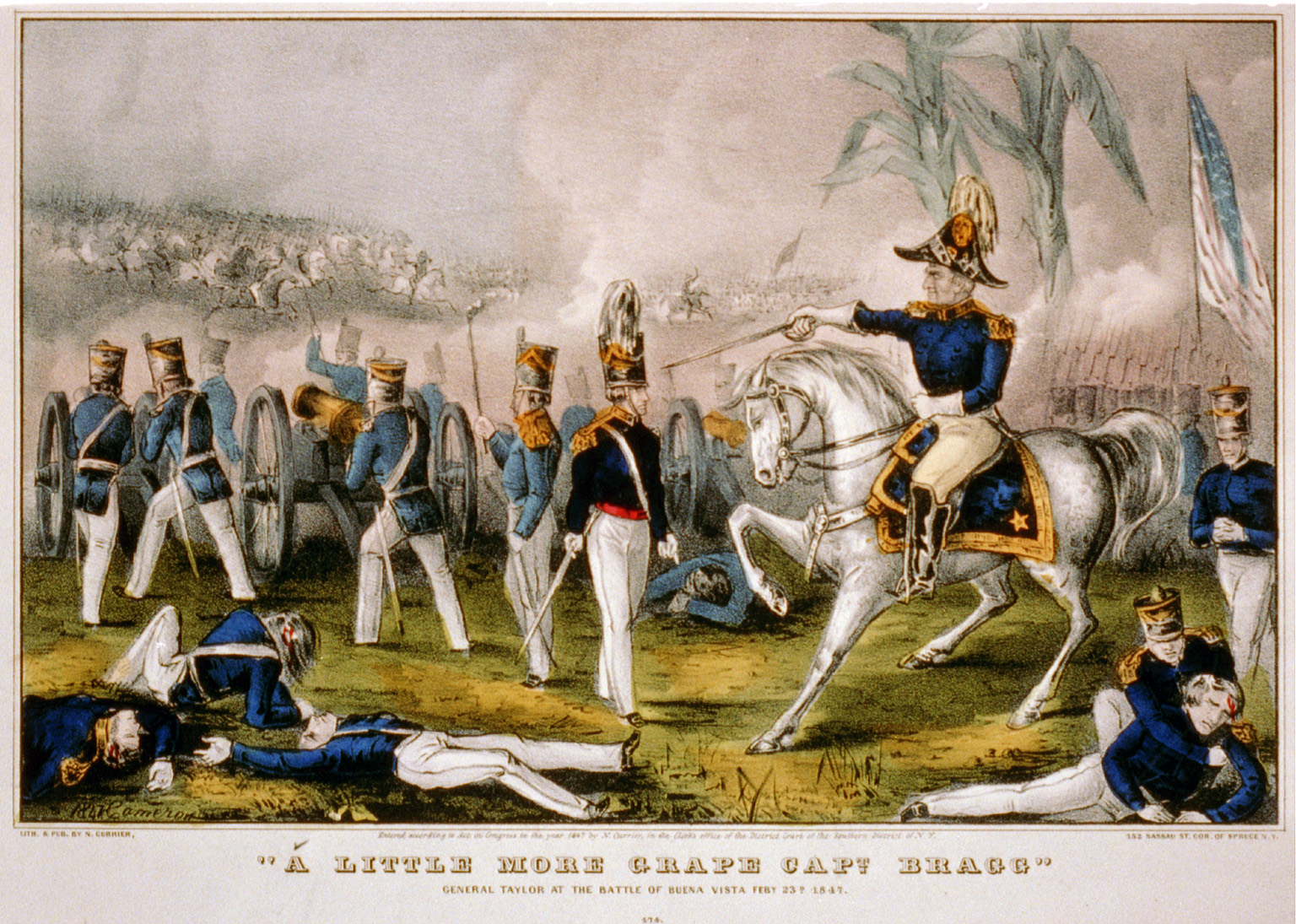
ブエナ・ビスタの戦いの指揮を執るザカリー・テイラー将軍
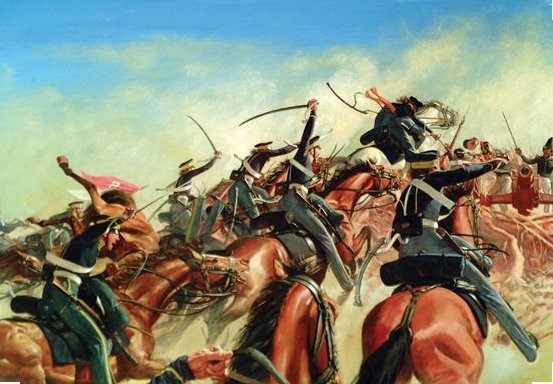
第1竜騎兵連隊（英語版）を描いた絵画
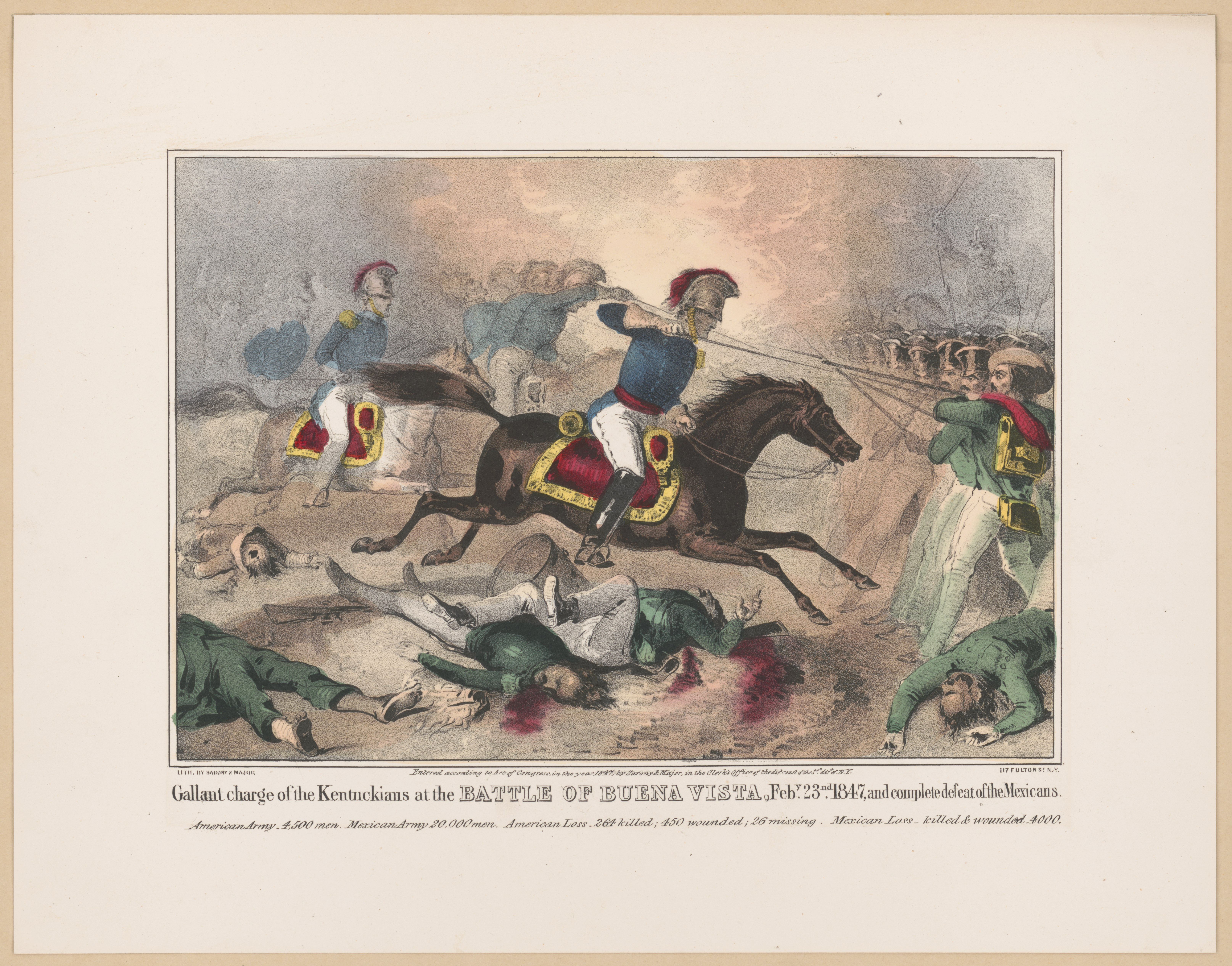
ブエナ・ビスタの戦いのケンタッキアンズの突撃
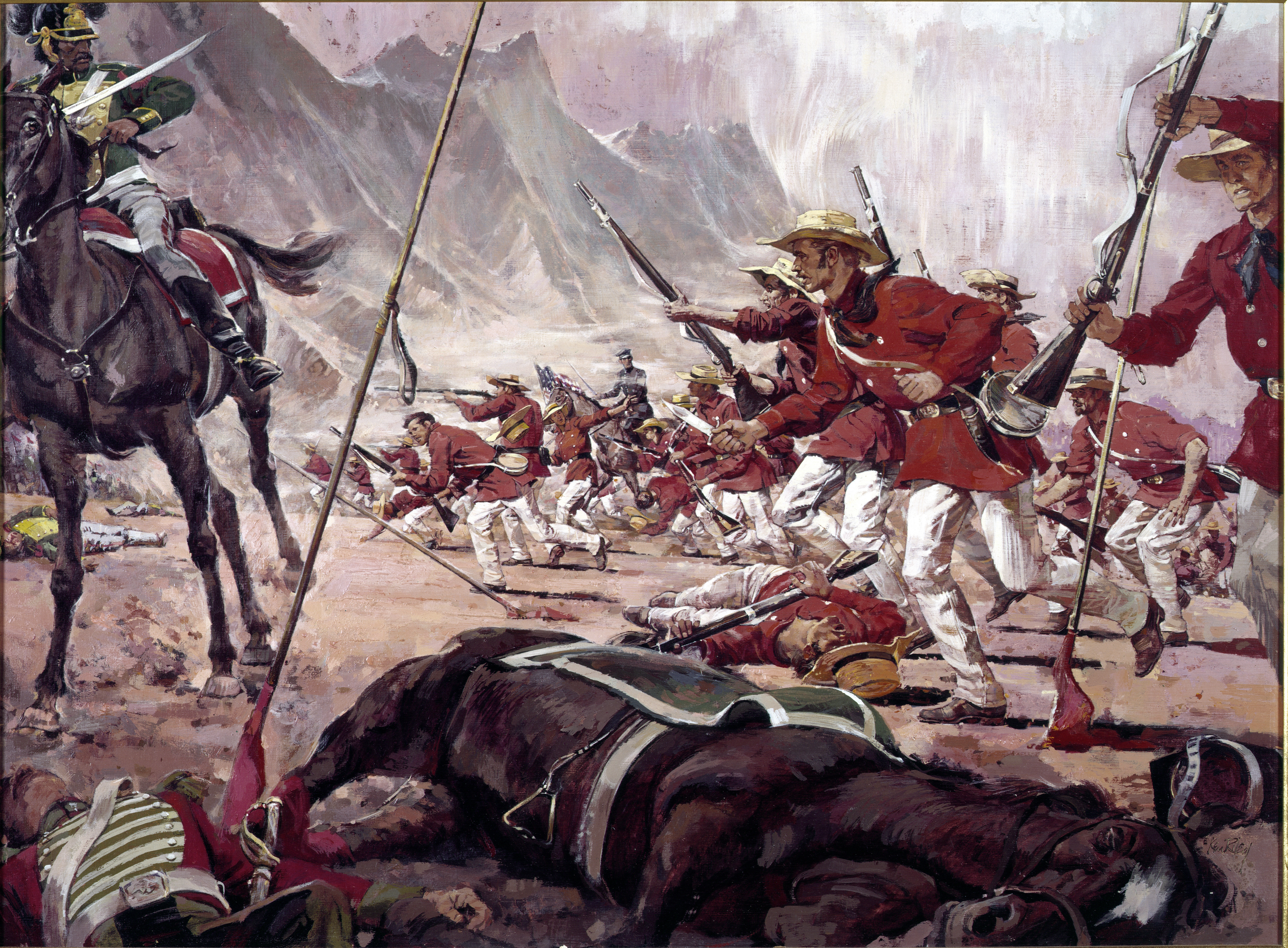
メキシコ軍騎兵隊と戦う第155歩兵連隊（英語版）を描いた絵画

### 南北戦争
南北戦争は本格的な作戦に基づく戦闘からゲリラ戦まで様々な様相を呈したので両陣営とも軍服は様々であり、規定に基づいた軍服もあれば、平服とほぼ変わらない軍服もあった。特に南軍は制服支給が困難だったため軍服の不統一が目立ち、戦場に混乱をもたらすことが多かった。工業地帯が多い北軍は比較的優れた装備が行き渡っていたものの、それでも軍服はおろか装備品も各部隊でまちまちだった。
ただ一般的なスタイルとして南軍はグレーのチュニックにブルーのズボン、北軍はダークブルーの短い上衣とペールブルーのズボンだった。

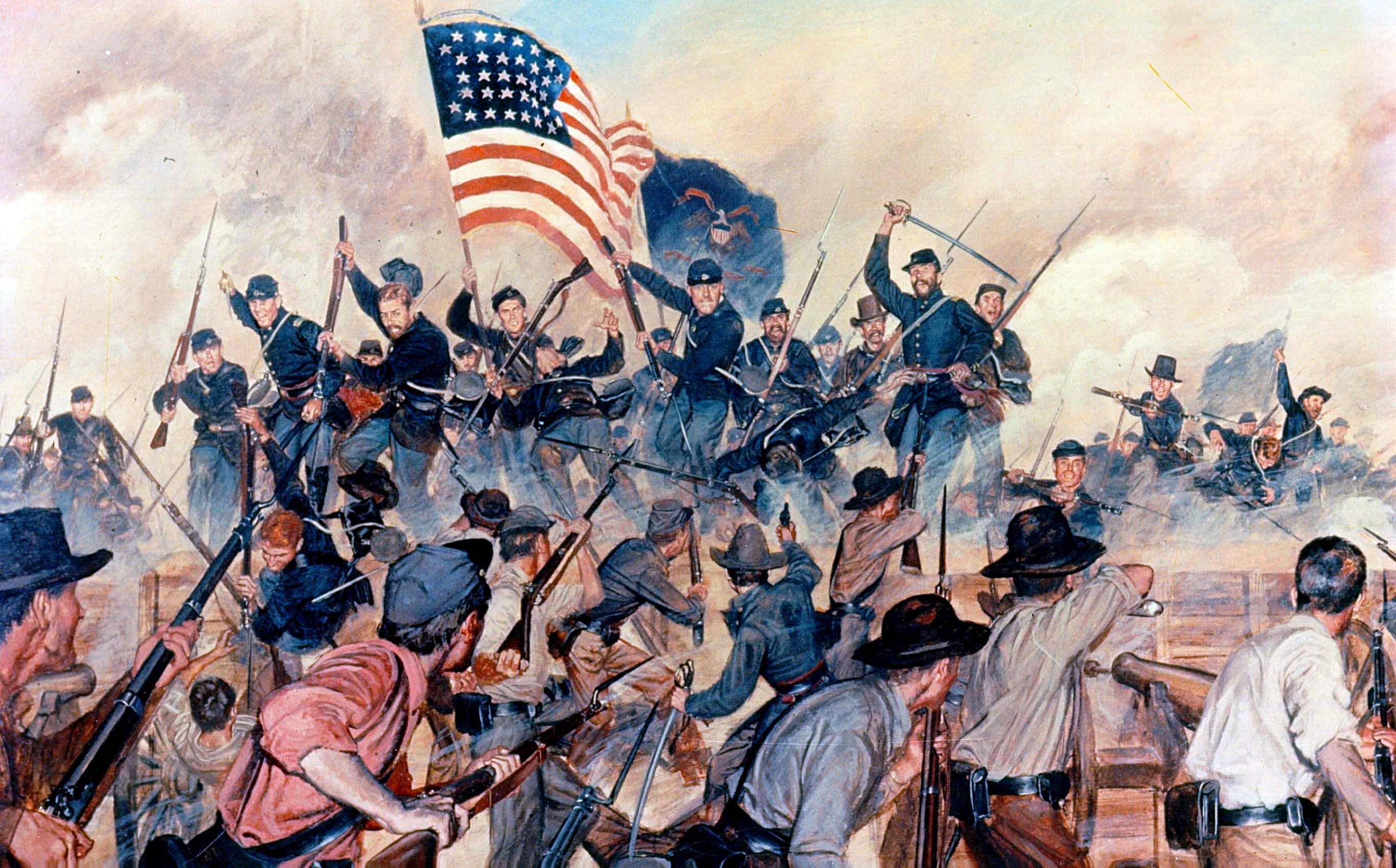
ビックスバーグの包囲戦を描いた絵画
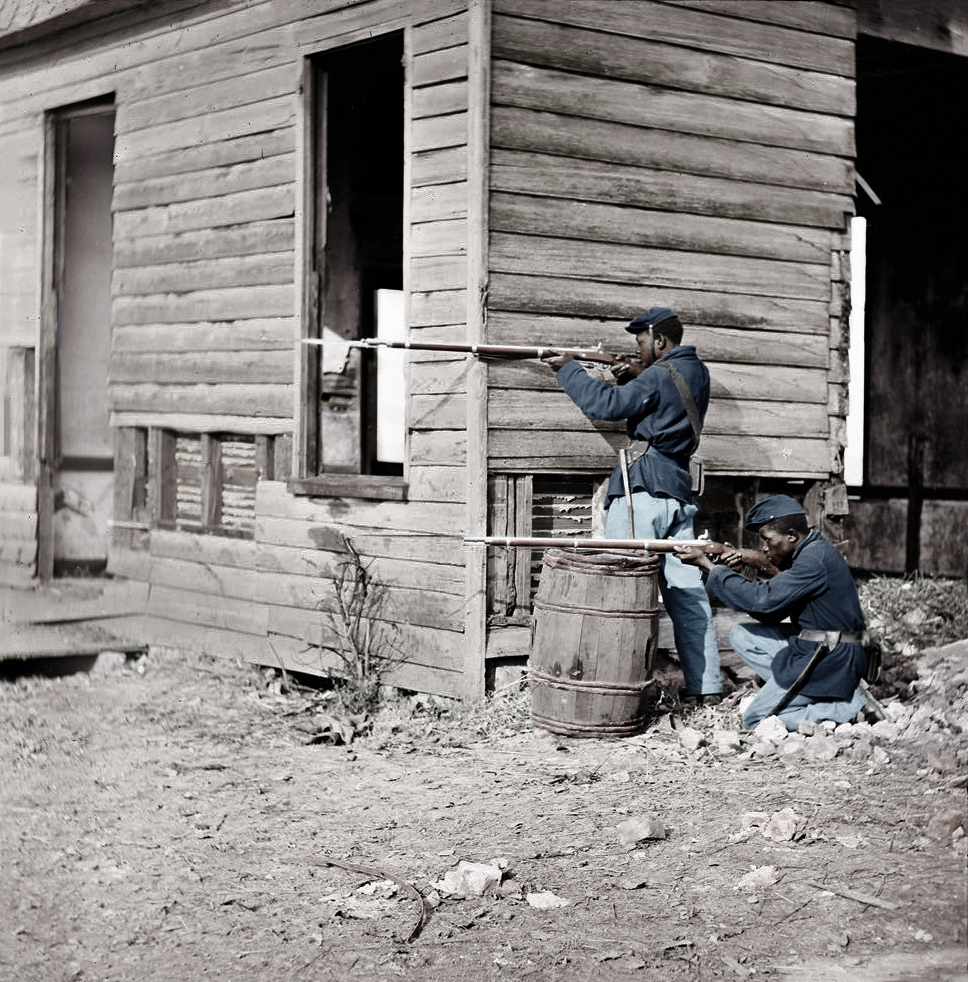
北軍の黒人兵士（1864年か1865年）
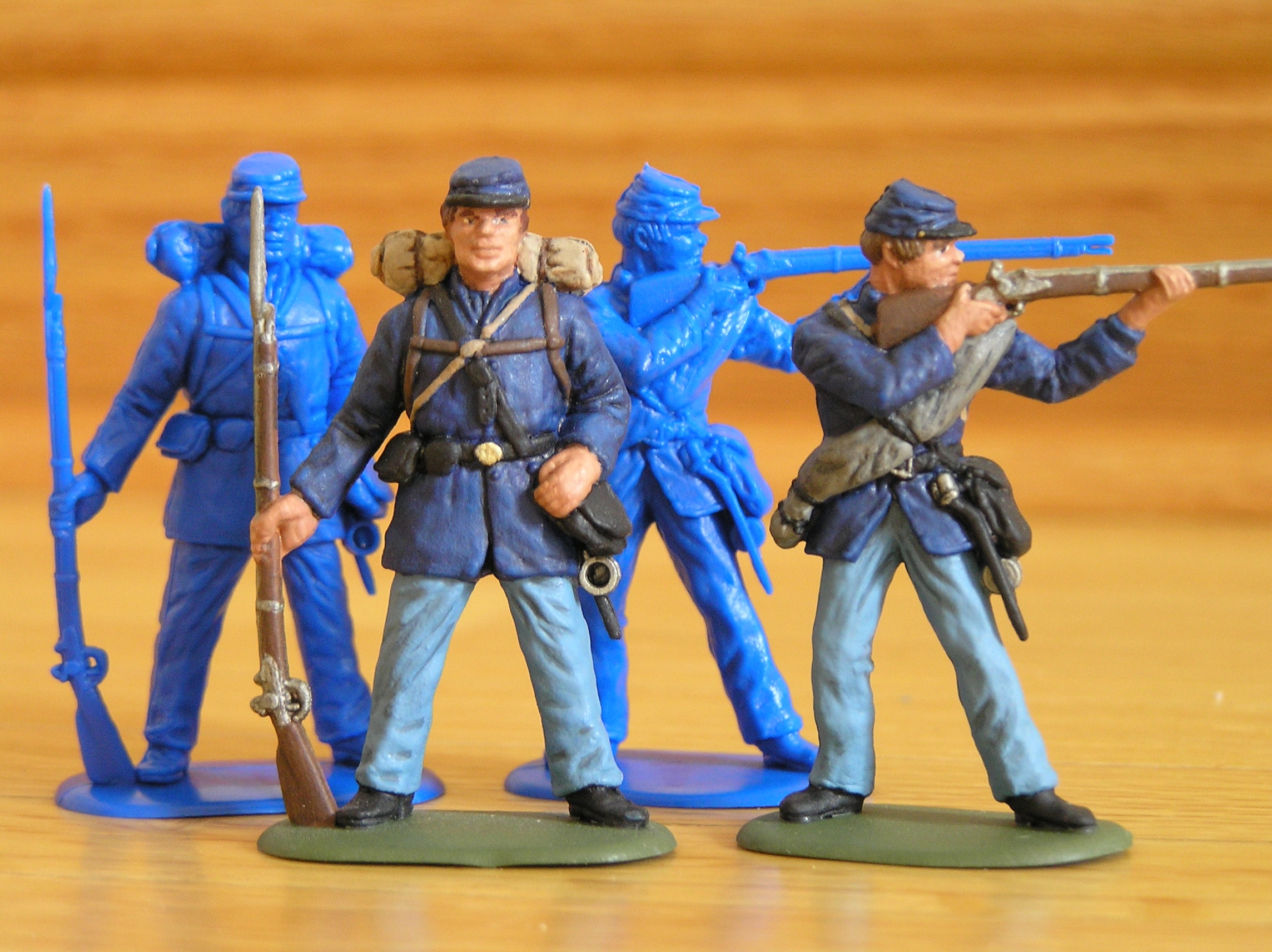
北軍兵士のフィギュア
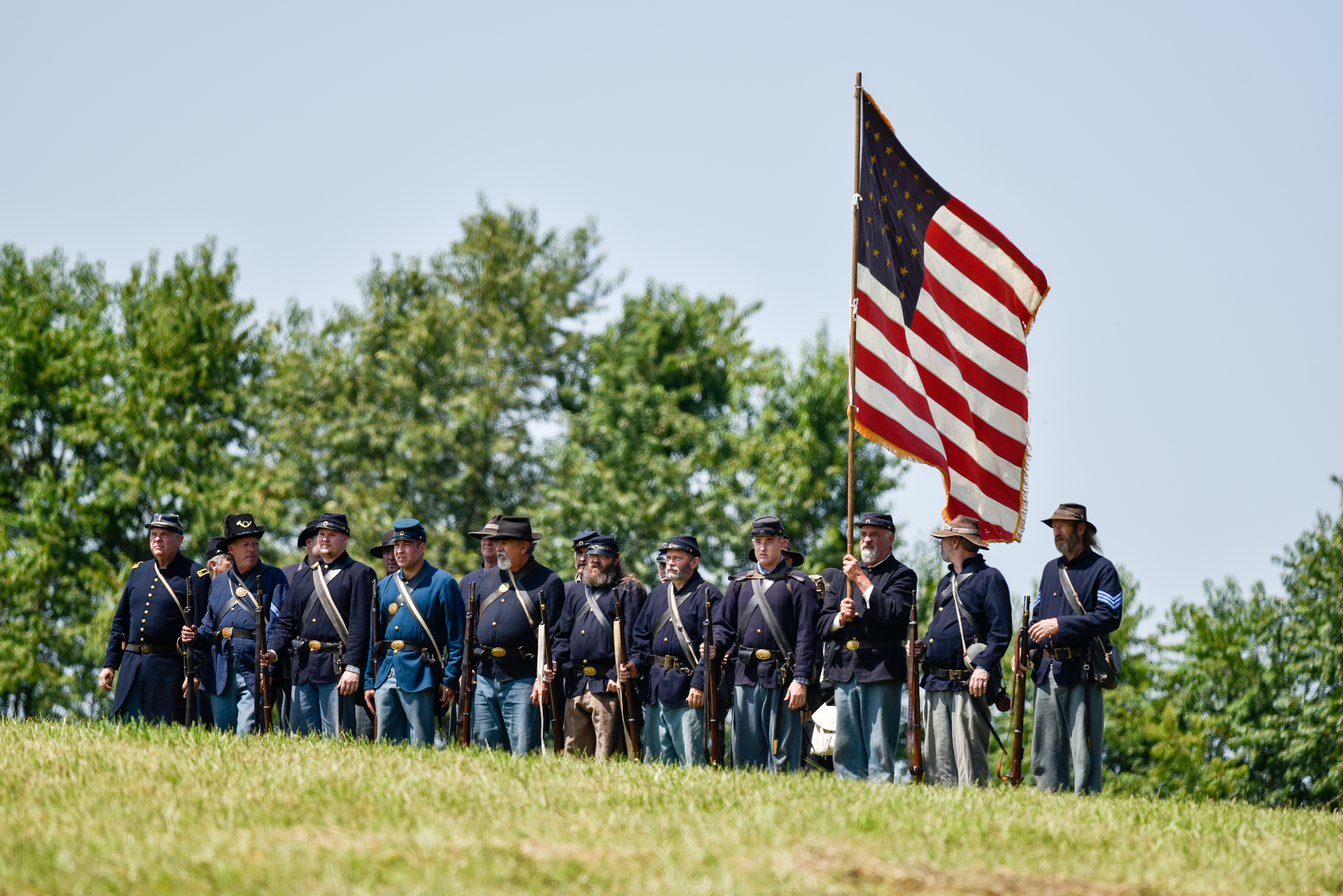
北軍の軍服（2019年の歴史再現イベント）
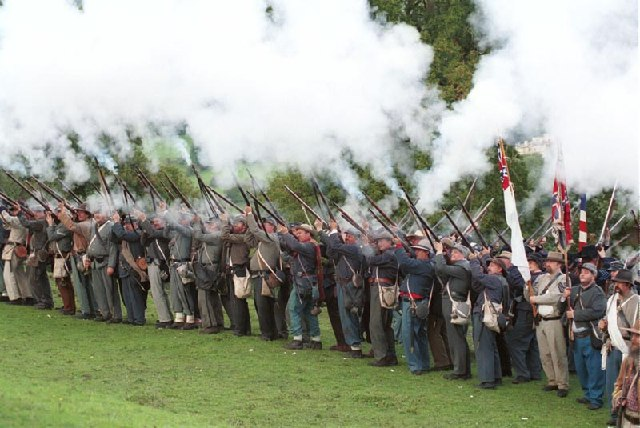
南軍の軍服（2001年の歴史再現イベント）
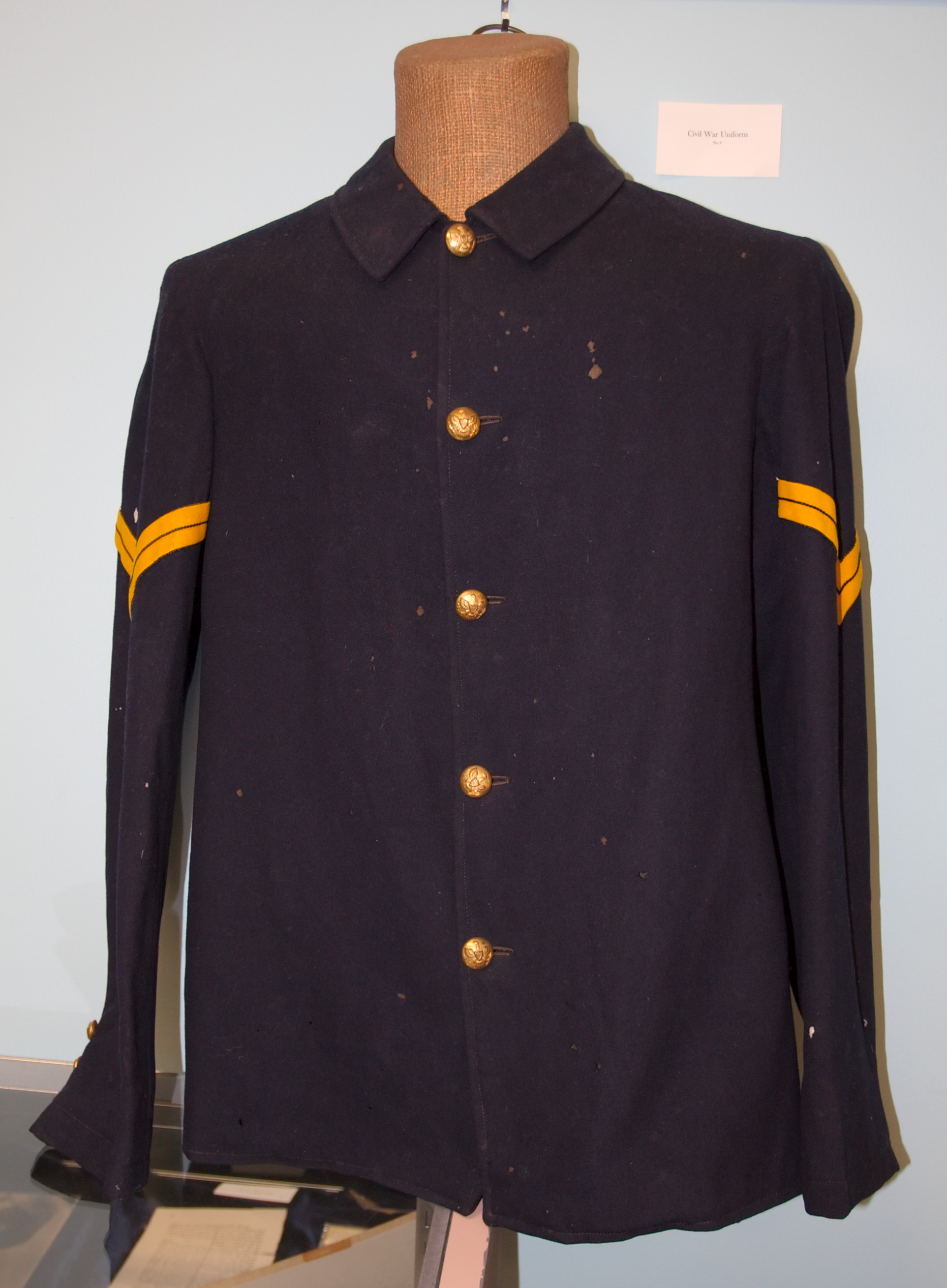
南北戦争中の軍服
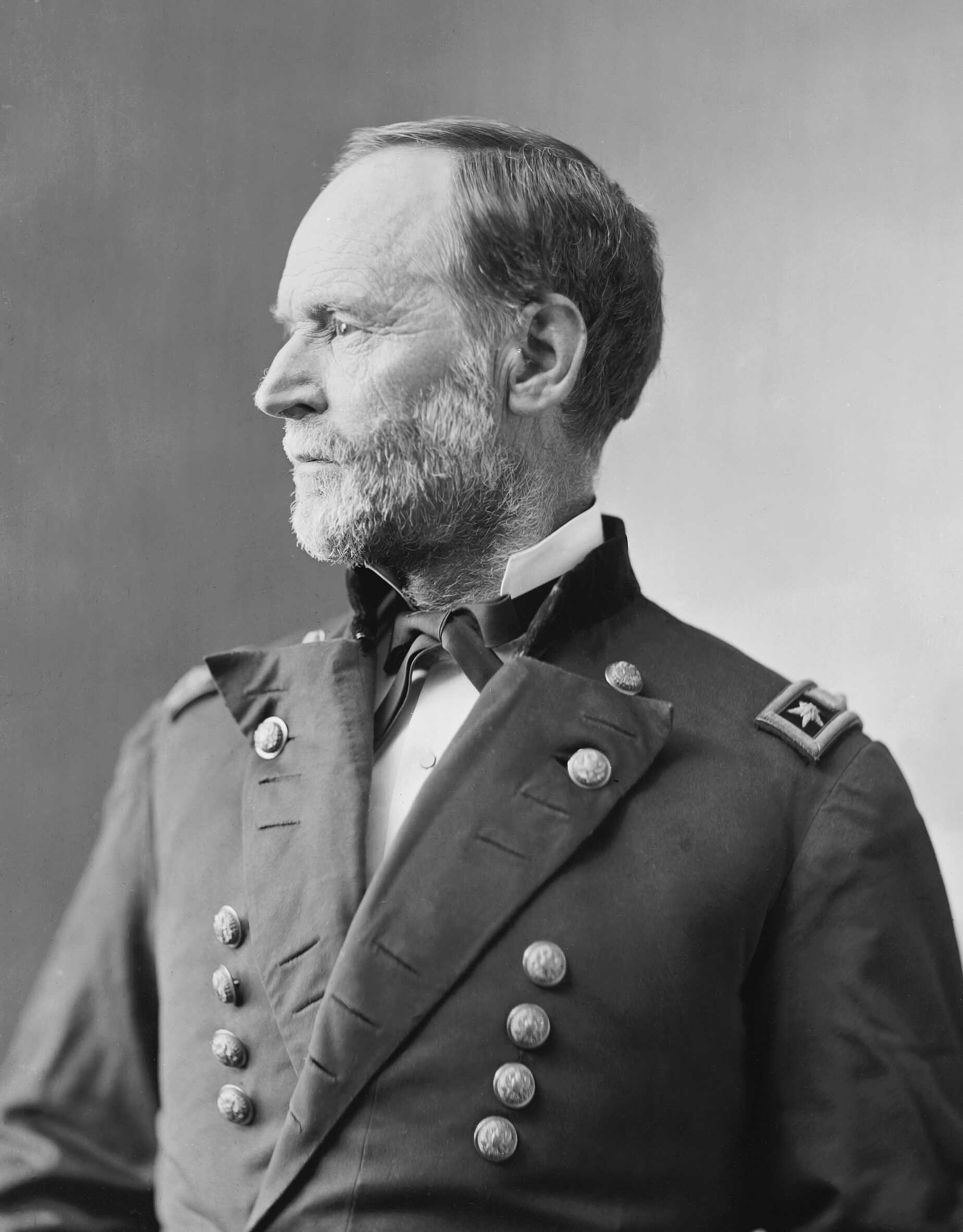
19世紀後半の米陸軍将軍（シャーマン将軍）
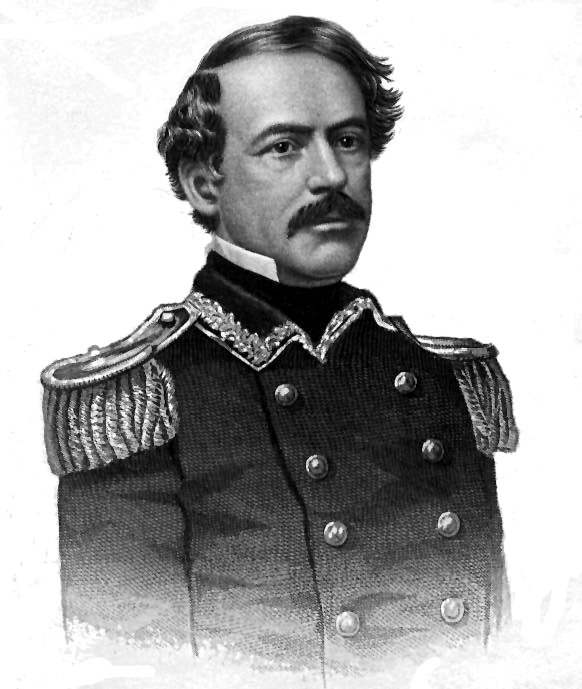
19世紀後半の米陸軍将軍（南軍のリー将軍）

### 米西戦争

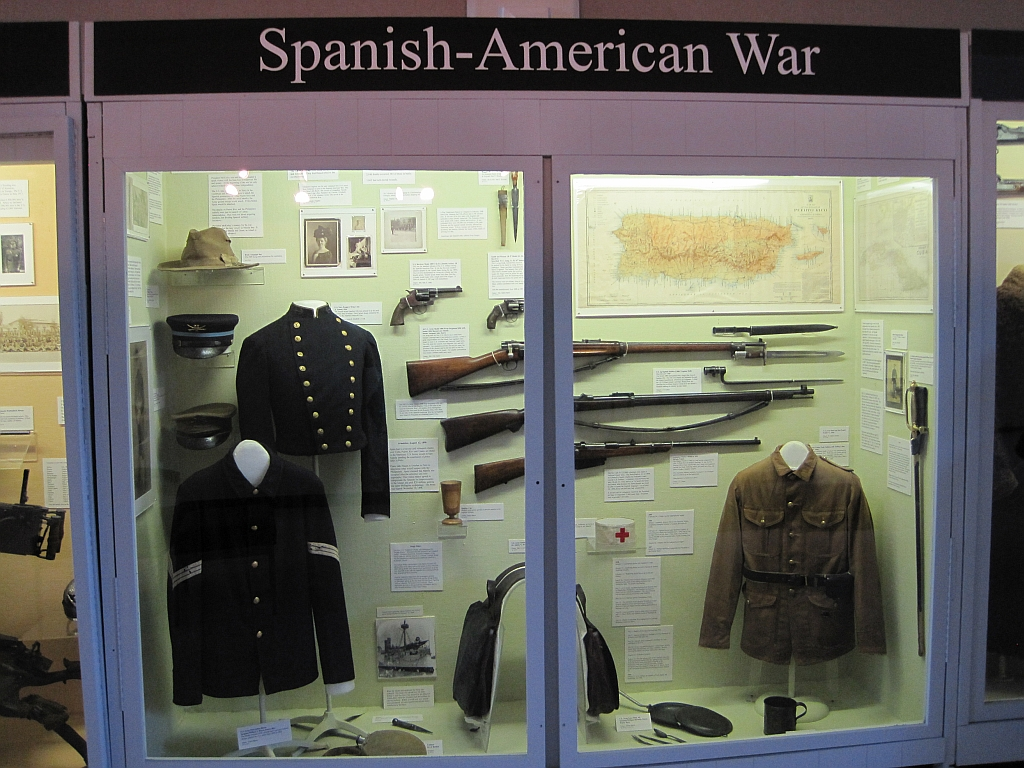
米西戦争時の軍服
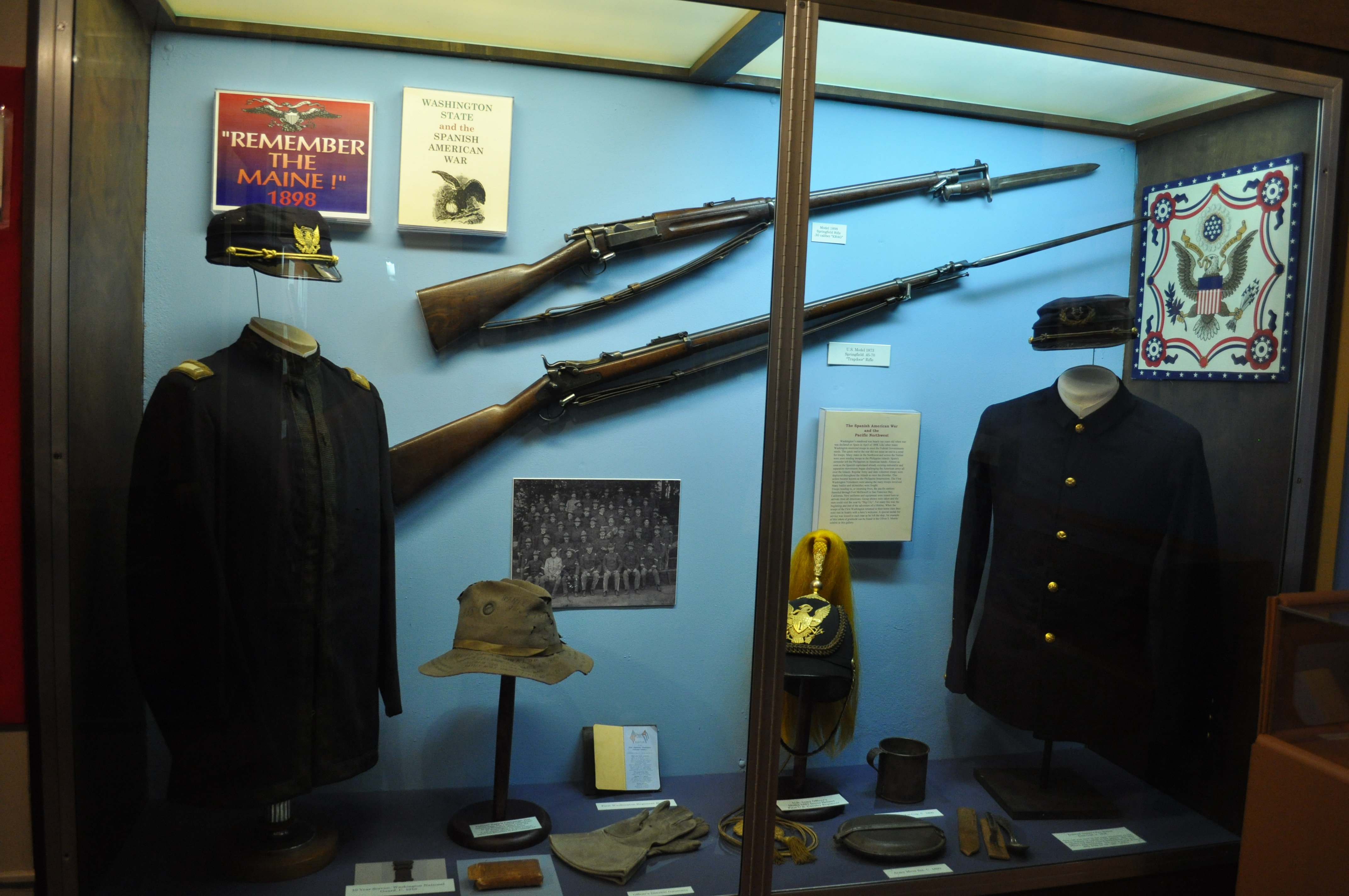
米西戦争時の軍服
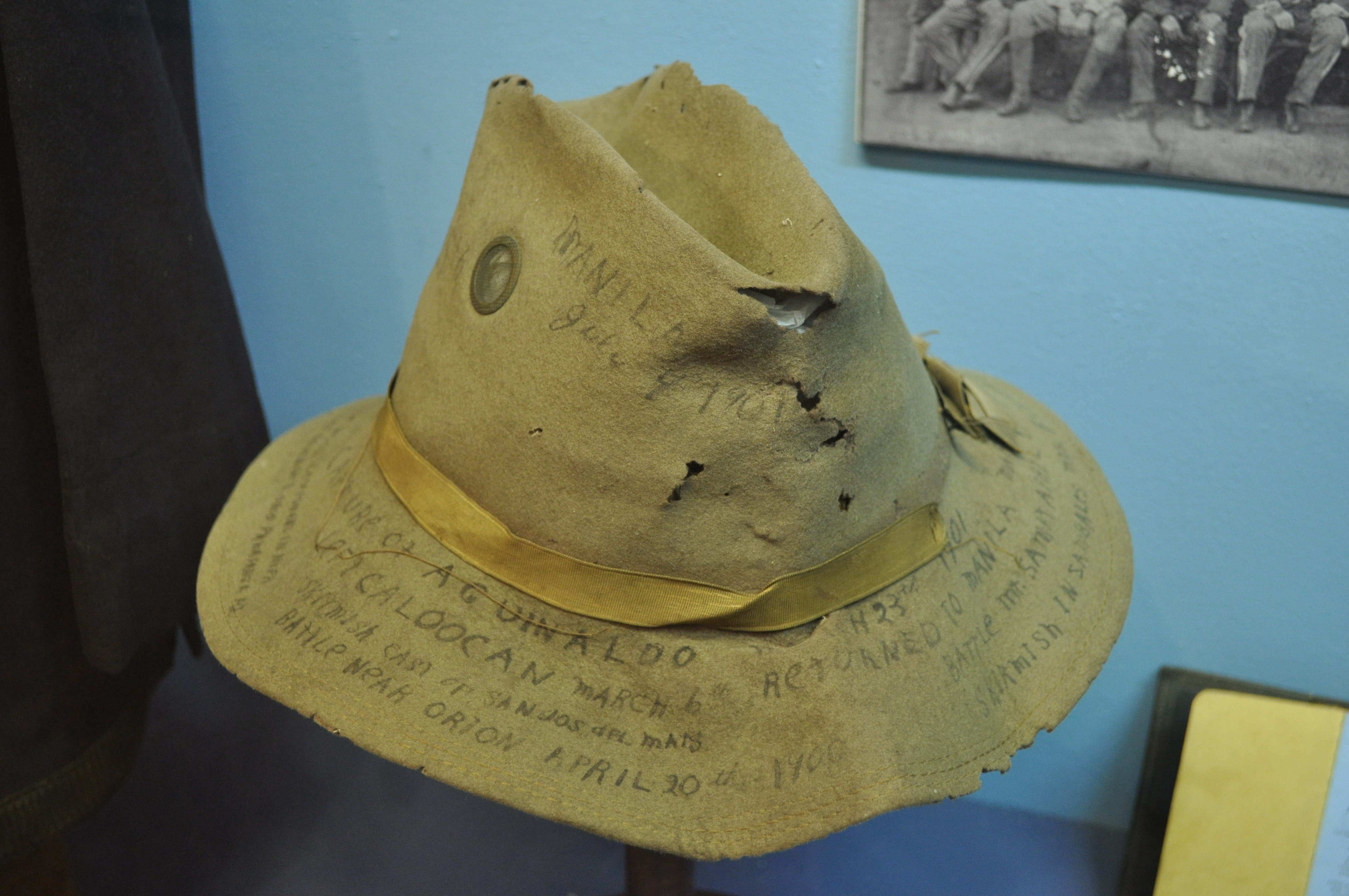
米西戦争で使われた帽子
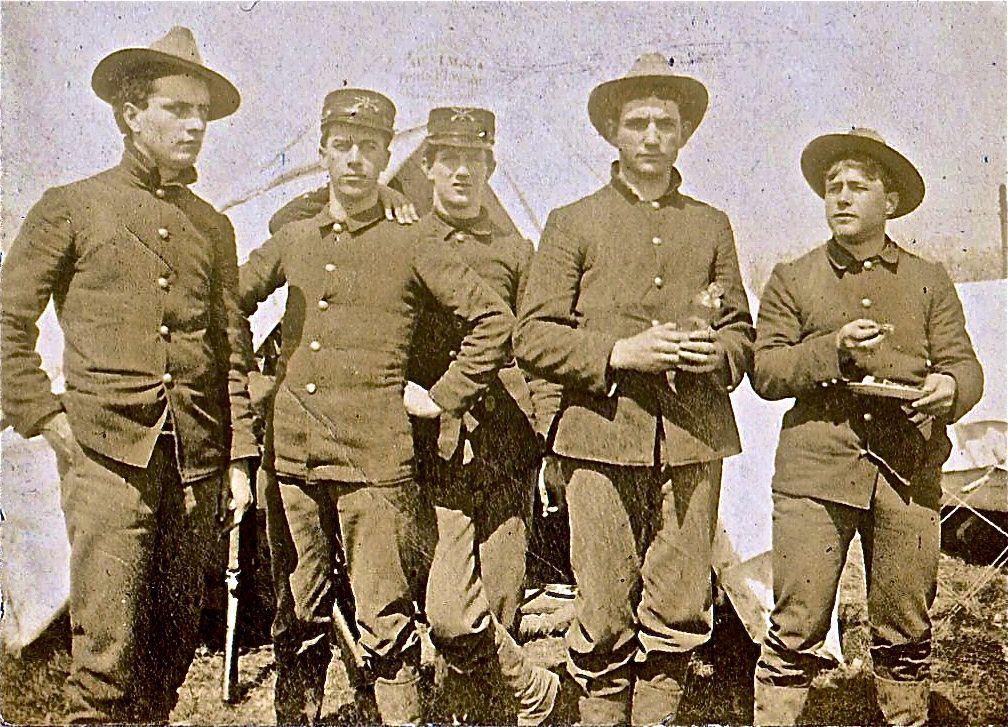
米西戦争の米兵（1898年）
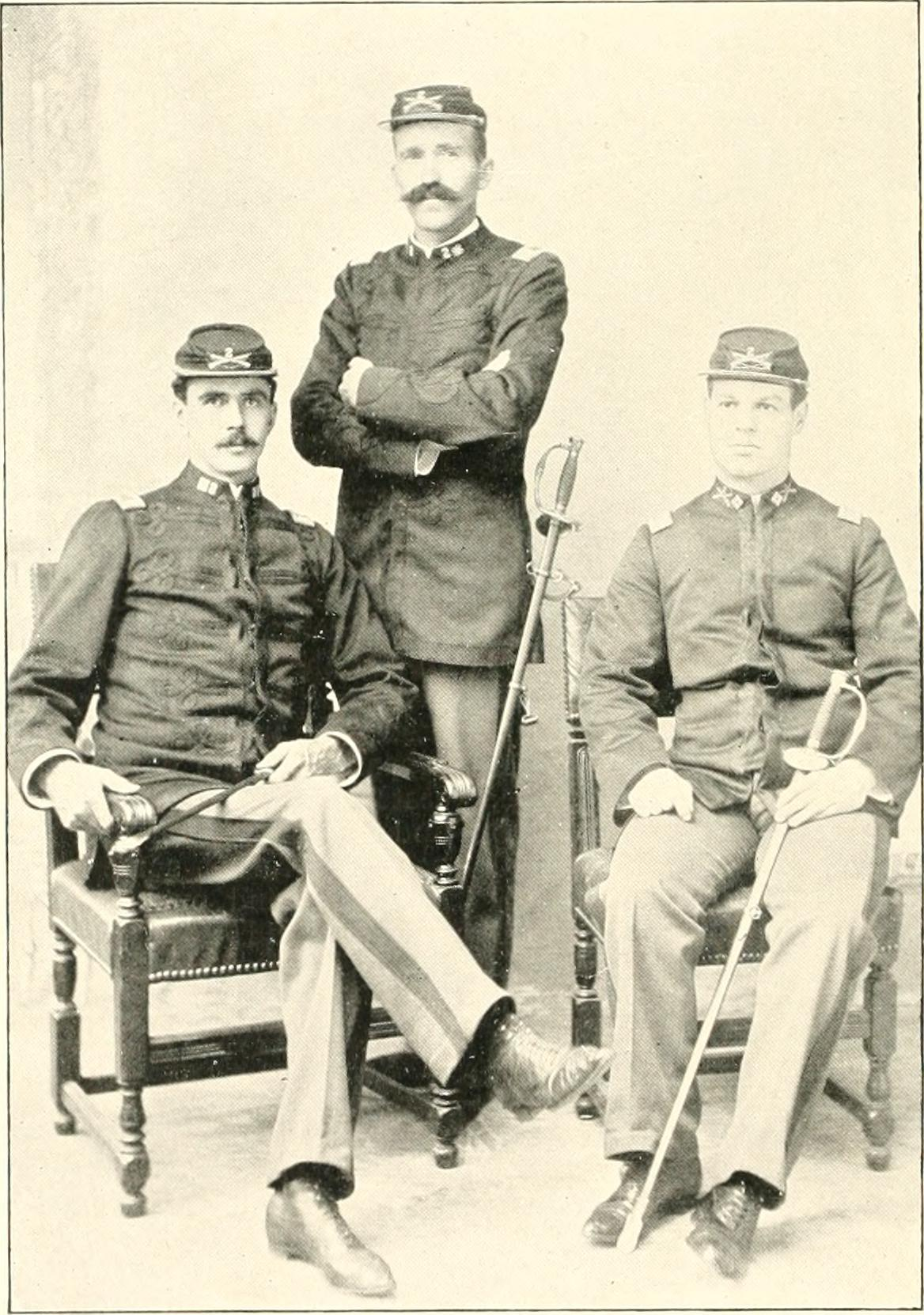
米西戦争の将校（1898年）
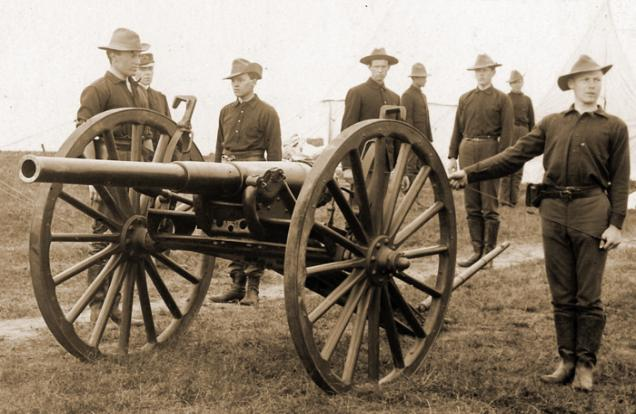
米西戦争中の米兵たちと3．2インチガンM1885
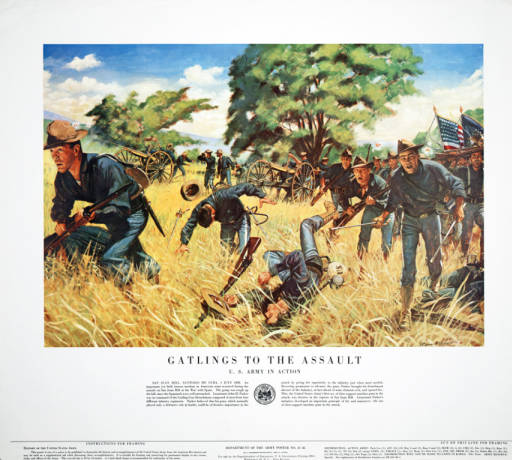
米西戦争を戦う米兵を描いた絵画
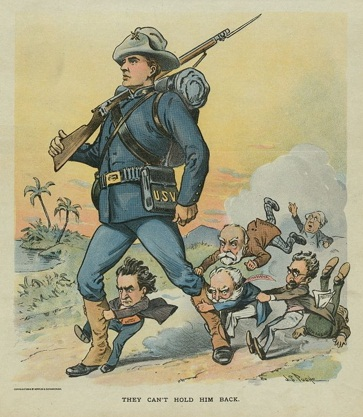
風刺画に描かれた米陸軍兵

### 米比戦争

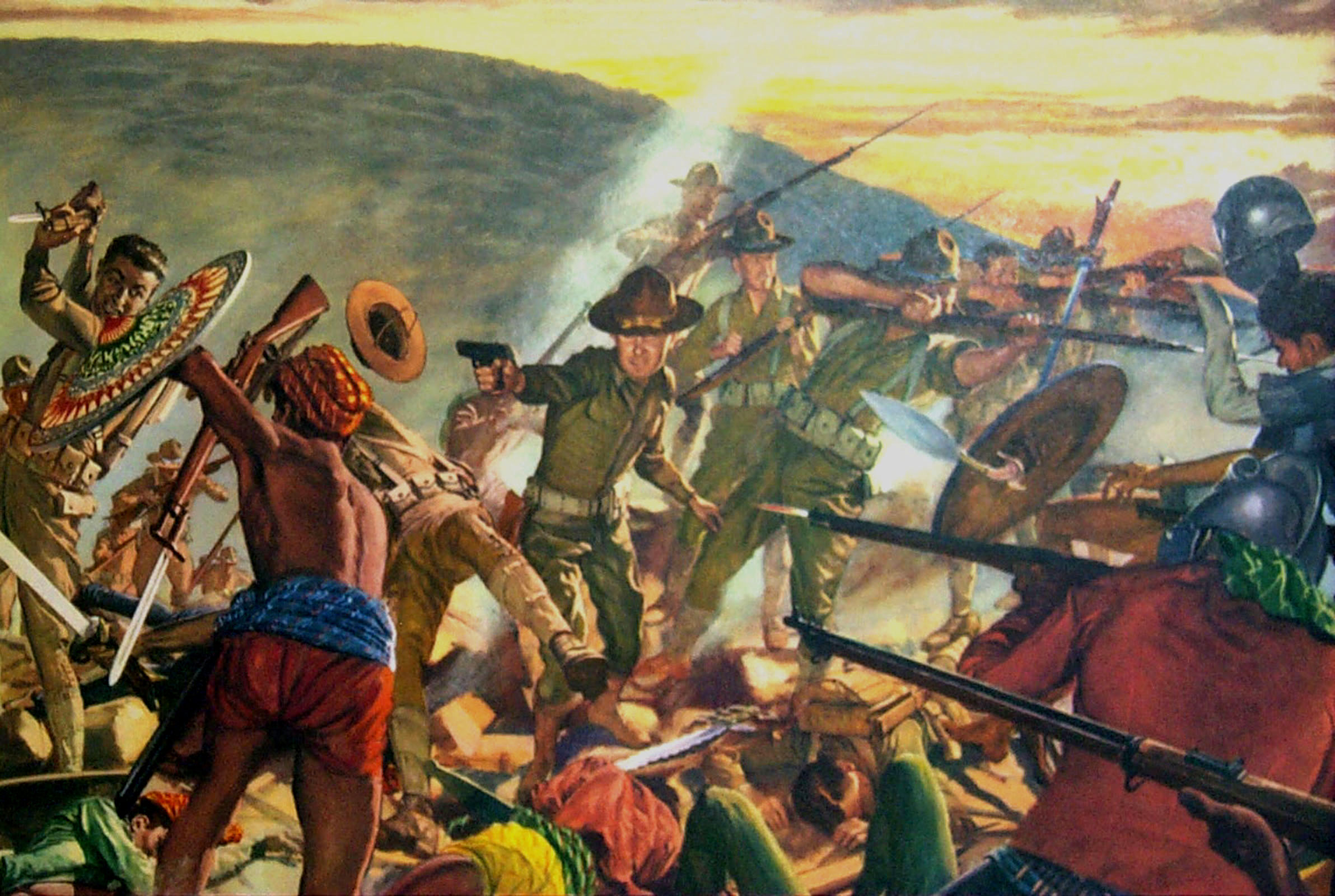
フィリピン軍と戦う米兵を描いた絵画
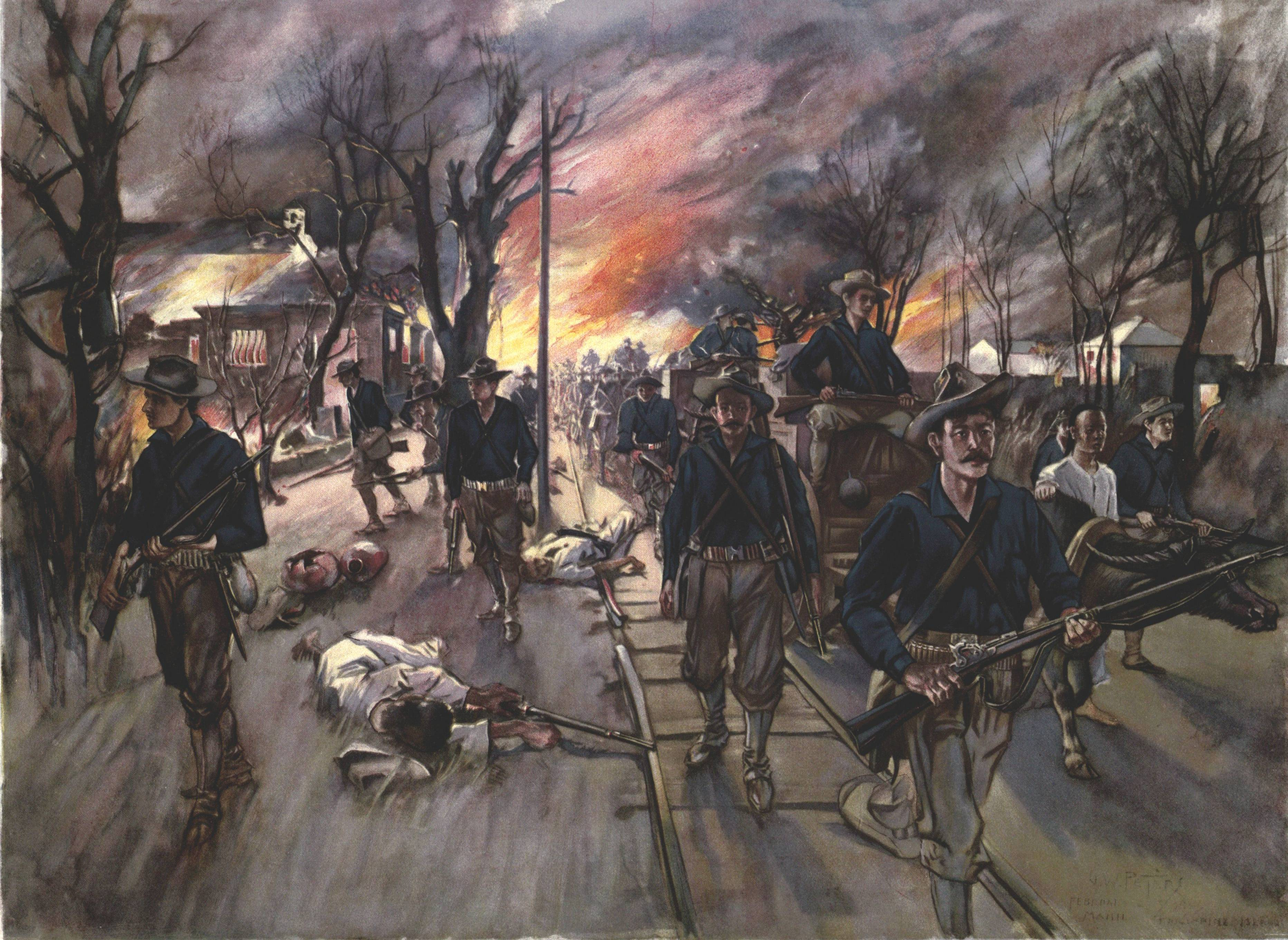
カローカンを進軍する第20カンザス志願連隊を描いた絵画
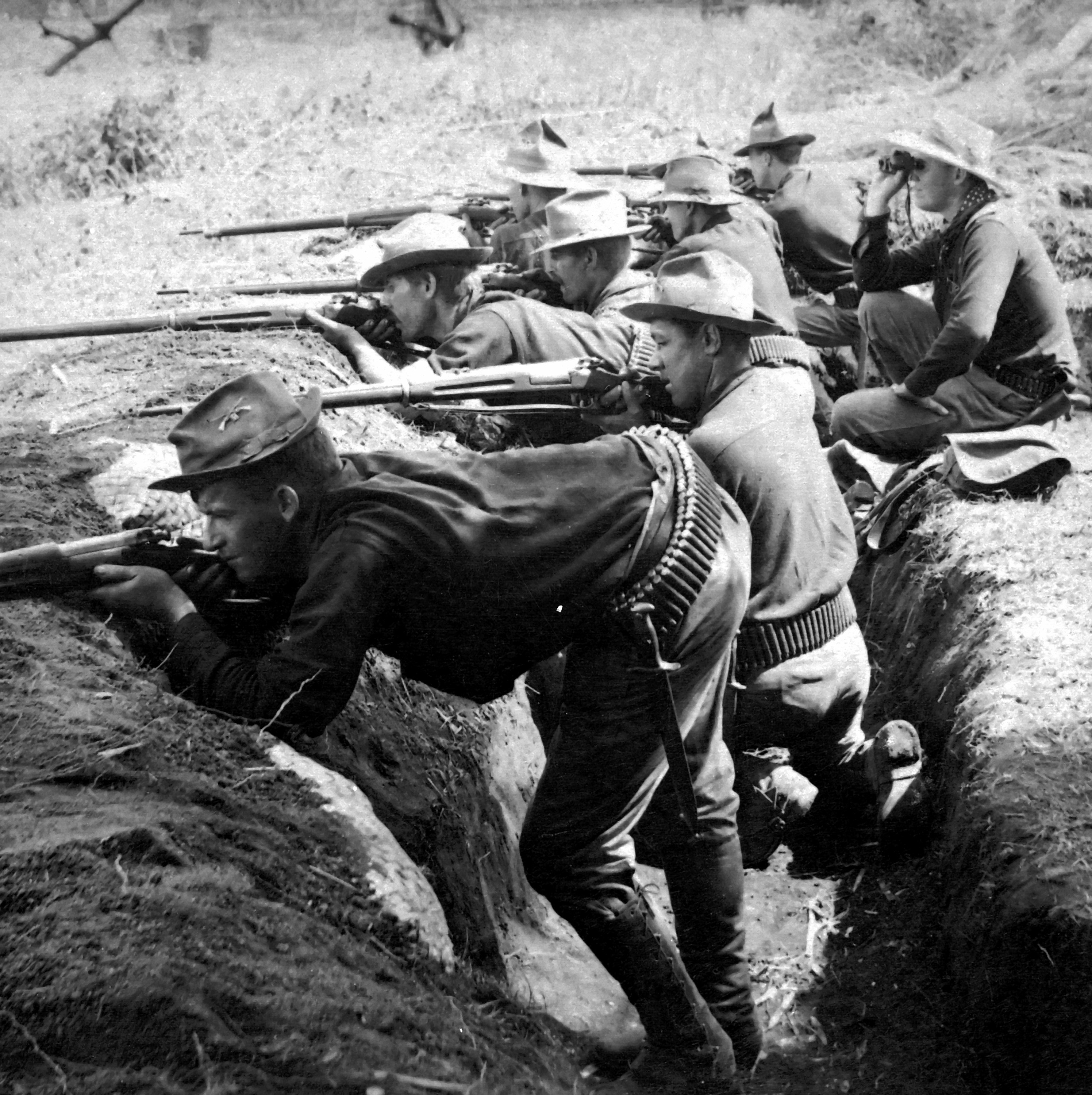
米比戦争で戦う米兵たち（1899年）
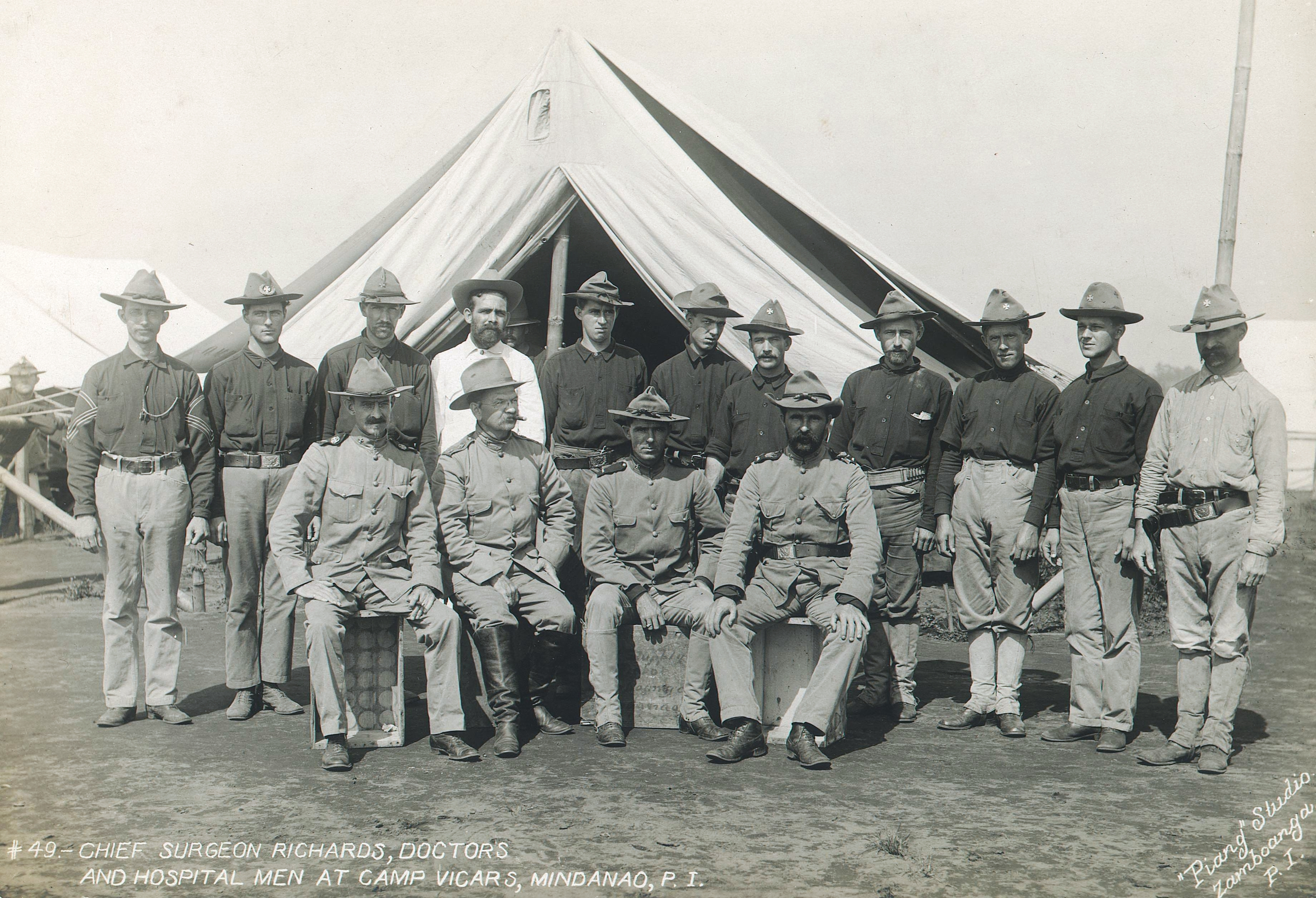
米比戦争の米陸軍衛生部隊（1899年）
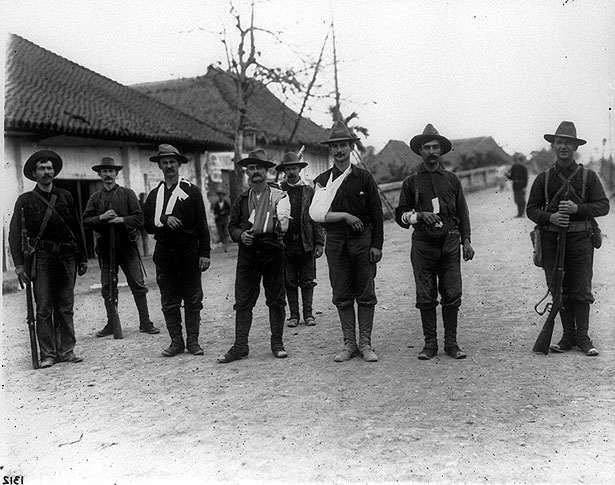
米比戦争に従軍する米兵たち
米比戦争で頭蓋骨を展示する米兵たち

### 第一次世界大戦
アメリカの軍服は1898年以来、カーキ色（後にオリーブドラブ色）になっており、1917年に第一次世界大戦に参戦したアメリカはこの軍服で戦った。戦闘帽にはキャンペーンハット（モンタナ型）の他、イギリスと同じお皿型のブロディヘルメット（M1917ヘルメット）を使用した。またオーバーシーズキャップという略帽も使用した。

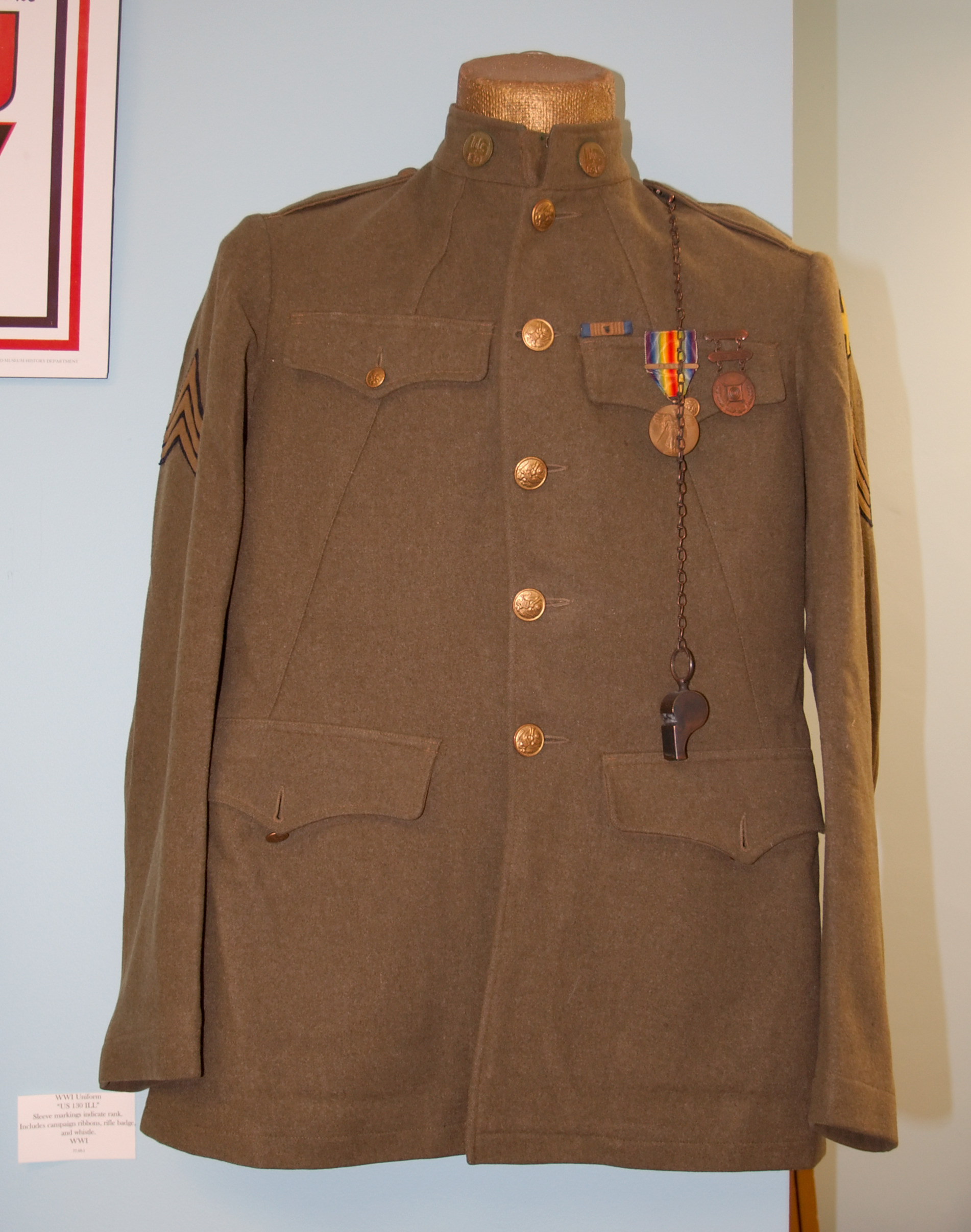
第一次世界大戦期の軍服
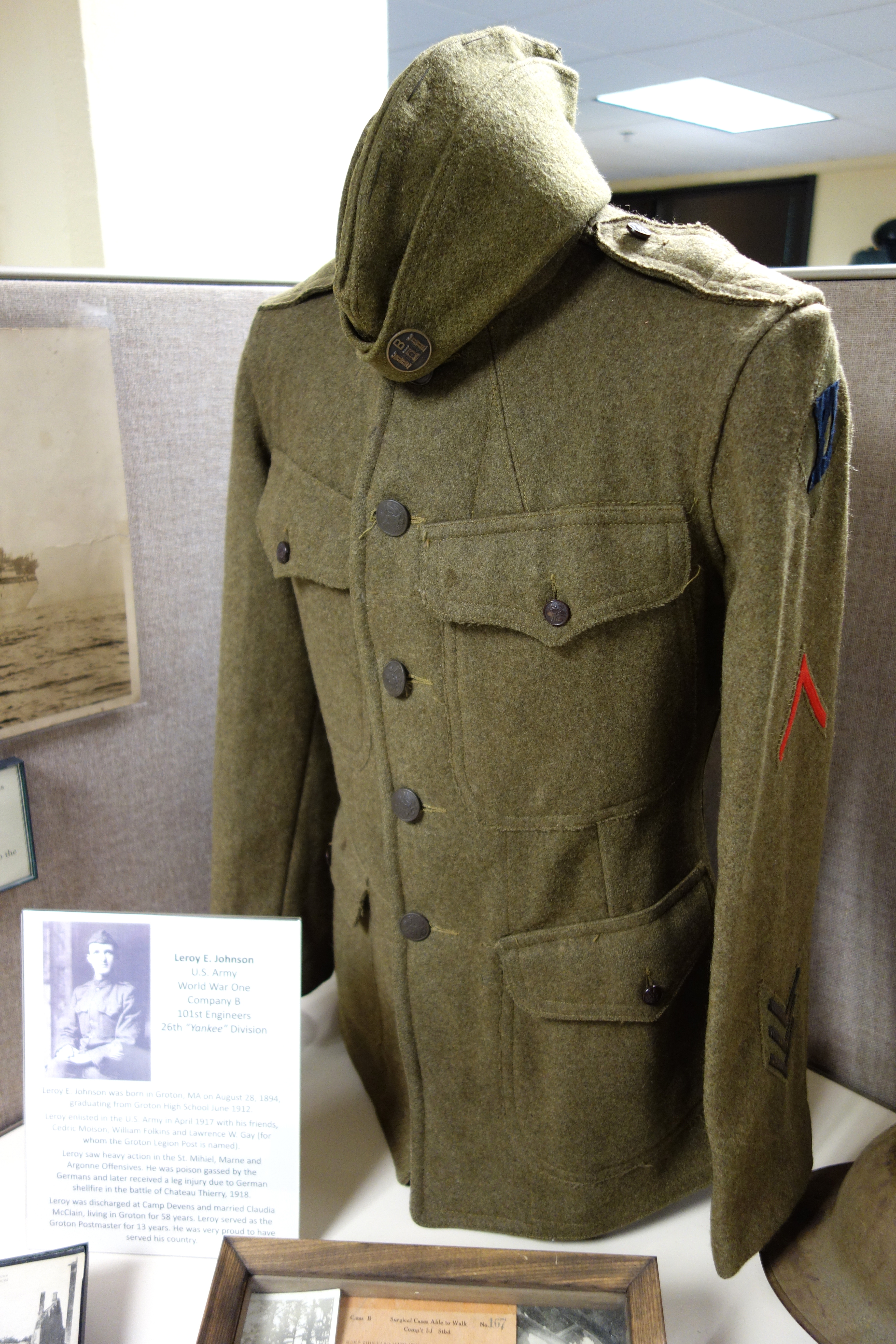
第一次世界大戦時の軍服。帽子はオーバーシーズキャップ。
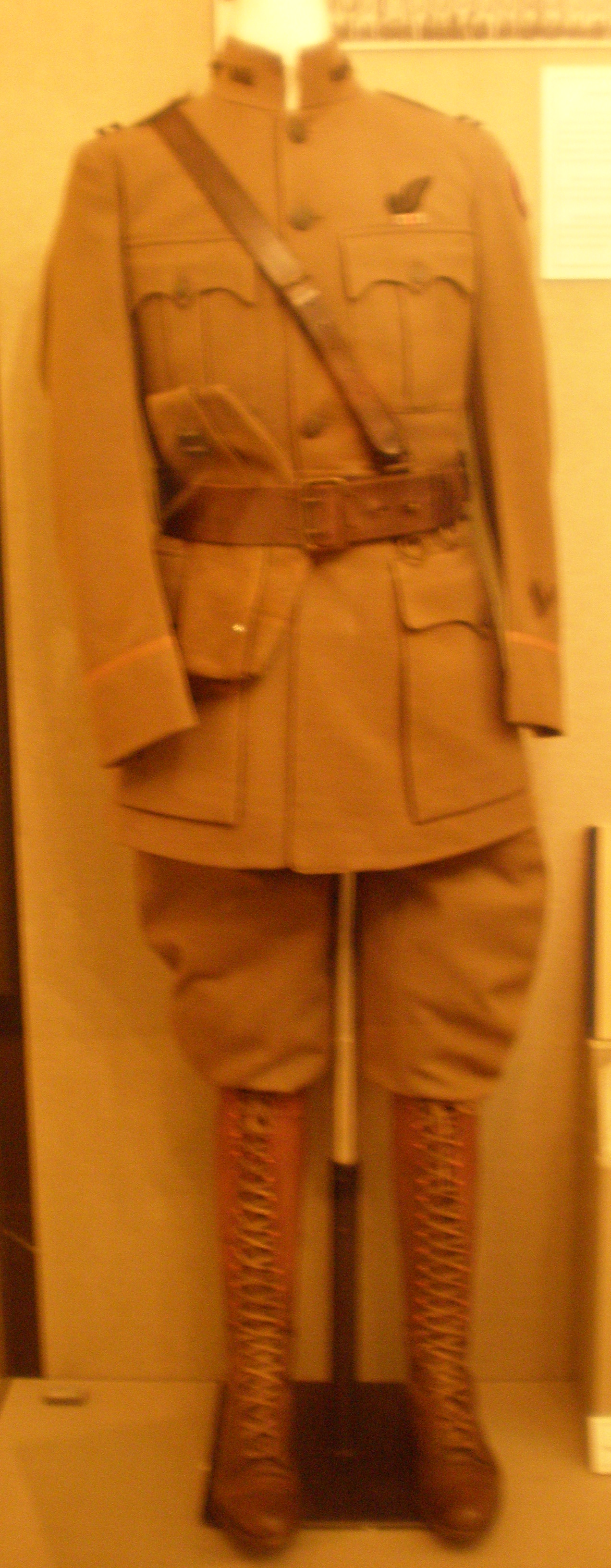
アメリカ陸軍航空部（英語版）の軍服
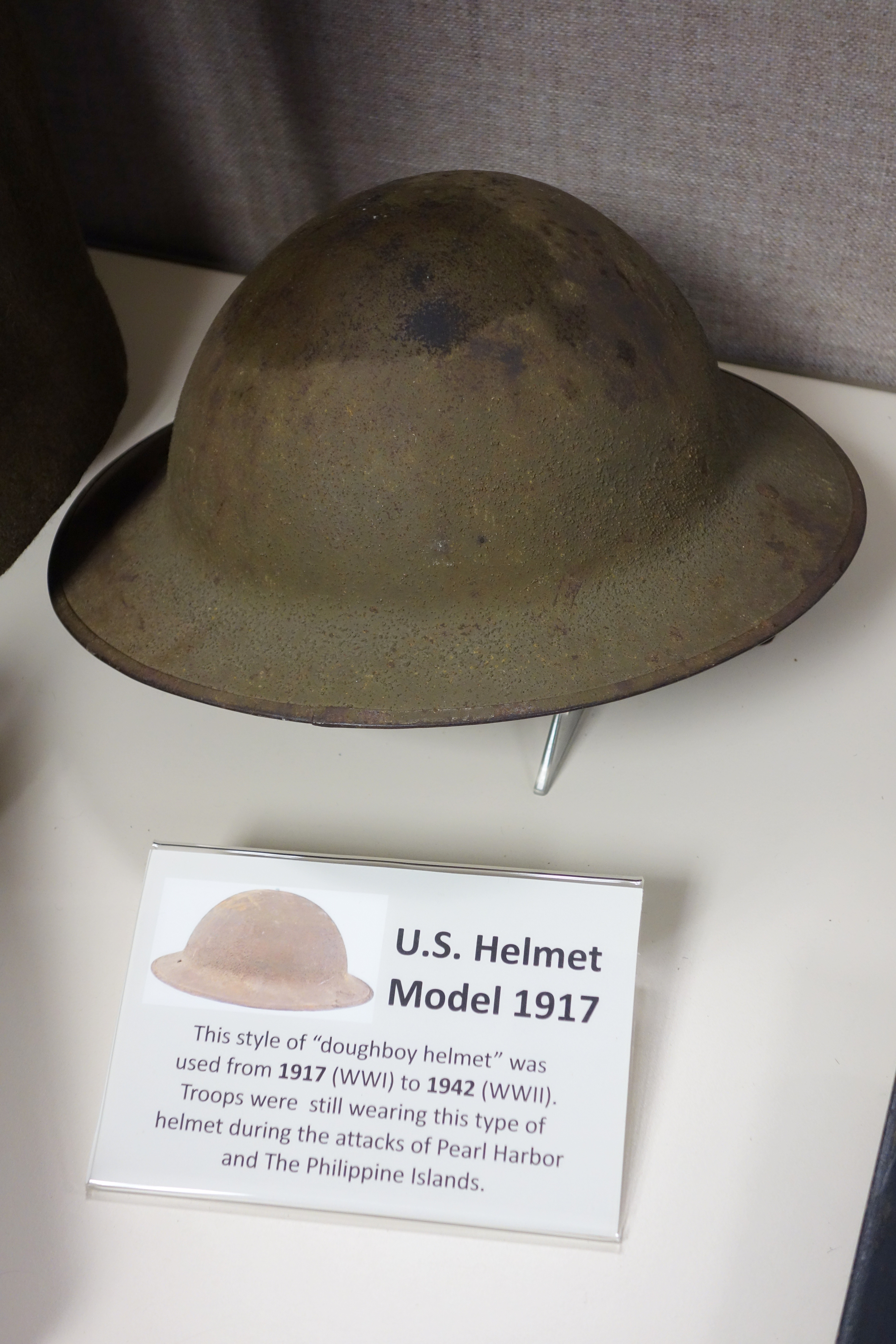
M1917ヘルメット
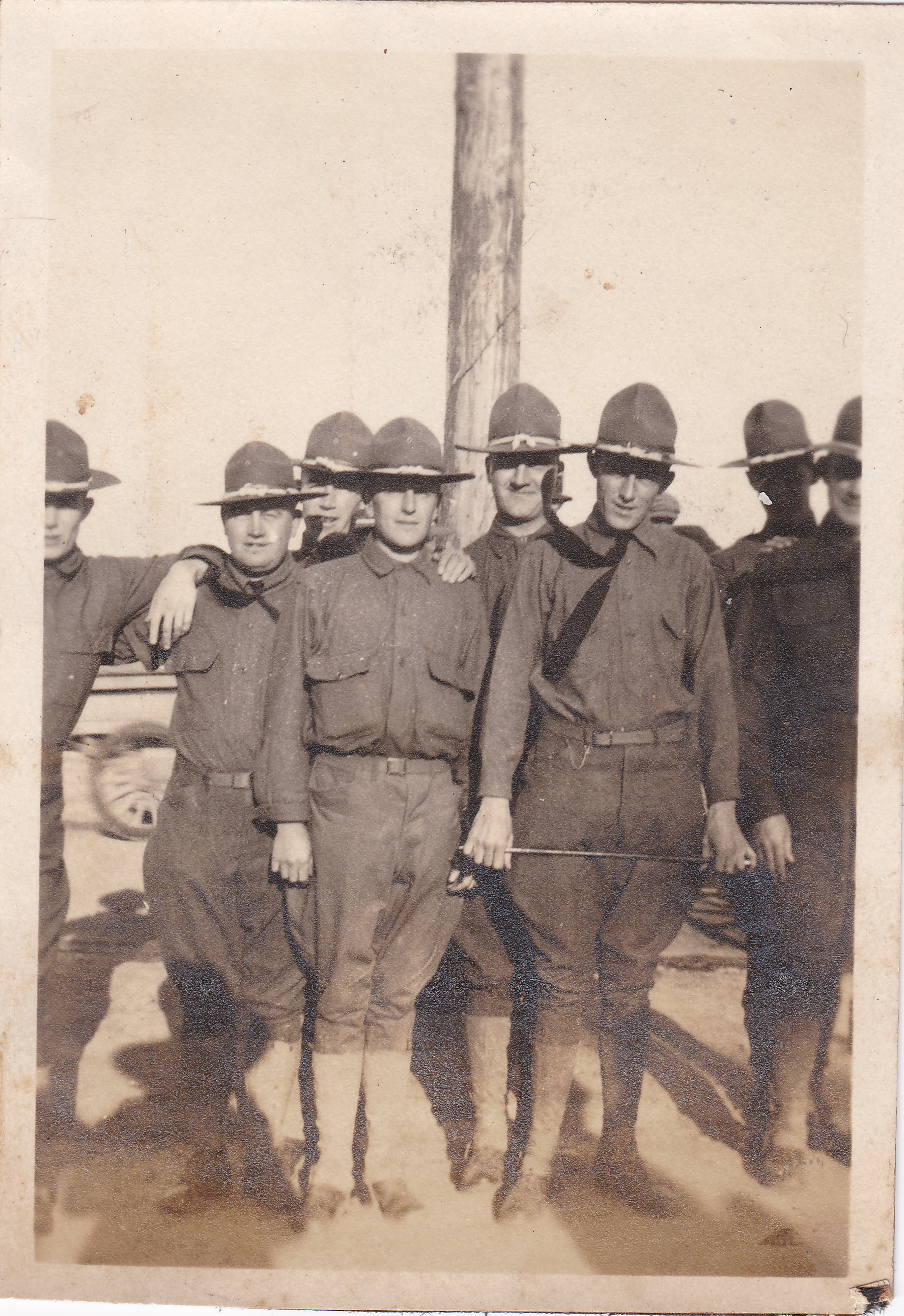
第一次世界大戦の米兵たち。M1911キャンペーンハットをかぶる
第一次世界大戦の米兵。M1911キャンペーン・ハットをかぶる
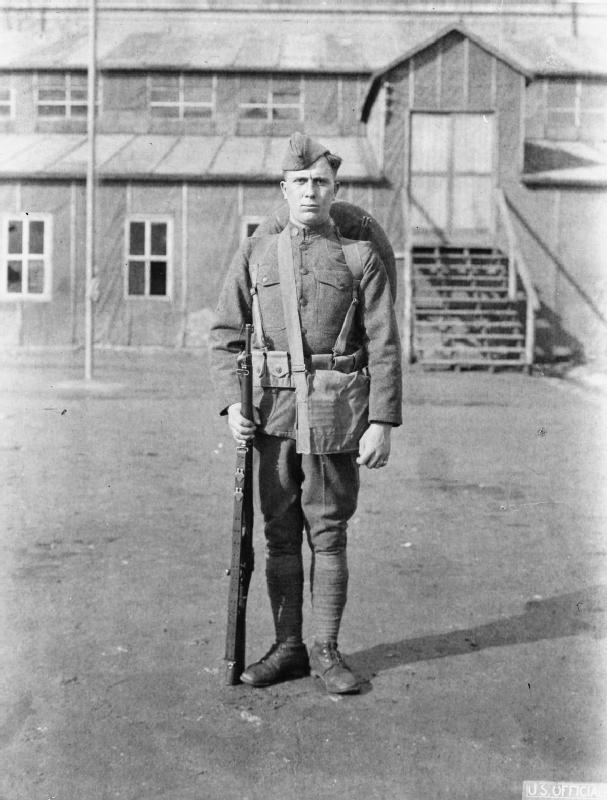
第一次世界大戦の米兵。オーバーシーズキャップを被る
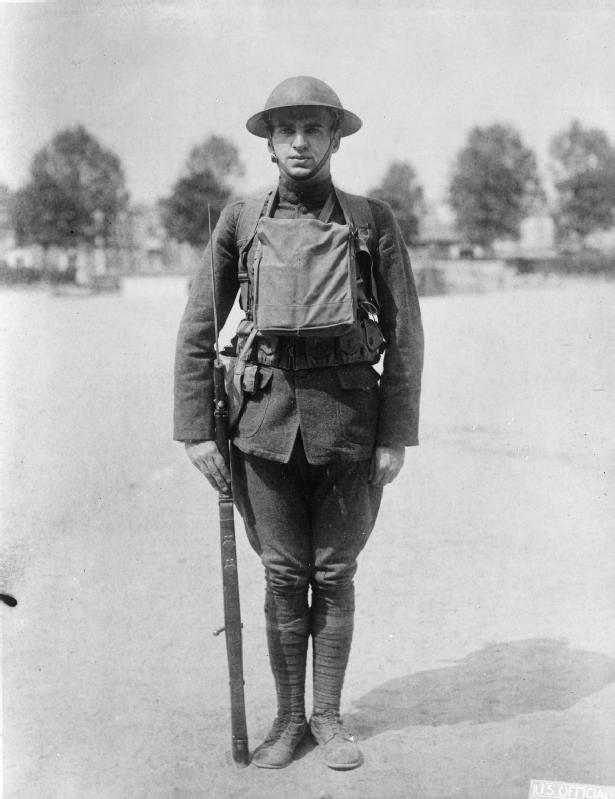
第一次世界大戦の米兵。M1917ヘルメットを被る
凱旋パレードする米兵たち。M1917ヘルメットを被る。
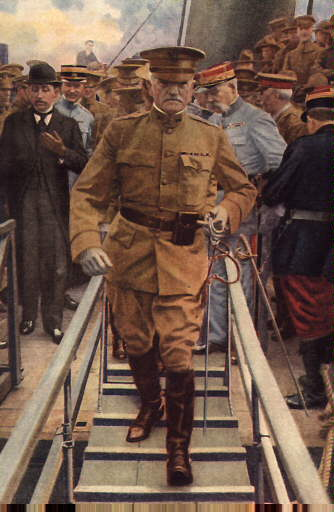
1917年当時の陸軍少将。（ジョン・パーシング）佩刀し、乗馬ズボンで、軍帽庇なども茶色。
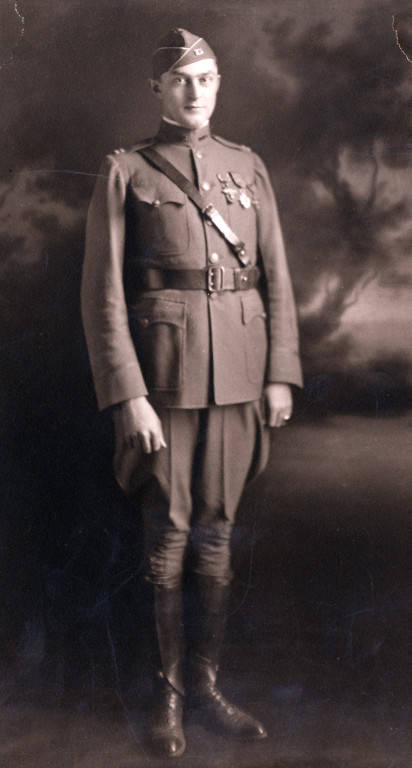
第一次世界大戦時の陸軍将校

### 第二次世界大戦

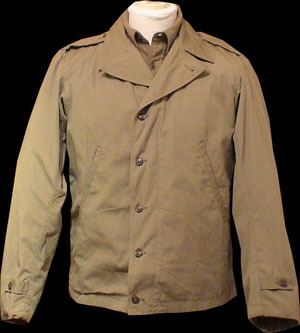
M1941フィールドジャケット（英語版）。コットンポプリン製。ヨーロッパ戦域の歩兵に野戦服として支給。GI（米兵）の象徴となった。
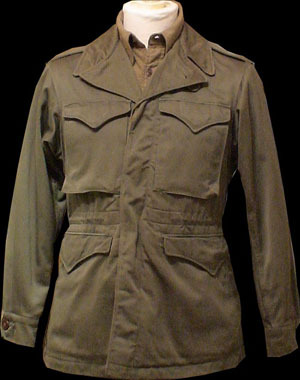
M1943フィールドジャケット（英語版）。コットンサテン製。ヨーロッパ戦域の歩兵に野戦服として支給。兵科で別々だった野戦服を統一した野戦服。
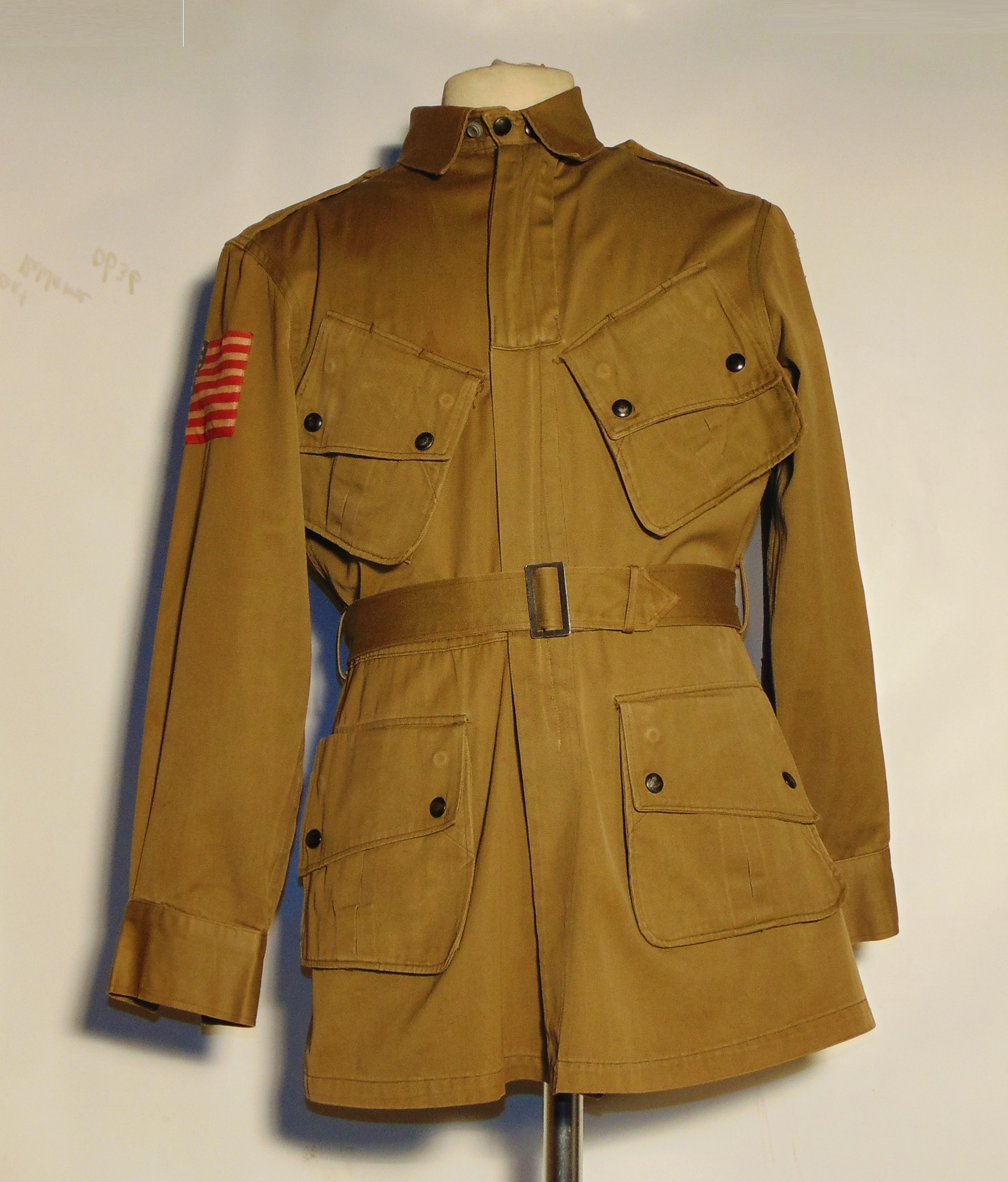
M1942空挺部隊用ジャケット（英語版）。欠陥が多くマーケットガーデン作戦の頃には使用されなくなり、以降空挺部隊もM1943フィールドジャケットを使用。
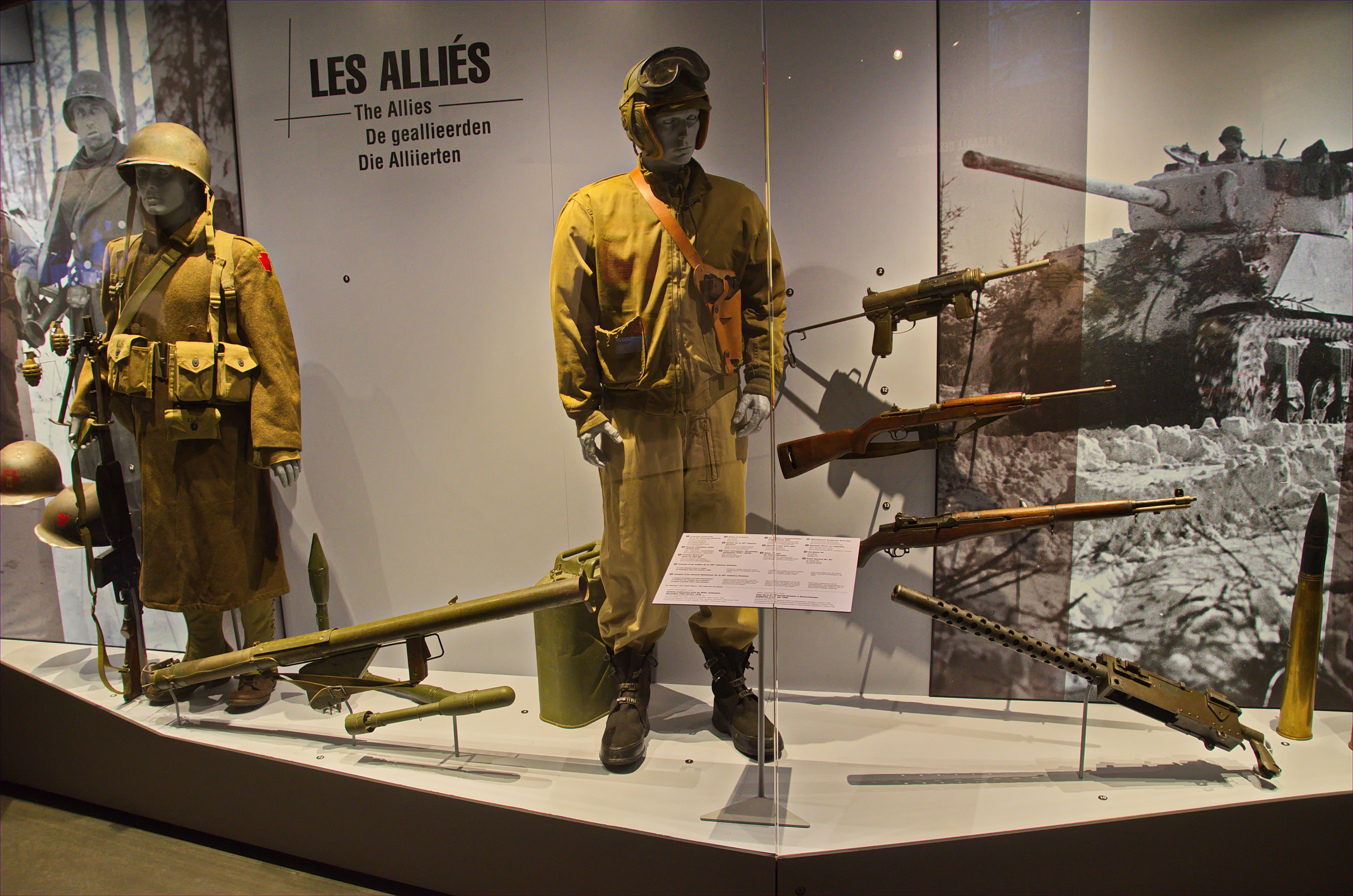
ヨーロッパ戦域の兵士の基本的防寒着のオーバーコート（左）と戦車兵の防寒着のタンカーズジャケット（右）。タンカーズジャケットは戦車兵以外も将校がよく着用（バストーニュの戦い博物館（フランス語版））
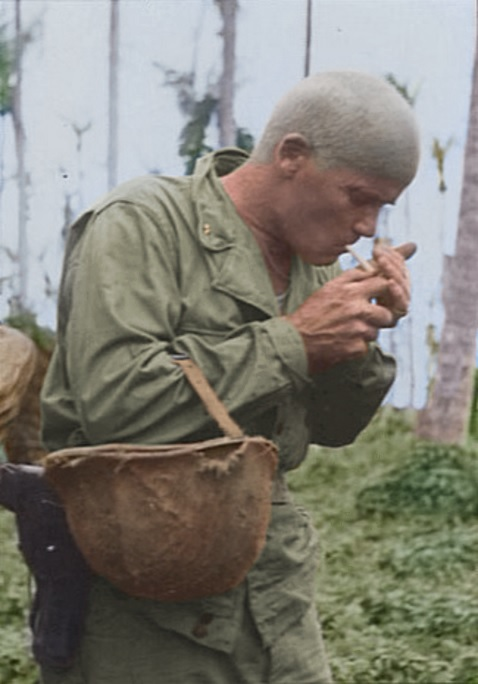
HBT製作業服。太平洋戦域の歩兵の基本的な野戦服。本来は作業服だが、薄いため高温多湿の太平洋戦域の野戦服に流用された。
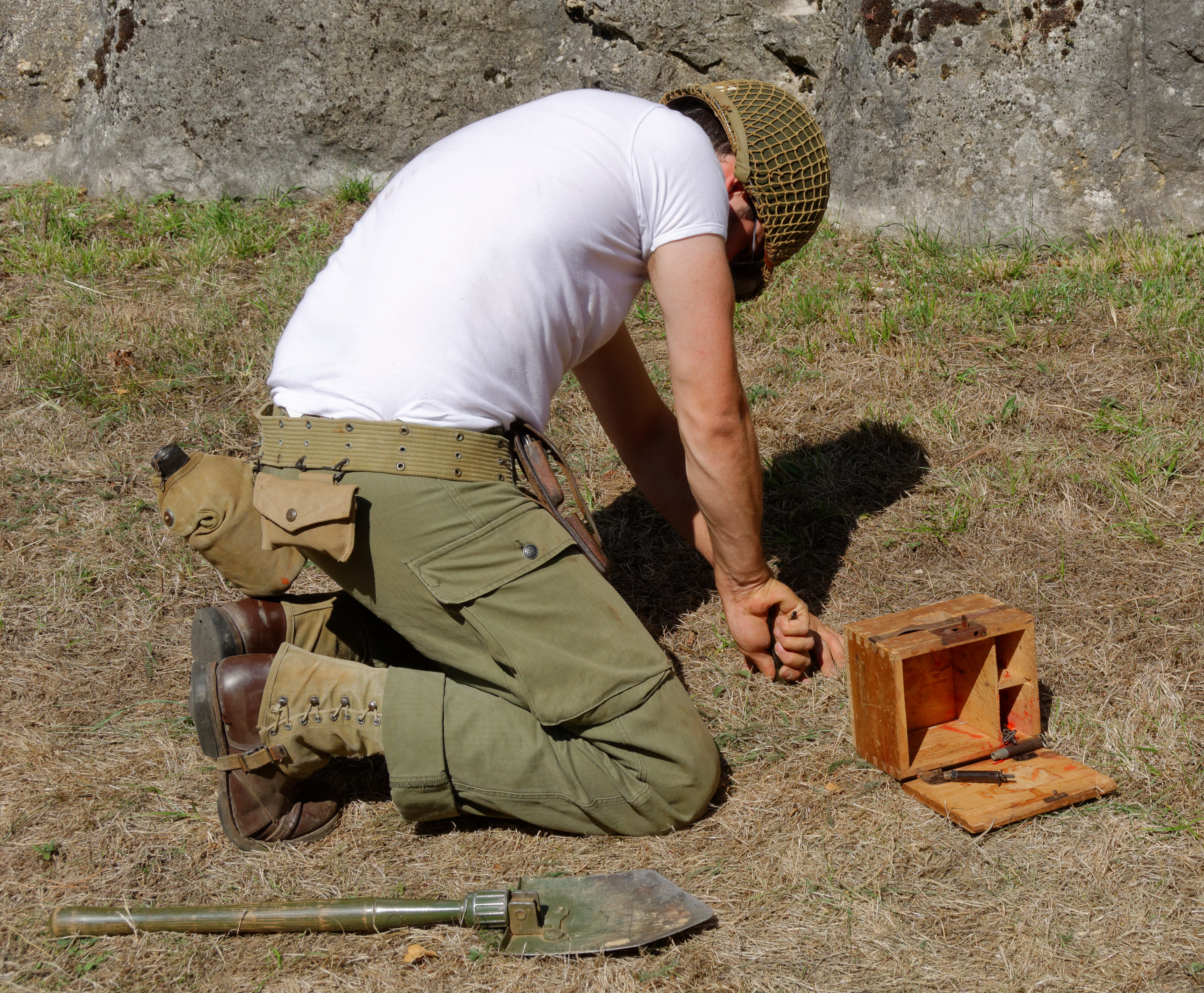
HBT作業服のズボン（2015年フランス・ベルフォールでの歴史再現イベント）
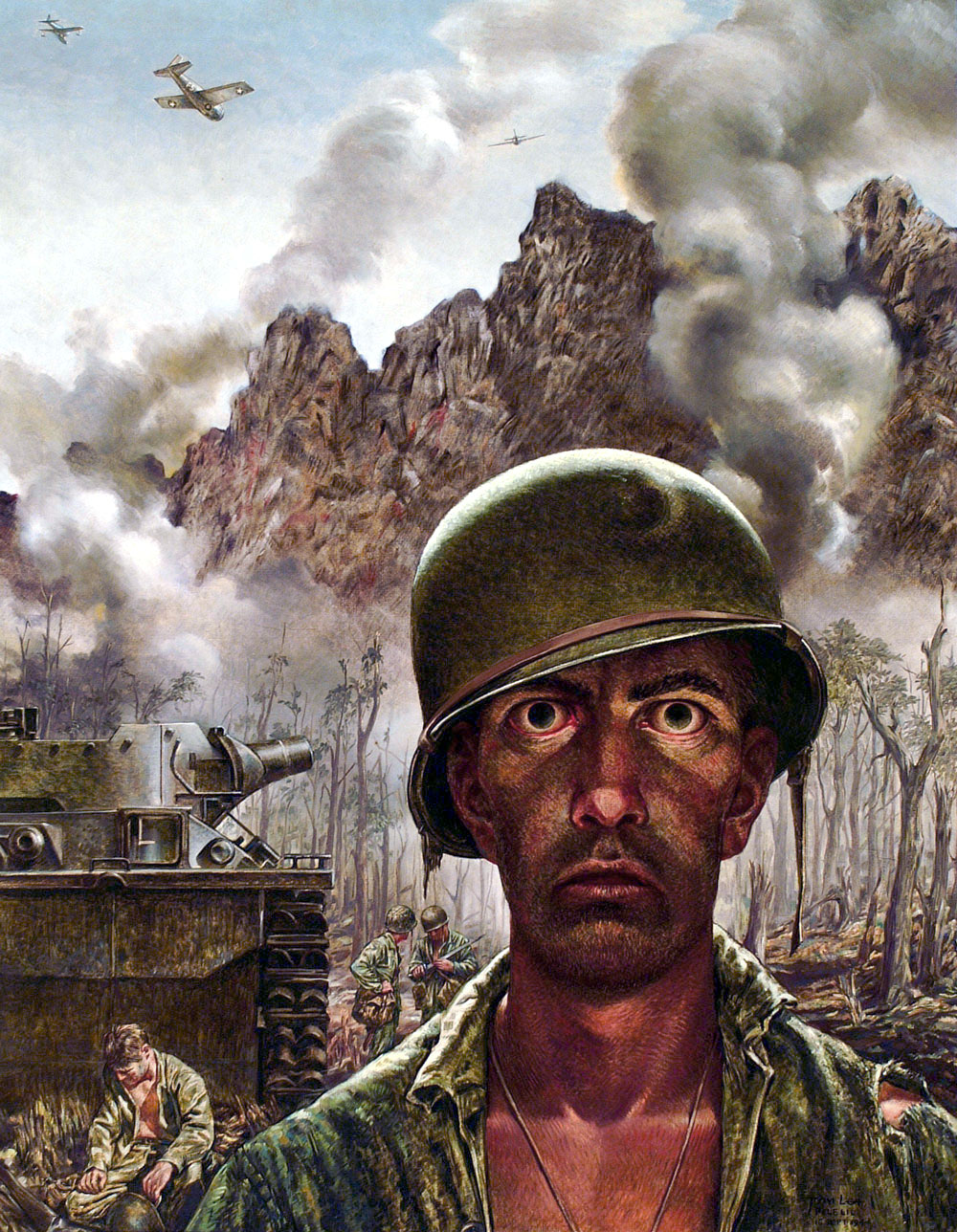
M1ヘルメットを描いた絵画。M1ヘルメットは1941年冬頃からM1917ヘルメットに代わって支給されるようになった。
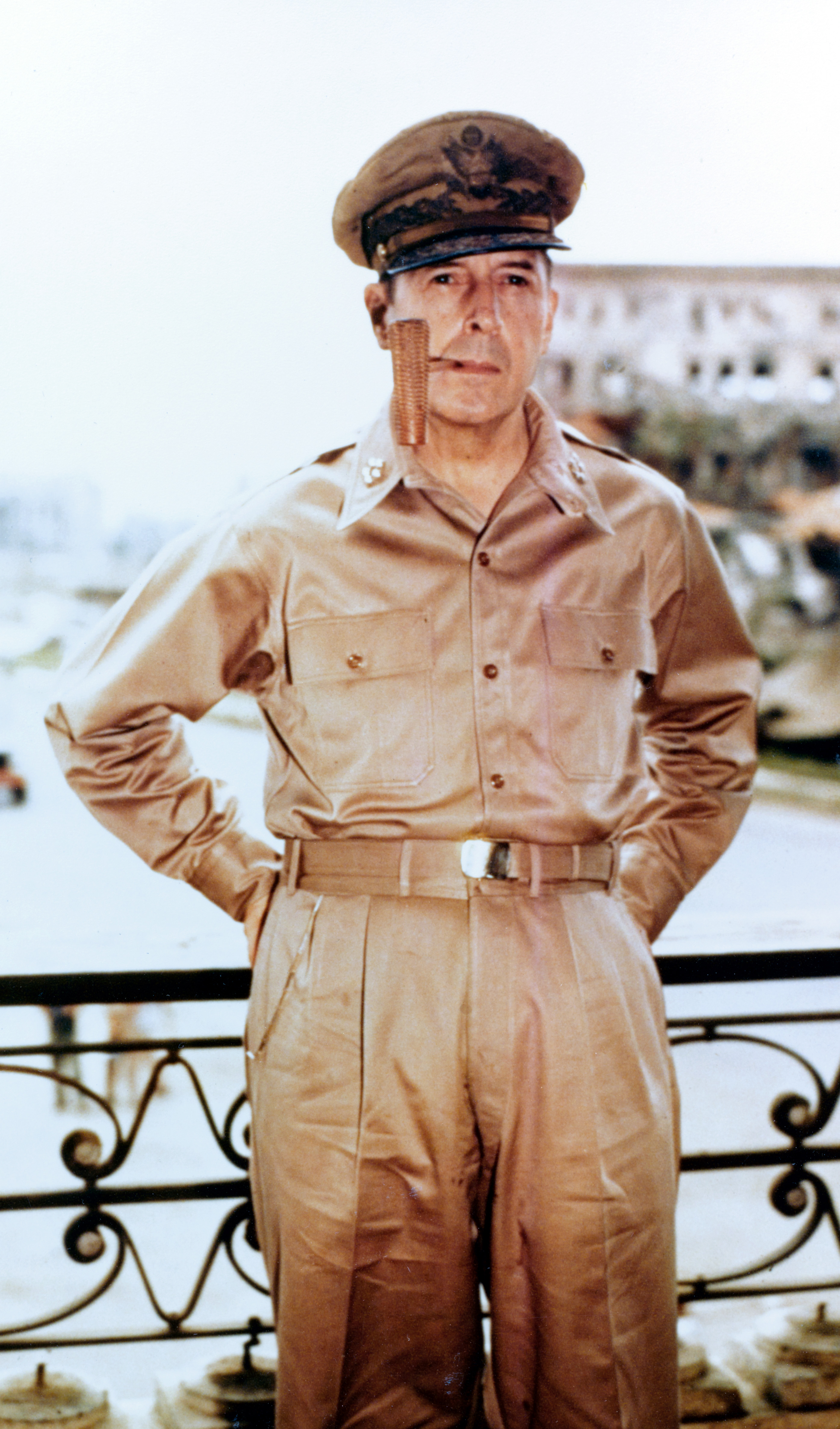
「チノ」スタイル（コットン製シャツ）のダグラス・マッカーサー元帥（1945年フィリピン）

### 朝鮮戦争
朝鮮戦争時の米軍は小さな変更点はあれど第二次世界大戦の軍装を引き続き使用した。しかし冬の朝鮮半島の寒さは冬季ヨーロッパ戦線で体験した寒さよりはるかに深刻であり、アメリカにとって経験したことのない極寒の戦いとなった。ヨーロッパ戦線で使用した防寒着を基礎にシェルパーカー等の防寒着が生まれて活躍した。
また1951年8月にはM1951フィールドジャケットが採用された。ライナーは軽量パイル地で保温性が高かった。実際に着用が確認できるのは1953年からである。

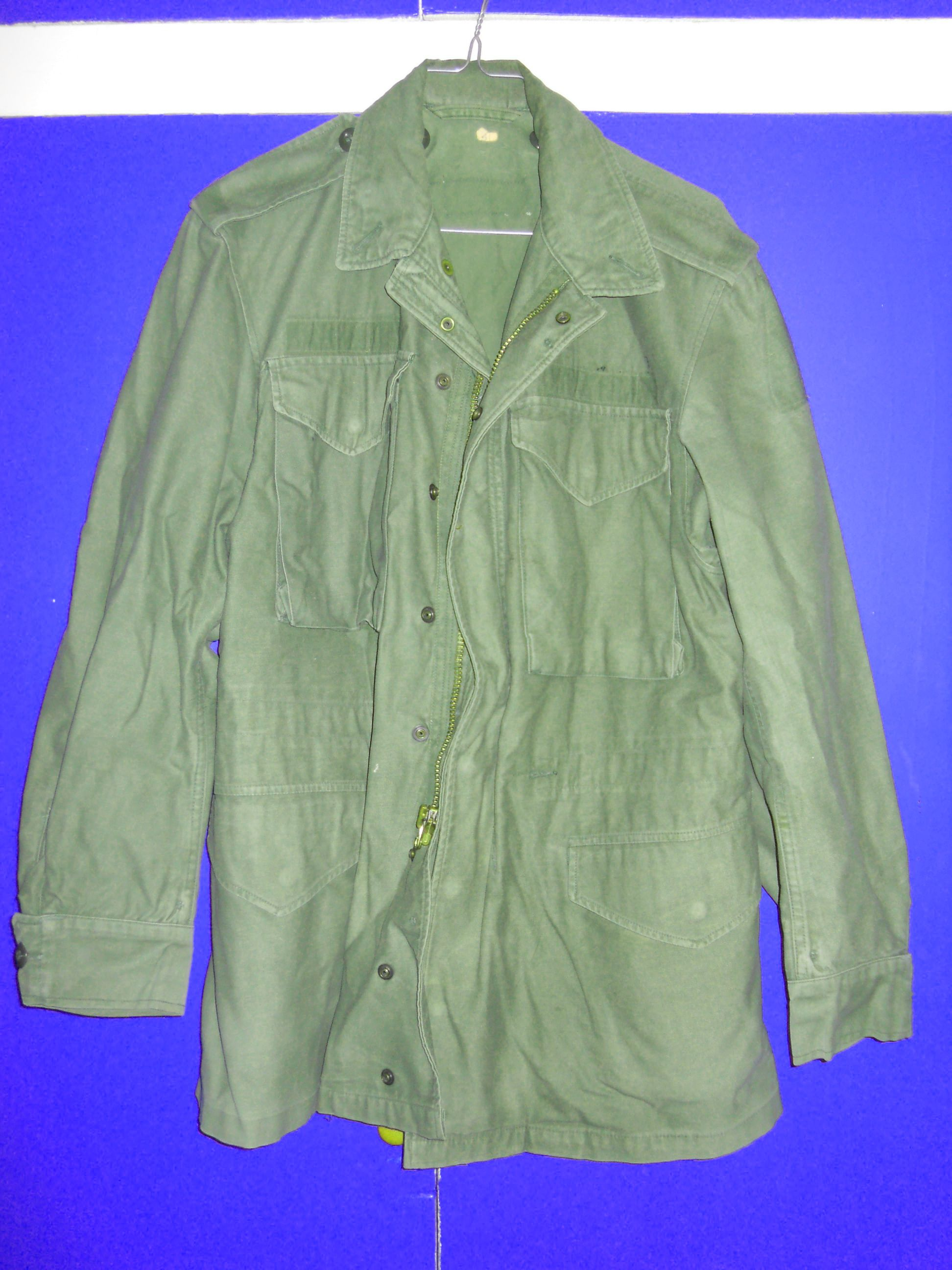
M1951フィールドジャケット。コットン・ナイロン製
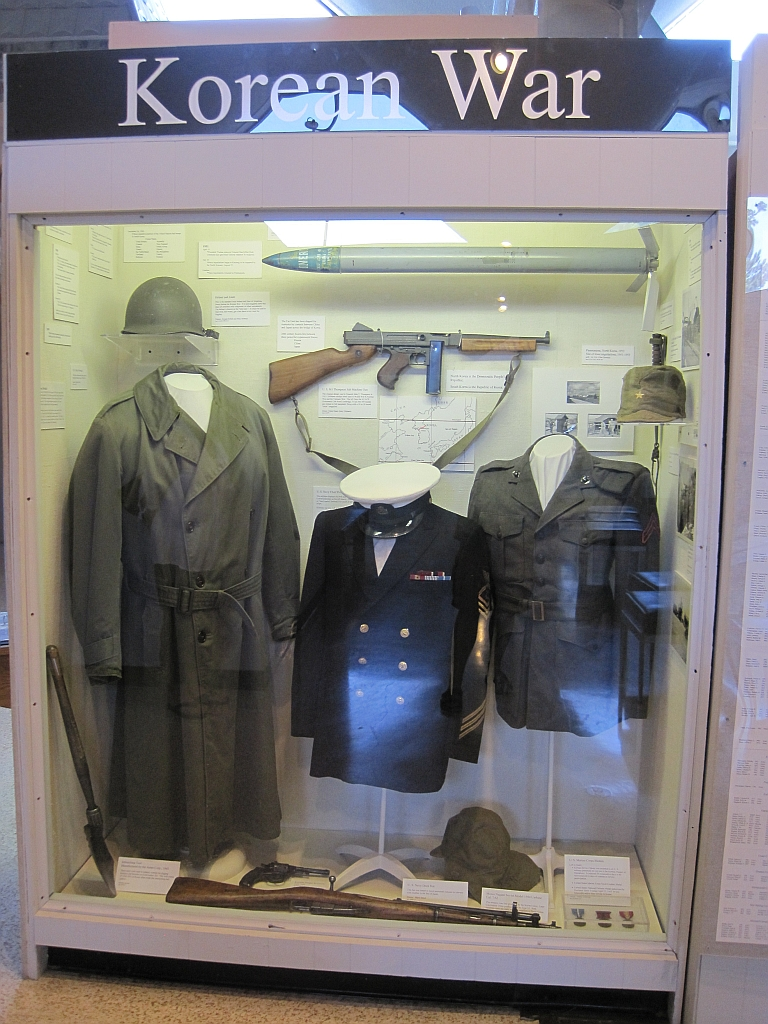
朝鮮戦争のオーバーコート

### ベトナム戦争
ベトナム戦争では熱帯戦闘用ジャケットのジャングルファティーグが誕生して活躍した。また1965年には米陸軍で初めての本格的な迷彩服となるリーフパターンの「ERDL」が登場した（第二次世界大戦でもフロッグパターンのジャングルスーツがあったが使用は限定的だった）。ERDL迷彩は1970年代には全軍に行き渡り、アメリカ軍といえばリーフパターンというイメージが定着するに至った。
湿地帯などで歩きにくいベトナムでの行軍とベトコンが仕掛けてくるトラップ防止のため、ソールにアルミニウム製プレートを入れ、踝にナイロンの補強をしたジャングルブーツも誕生している。
またゲリラ対策部隊として朝鮮戦争中に創設されたアメリカ陸軍特殊部隊は1961年にジョン・F・ケネディ大統領により「グリーン・ベレー」を制帽として支給された。グリーンベレーは秘密部隊だったが、ベトナム戦争でベールを脱いだ。
ベトナム戦争で使うものではないが、ソ連との戦争を見据えて防寒着の開発も進め、1965年にはM1965フィールドジャケットが採用されている。

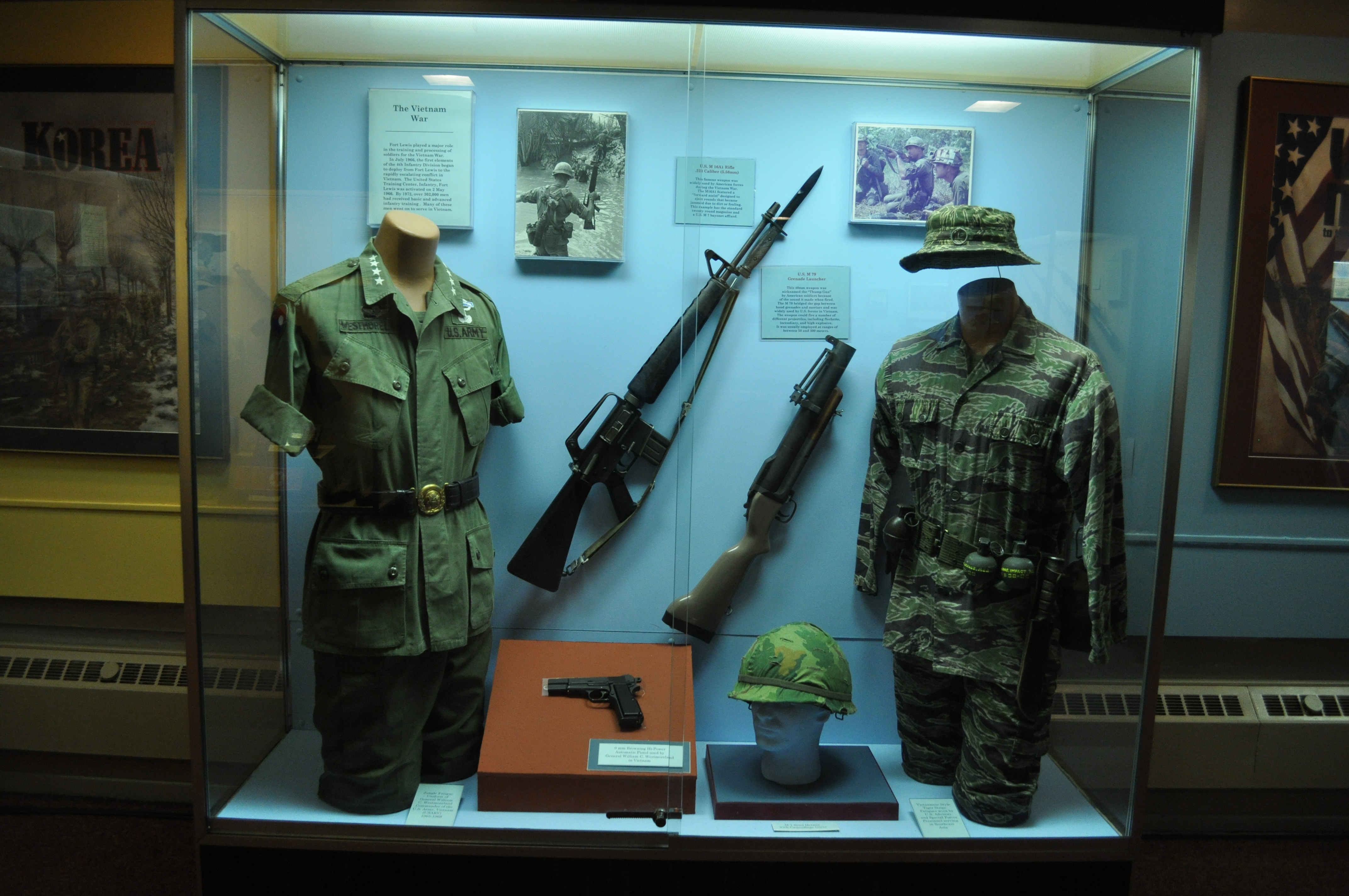
ベトナム戦争時のジャングルファティーグと迷彩服。
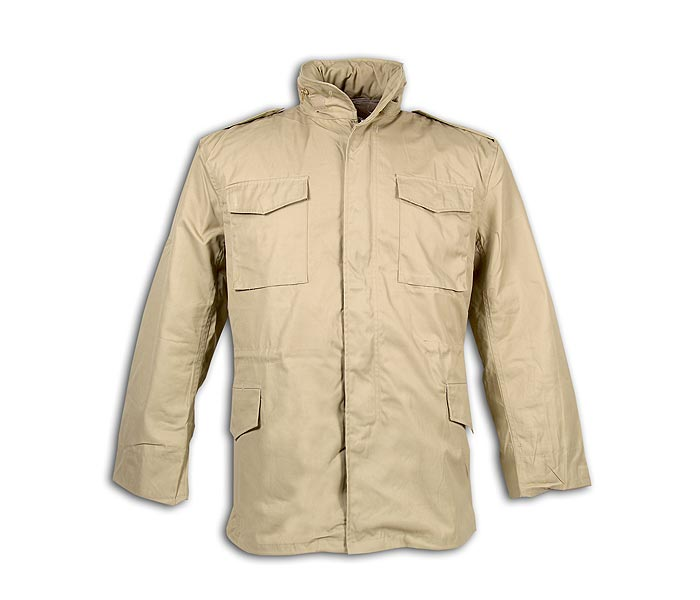
M1965フィールドジャケット。コットン・ナイロン製

### グレナダ侵攻
1980年からPASGTヘルメットが支給されるようになった。アラミド繊維を17層に重ねており、M1ヘルメットより20％から40％強度が上がった。第二次世界大戦時のドイツ軍のシュタールヘルム（フリッツヘルメット）と形状が似ていることから「フリッツ」の愛称がある。83年のグレナダ侵攻で第82空挺師団によって使用された。
また1981年には新しい迷彩パターンの「ウッドランド」が使用されたバトル・ドレス・ユニフォームが登場した。ブラック、ブラウン、濃いグリーン、カーキを組み合わせた色合いだった。大きめな襟と大きな4つのポケットが付いたシンプルなデザインだった。

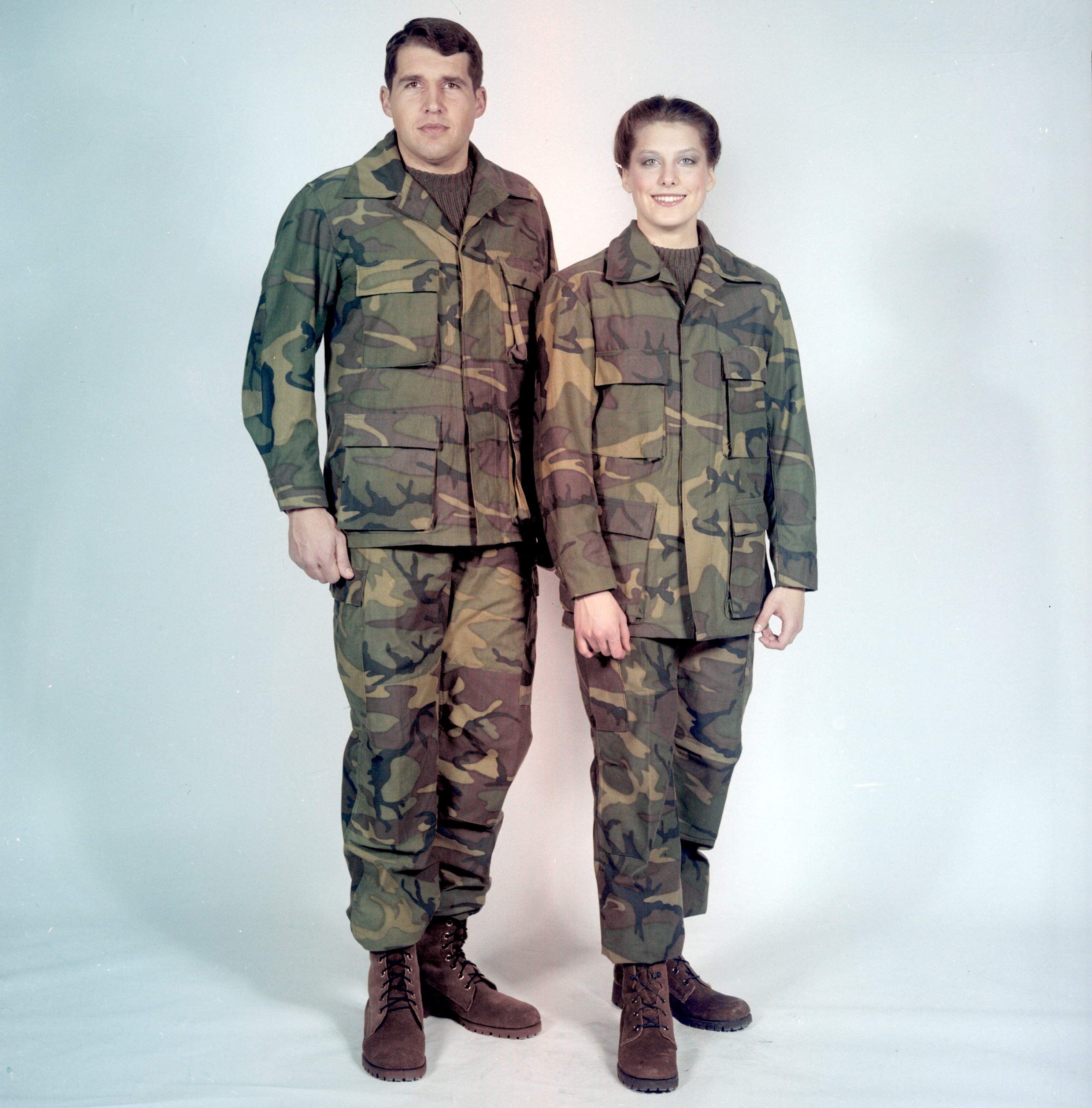
バトル・ドレス・ユニフォーム（英語版）
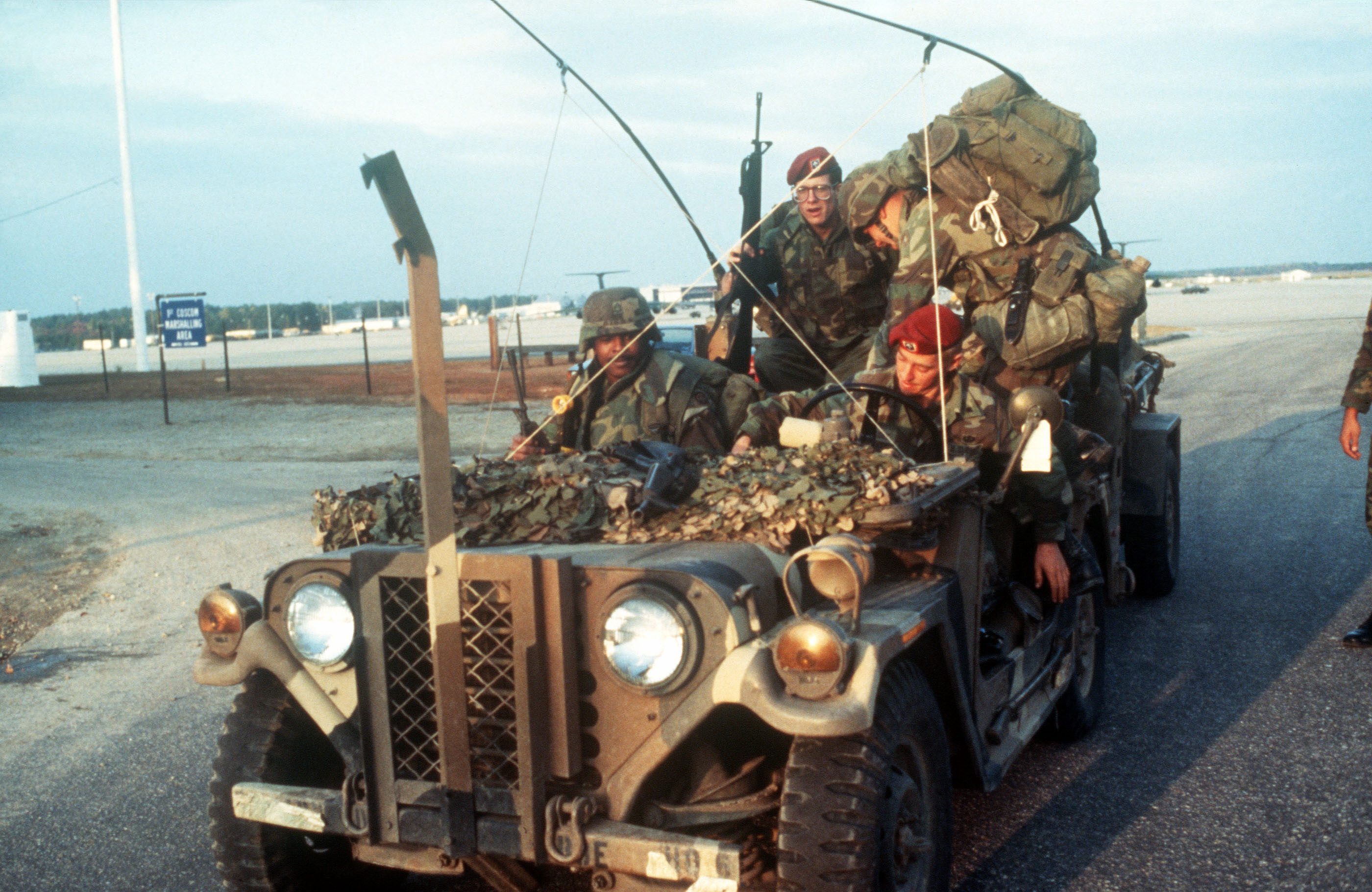
1983年第82空挺師団の米兵たち
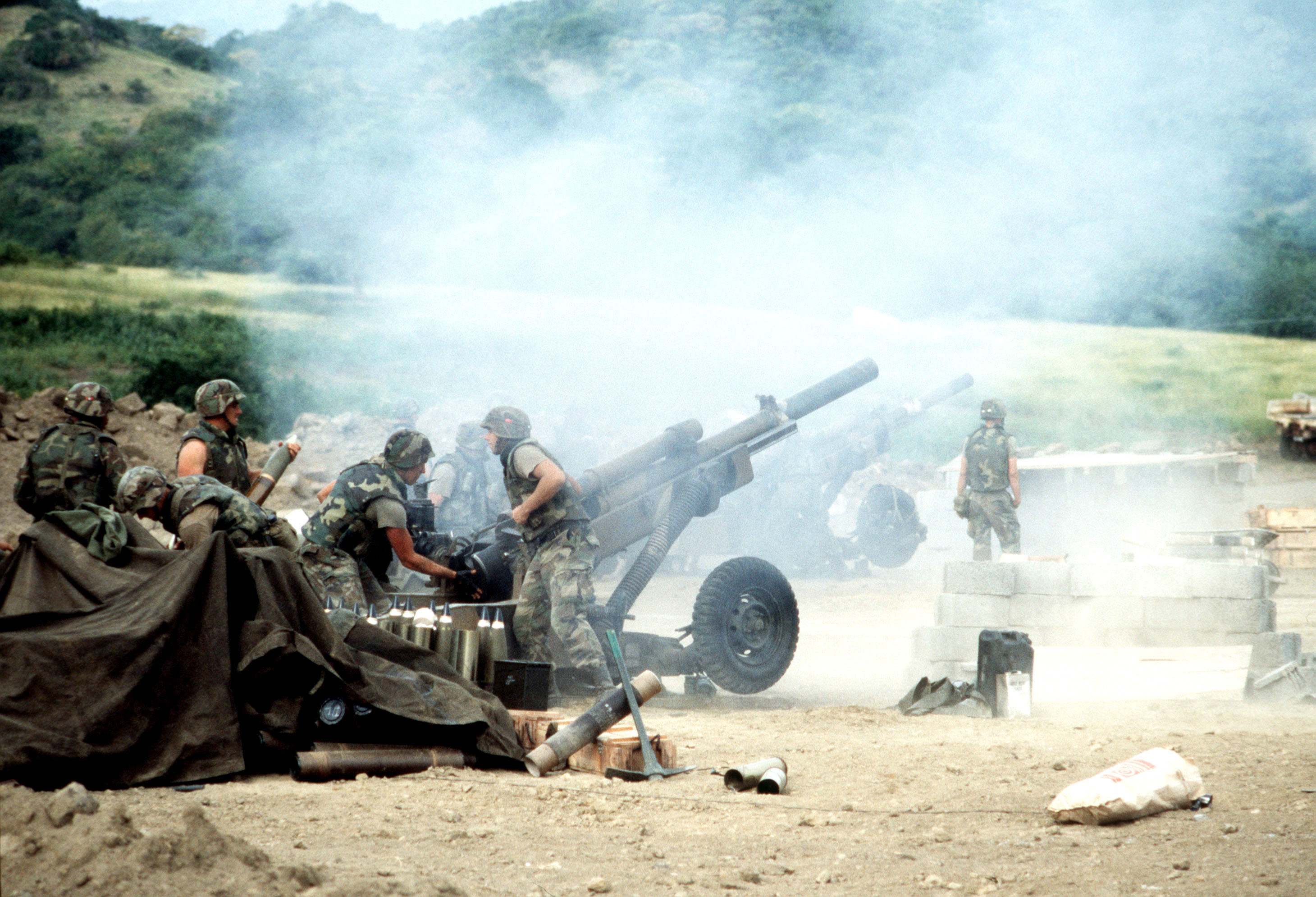
1983年PASGTヘルメットを被る第82空挺師団の米兵たち

### パナマ侵攻

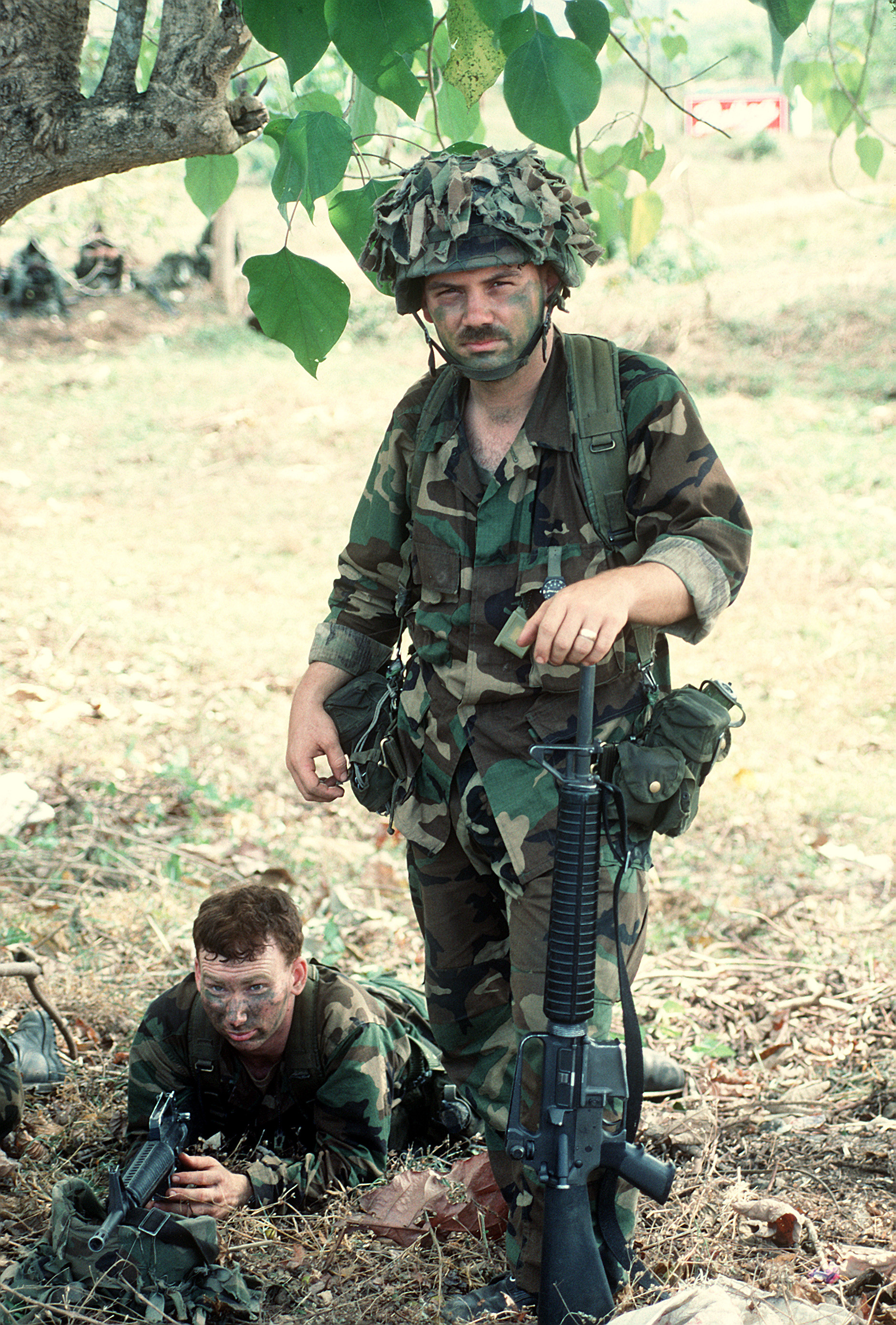
第7歩兵師団の歩兵たち（1990年パナマ）
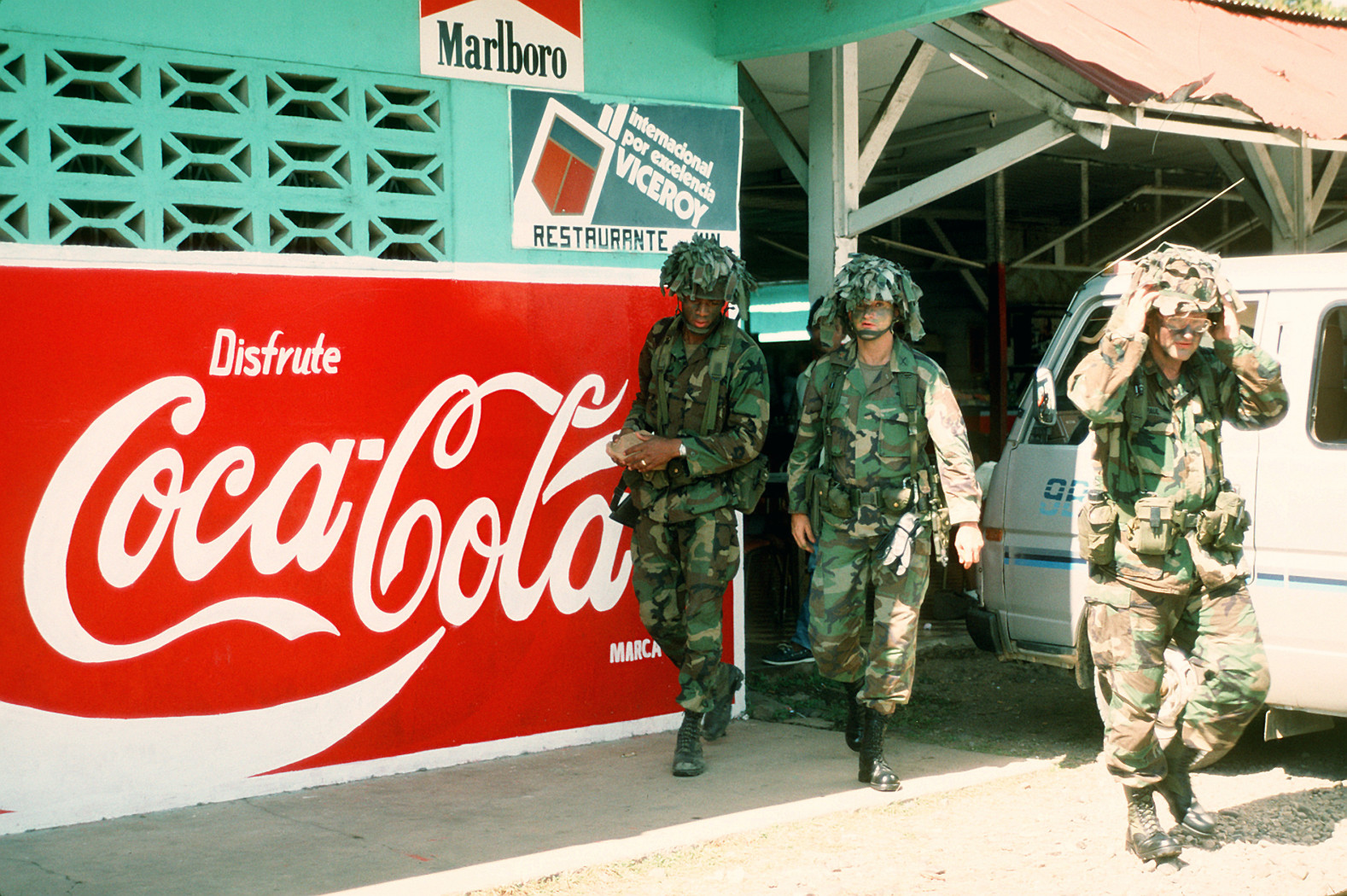
第7歩兵師団の歩兵たち（1990年パナマ）
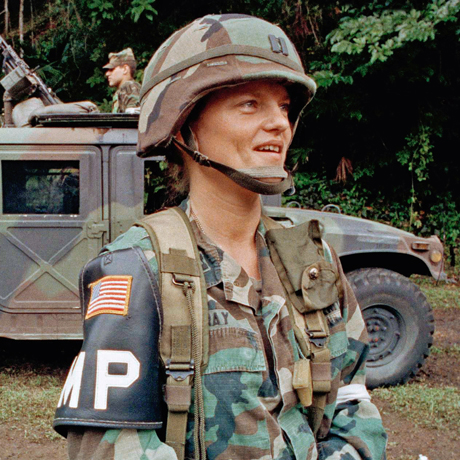
憲兵の軍服（リンダ・L・ブレー中尉）

### 湾岸戦争
ソ連邦の崩壊により冷戦が終結した後、アメリカは「世界の警察官」としてその行動範囲を中東や湾岸地域にも拡大させていき、砂漠迷彩の開発が進んだ。湾岸戦争では当初1981年に採用された「チョコチップ」と呼ばれる初めての砂漠用迷彩服が使用されていた。ブラウン系のグランデーションと砂漠に転がる小石とその影をイメージして作られた迷彩柄の迷彩服だった。しかしこれはアメリカの砂漠を基準としていたため、細かい砂で構成される中東の砂漠では影の部分がかえって目立ってしまった。そのため湾岸戦争中にブラウン、カーキ、タンの3色の新しい迷彩柄が登場した。この迷彩柄はコーヒーの染みのようであるため「コーヒーステイン」と呼ばれている。「コーヒーステイン」は92年ソマリア、01年アフガニスタン戦争、04年イラク戦争でも使用された。

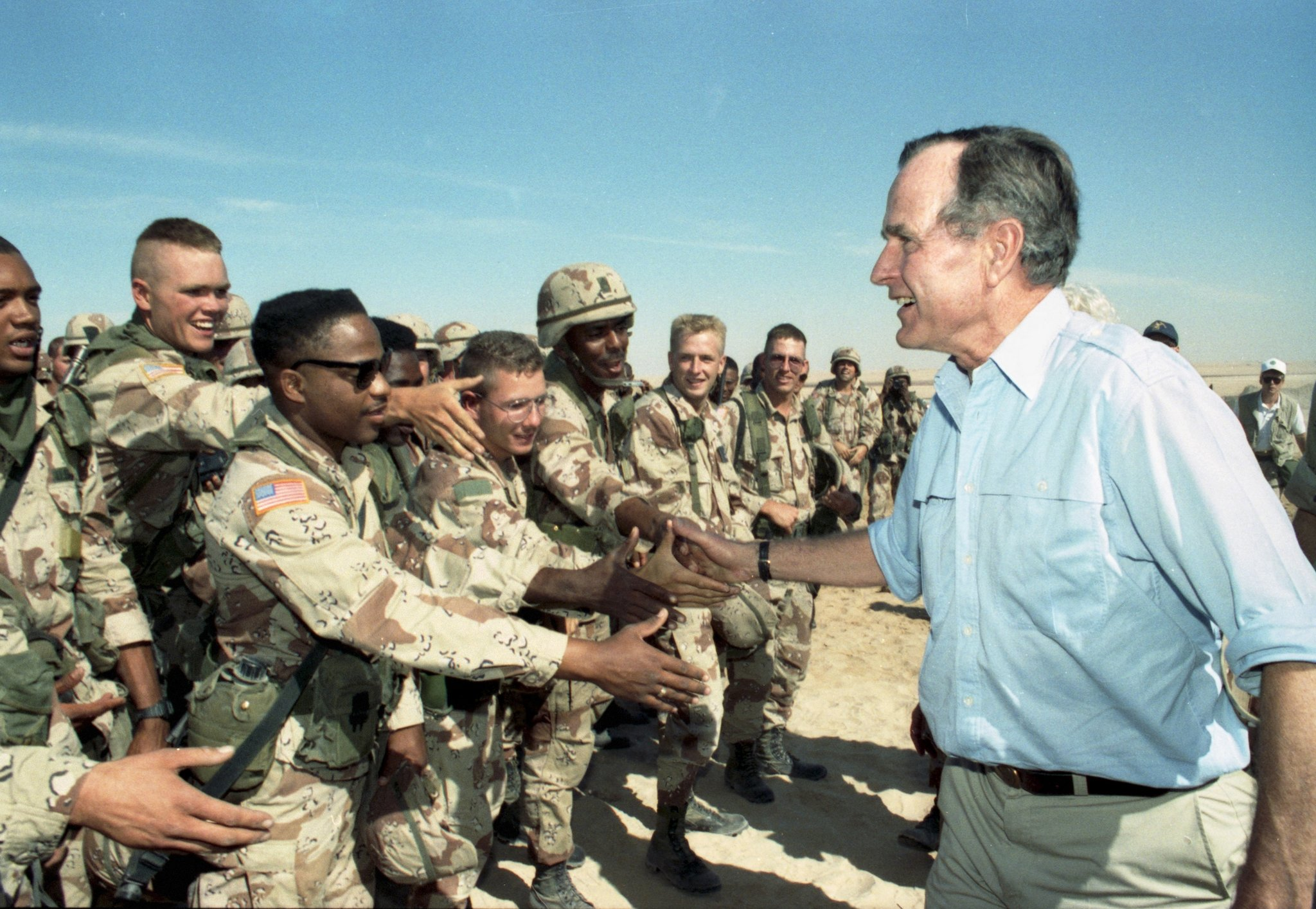
湾岸戦争で使用された「チョコチップ」迷彩服を着る米兵たちと握手するジョージ・H・W・ブッシュ大統領（1990年11月22日サウジアラビア）
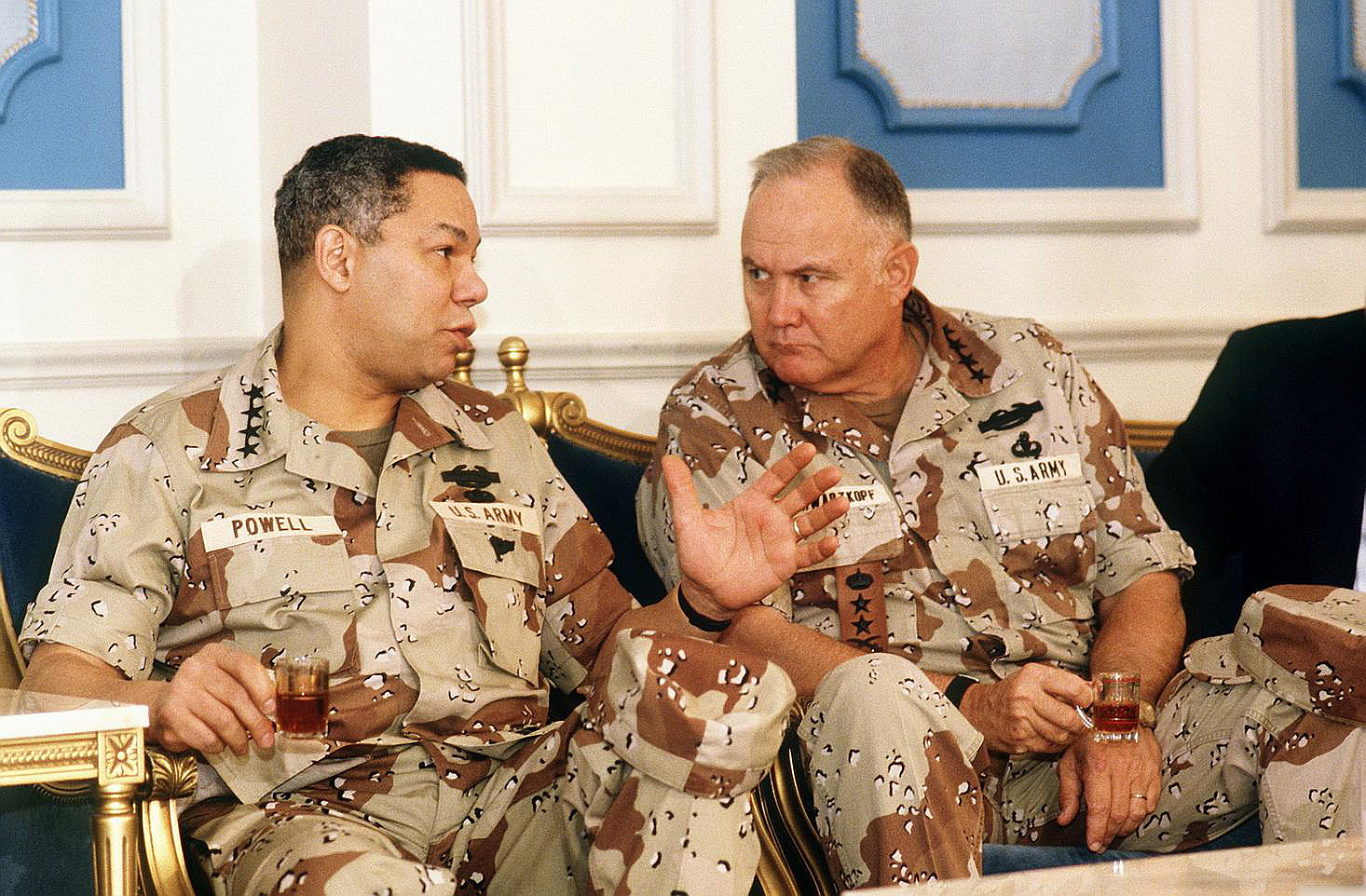
「チョコチップ」を着るコリン・パウエル大将とノーマン・シュワルツコフ大将（1990年から1991年）

### アフガニスタン戦争・イラク戦争から現在
アフガニスタン戦争・イラク戦争中にACU（Army Conmbat Uniform）が登場した。グリーンがかったグレーにカーキが混ざった迷彩で、市街地、温帯森林、砂漠などいずれでも一定の迷彩効果を発揮することをコンセプトとした汎用性迷彩パターン（UCP）が使用されている。2005年までに一部の部隊で支給が始まり、2008年までに全軍に支給された。その後ACUの迷彩柄にはマルチカムや作戦迷彩パターン（OCP）が使用されるようになった。2015年からUCPのOCPへの差し替えが行われ、2019年にはUCPの運用は終わり、全部隊でOCPが支給された。

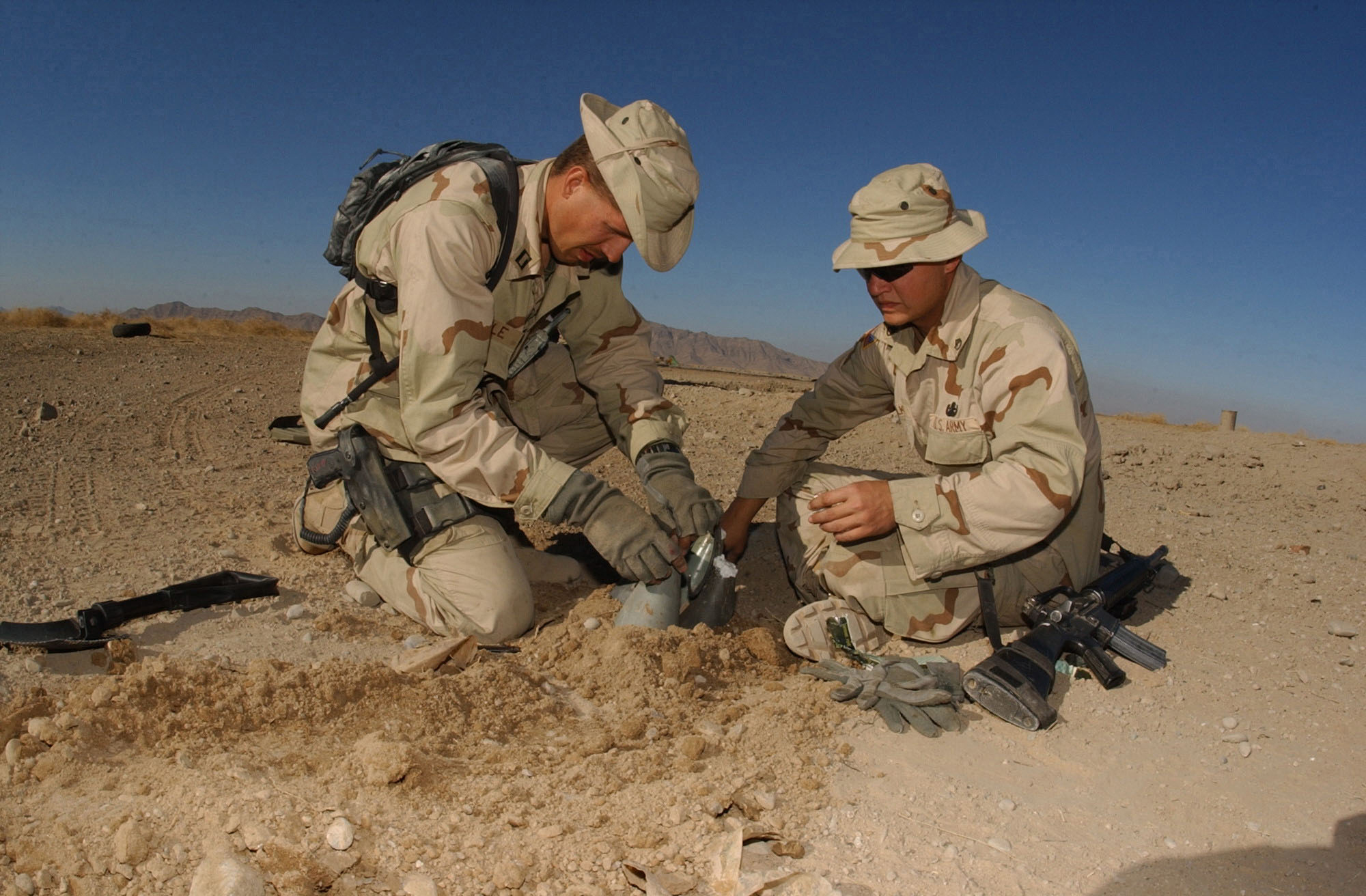
「コーヒーステイン」迷彩（2001年アフガニスタン）
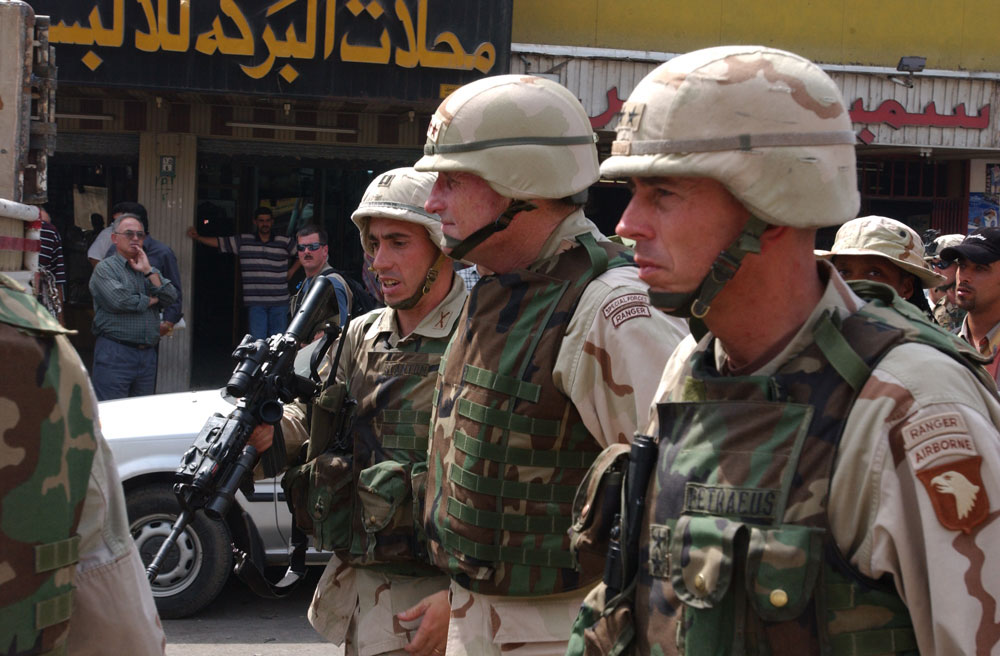
「コーヒーステイン」迷彩服。米第101空挺師団。イラク。2003年。
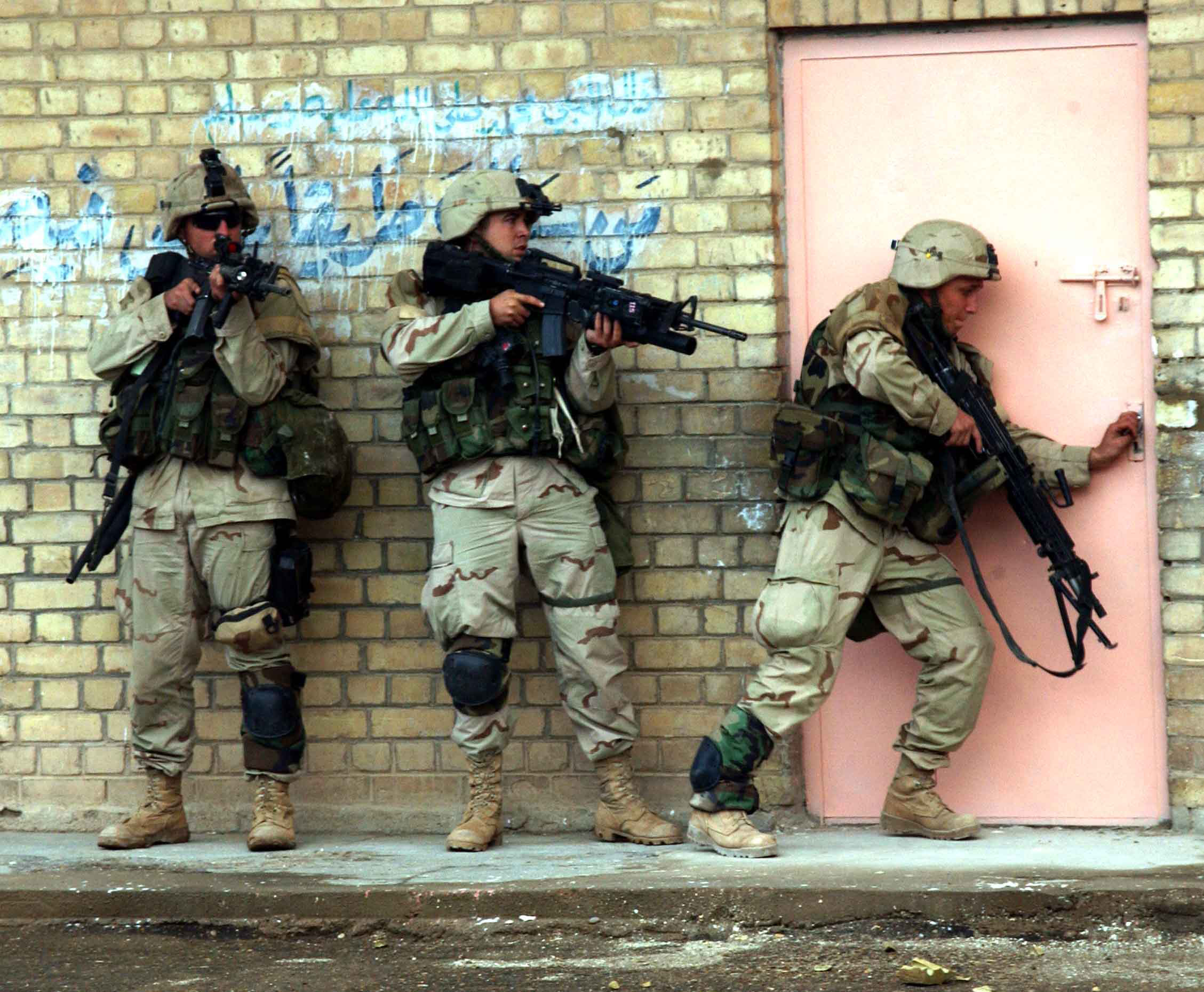
「コーヒーステイン」迷彩服。米第1騎兵師団。ファルージャ。2004年。
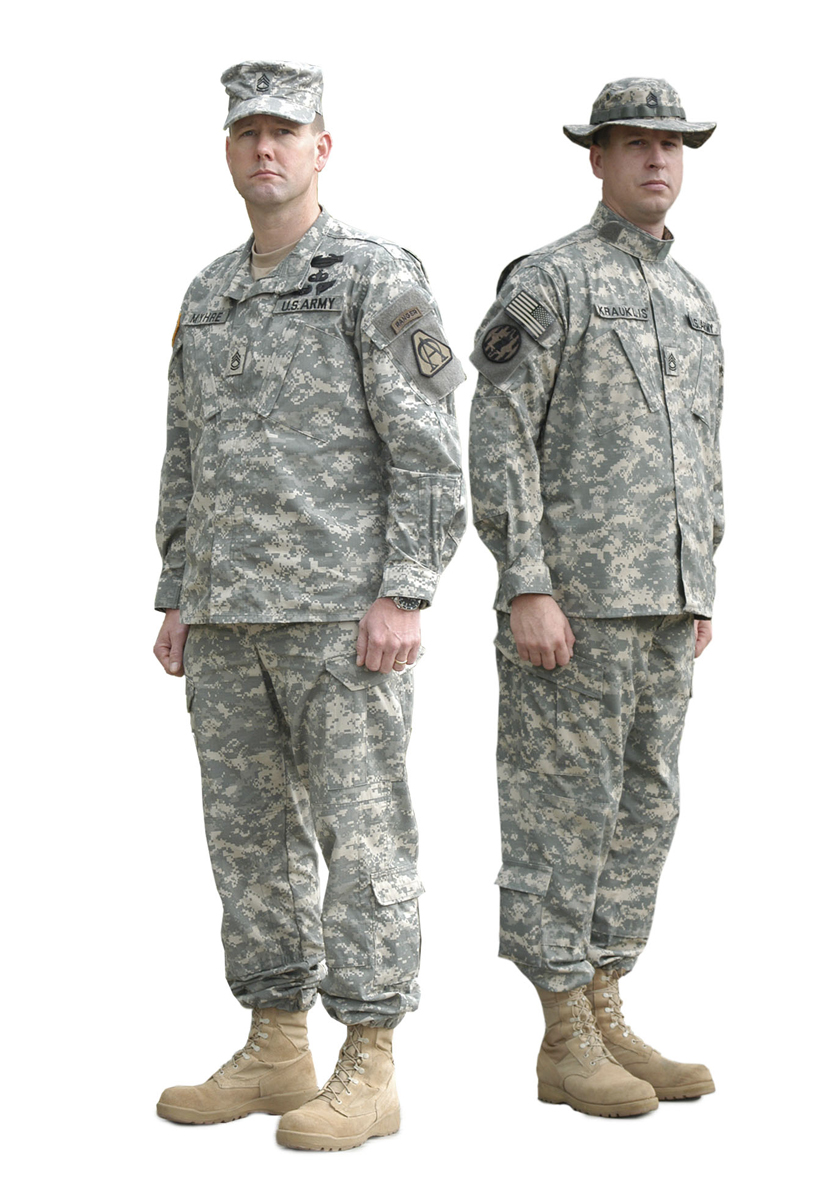
ACUのUCP迷彩服
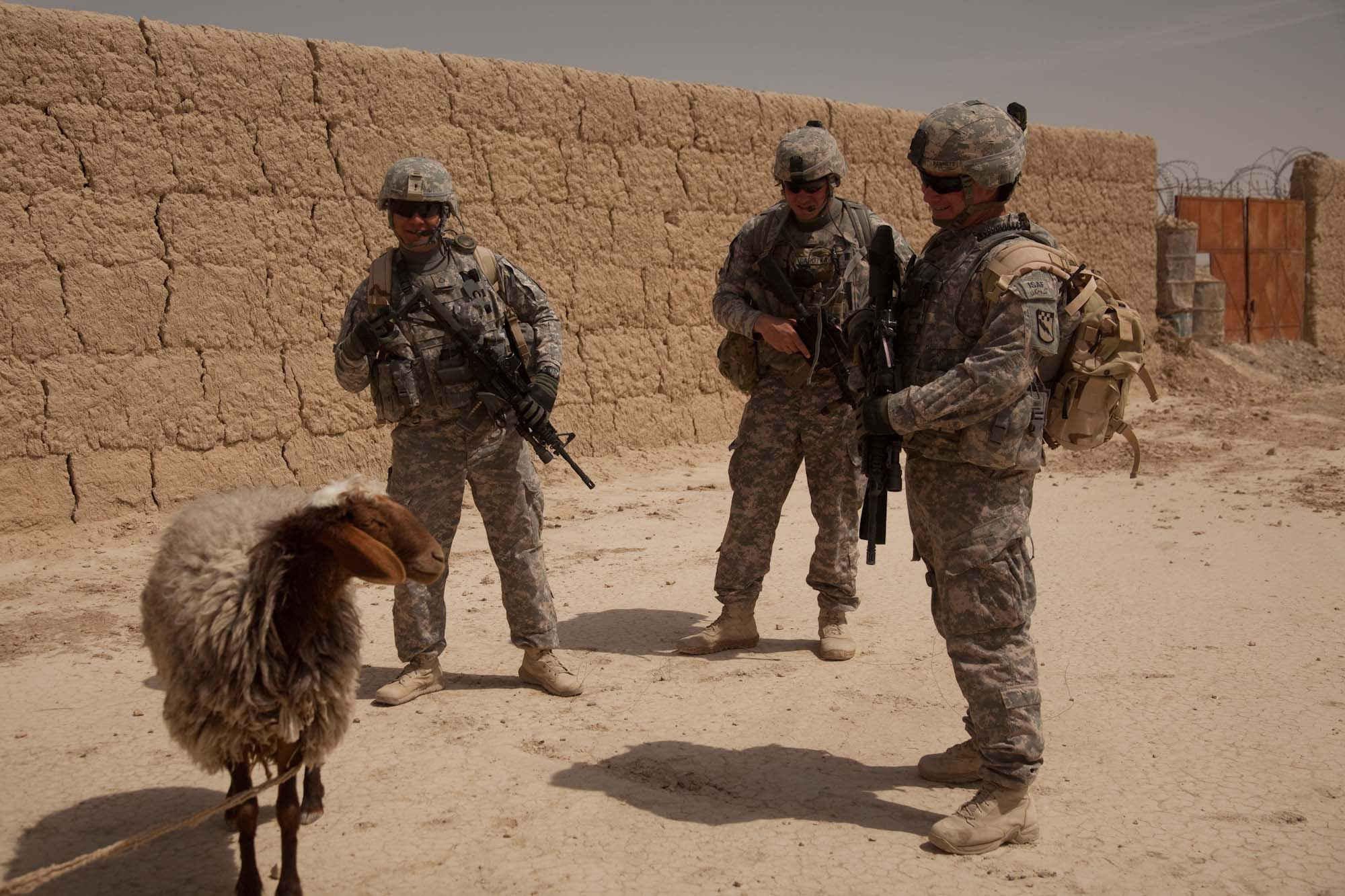
ACUのUCP迷彩服（2008年アフガニスタン）
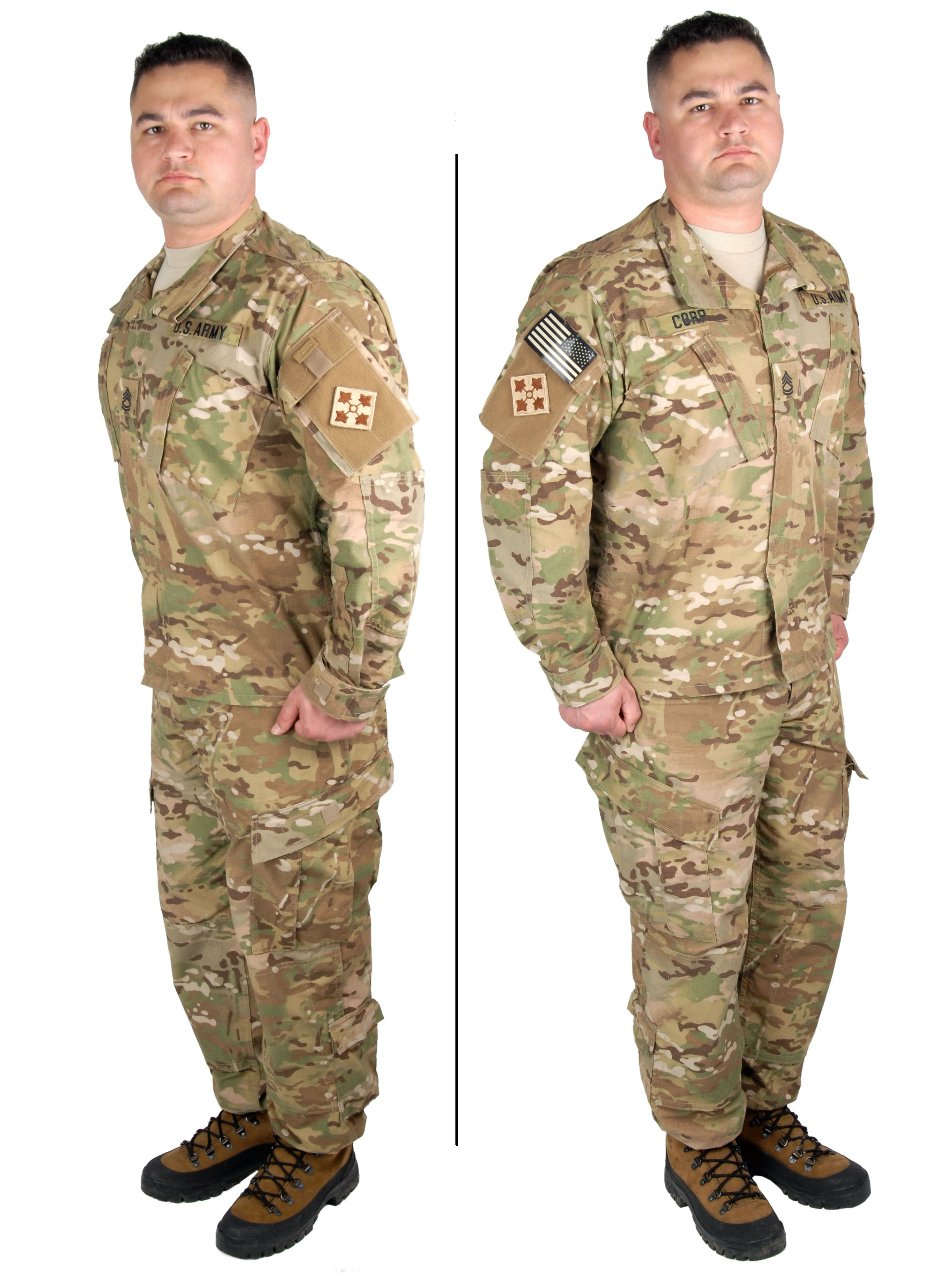
ACUのマルチカム迷彩。
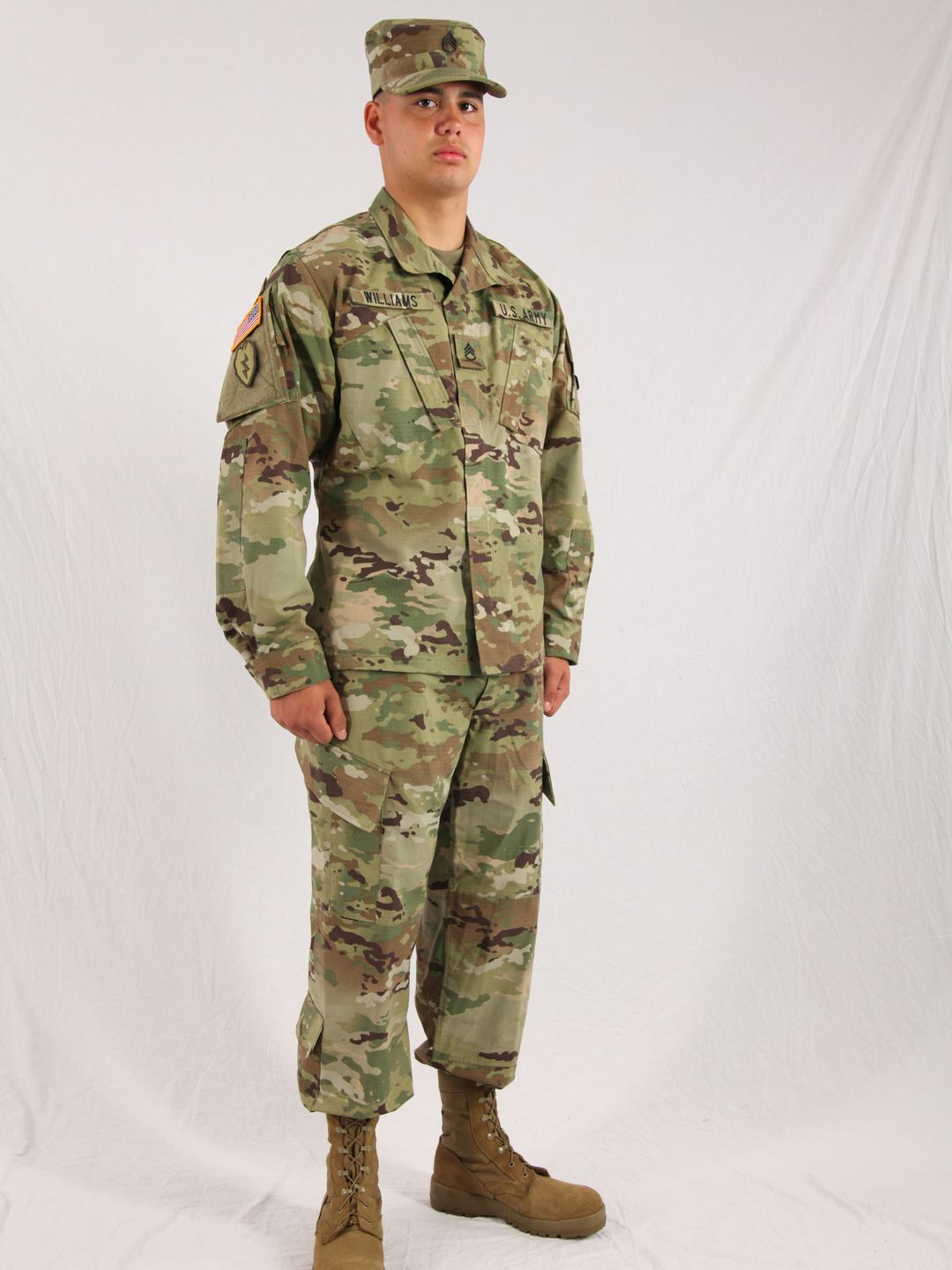
ACUのOCP迷彩

### 非戦闘用制服
2019年に事務所勤務用の制服として第二次世界大戦と朝鮮戦争当時のピンク・アンド・グリーン（アーミー・グリーン）の軍服が復古した。

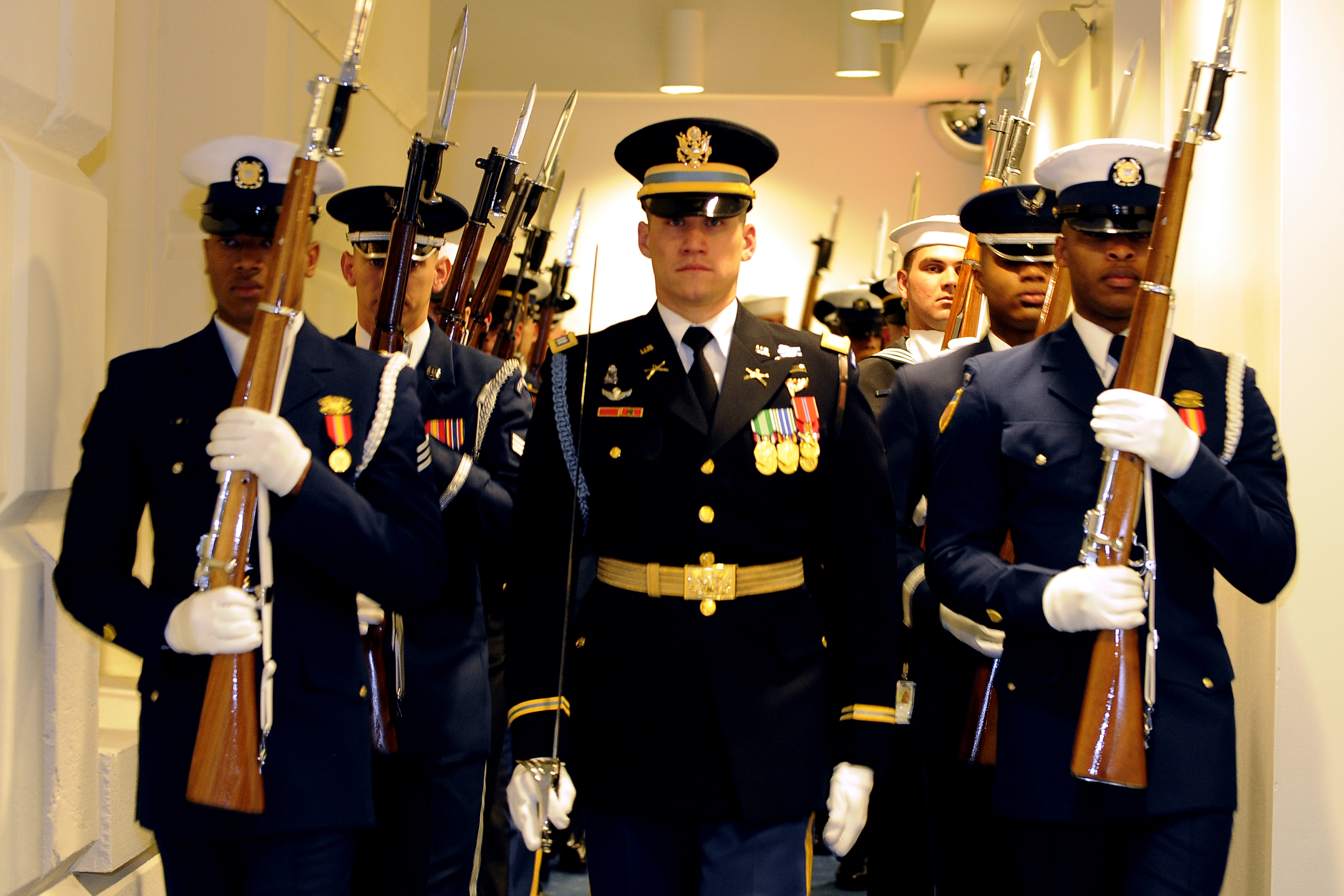
アーミーブルー・ユニフォームを正装として着用する儀仗隊将校（中央）。
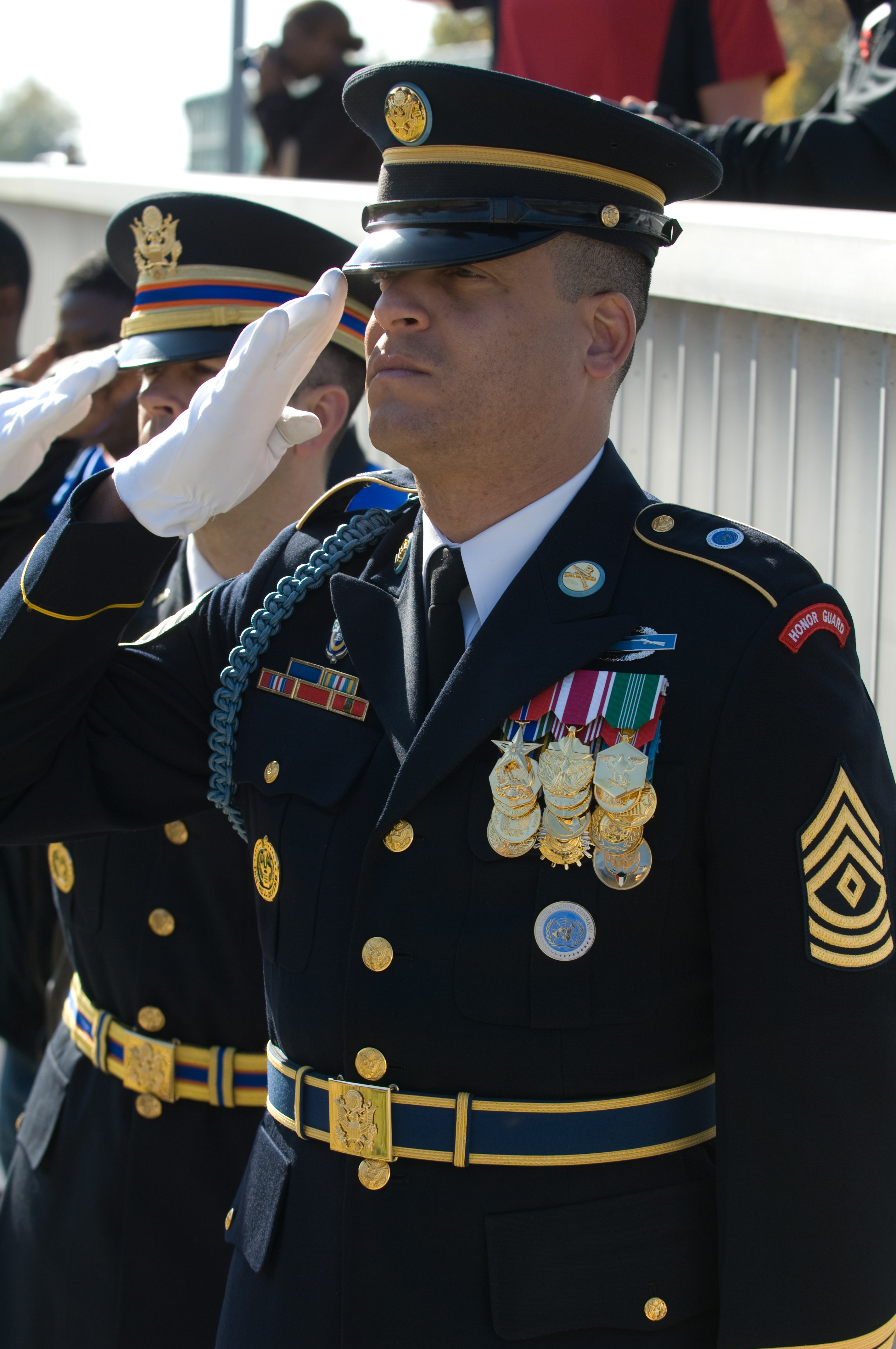
アーミーブルー・ユニフォームを正装として着用する下士官。
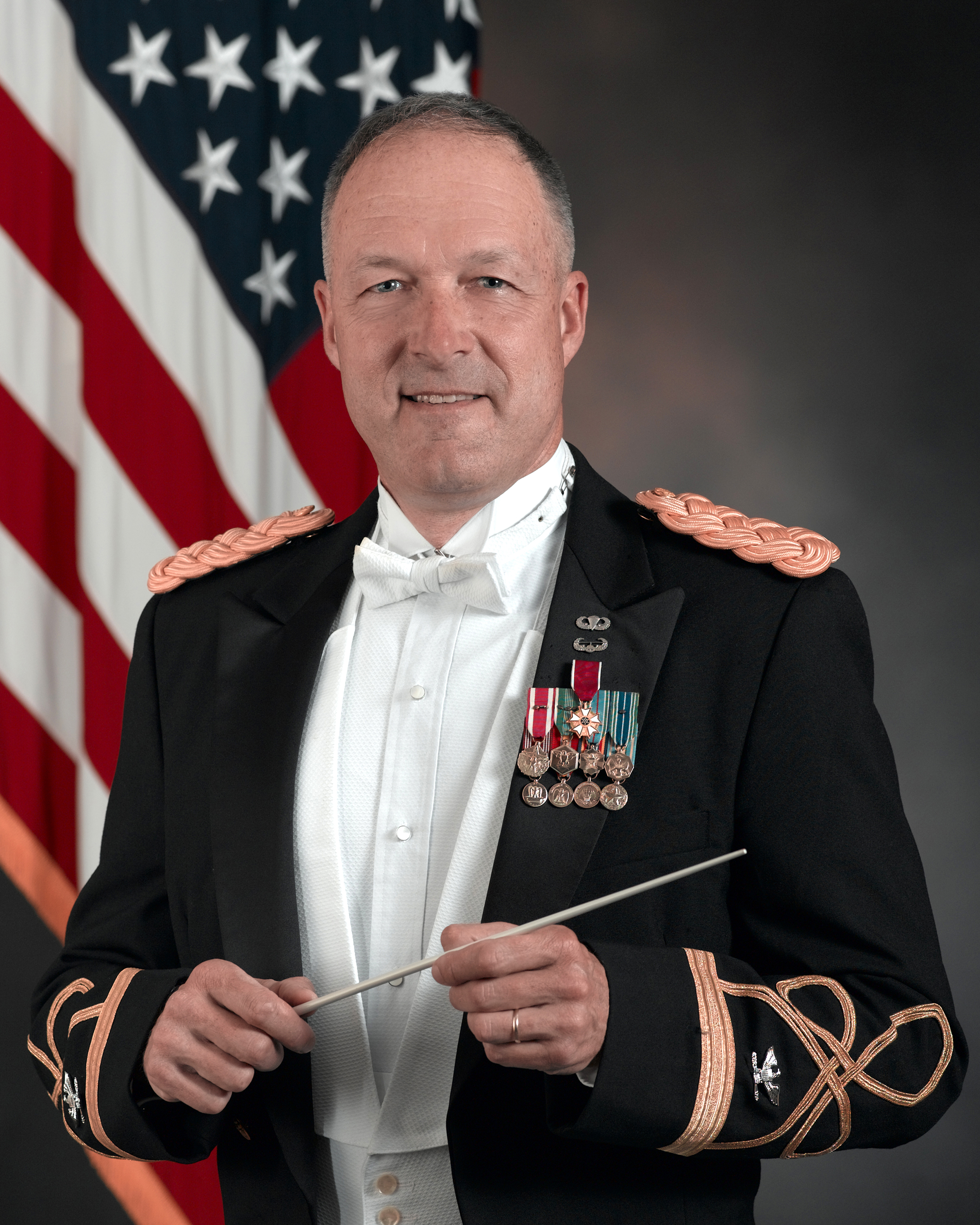
アーミーブルー・イブニング・メスユニフォームの将校。白のタイとウェストコートがアーミーブルー・メスユニフォームと異なる。第9代軍楽隊長トーマス・パルマティエ陸軍大佐。
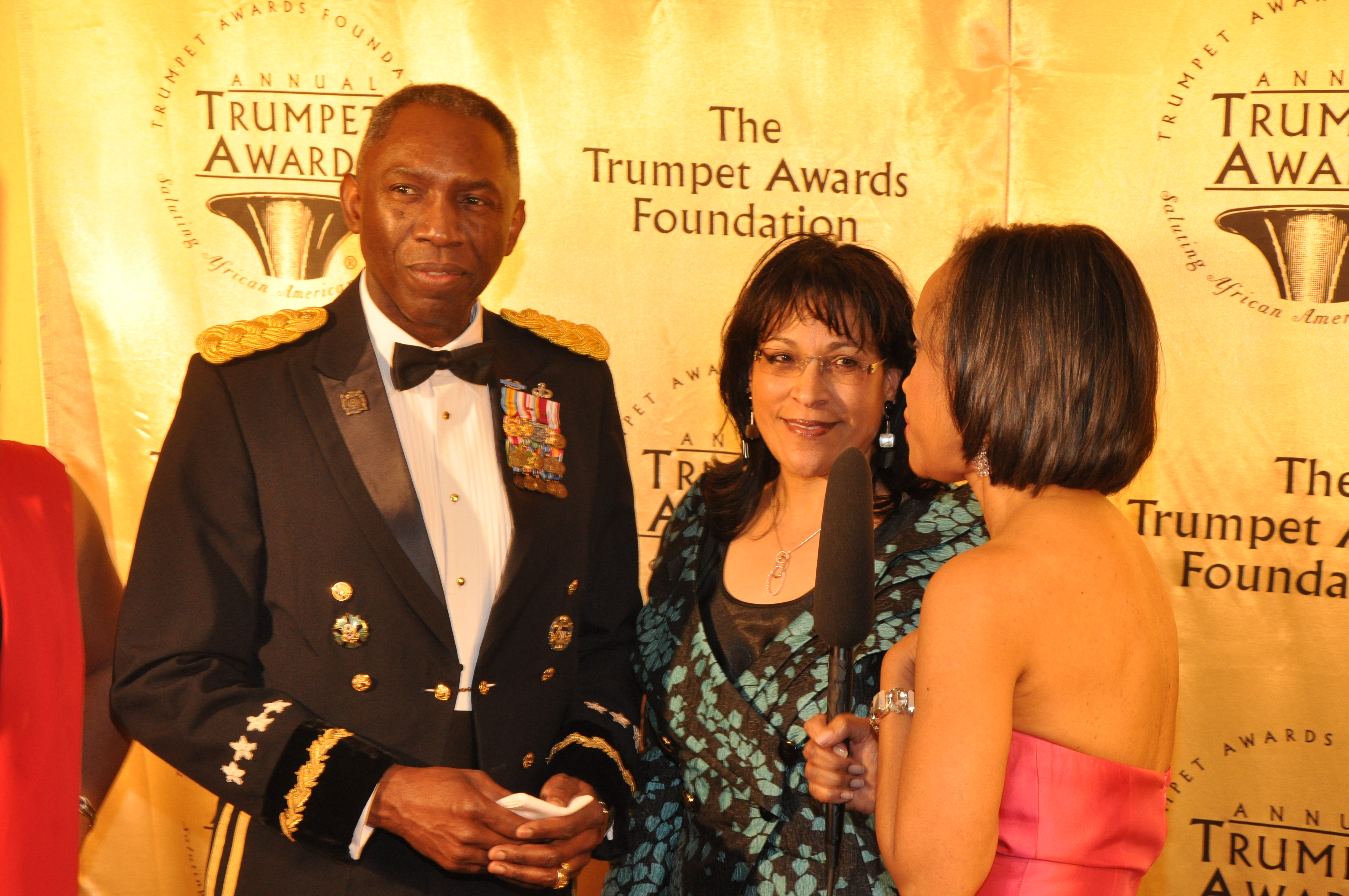
アーミーブルー・メスユニフォームの将官。
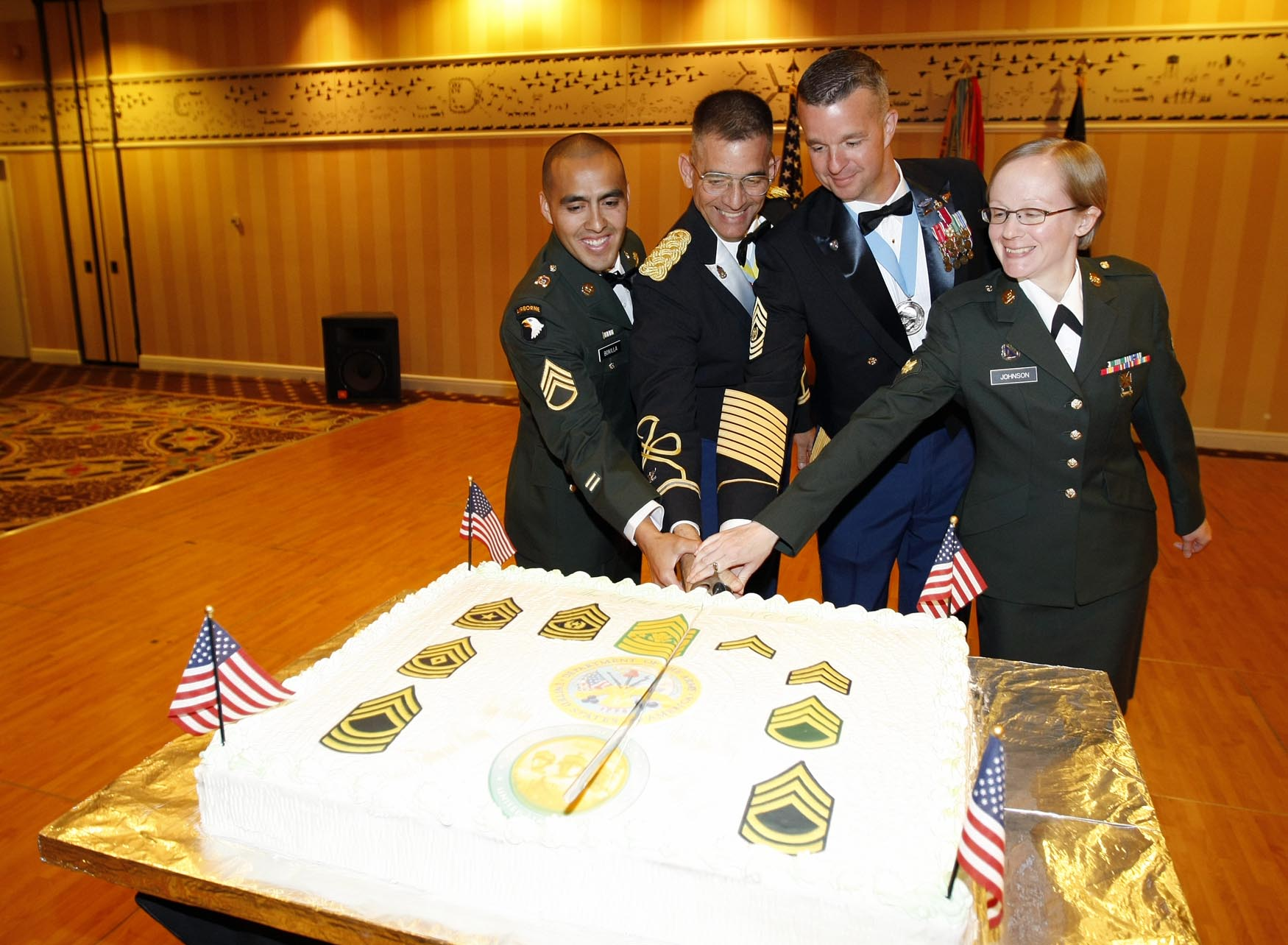
左から、アーミーブルー・ユニフォームをブラックタイとして着用する下士官、アーミーブルー・メスユニフォームの将校、同下士官、アーミーブルー・ユニフォームを常装として着用する女性兵士。
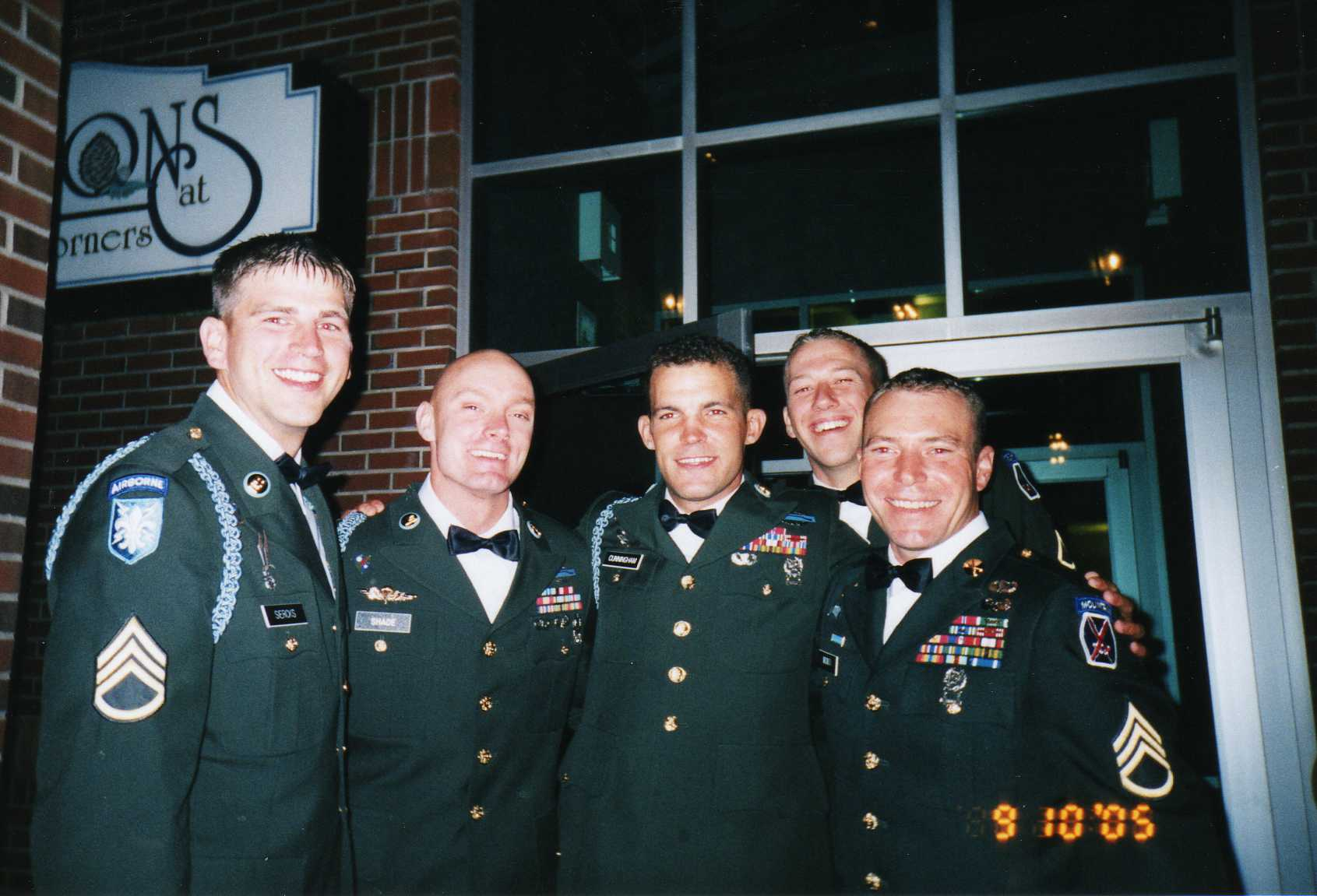
アーミーブルー・ユニフォーム及びアーミーグリーン・サービスユニフォームをブラックタイとして着用する下士官。名誉勲章授賞式の後で。
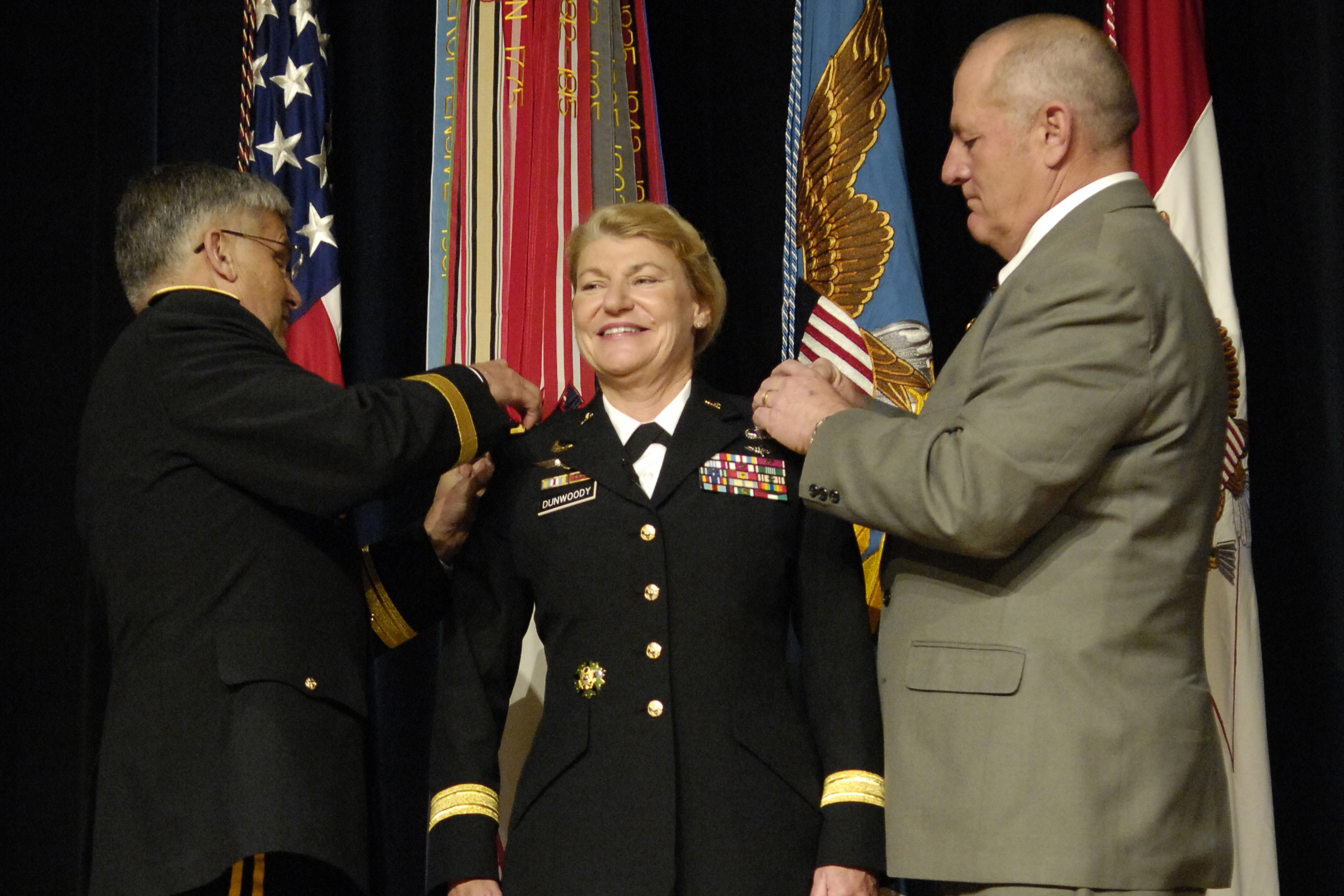
アーミーブルー・ユニフォームを常装として着用する女性将官（アン・ダンウッディ陸軍大将）。
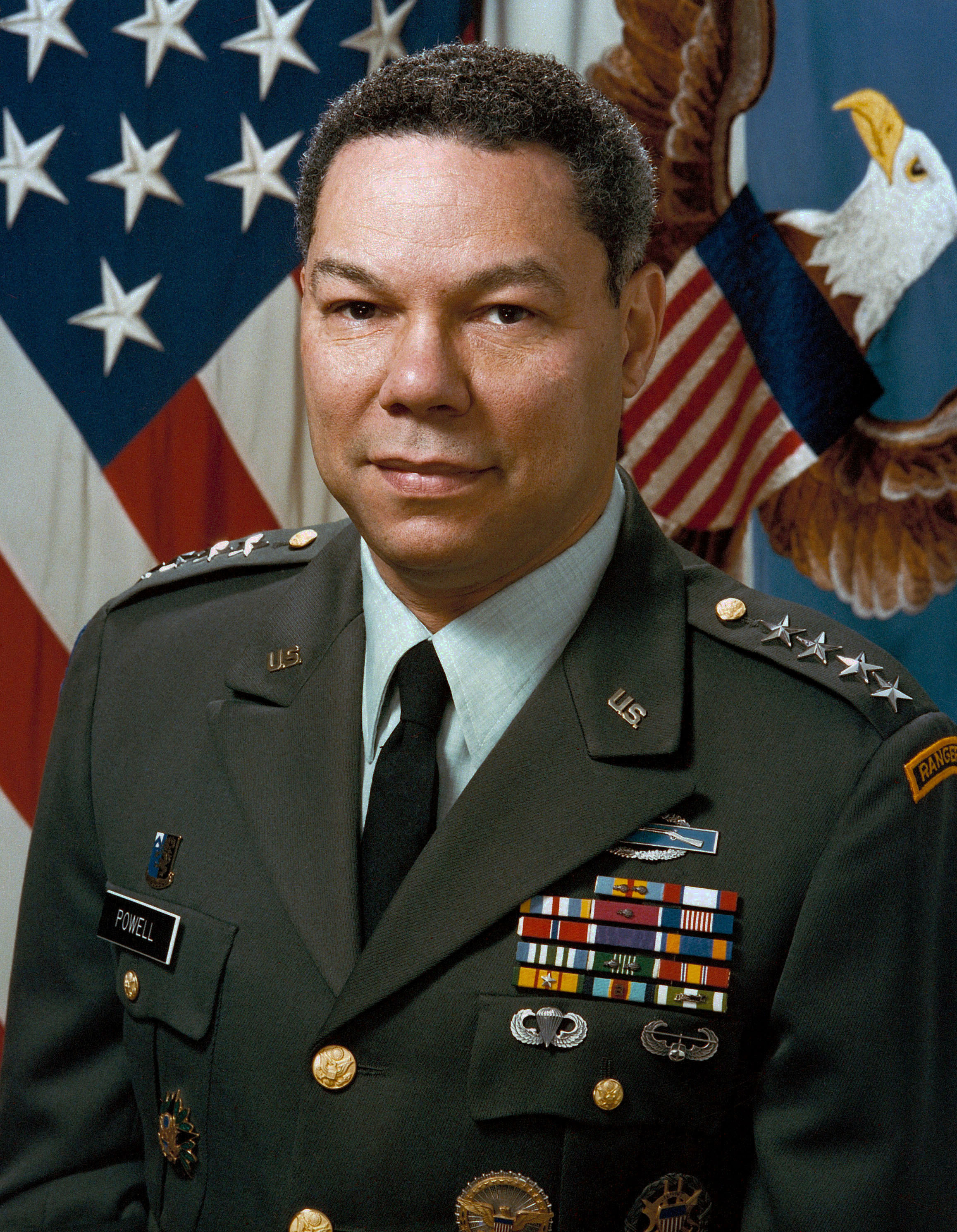
アーミーグリーン・サービスユニフォーム。コリン・パウエル米陸軍大将（1989年-1993年）
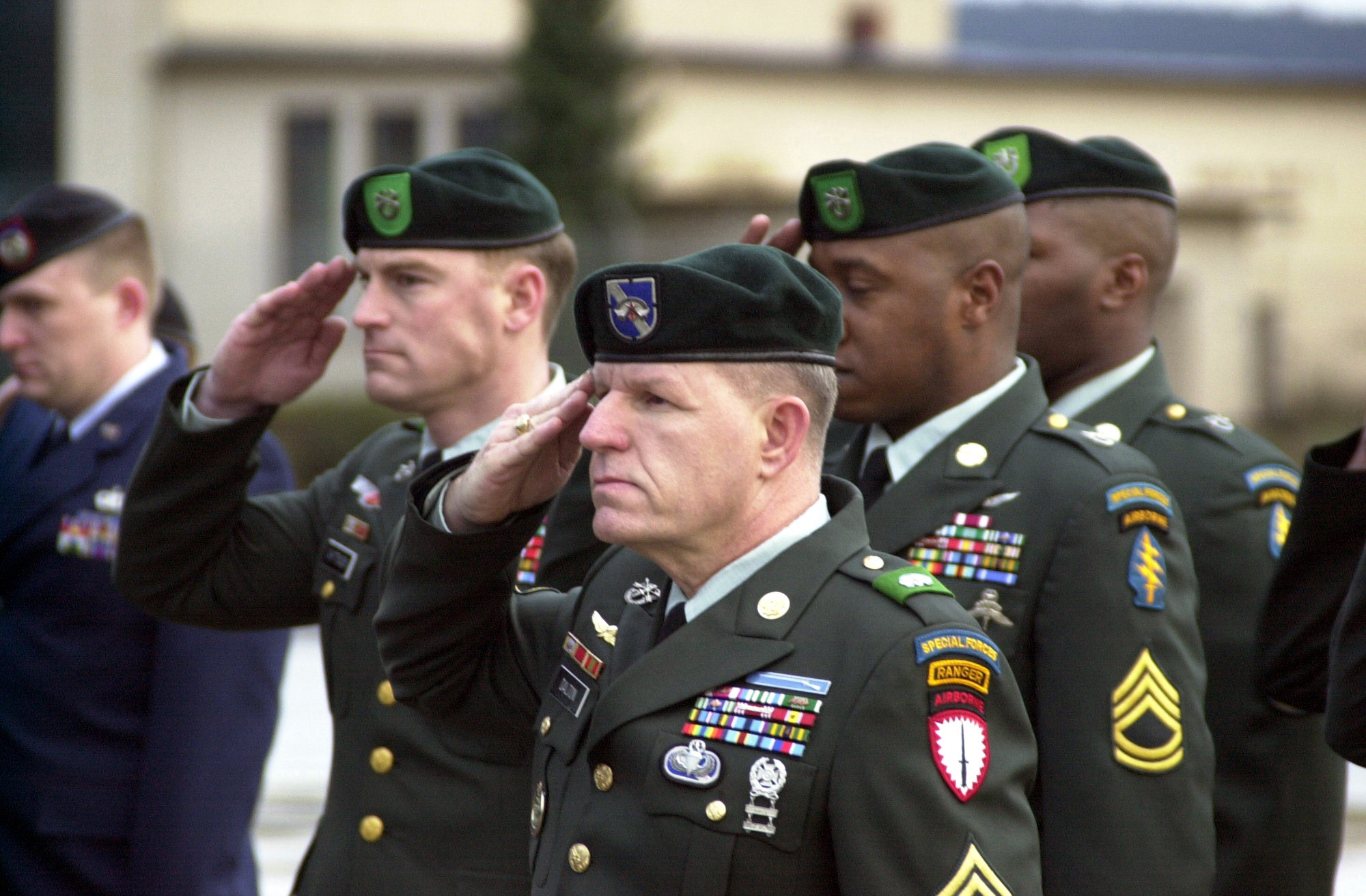
アーミーグリーン・サービスユニフォーム。グリーンベレー。部隊によってベレーに付いたワッペンの色が違う。戦死者の遺体を迎えて敬礼。
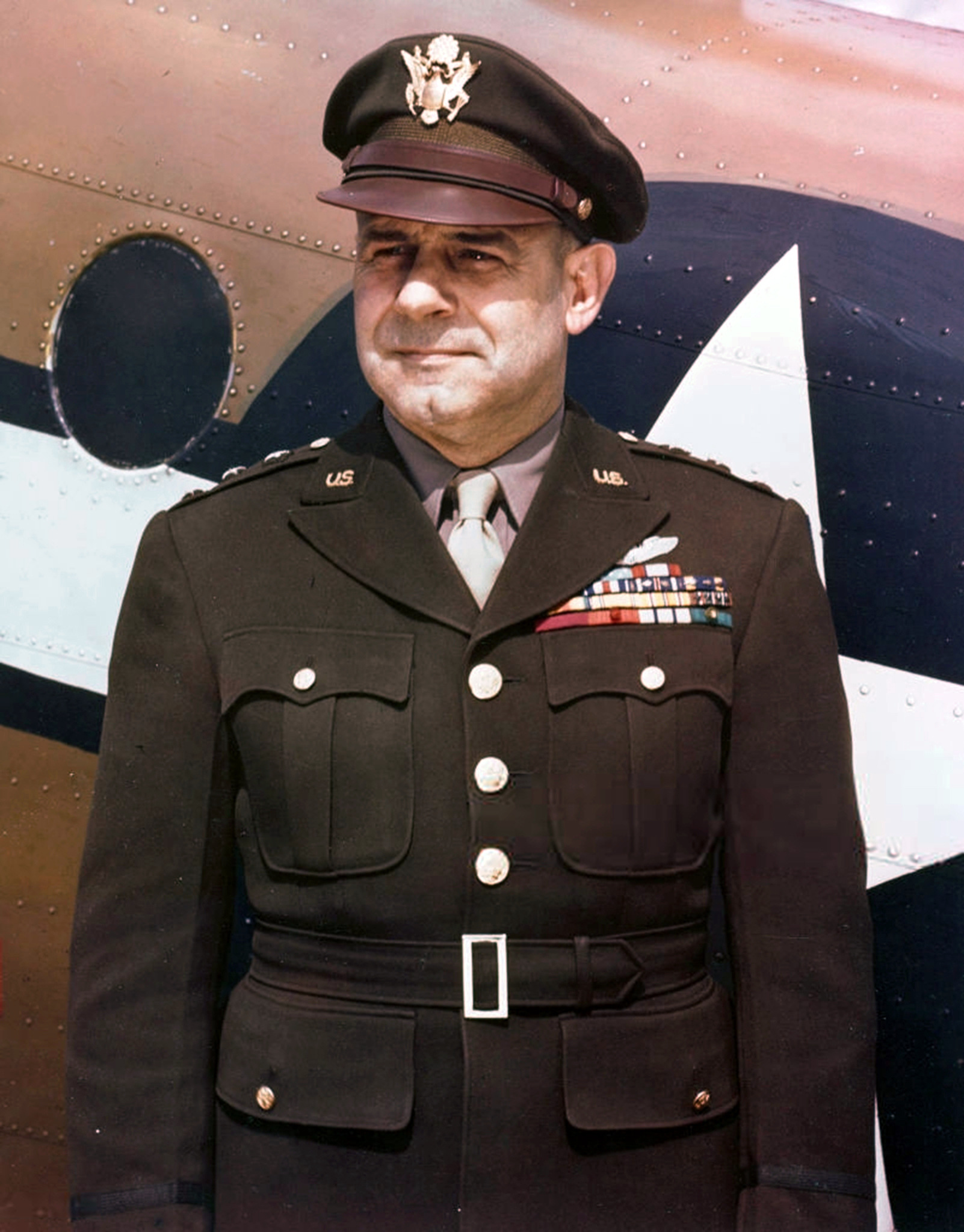
非戦闘用の将校通常制服（ジミー・ドゥーリットル中将）

新制服
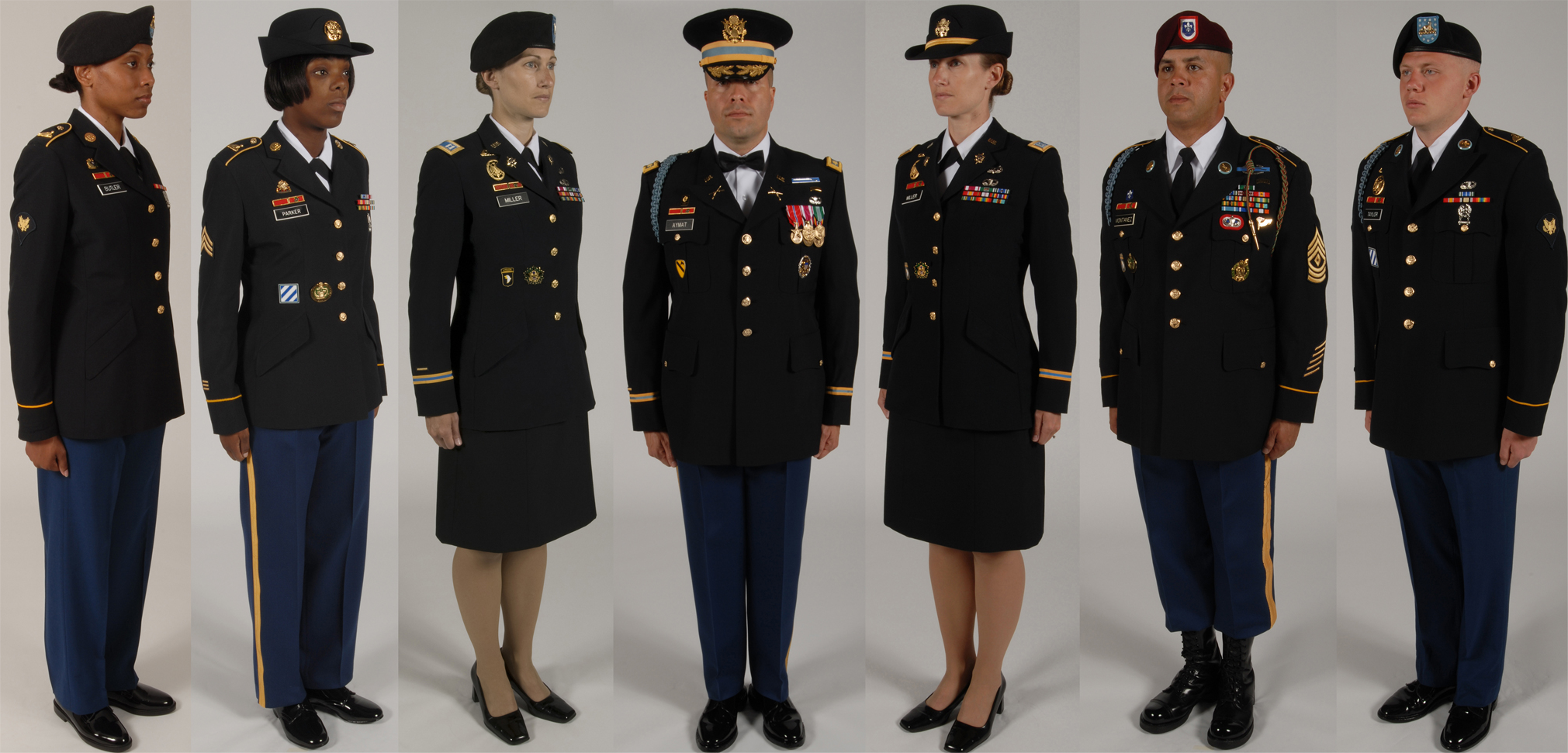
2014年に導入されたクラスAユニフォーム。
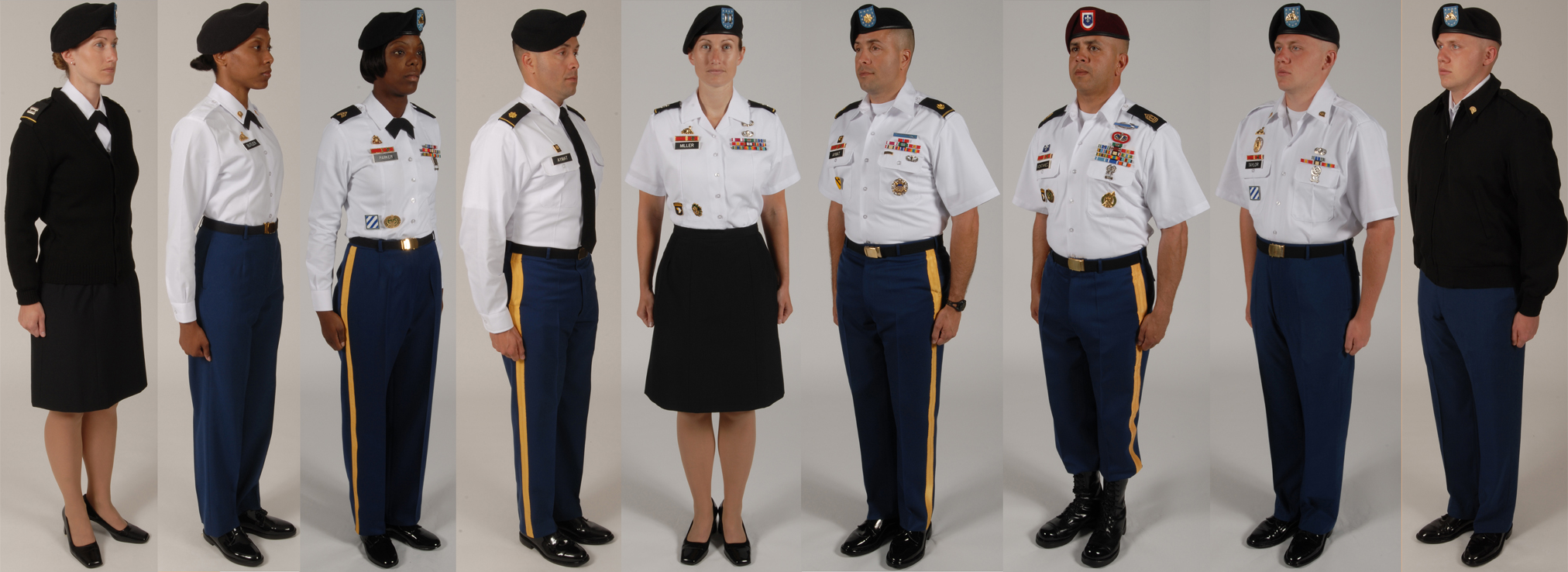
2014年に導入されたクラスBユニフォーム。
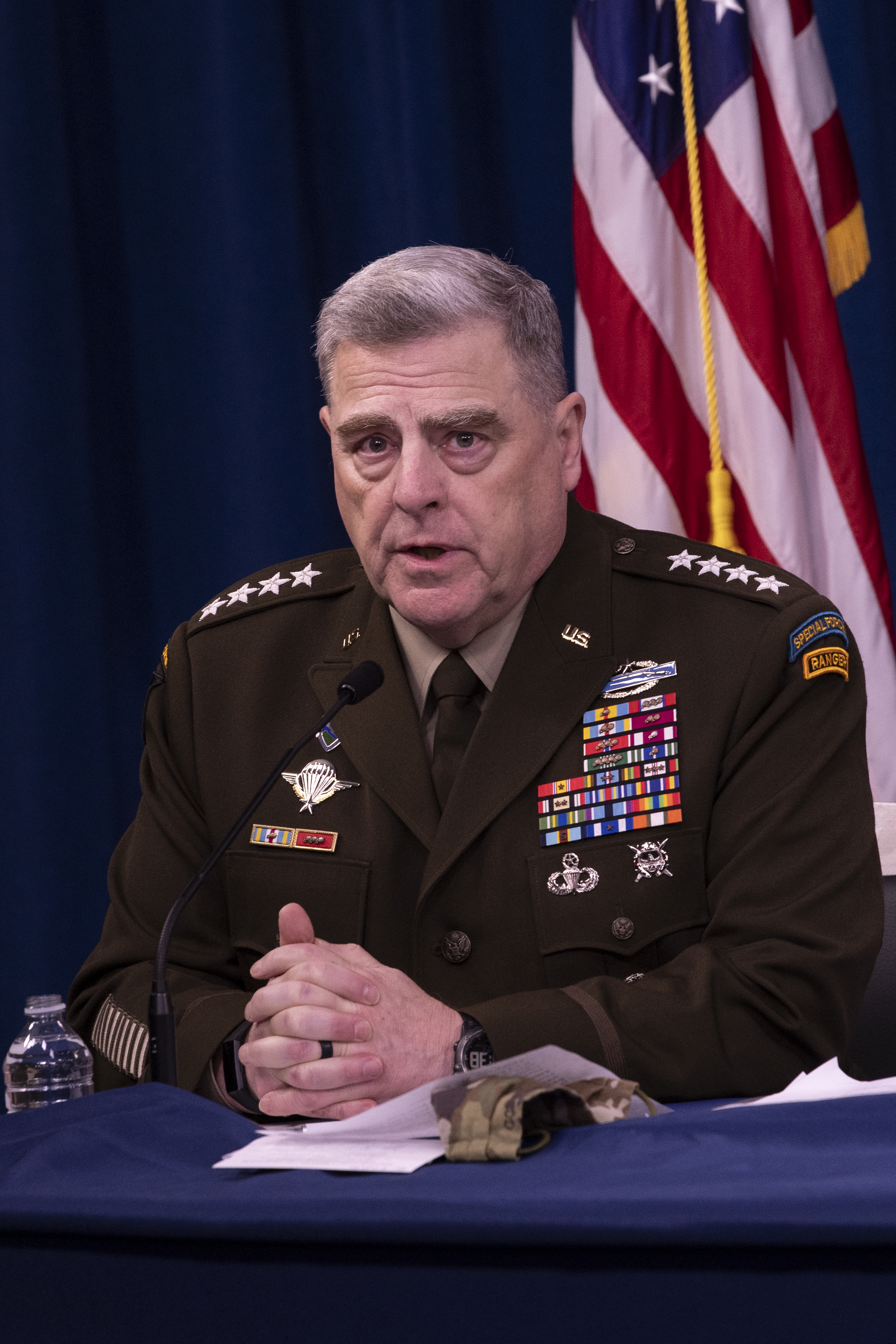
現行のアーミー・グリーン制服。マーク・ミリー統合参謀本部議長。

## 海軍の軍服

海軍軍服の変遷
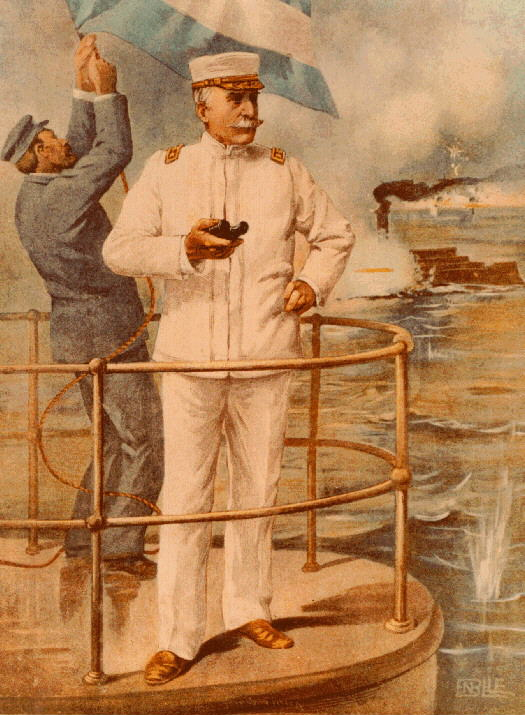
1898年当時の米海軍提督のホワイト
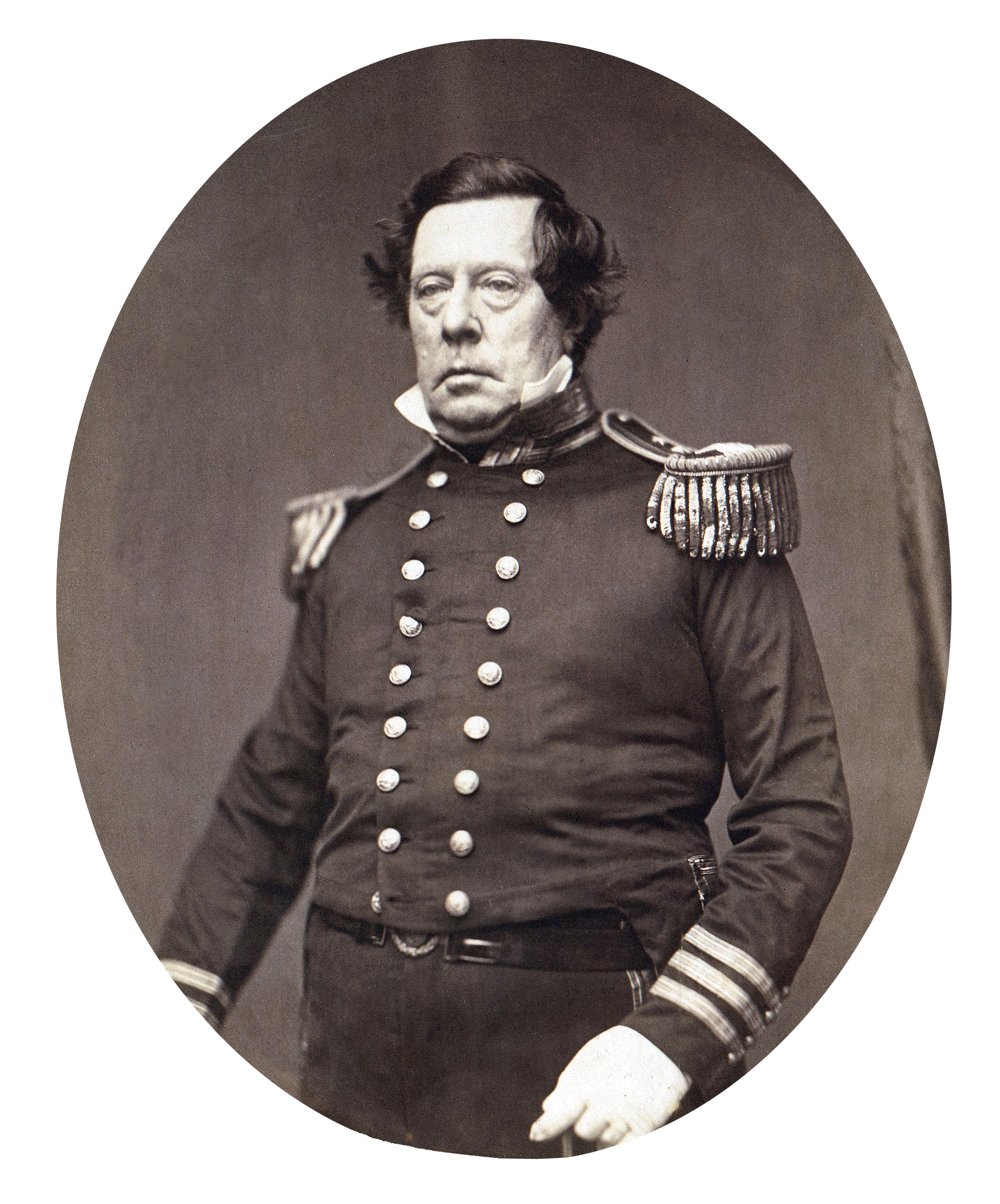
19世紀後半の米海軍提督（マシュー・ペリー）
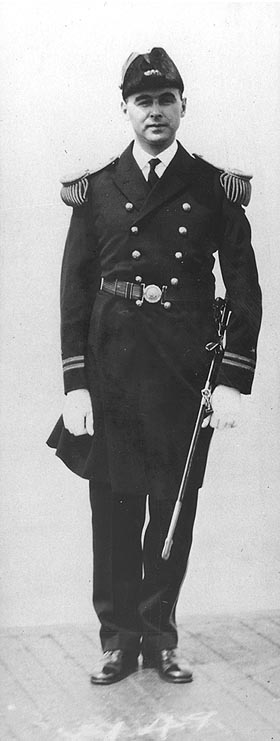
礼装（20世紀初頭）
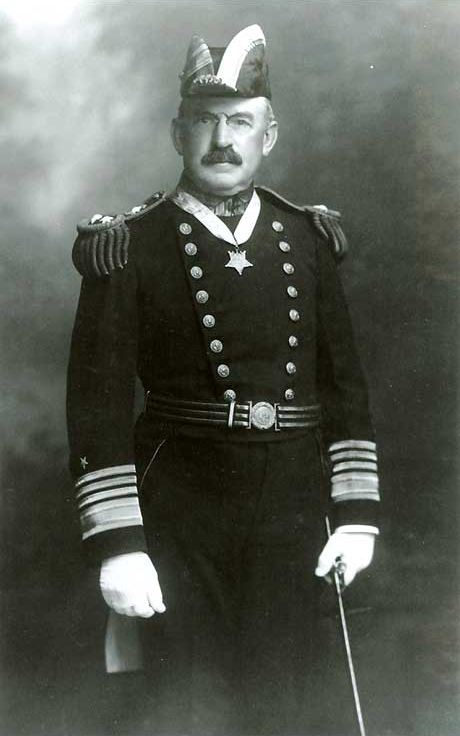
正装（1919年）
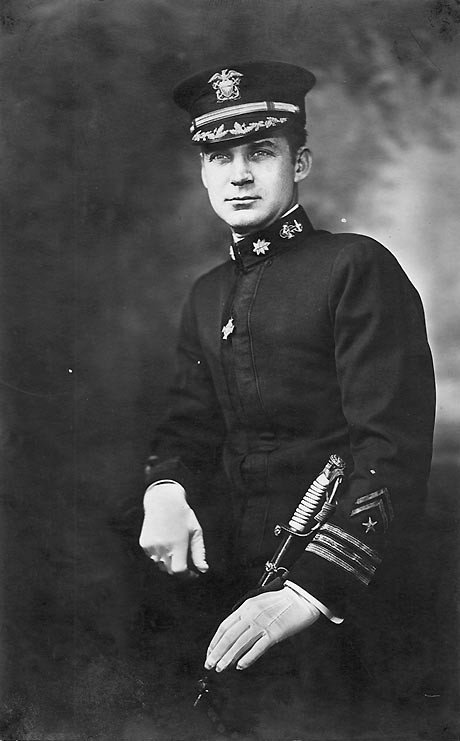
詰襟服（1919年）
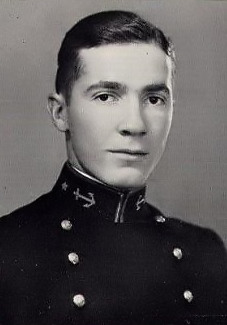
1929年当時の兵学校生徒（ハインライン）
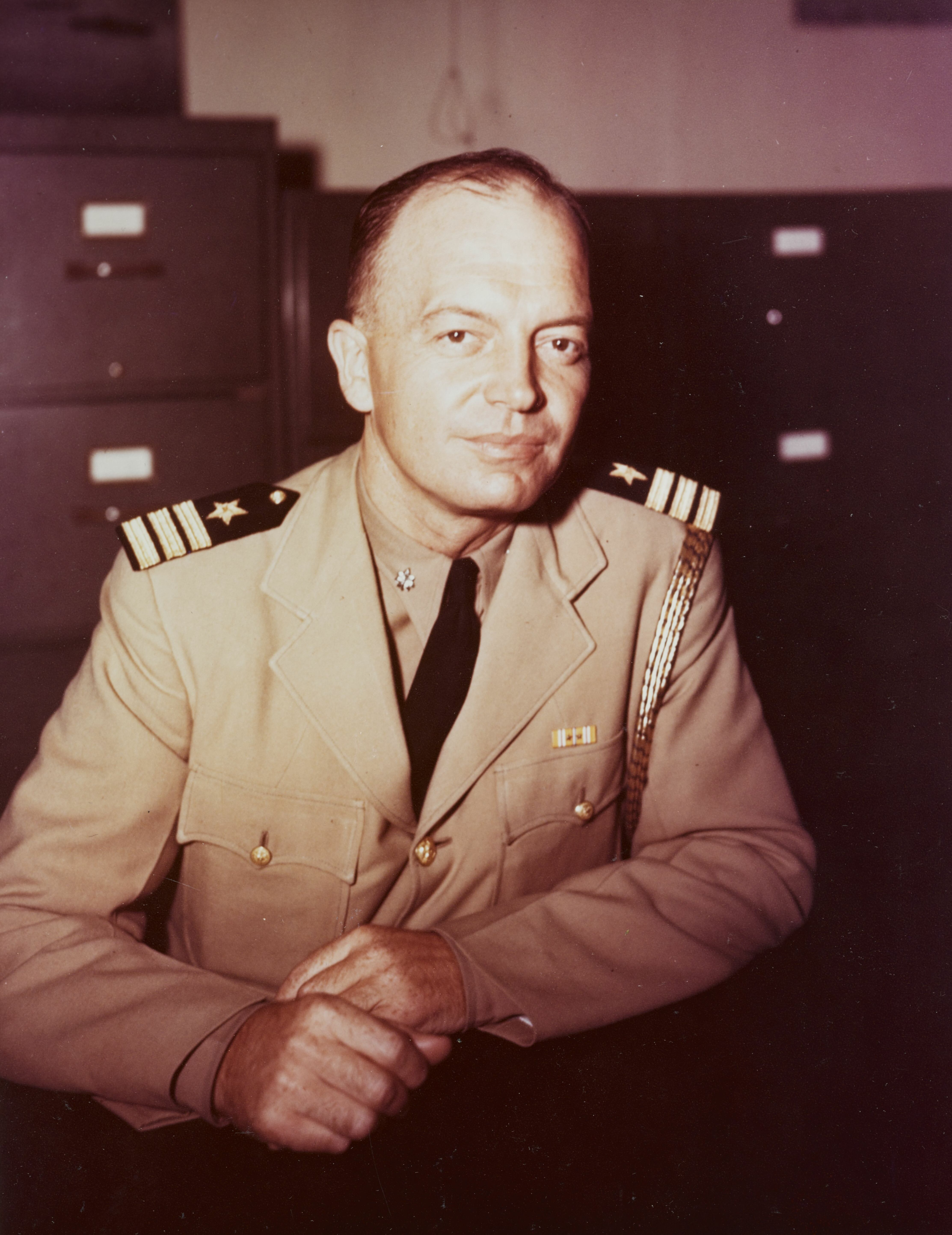
カーキ色の士官用勤務服（1944年）。色が変更された後廃止となったが、近年復活した。
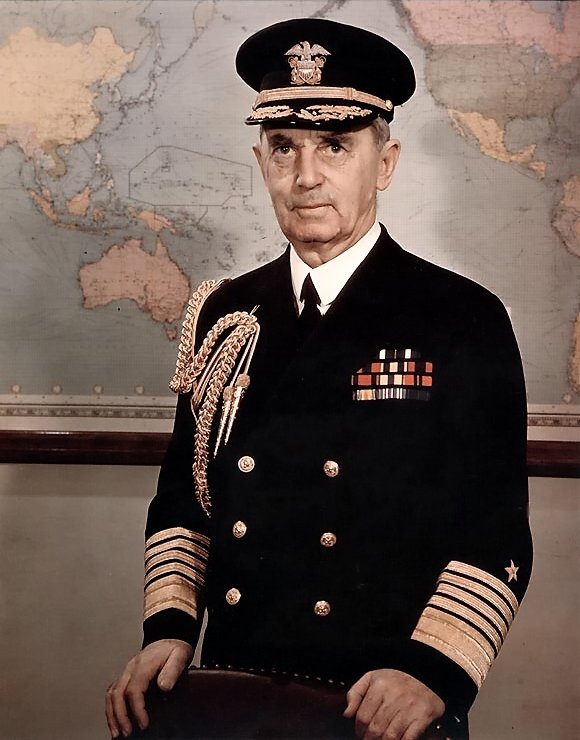
元帥のブルー（ウィリアム・リーヒ元帥 1945年）
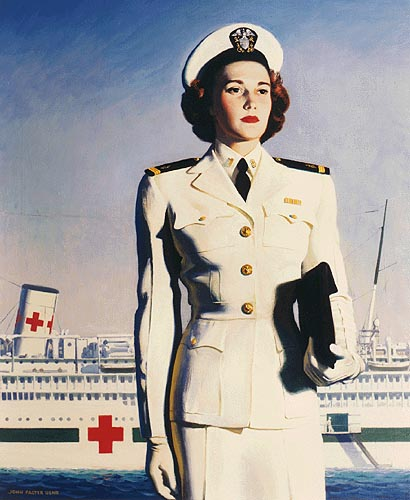
第2次世界大戦中の看護婦制服。
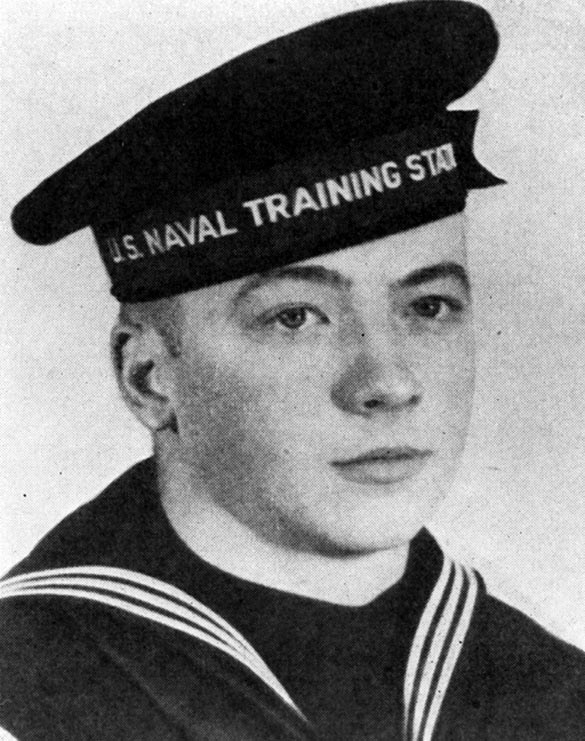
水兵（ジェームス・ウォード一等水兵 第2次世界大戦頃）
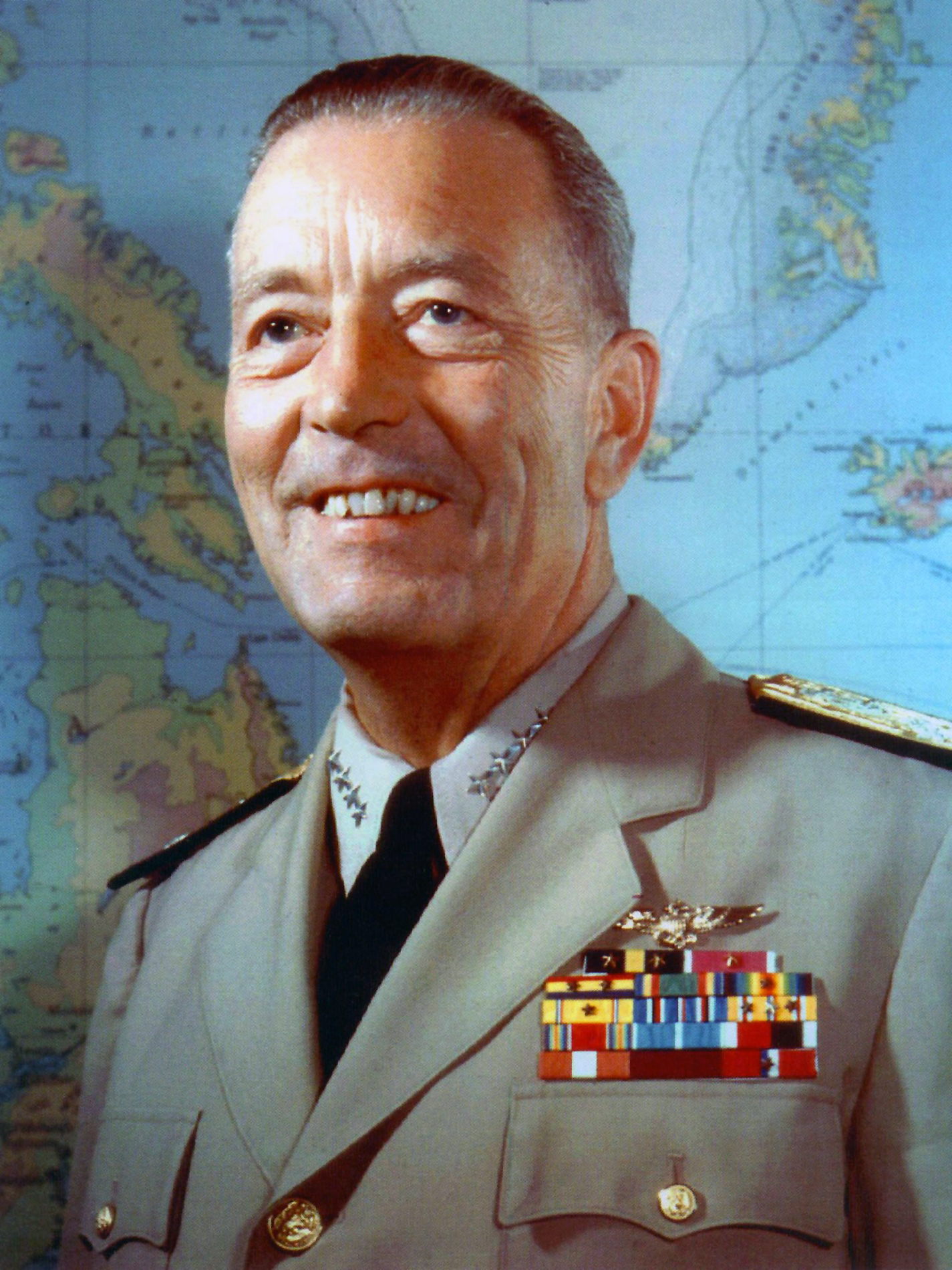
提督（1950年代、アーサー・W・ラドフォード大将）

現在の服装
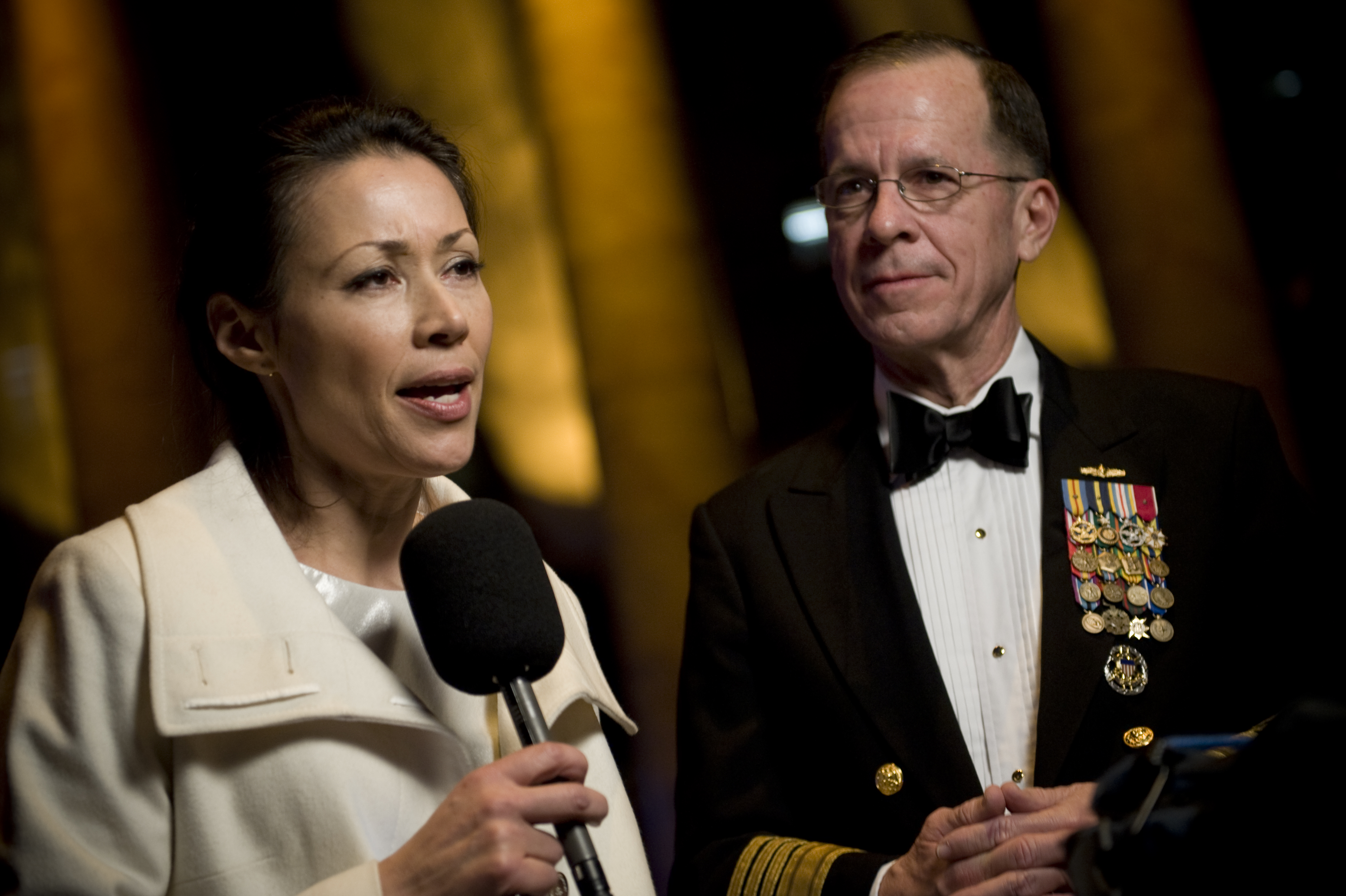
ディナードレス・ブルージャケット（マイケル・マレン海軍大将）。
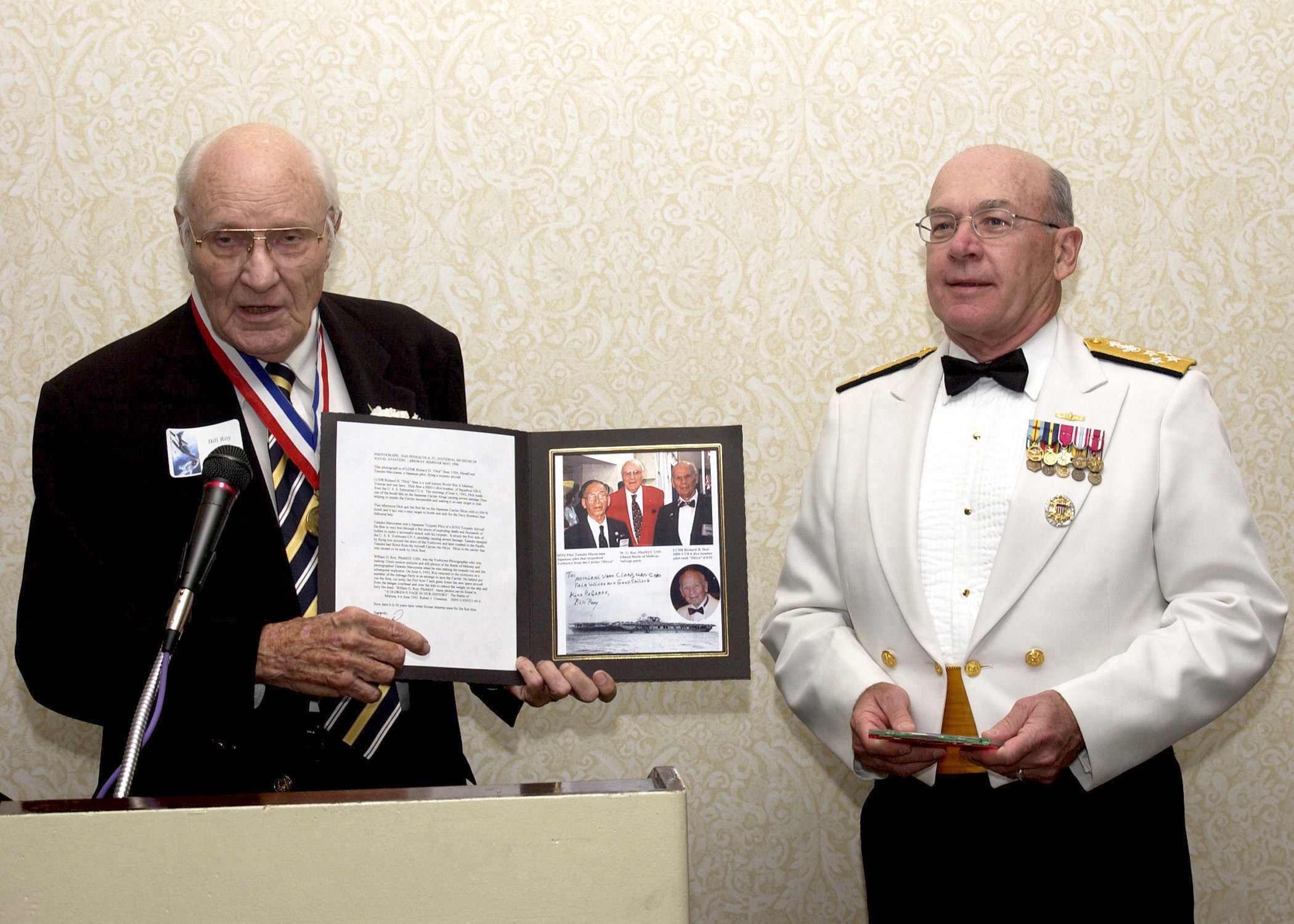
ディナードレス・ホワイトジャケット
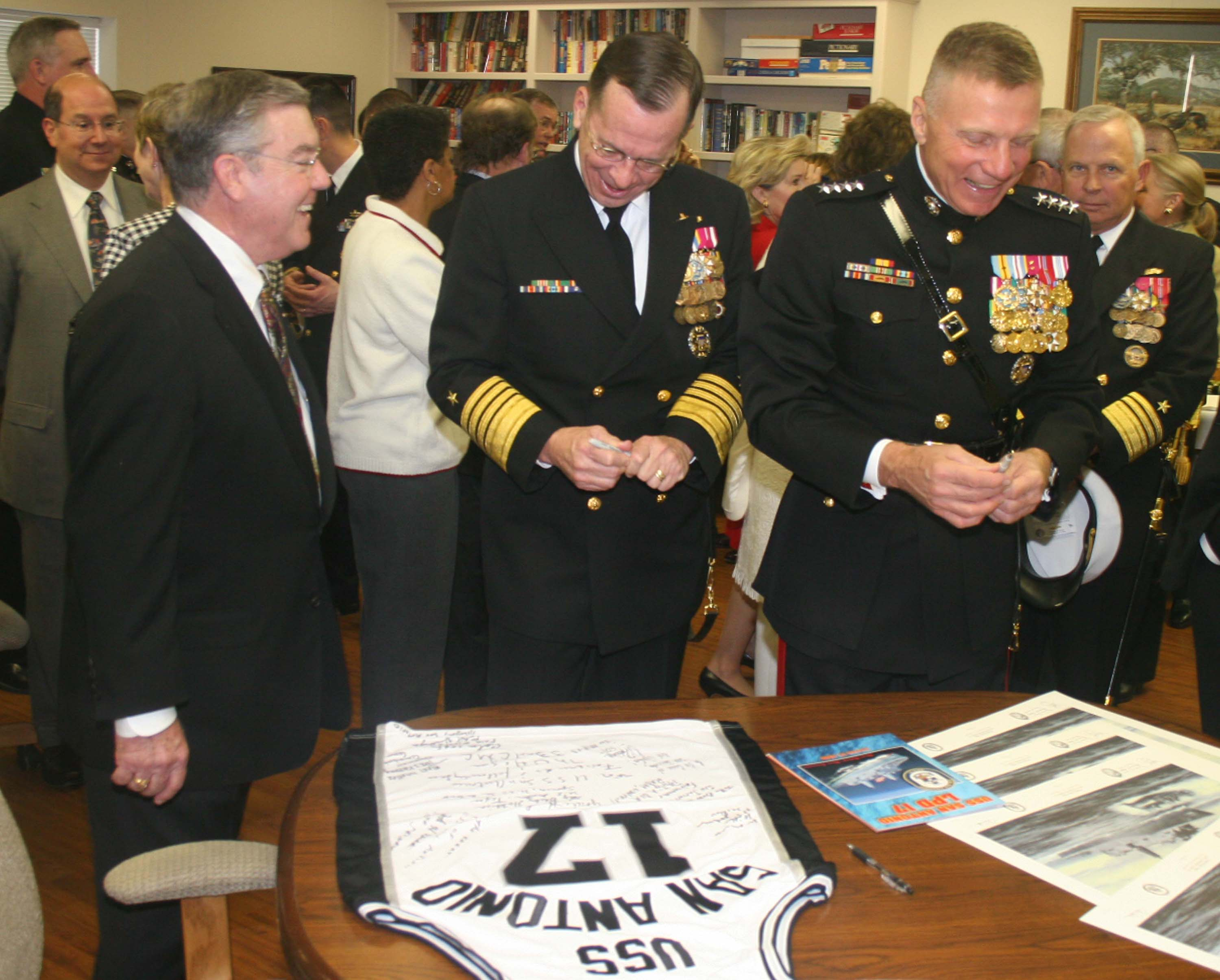
フルドレス・ブルーのマレン海軍大将。右は正装の海兵隊司令官。
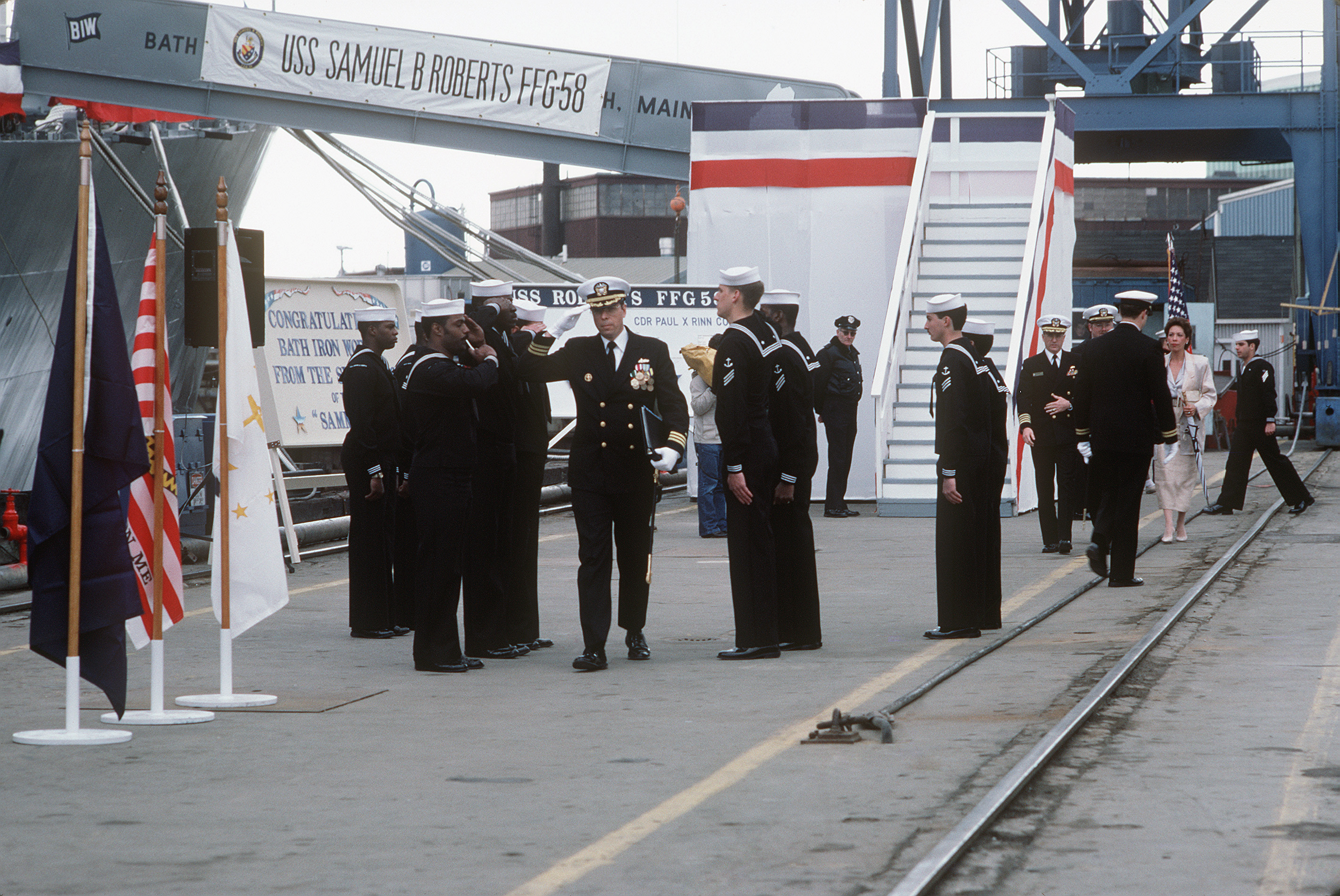
フルドレス・ブルーの士官（敬礼している中佐と後ろ向きの大尉）。他の士官と下士官・兵はサービスドレス・ブルー。
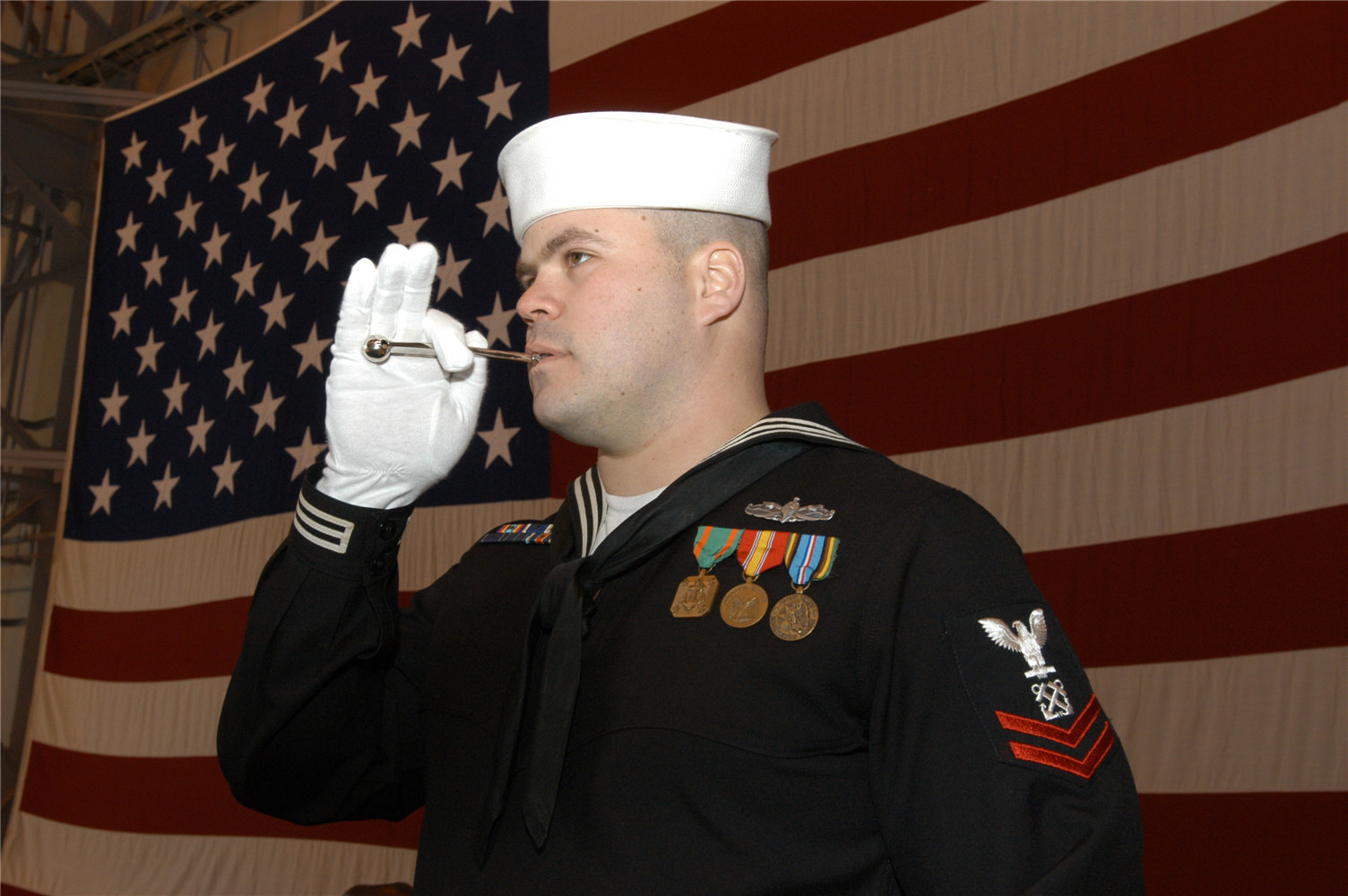
フルドレス・ブルーの下級下士官。
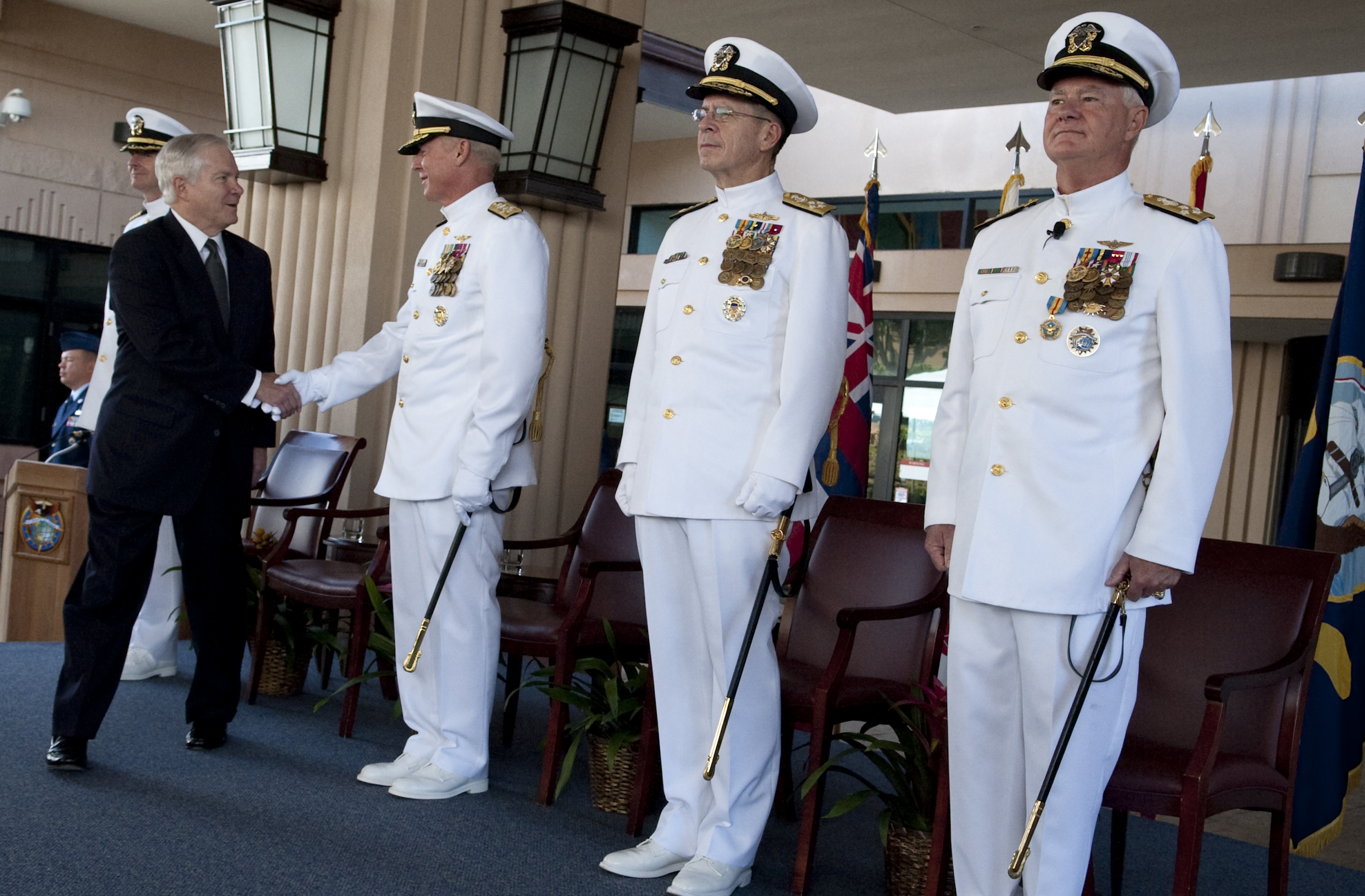
士官のフルドレス・ホワイト。
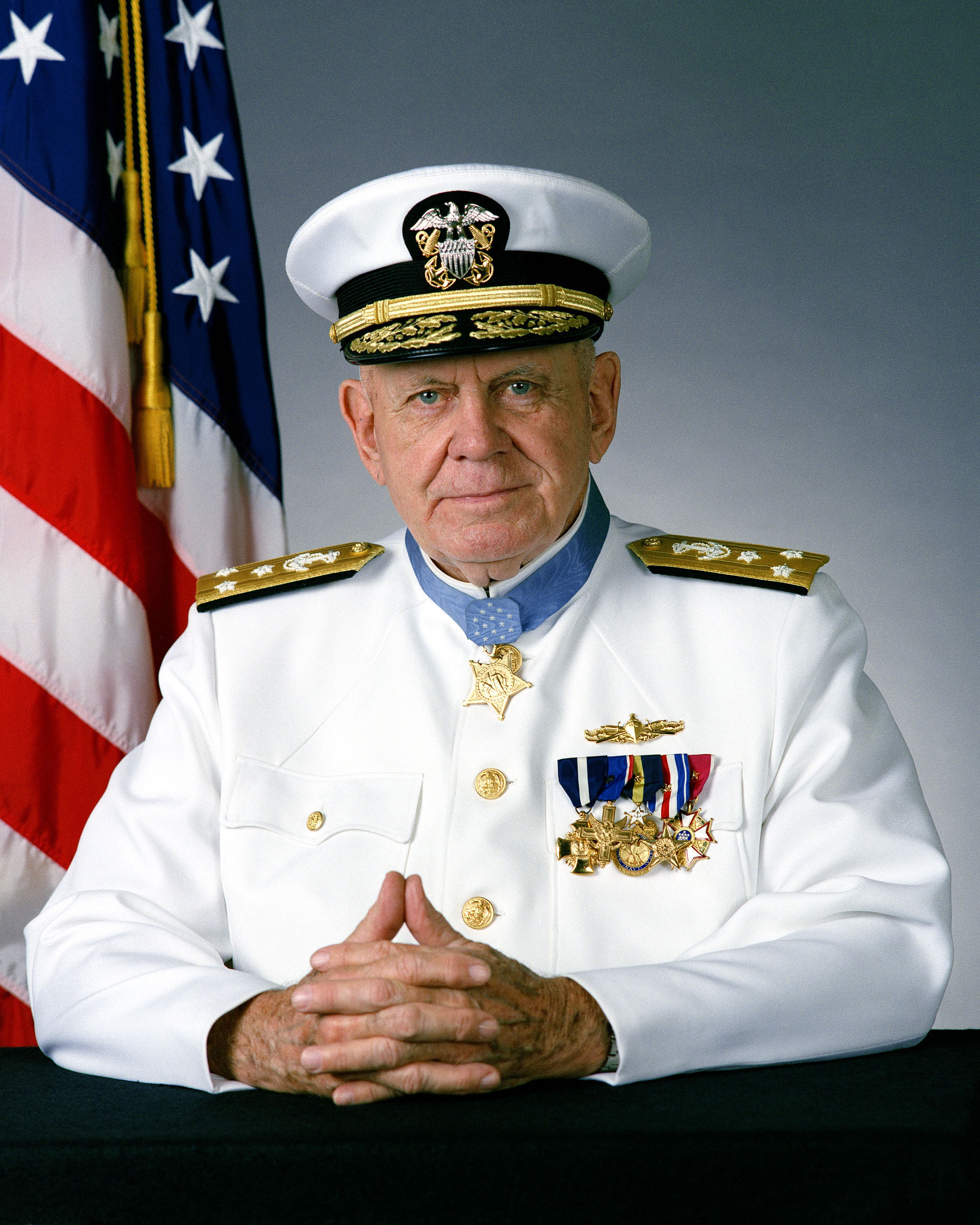
士官のフルドレス・ホワイト。名誉勲章を着用。
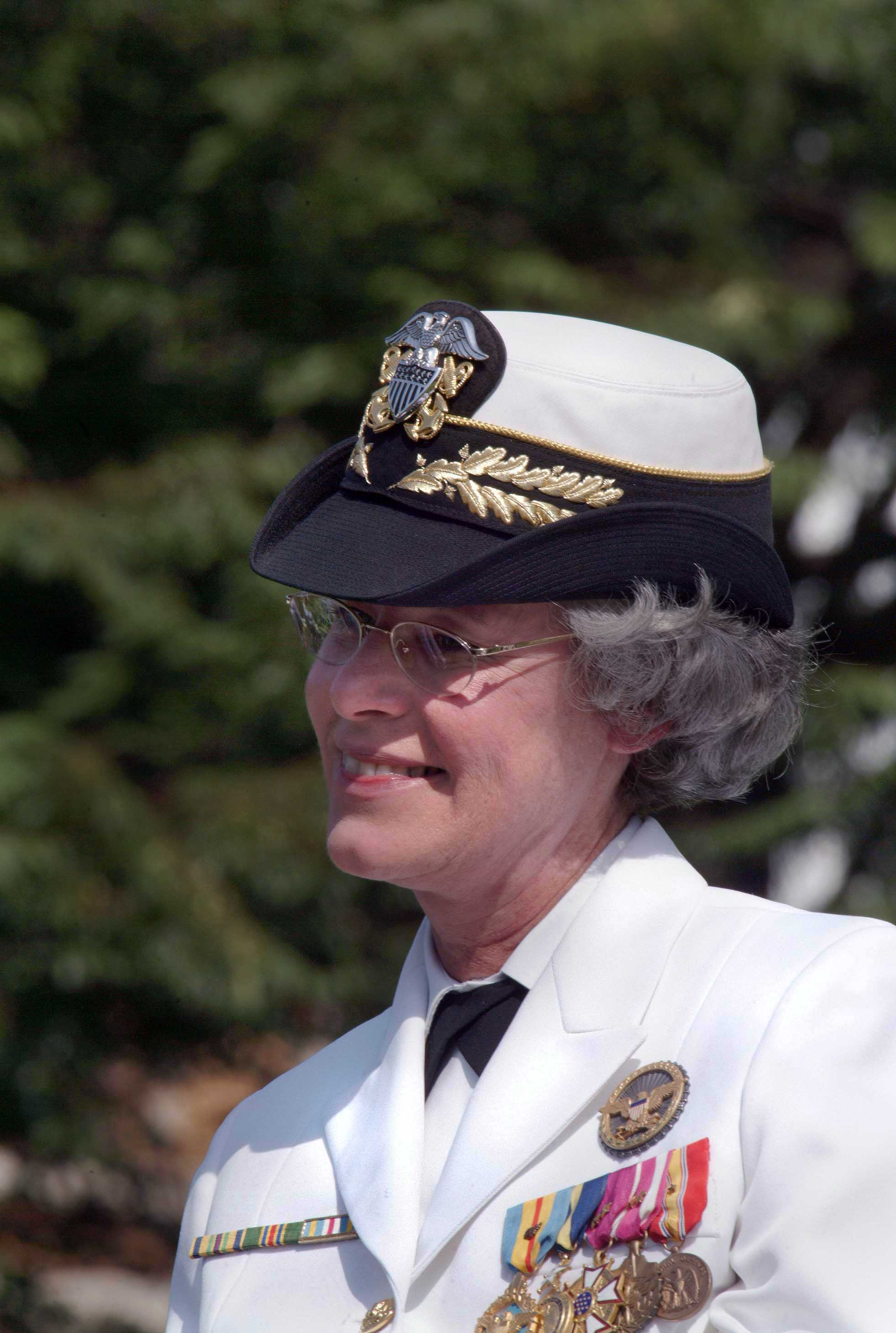
女性士官のフルドレス・ホワイト。
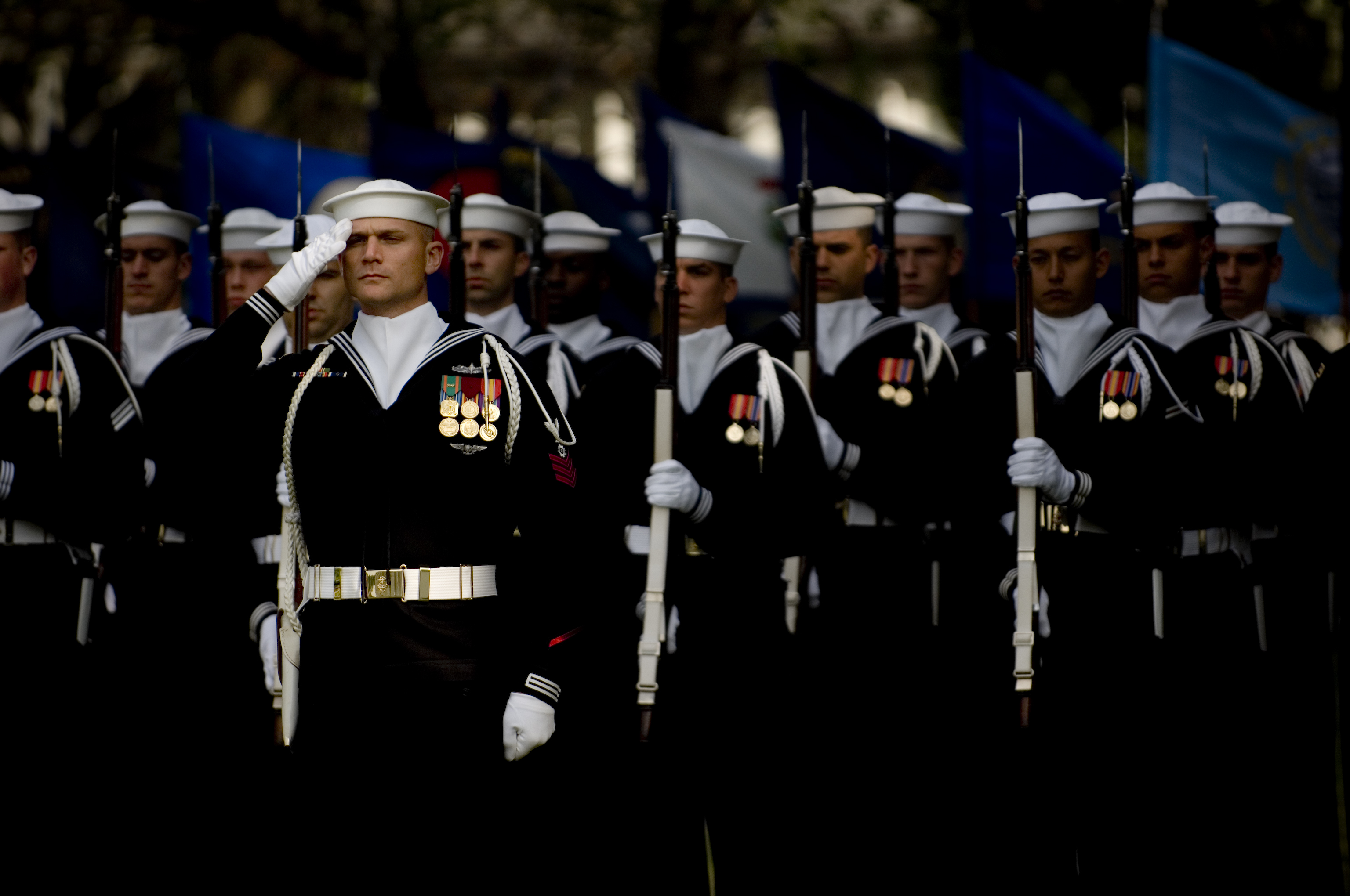
フルドレス・ブルー・セレモナル・ガード服装の下級下士官と水兵。
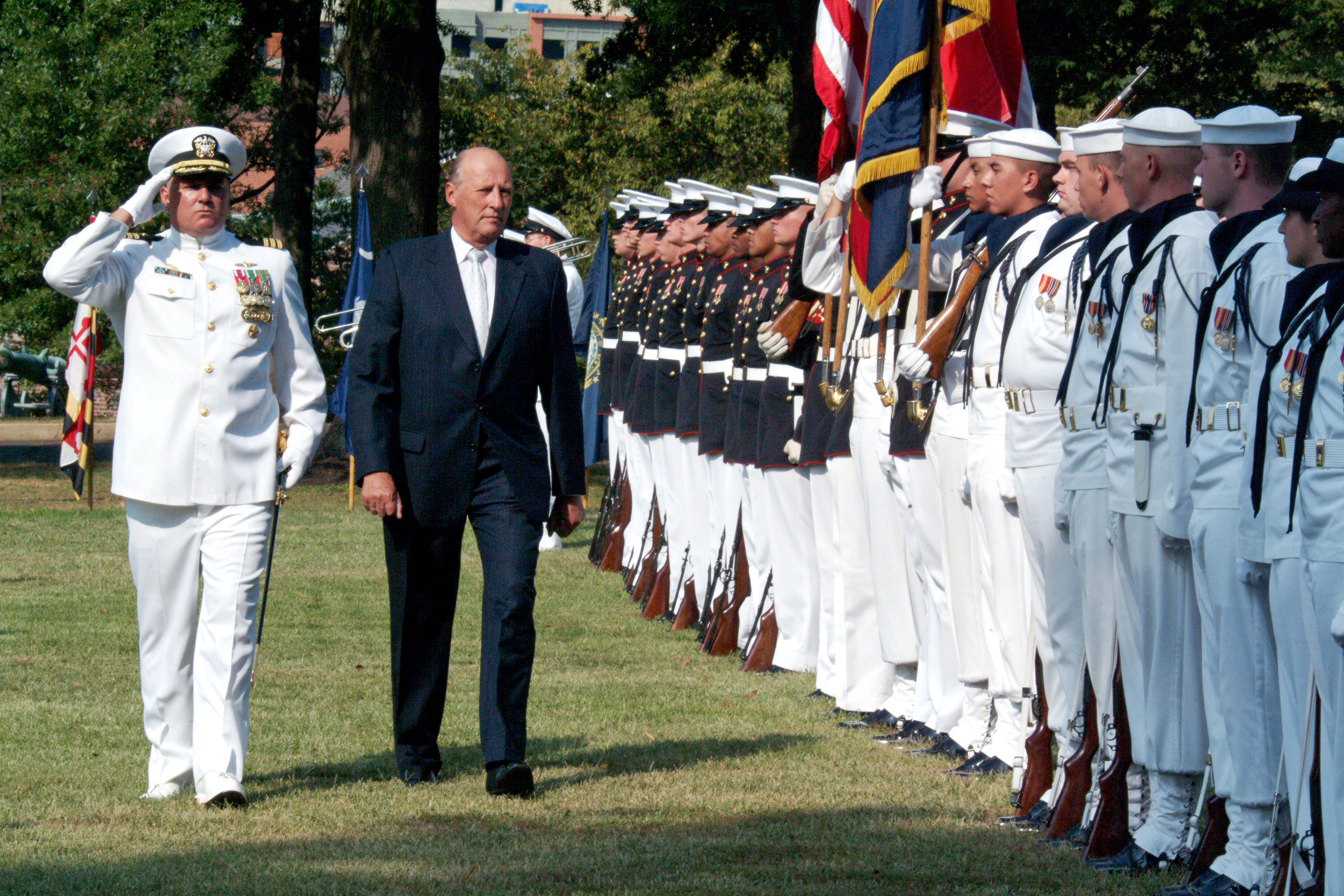
フルドレス・ホワイトの士官とセレモナル・ガード服装の下級下士官と水兵。
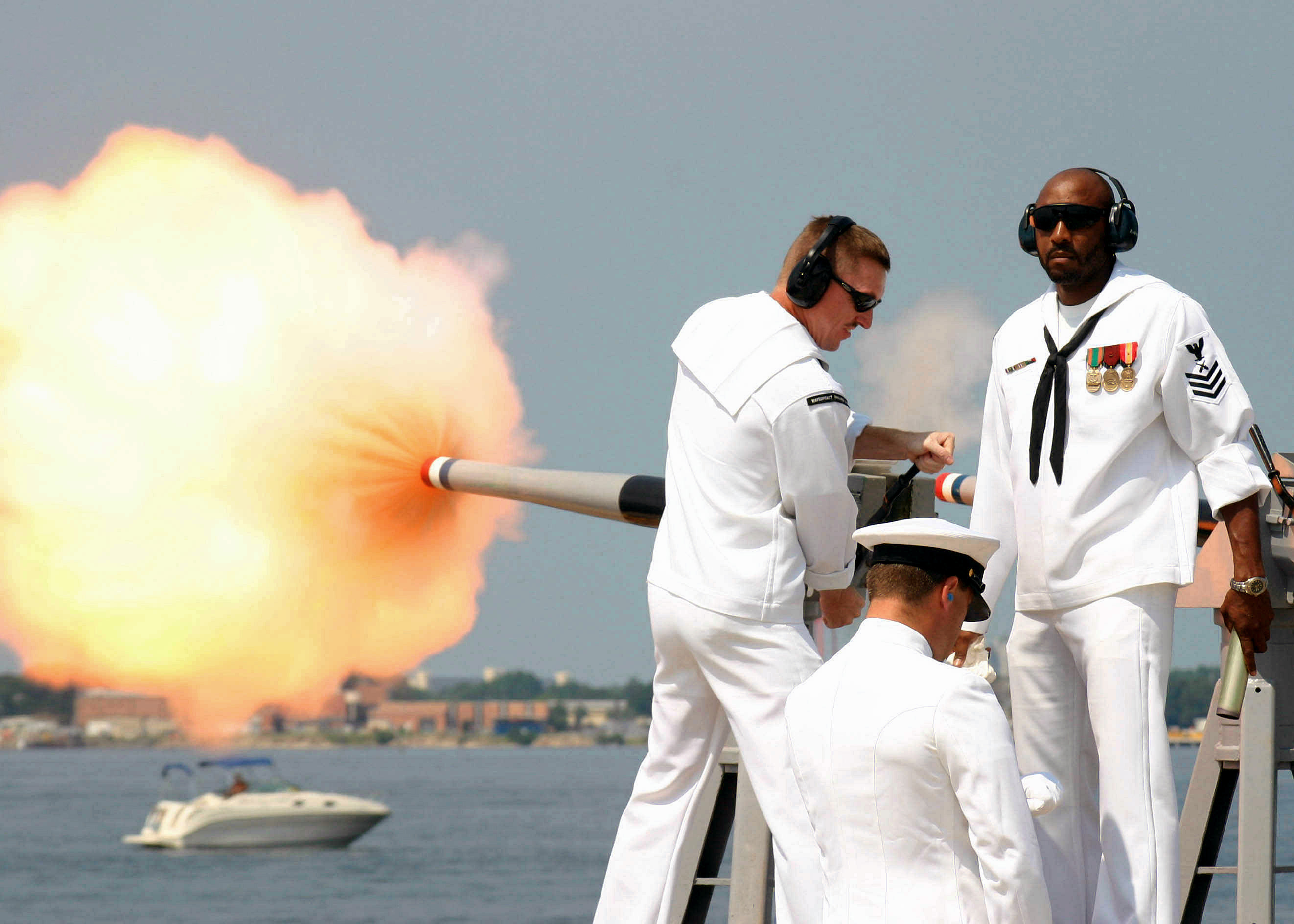
フルドレス・ホワイトの下級下士官と水兵。
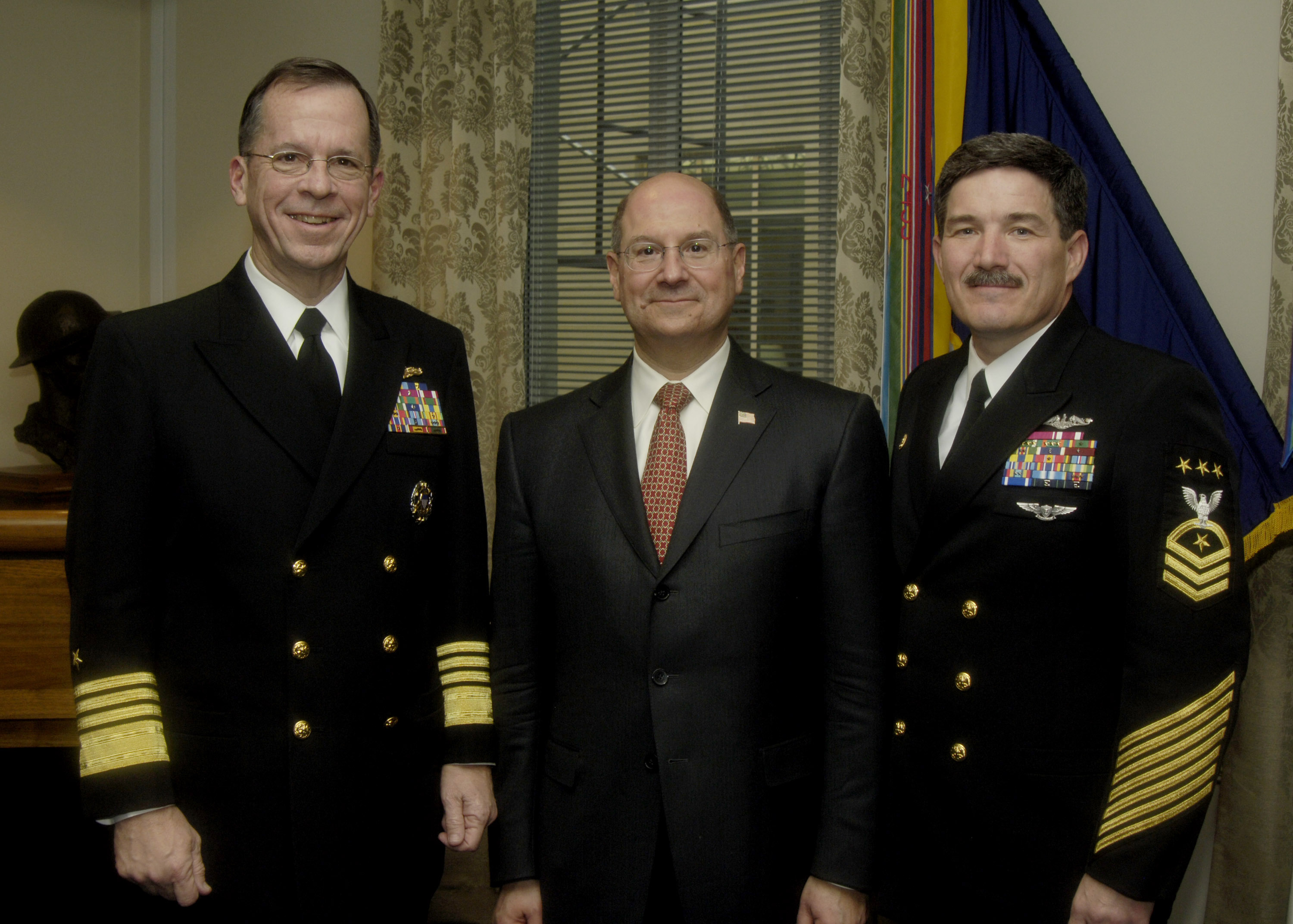
士官（マレン海軍大将）と先任下士官のサービスドレス・ブルー。
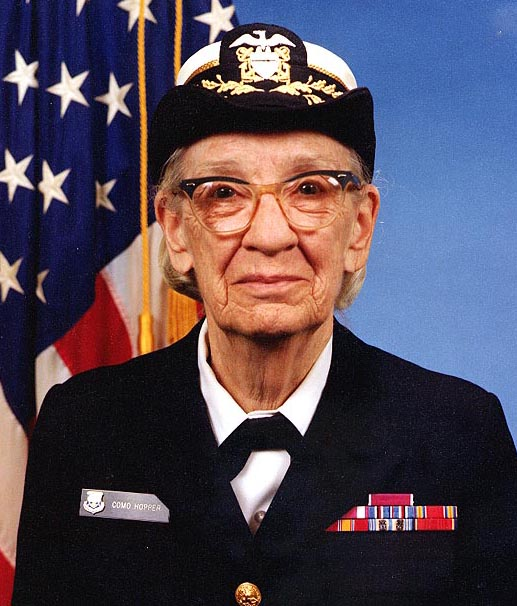
女性士官のサービスドレス・ブルー（グレース・ホッパー代将 1984年）
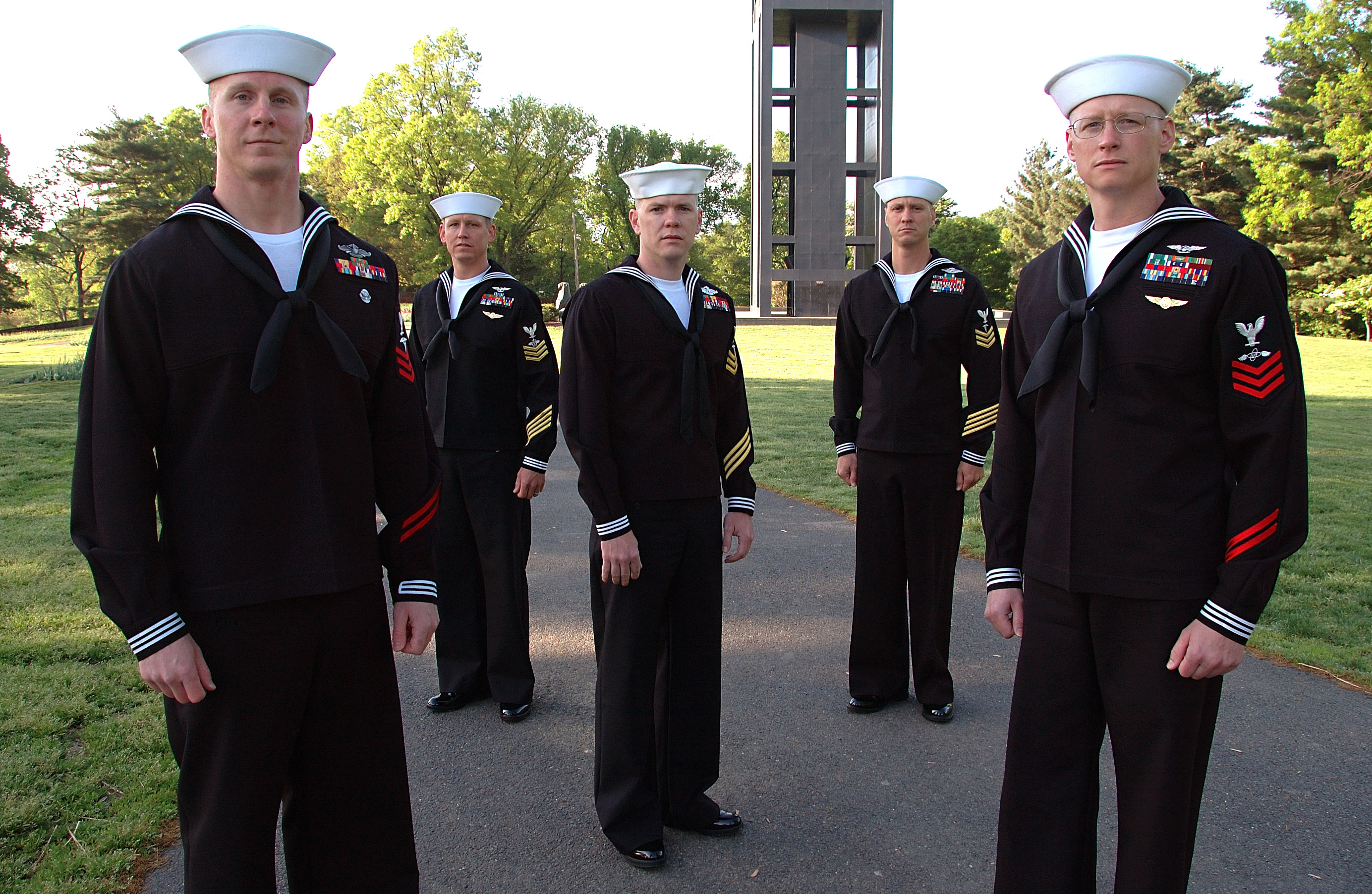
サービスドレス・ブルーの下級下士官。
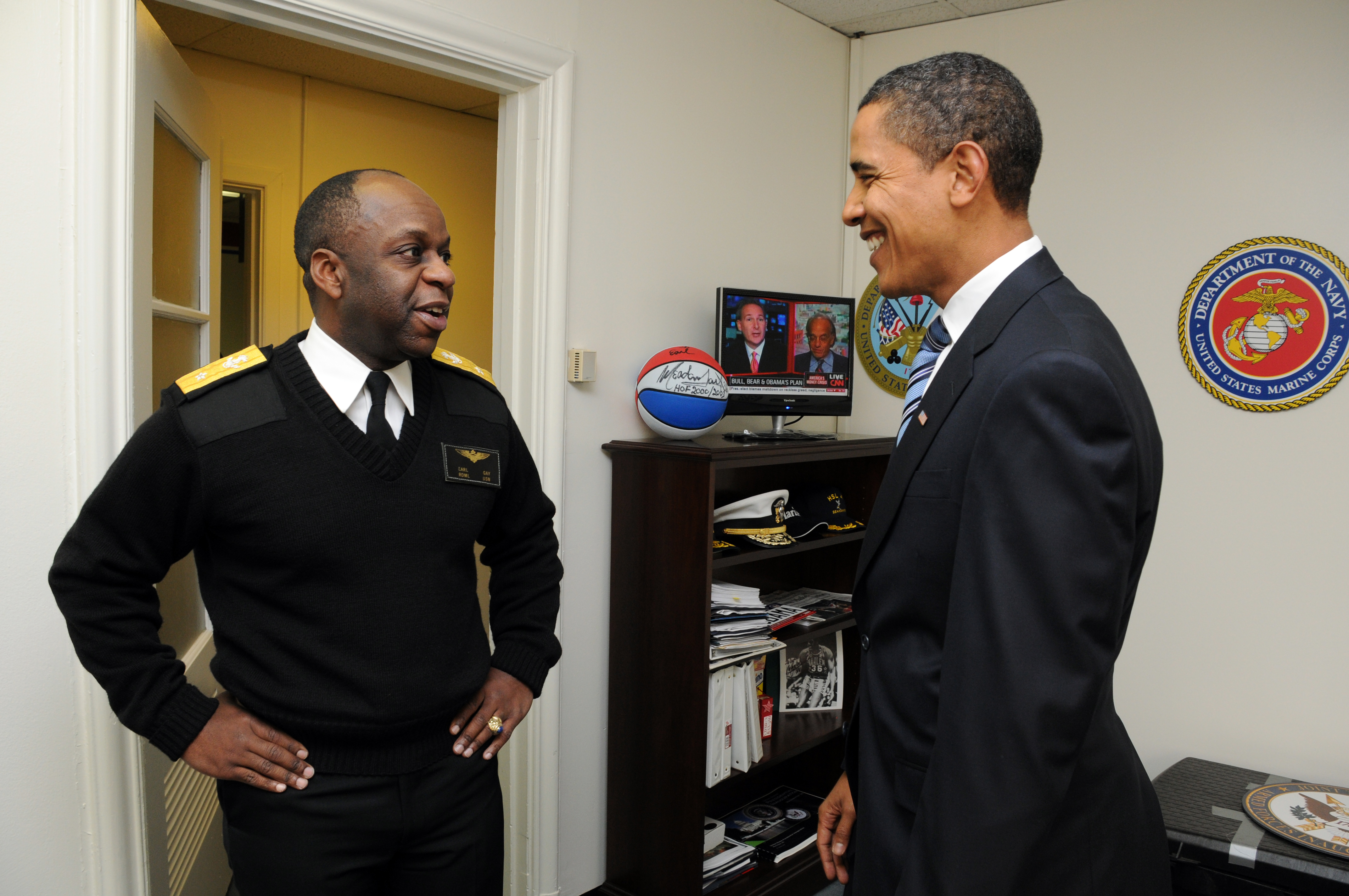
サービスドレス・ブルーにセーターを着用した士官。モデルはアール・ゲイ准将。
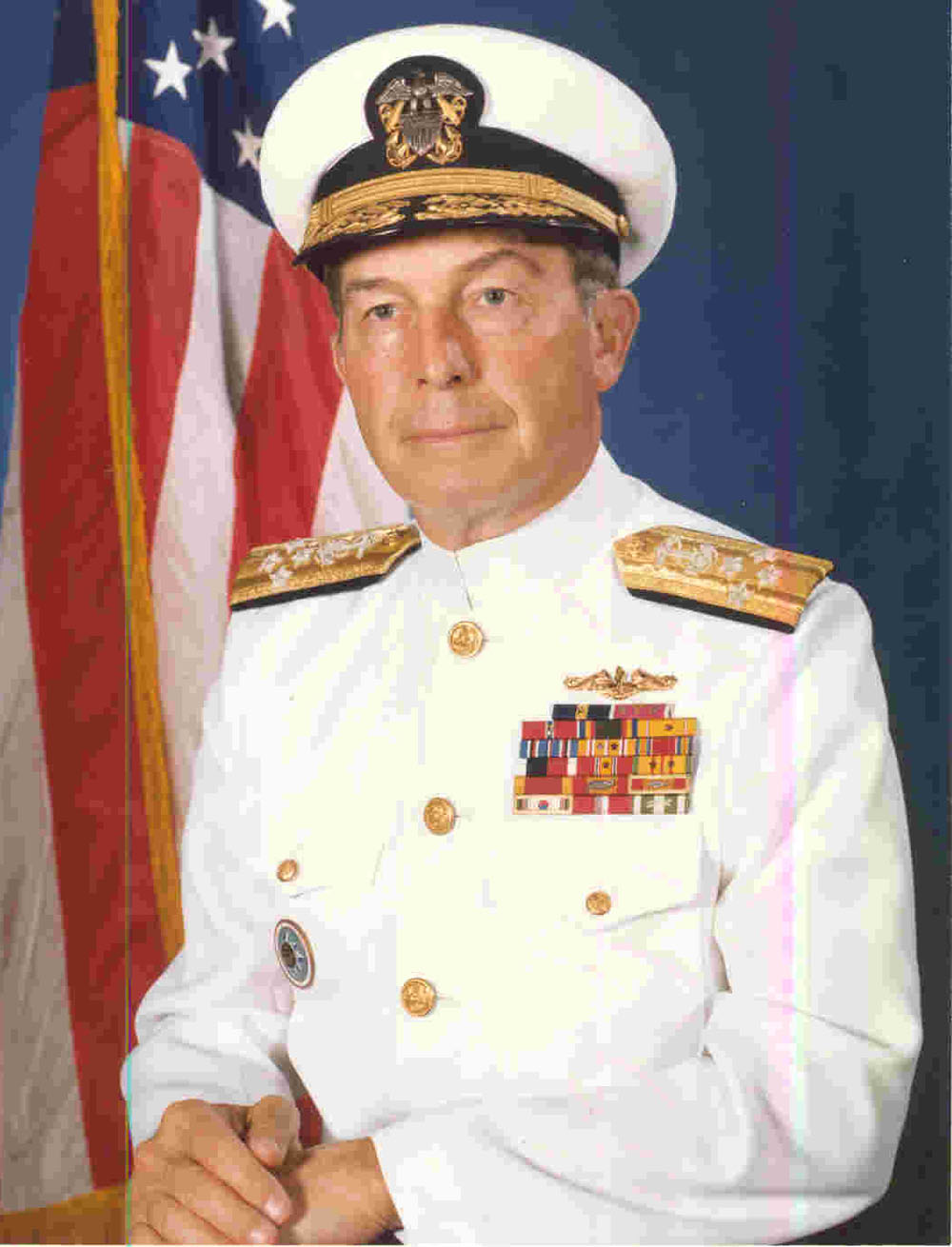
士官のサービスドレス・ホワイト。
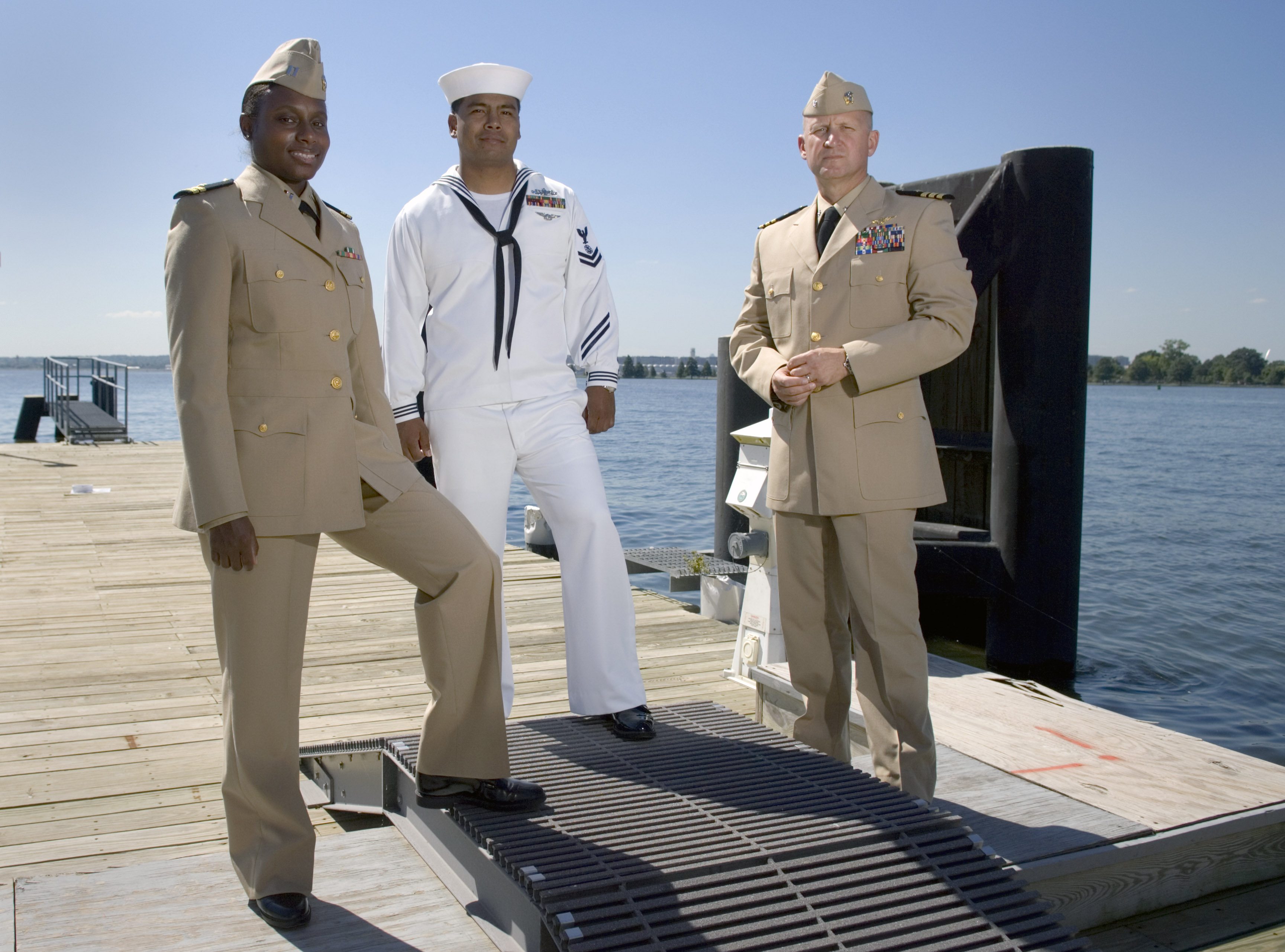
カーキ色の新制服サービスドレス・カーキの士官とサービスドレス・ホワイトの水兵。
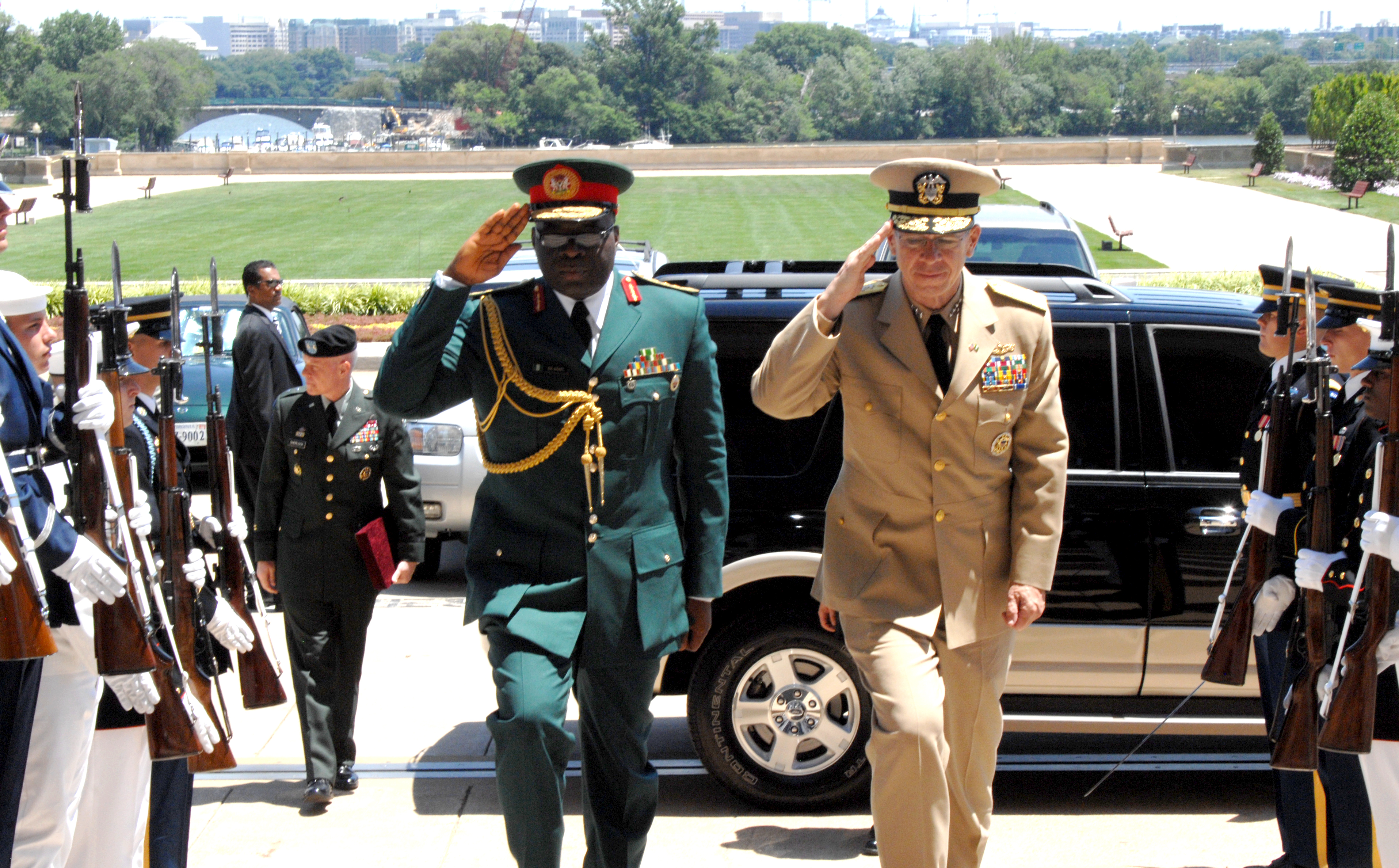
サービスドレス・カーキ（マレン海軍大将）。
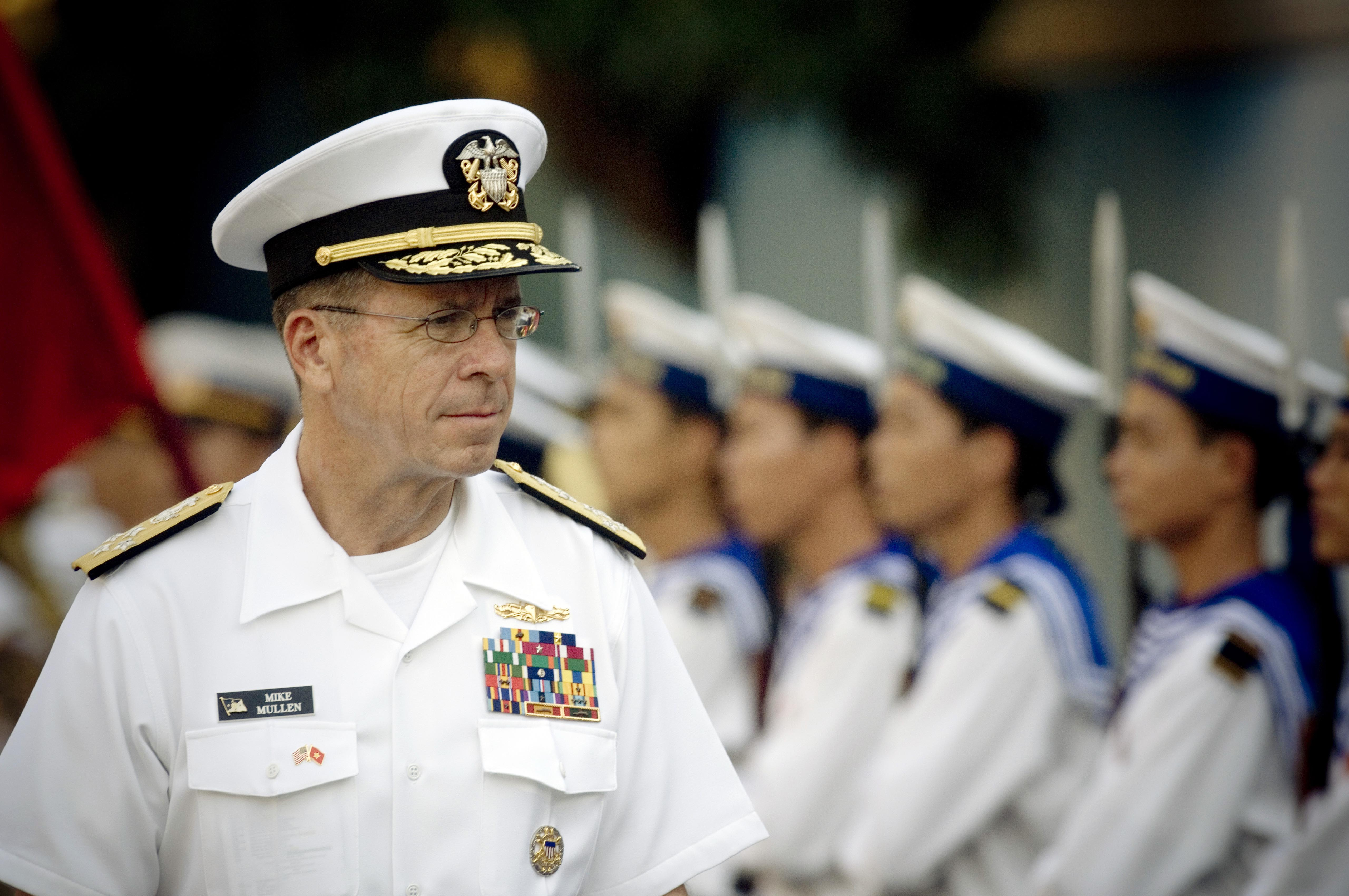
サマー・ホワイト（マレン海軍大将）。
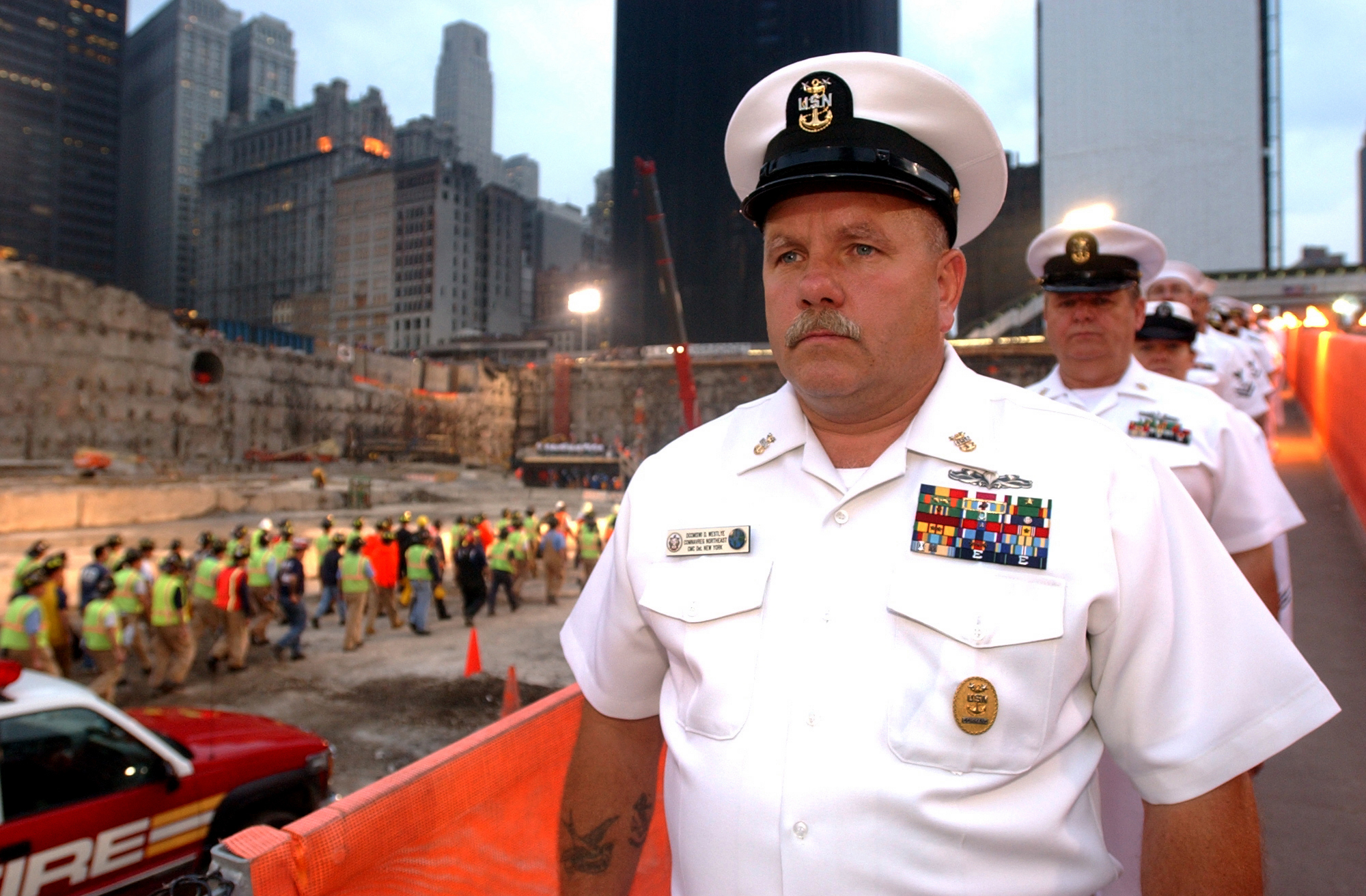
先任下士官のサマー・ホワイト（2002年5月28日）。
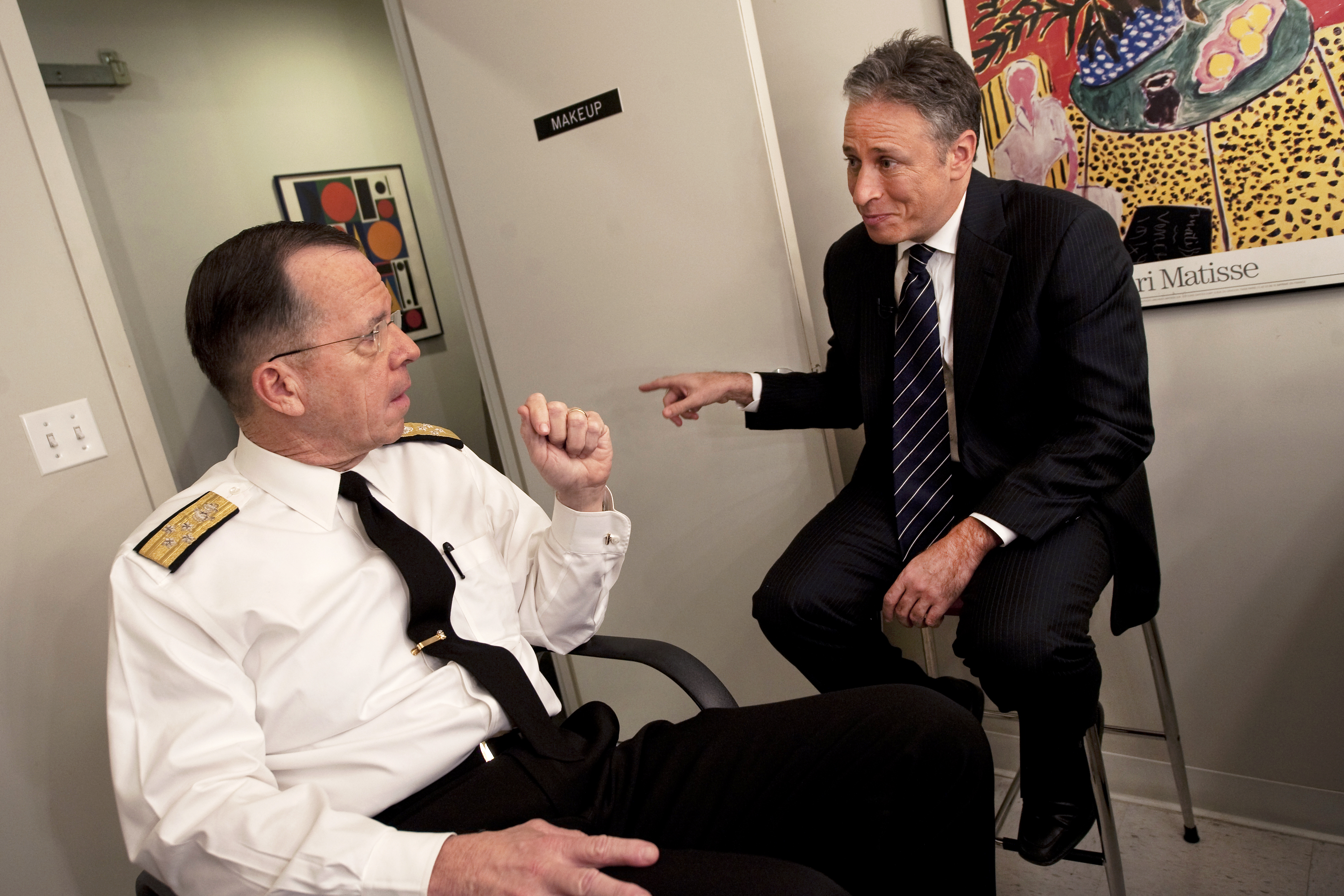
シャツにネクタイ（マレン海軍大将）。
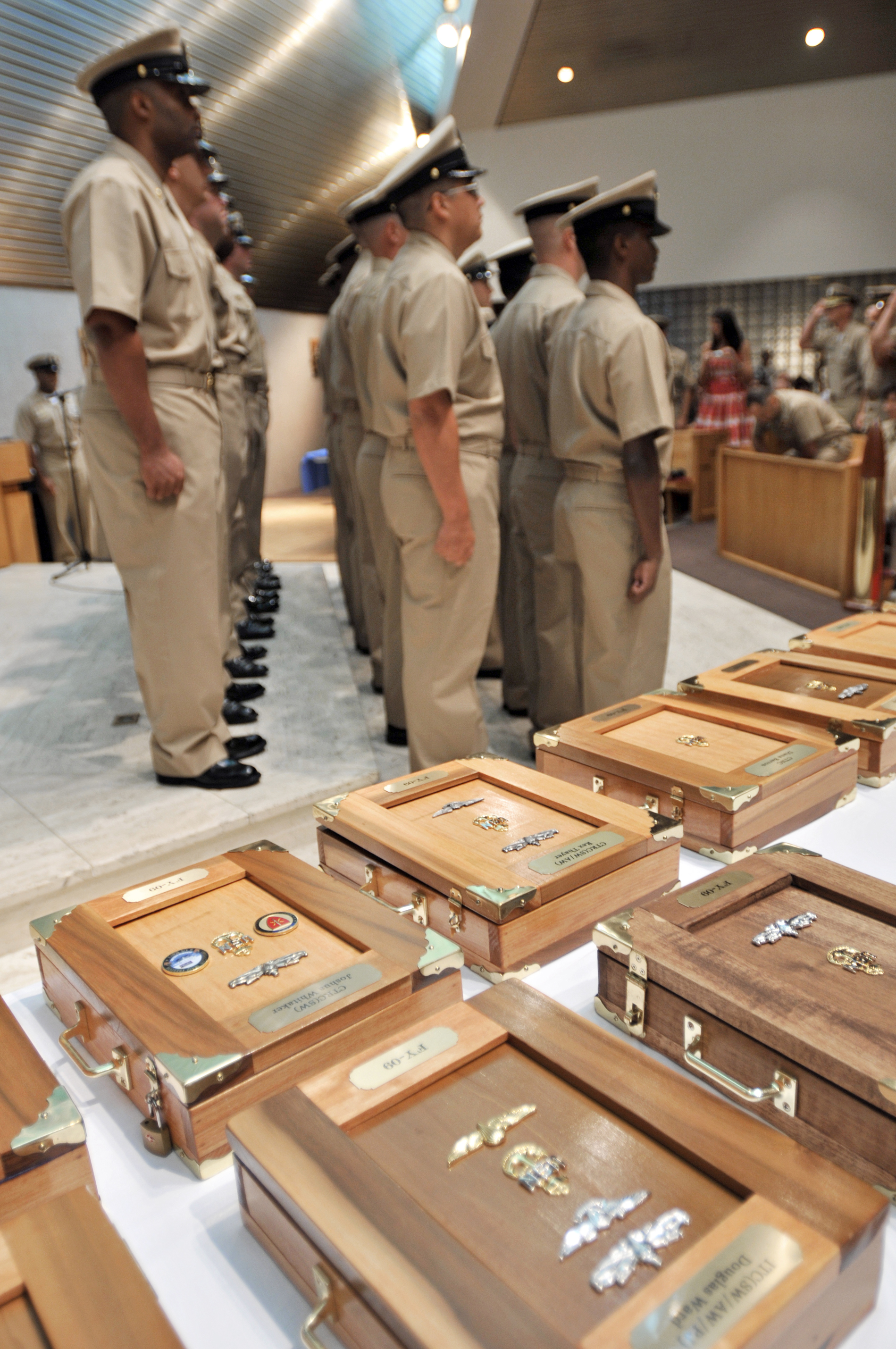
先任下士官のサービス・カーキ。
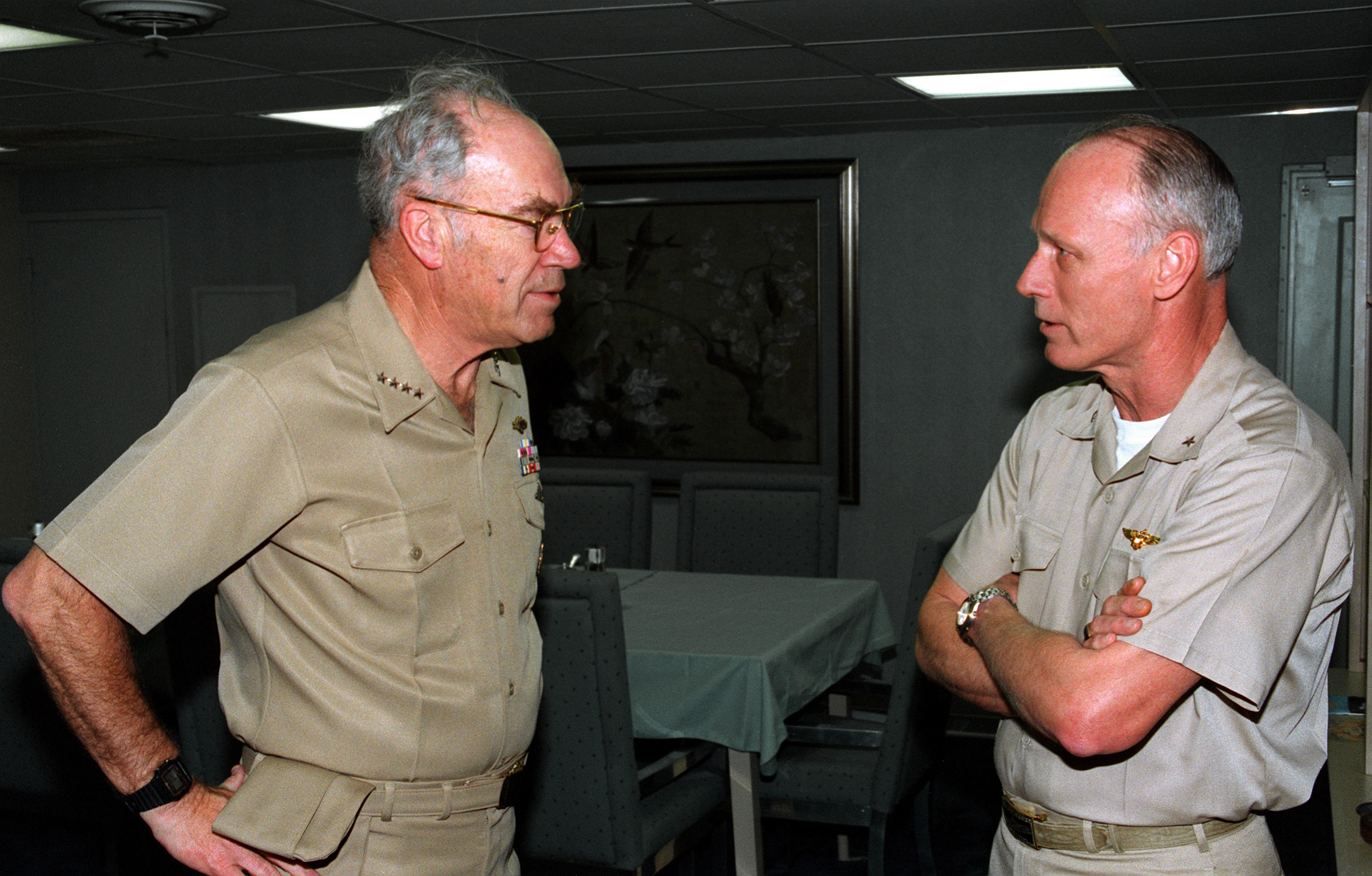
サービス・カーキの大将（左）とワーキング・カーキの准将（右）。
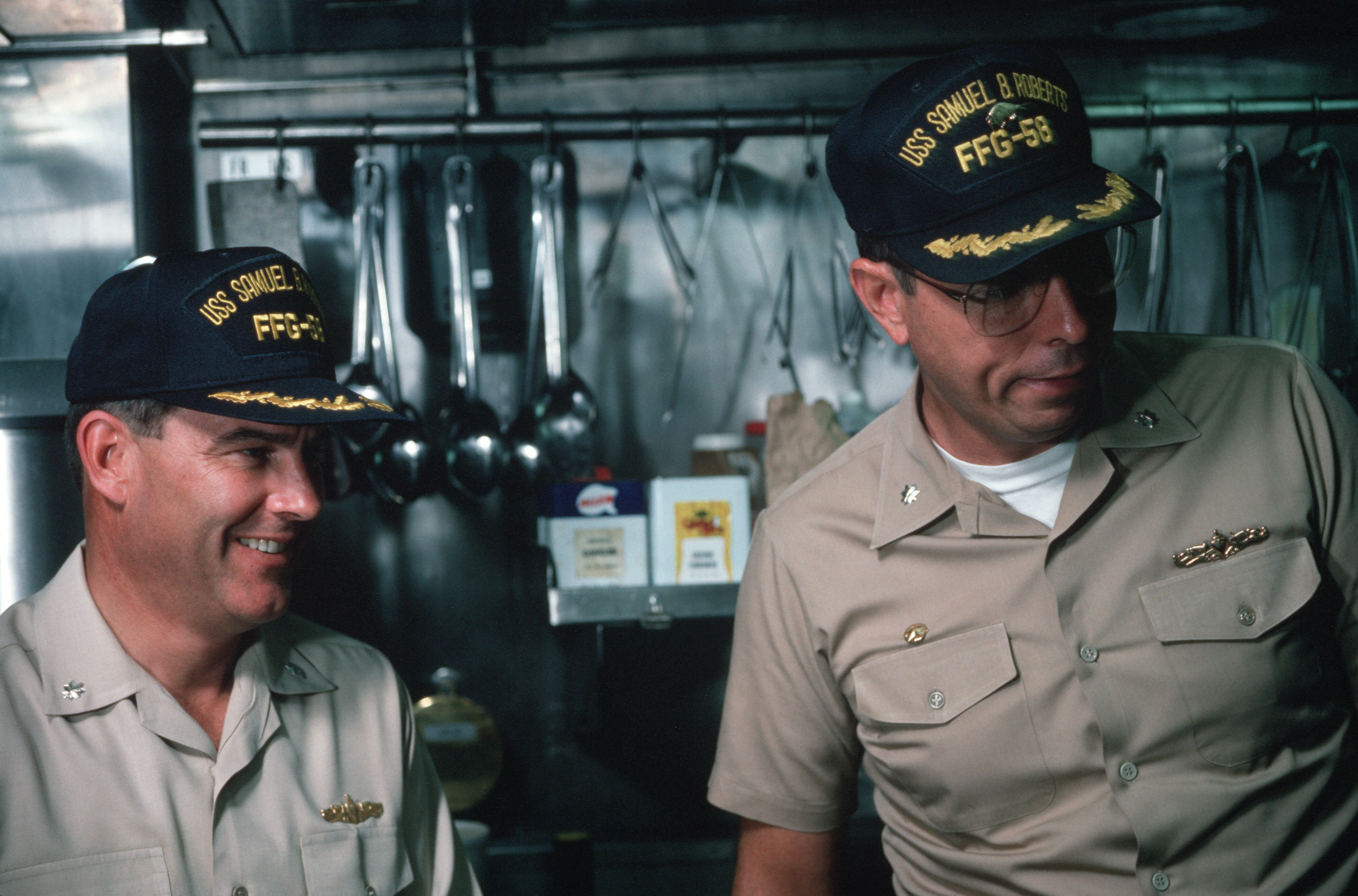
士官のワーキング・カーキ。
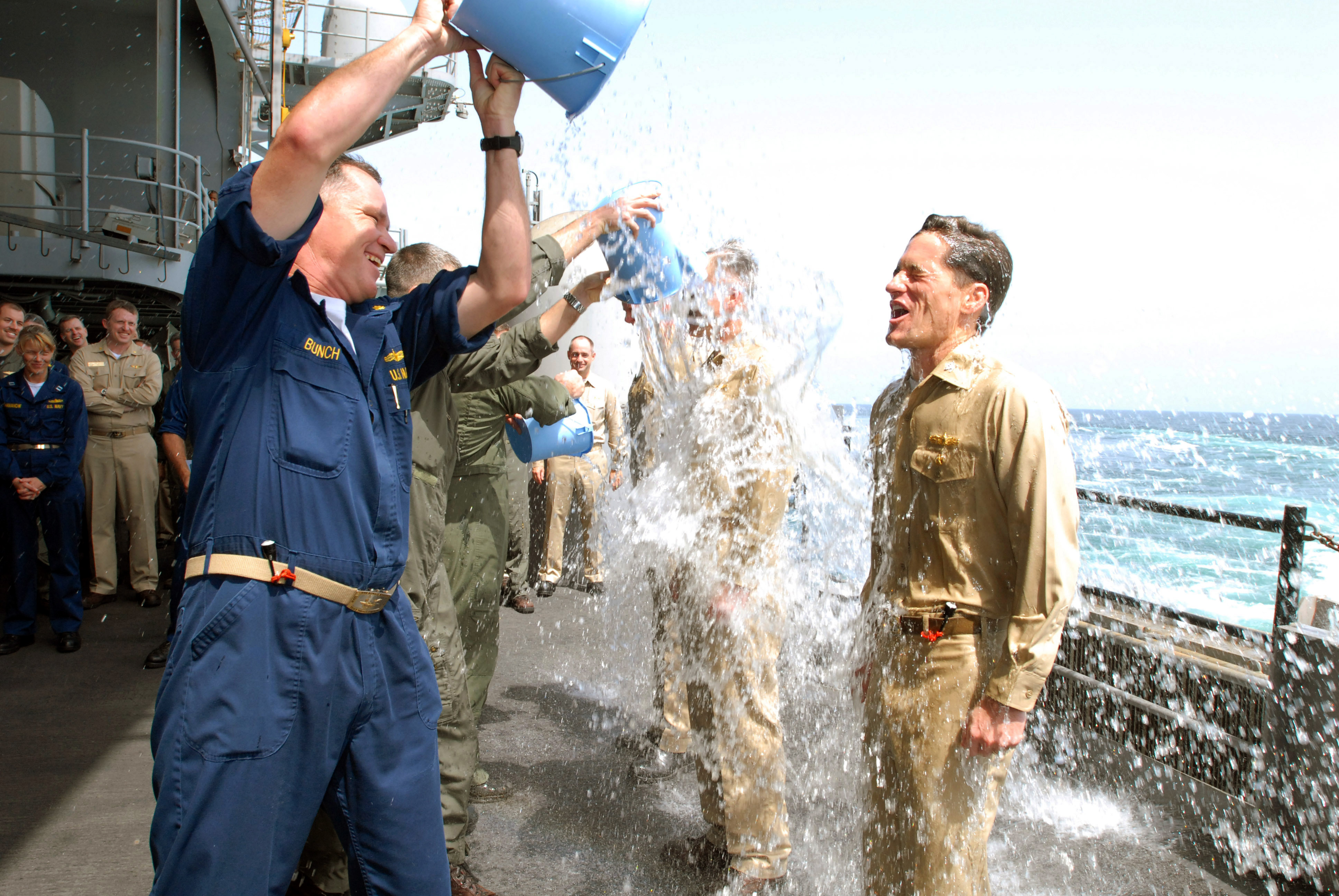
空母ロナルド・レーガンの乗組員。ワーキング・カーキとオーバーオールが見られる。昇進した士官たち（右）に水を浴びせる通過儀礼にて。
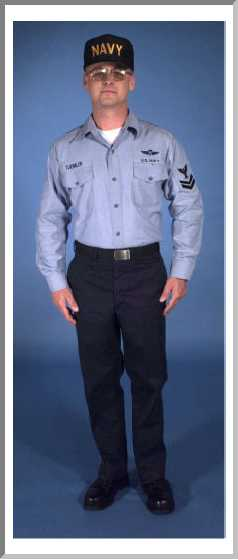
水兵のユーティリティ。
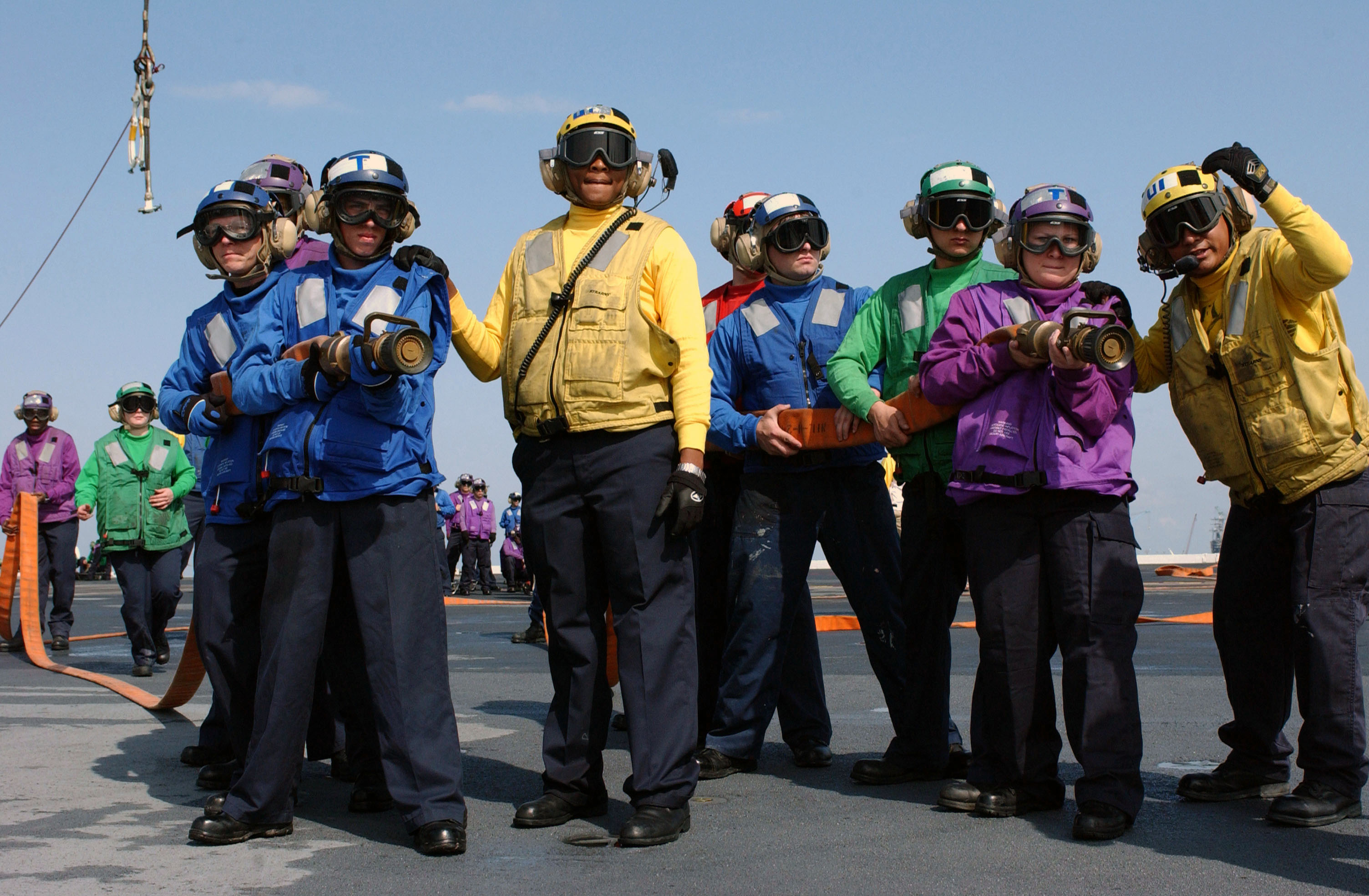
空母乗組員の甲板作業服。
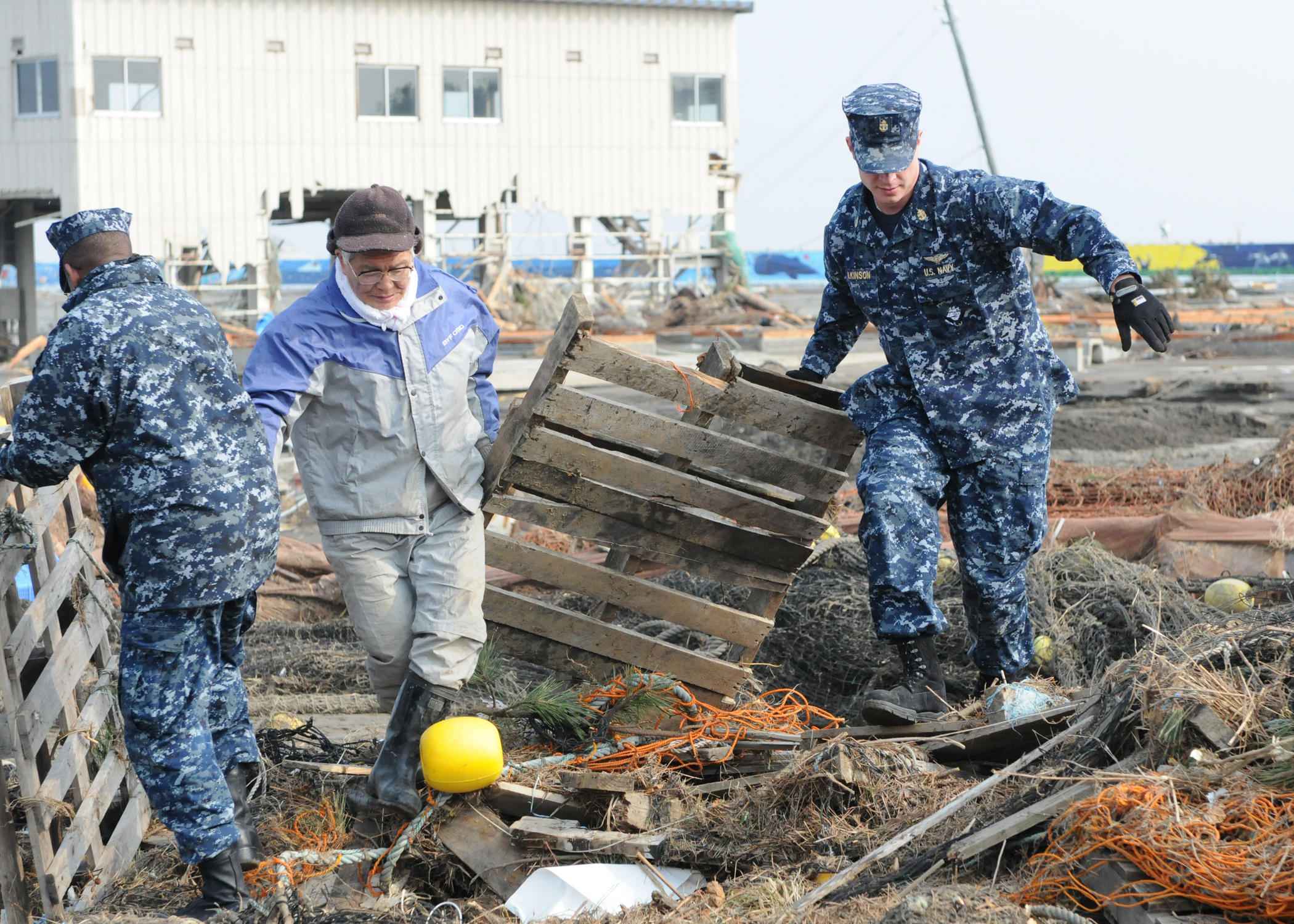
トモダチ作戦で片付けを手伝う迷彩服（NWU）を着た米海軍兵士。

帽子・階級章など
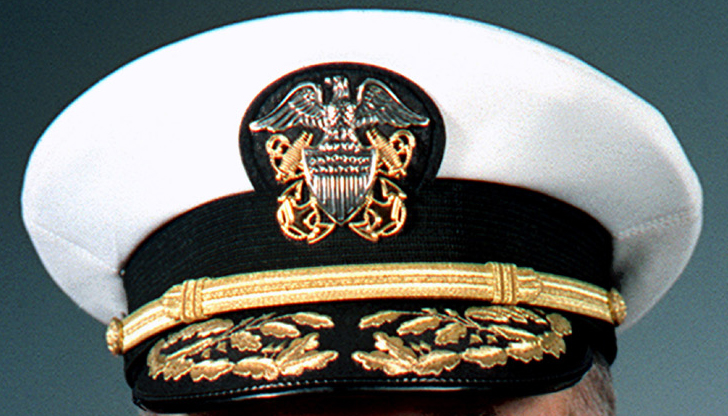
将官の制帽
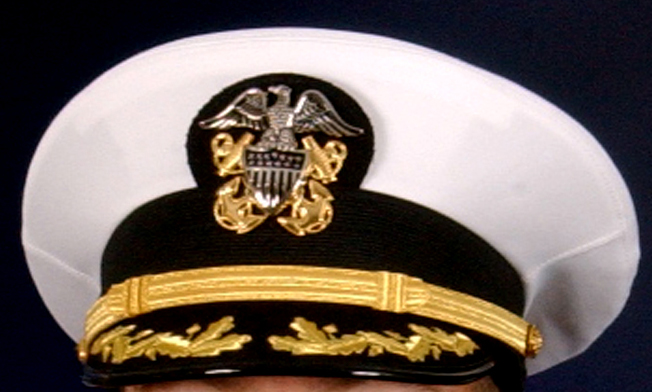
大佐・中佐の制帽
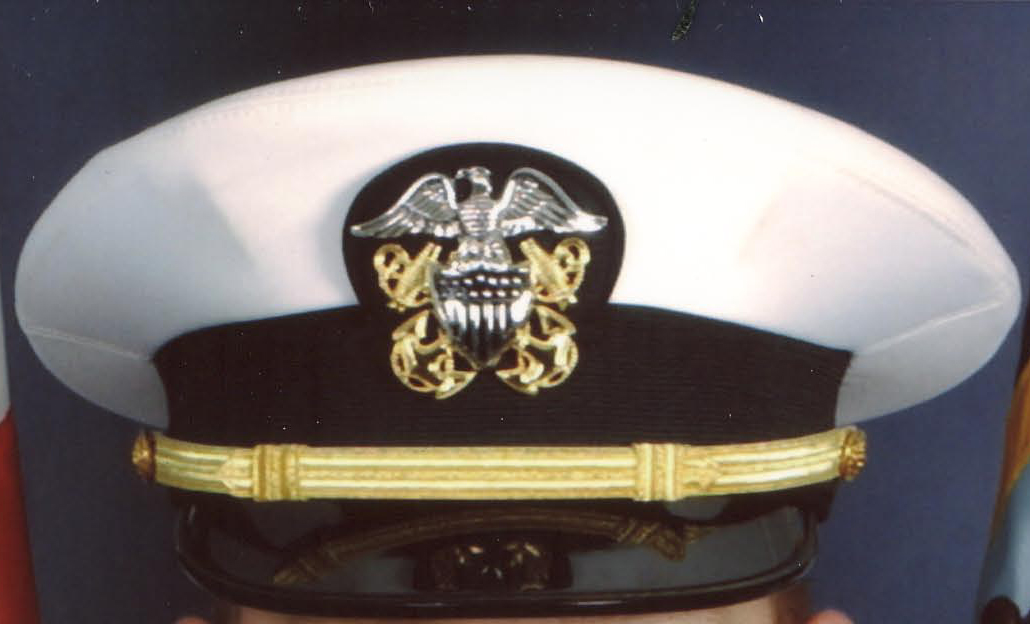
少佐・尉官の制帽
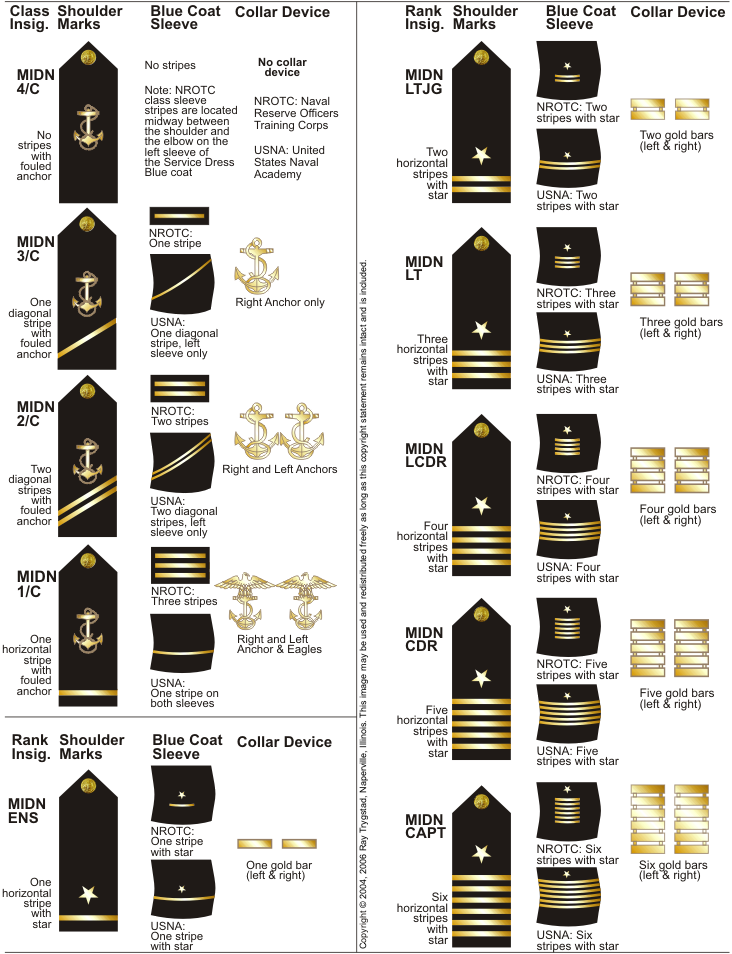
兵学校生徒の学年章等一覧
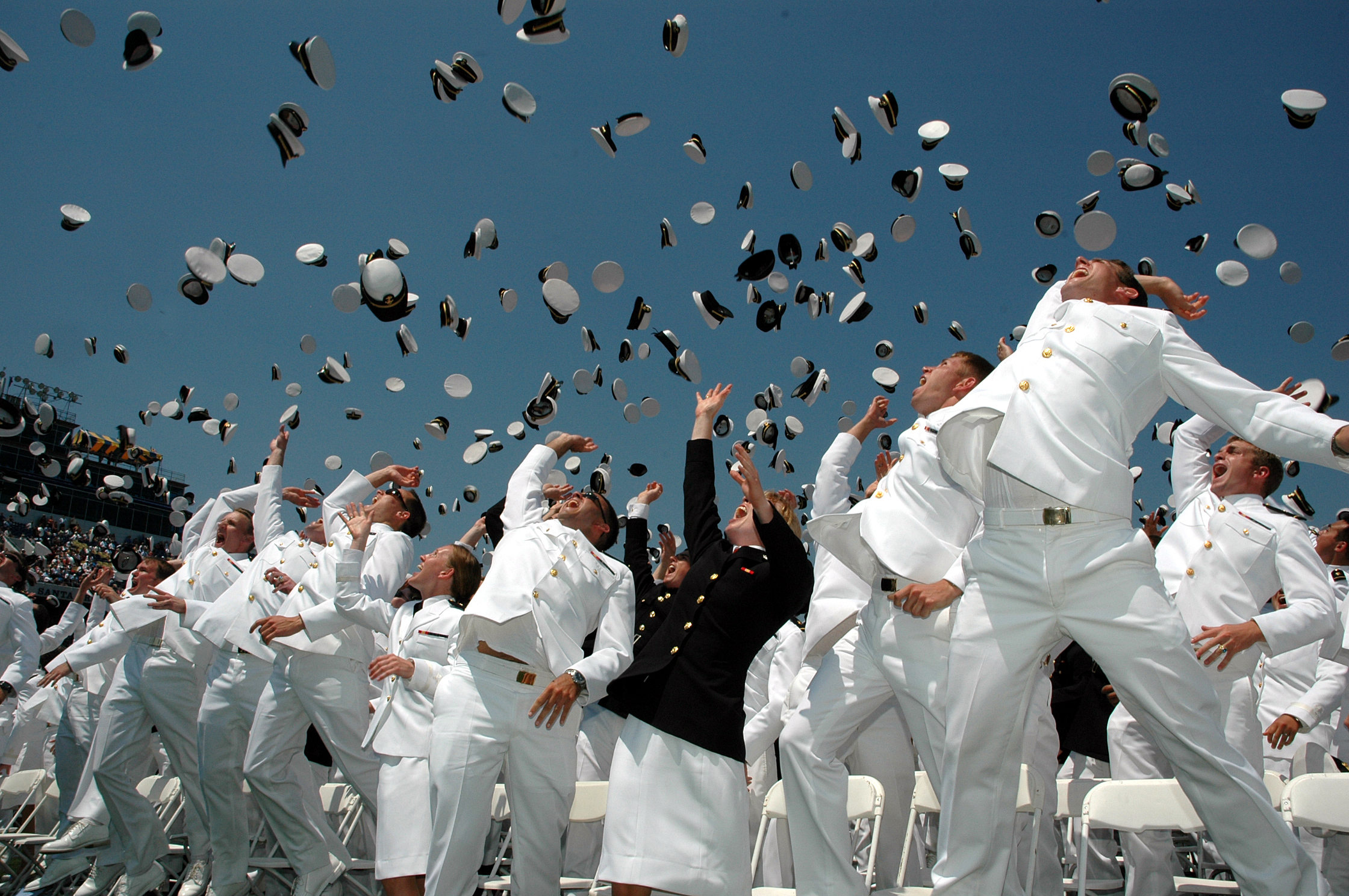
サービスドレスには白い靴と金色のバックルが付いた白いベルトを着用する（兵学校卒業・少尉任官式、2007年）。

## 空軍の軍服

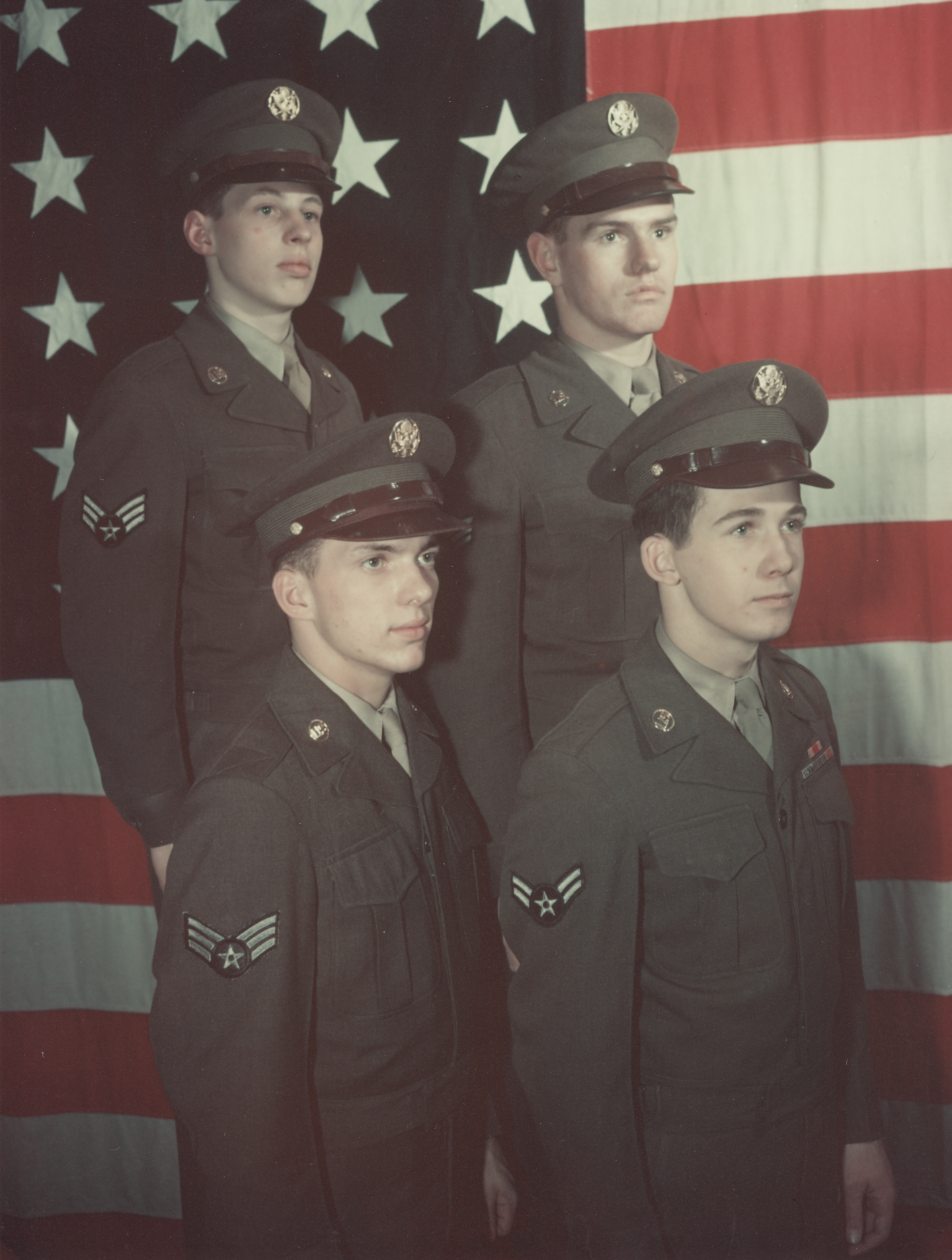
草創期の陸・空軍通用型制服（ピンク・アンド・グリーン）
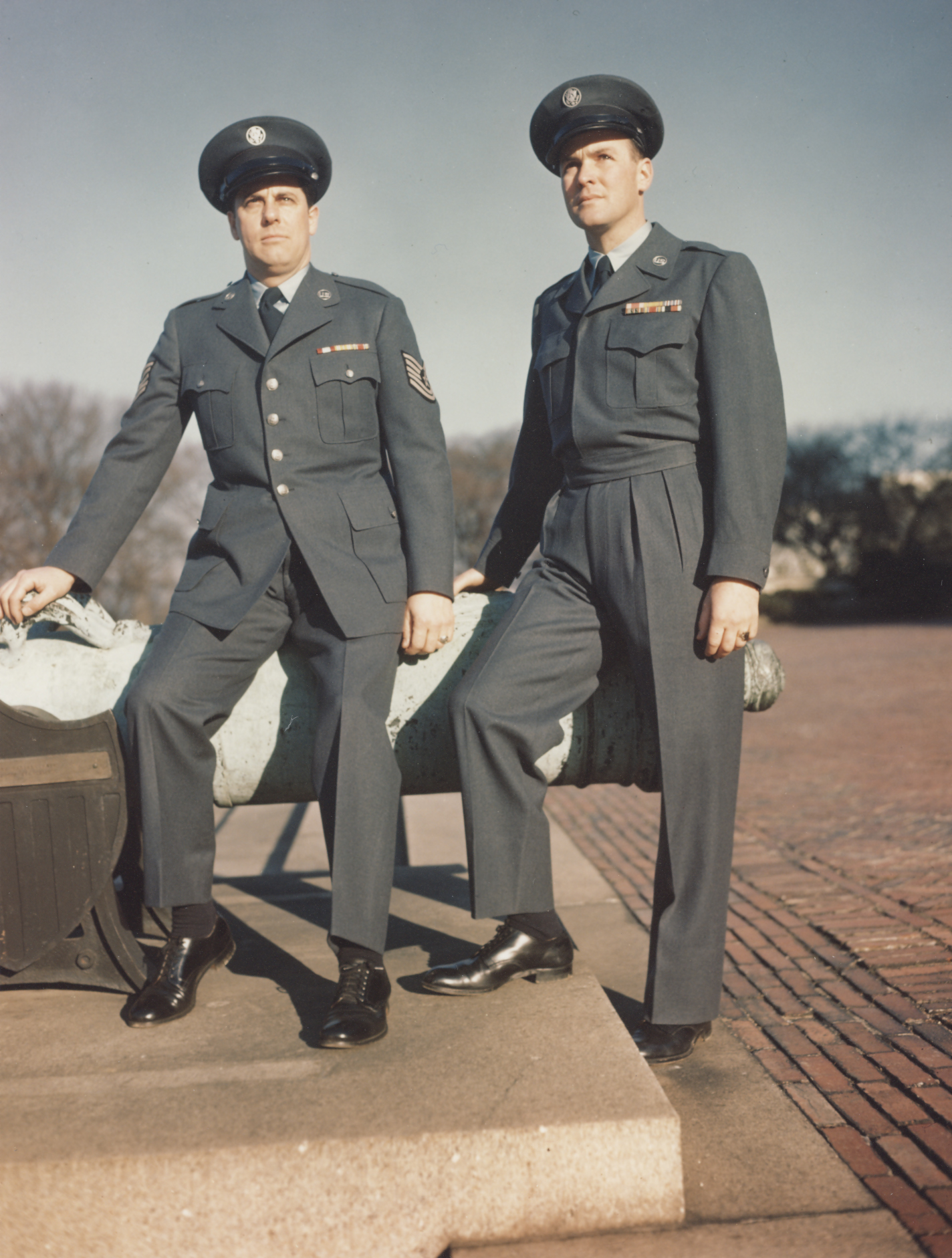
最初の空軍専用型青い軍服
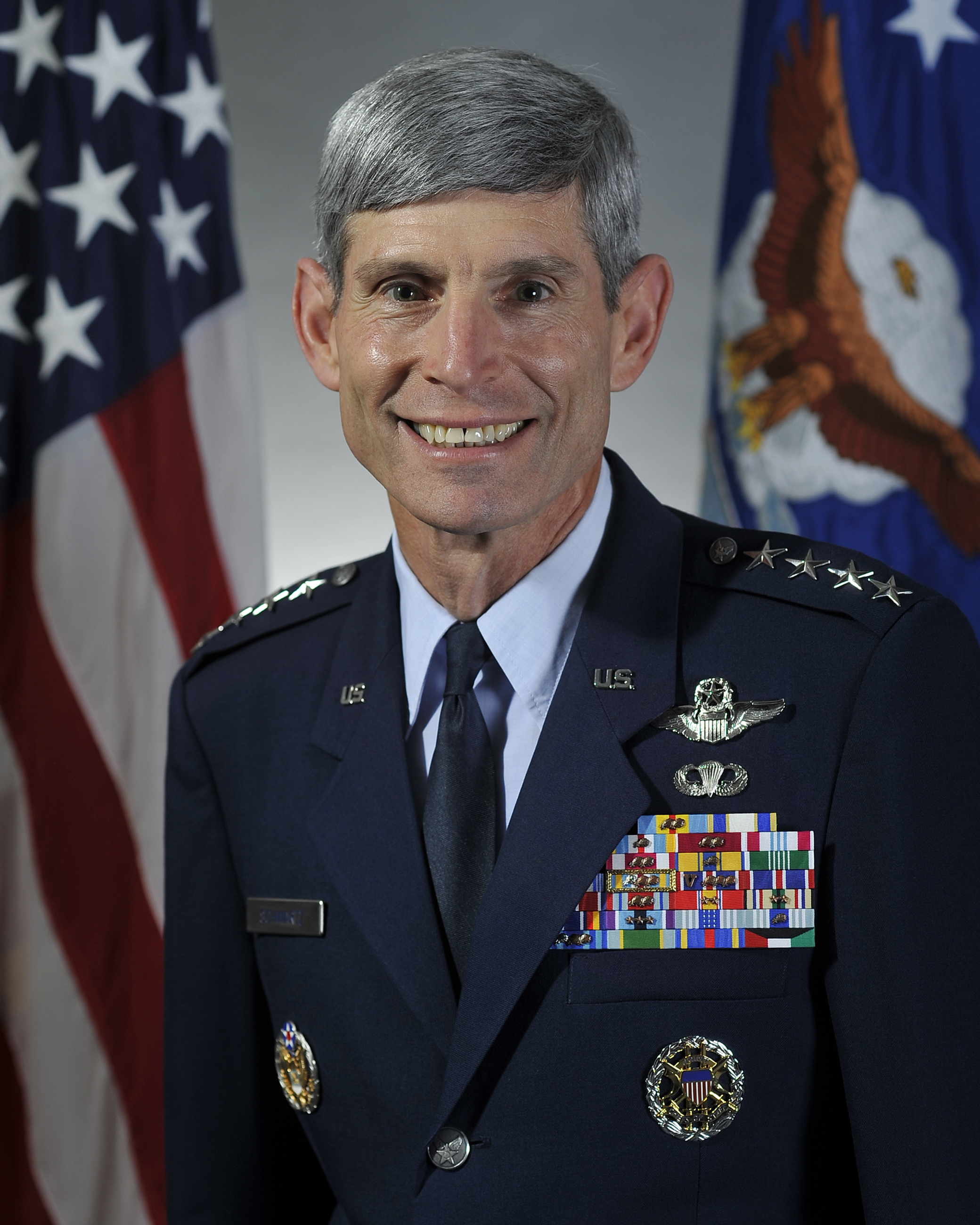
現行の制服。モデルはノートン・シュワルツ参謀総長。
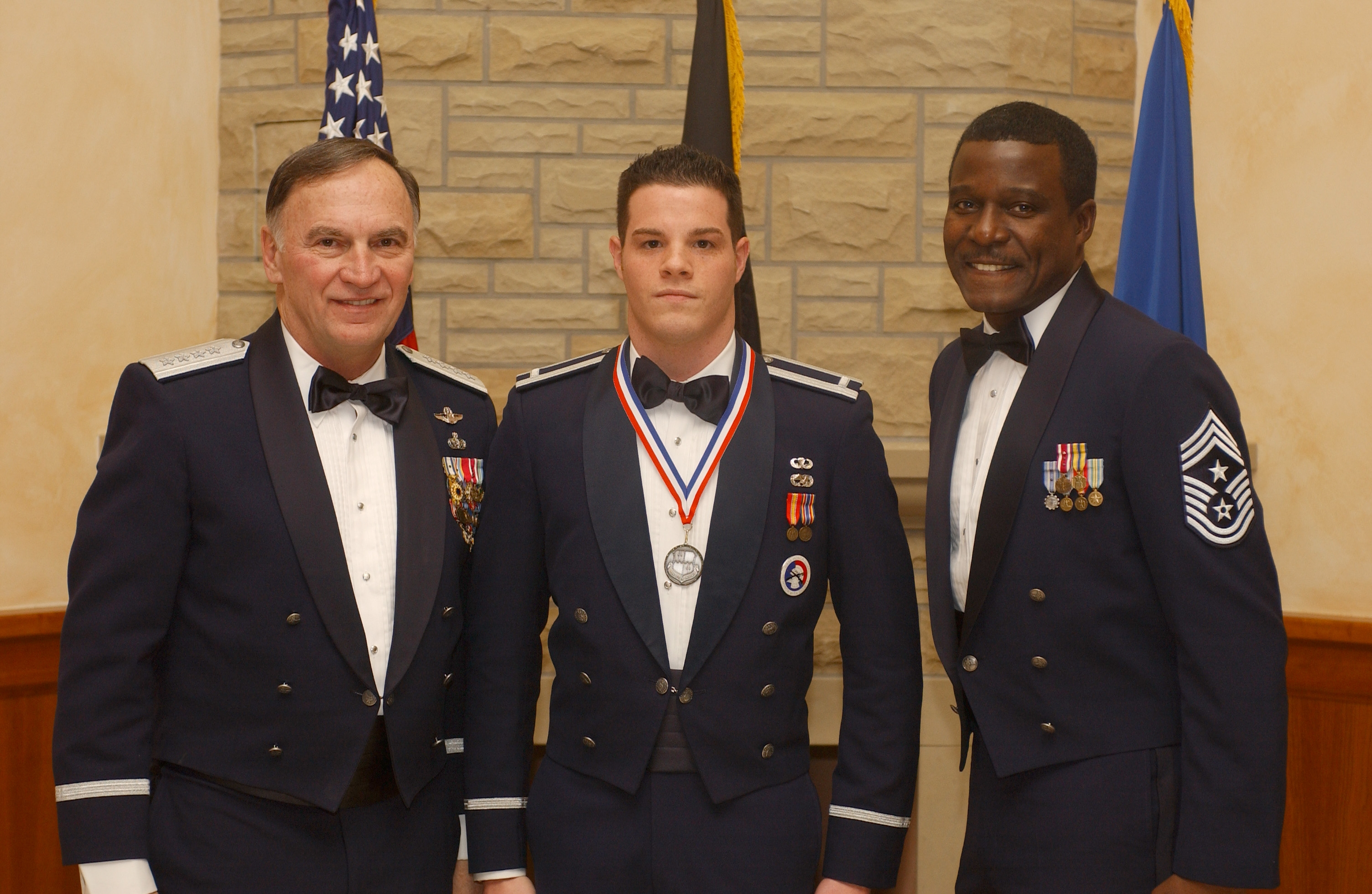
左から将官、尉官、上級下士官のメスドレス。
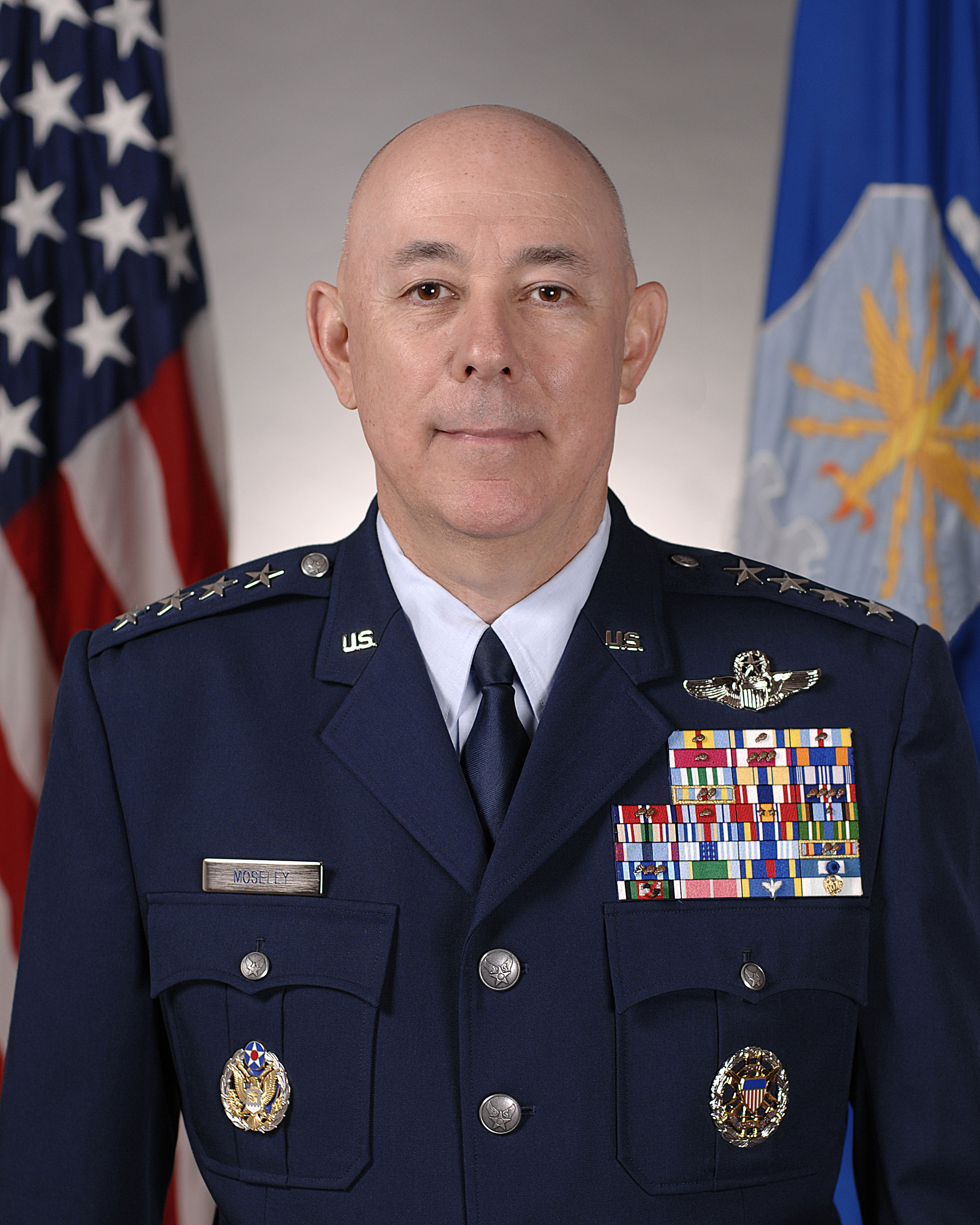
旧制服。4つボタンで、胸ポケットにもボタン付き蓋がある。モデルはマイケル・モーズリー元参謀総長。
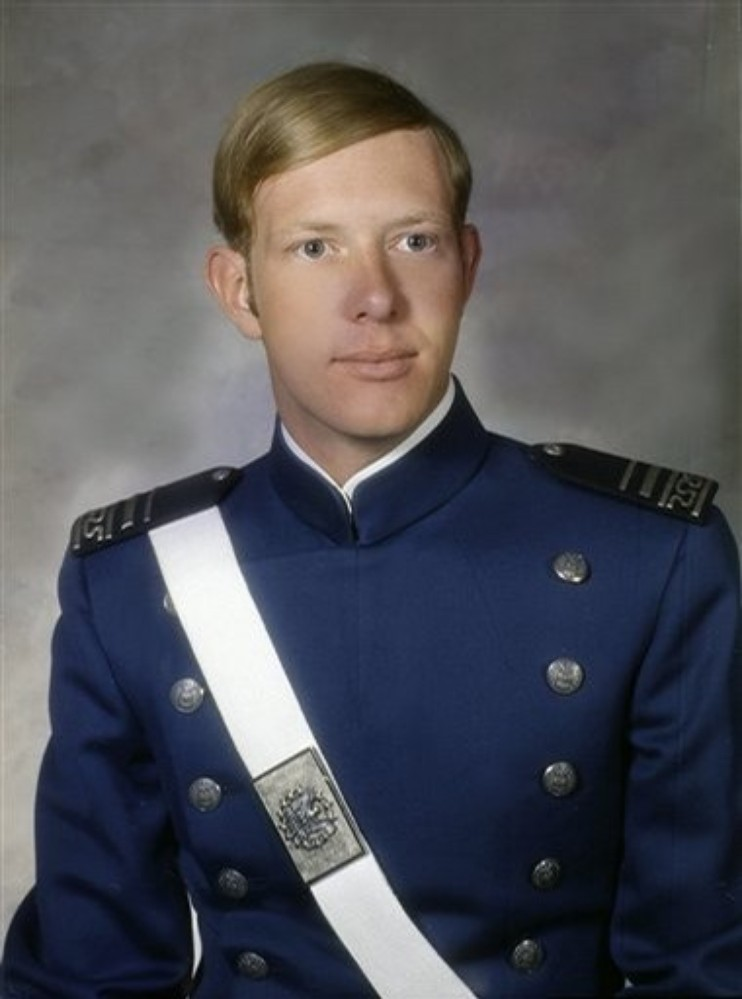
空軍士官学校の制服。モデルは卒業時のチェズレイ・サレンバーガー（1973年）

## 海兵隊の軍服

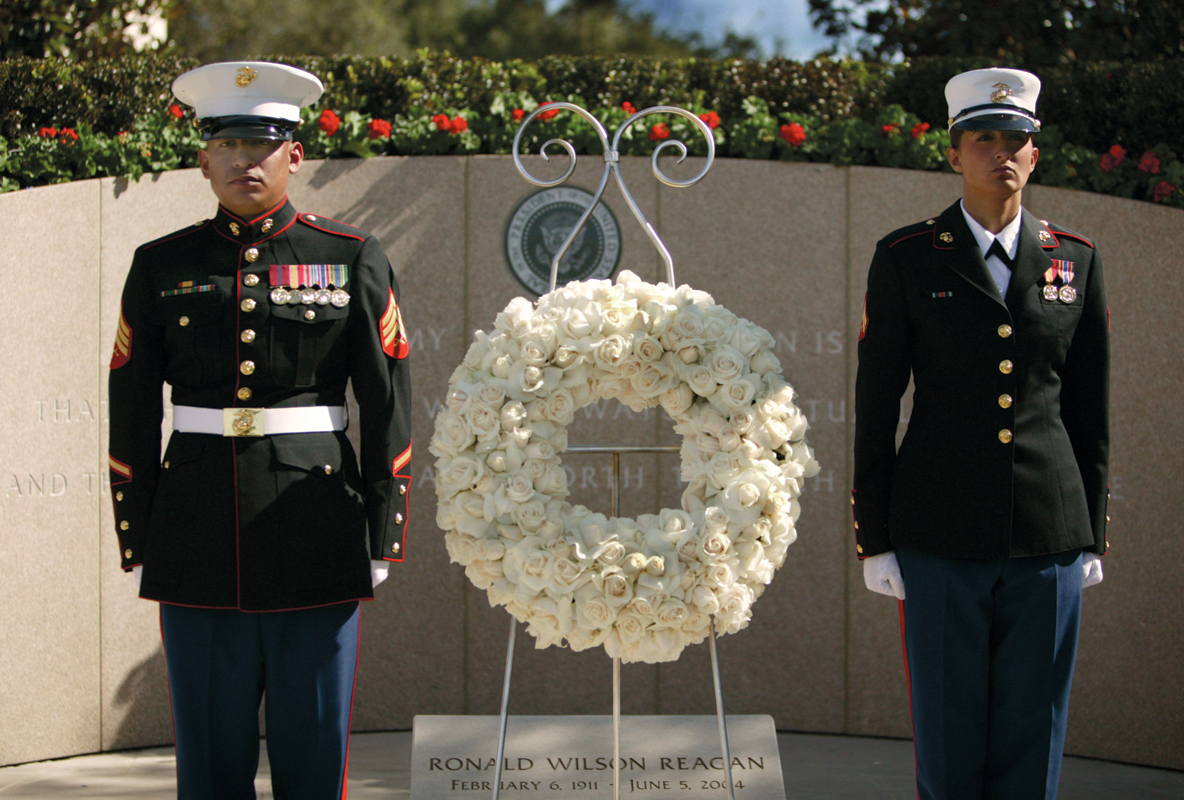
正装の男女下士官。
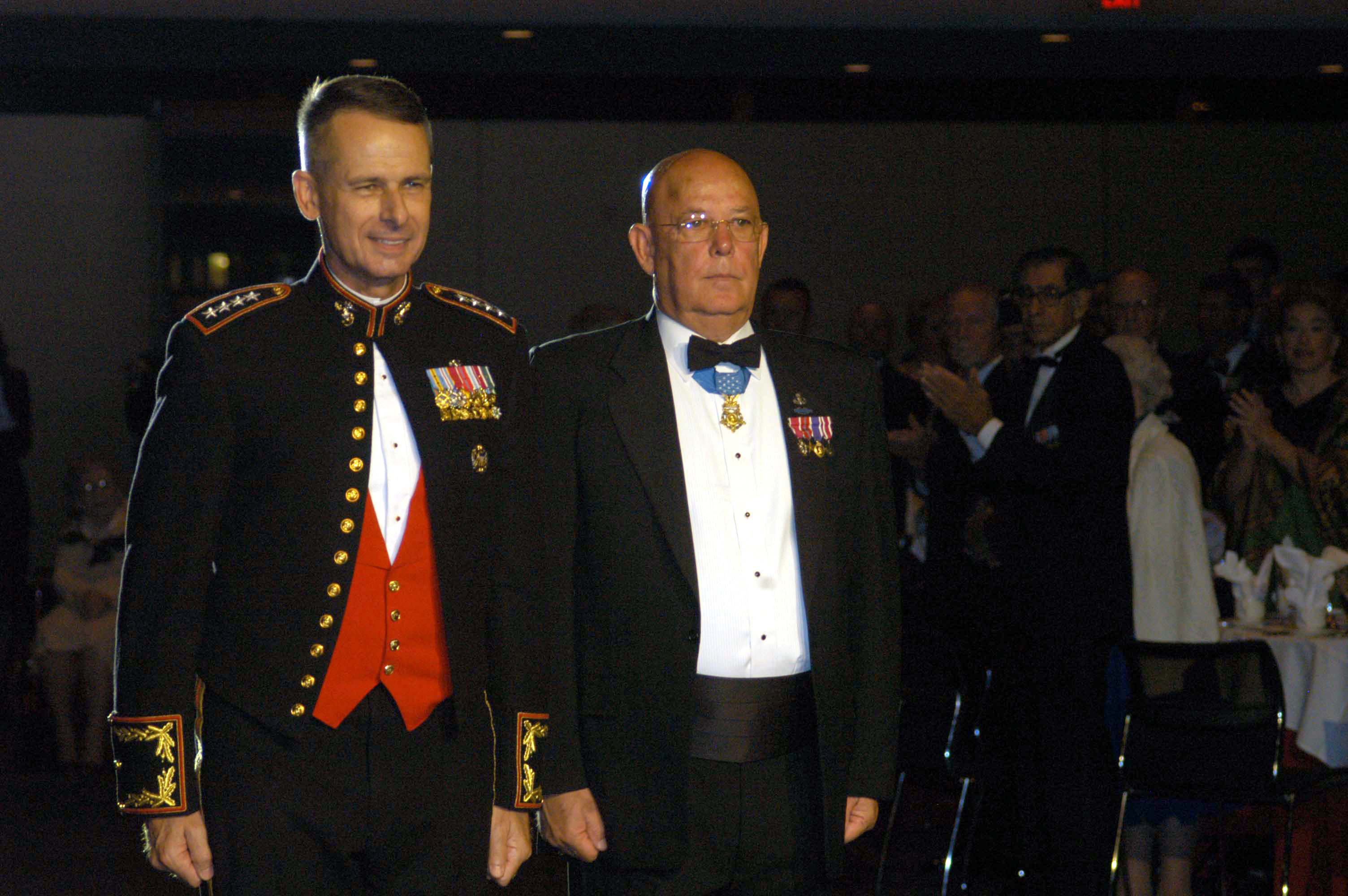
イブニングメスドレスの士官
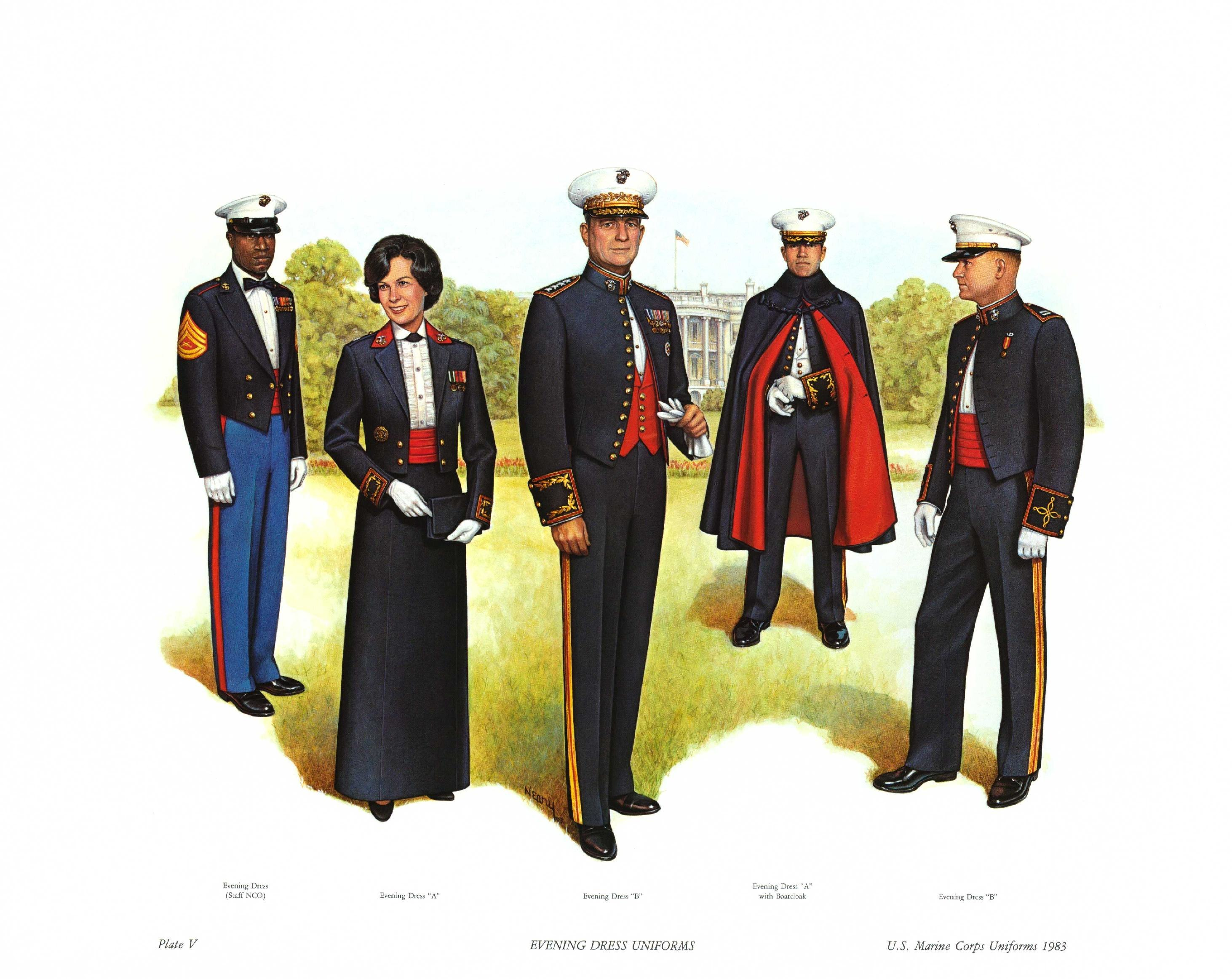
各種夜会服装。左から下士官と女性のメスドレス（ブラックタイ相当）。中央が士官のイブニングメスドレス（ホワイトタイ相当）。右2点が士官のメスドレス。同じ服にイブニングメスドレスでは赤いウェストコート、メスドレスでは赤いカマーバンドを着用。
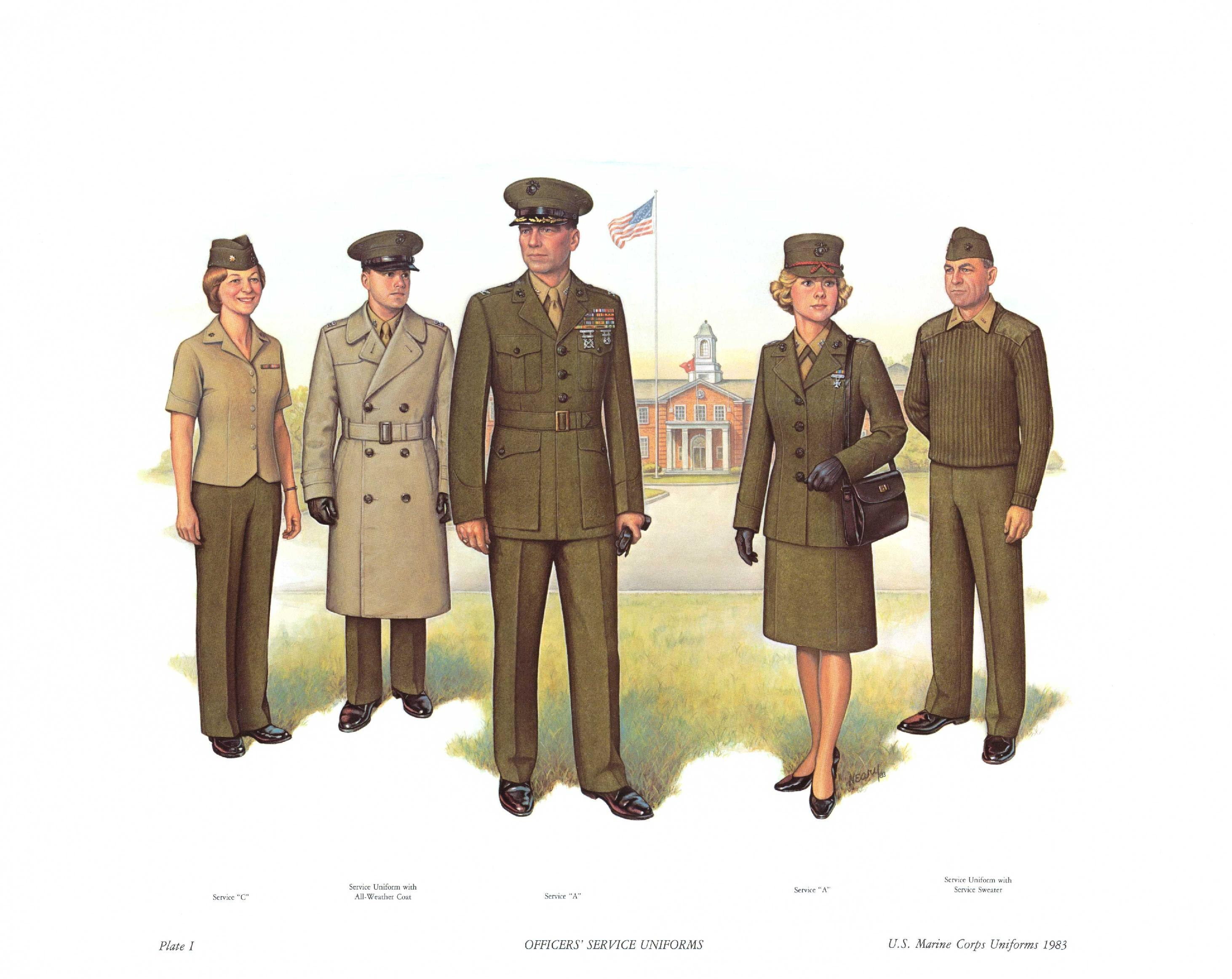
米海兵隊士官の通常勤務服
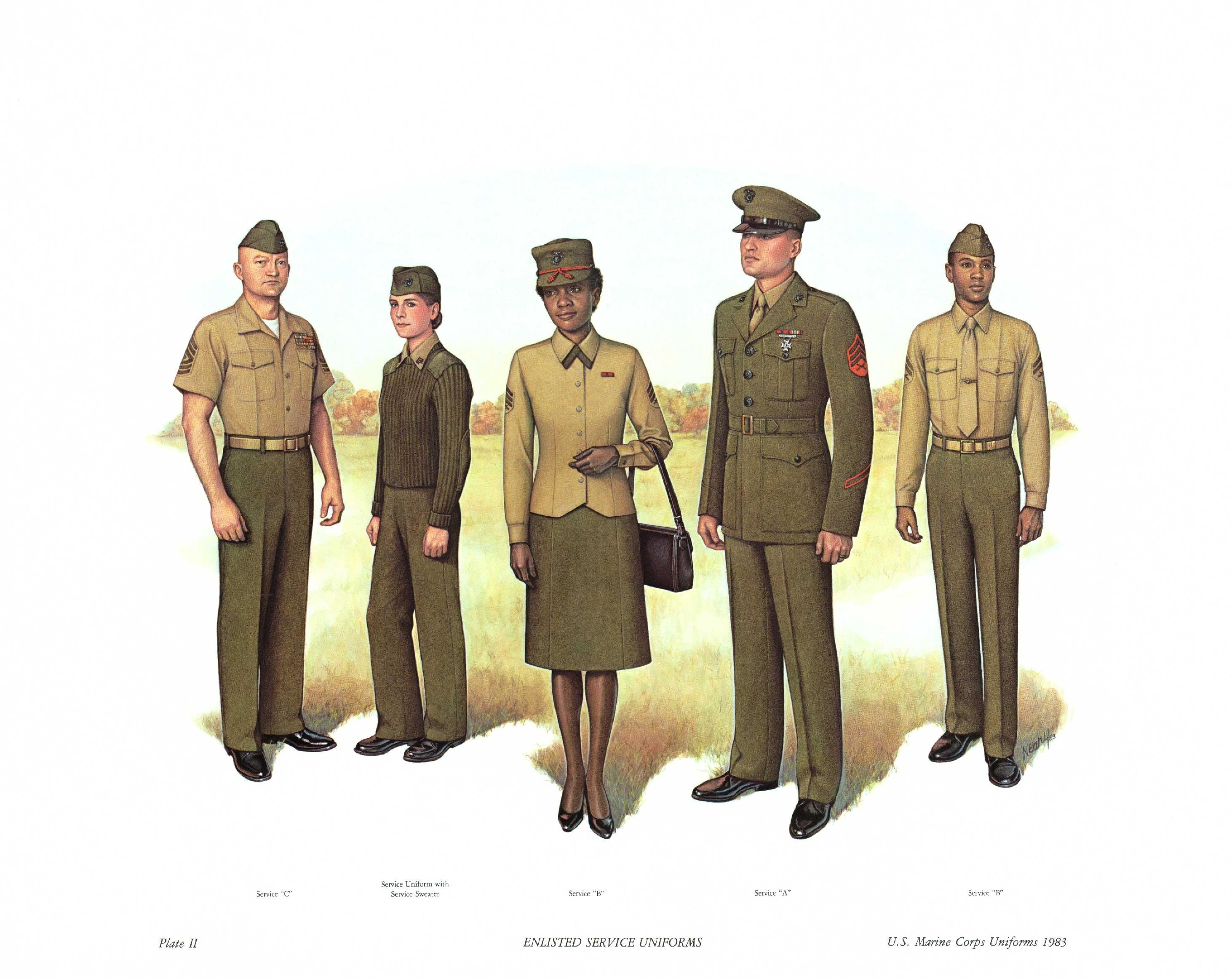
米海兵隊下士官兵の通常勤務服
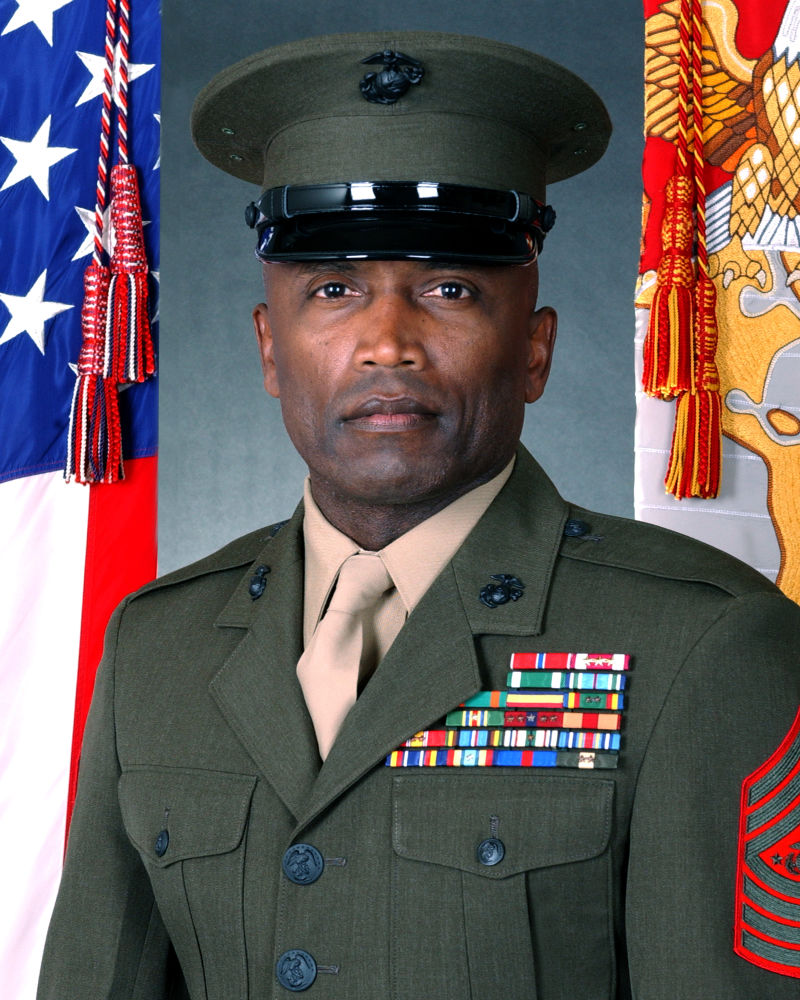
軍帽着用の海兵隊最上級先任曹長
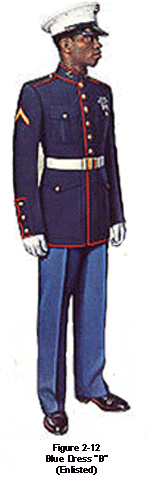
米海兵隊下士官兵の礼服（ブルードレス）
一等軍曹への名誉昇進で、ブルードレスを着るR・リー・アーメイ
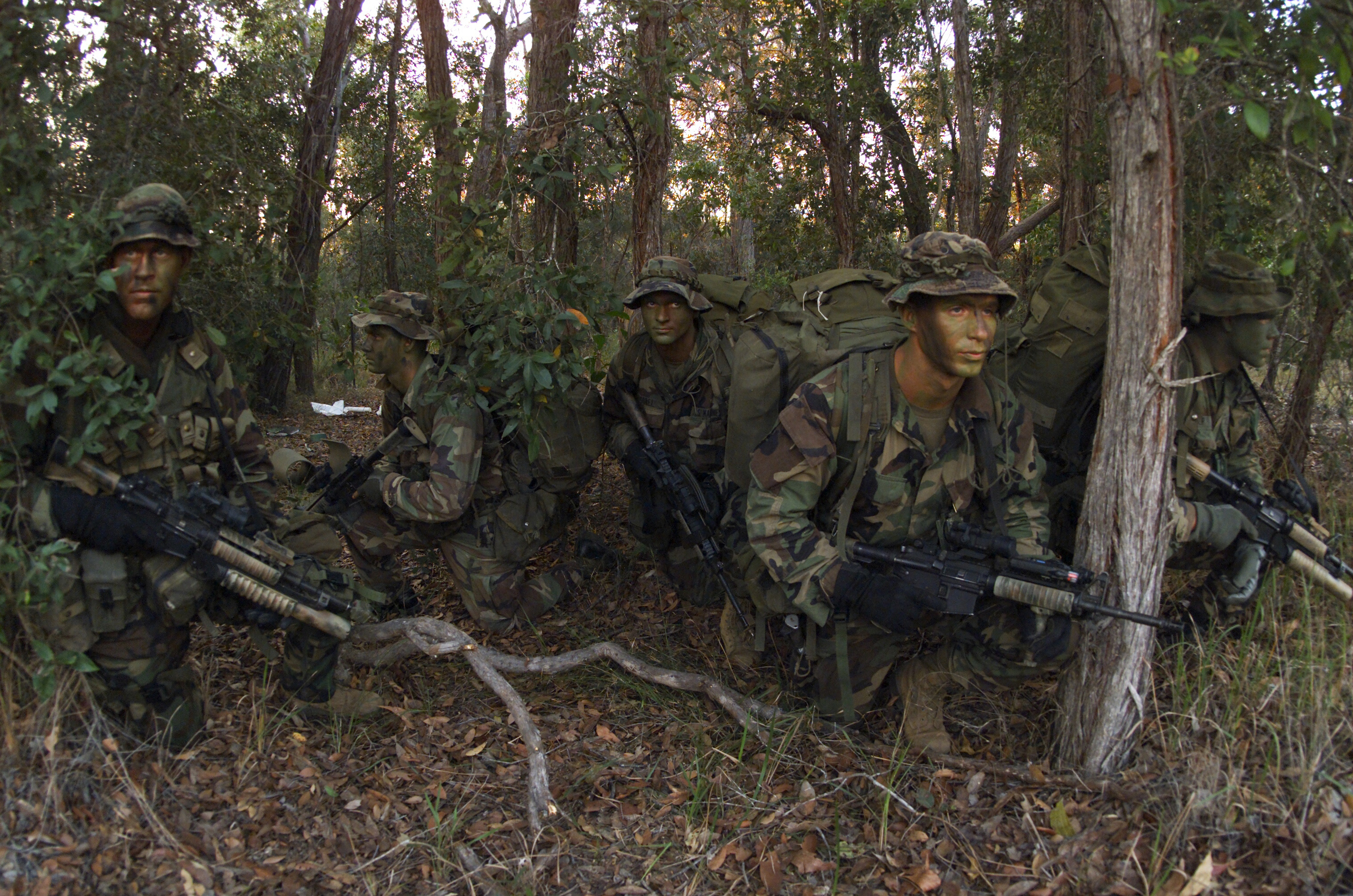
ブーニーハットを被り森に潜む訓練中の兵士。2003年。
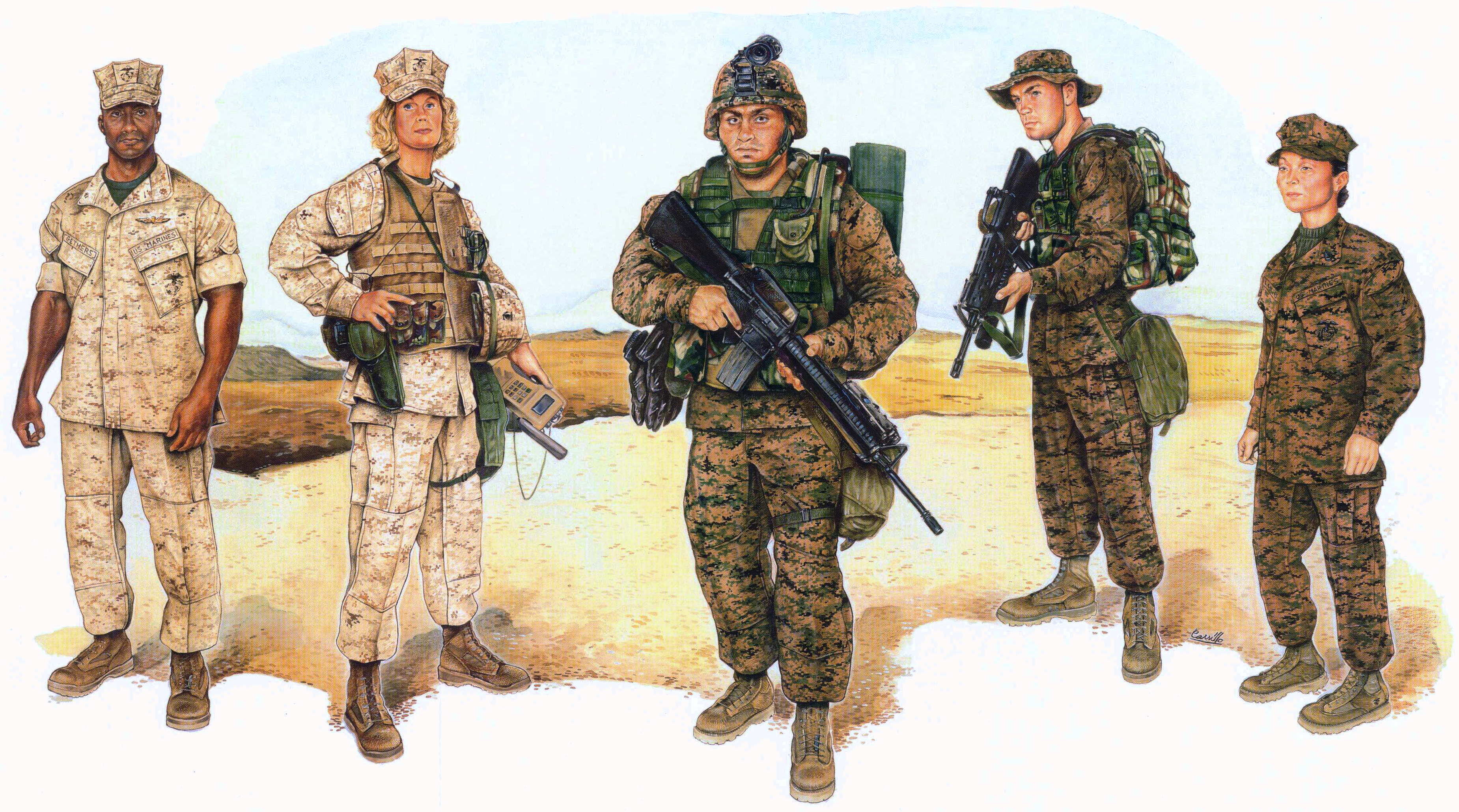
米海兵隊のデジタル迷彩パターン

## 宇宙軍
アメリカ宇宙軍では独自の制服が完成するまでは空軍の制服を使用する。